# 仏教美術
- 美術史 > 東洋美術史 > 仏教美術
- 宗教文化 > 宗教美術 > 仏教美術
- 仏教 > 仏教文化 > 仏教美術

仏教美術（ぶっきょうびじゅつ）は、仏教信仰に基づいた礼拝対象、あるいはそれら活動のための美術の総称である。これらには、仏陀や菩薩、実在・伝説上の尊格や尊者、祖師、または彼らの生涯（仏伝図）や伝説を描いたもの、曼荼羅や修行のための図像、さらに、ストゥーパや塔門、寺院などの建築や、金剛杵などの仏具が挙げられる。本項においては、仏教に関する芸術のうち、おもに視覚的なものについて解説する。
仏教美術は、釈迦入滅以降のインド亜大陸で興り、仏法（ダルマ）と僧伽（サンガ）が拡がるのと同様、仏教が伝来したアジア各地で発展した（#インド仏教美術）。インド北部から中央アジアを経由して、東アジアへと至り、北伝仏教美術が生まれた一方（#北伝仏教美術）、東南アジアでは主に南伝仏教の美術が生まれた（#南伝仏教美術）。インドでは、先行するバラモン教の理論を取り入れ、ヒンドゥー教やジャイナ教とともに洞窟寺院をつくったように、各地でも、在来宗教を取り込み、独自の発展をした。
日本語においては、明治期の日本で行われた欧米的な美術教育において「美術」の概念、およびその下位概念である「絵画」・「彫刻」・「工芸」が新たに輸入・導入されたことにより、仏像・仏画・仏具が日本美術のなかで仏教美術として捉えられるようになった（日本美術史）。

## インド仏教美術

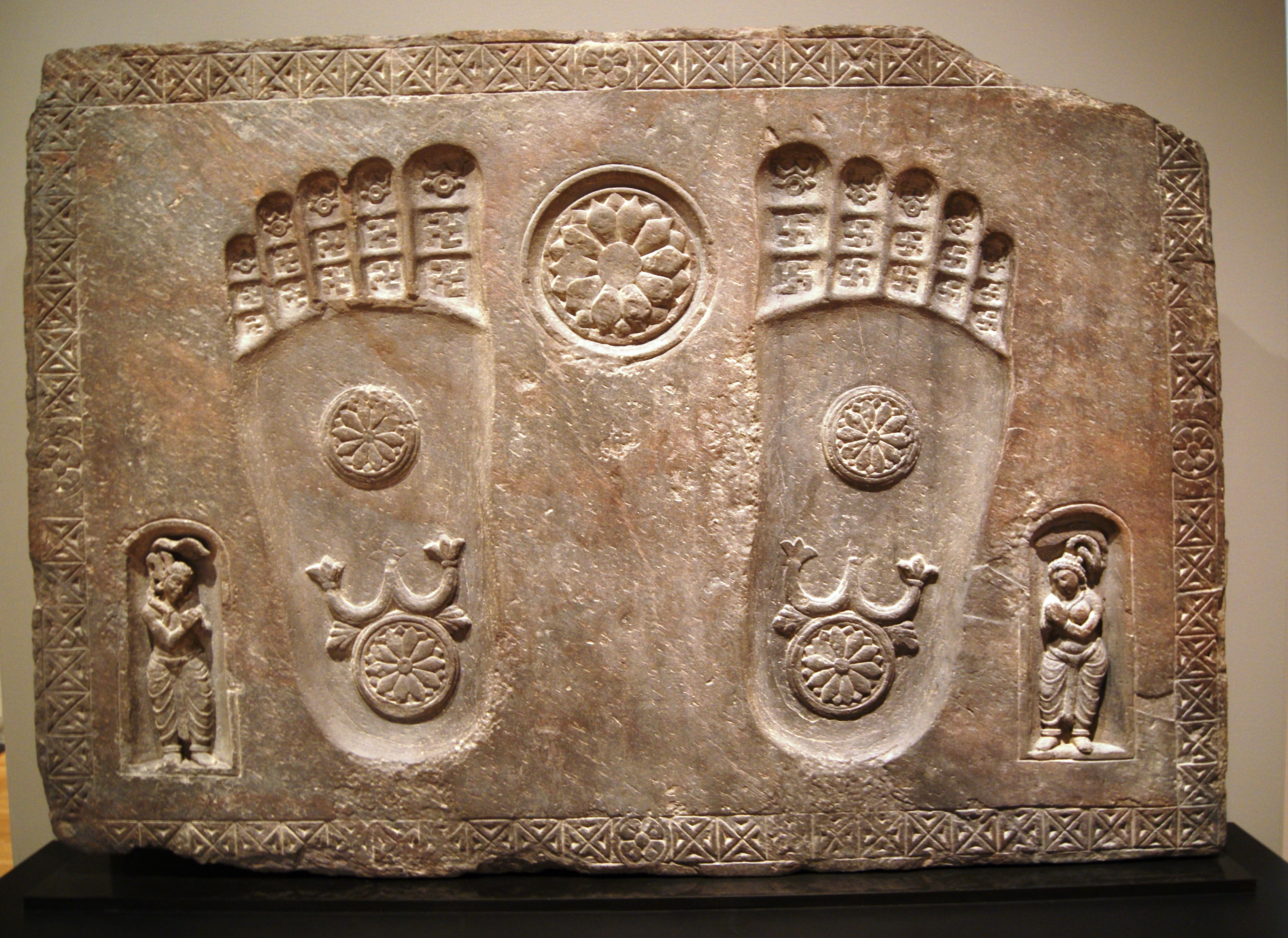
仏足石　クシャーナ朝　２世紀頃　コネチカット州、イェール大学美術館蔵

### 無仏像時代（紀元前5世紀 - 紀元前1世紀）

#### なぜ仏像は作られなかったのか？
最初期の仏教において、釈迦は人間の形で表されることはなく（不表現、英：aniconism）、仏教のシンボルによって描写された。理由については諸説あるが、主なものしては以下のようなものが挙げられる。
1. 仏教以前に主流であったバラモン教が偶像を必要としなかったので[注釈 2]、造像の発想自体が無かった[9]。
2. 反偶像主義（英語版） - 釈迦入滅後数百年間は、「眼に見えるもの、手に触れるものは本質と異なる」という考えが主流であったので、釈迦を表現すること自体が忌避された。
3. 涅槃に至った仏陀は超人的な存在と考えられたので、象徴的に表現せざるをえなかった[注釈 3][10]。
4. 三十二相八十種好に特徴を全て再現するのが困難、あるいは再現するとグロテスクなものになるため[注釈 4]。

仏陀の可視的な人体表現が忌避されたことで、暗示的な象徴表現はより一段と洗練されていった（説話のシーンにおいて他の人物は人間として描かれていたにもかかわらずである）。この傾向は紀元2世紀まで続いた（下図参照）。
紀元前3世紀に石像が登場する以前、木像や金属像があったとの仮説もある。

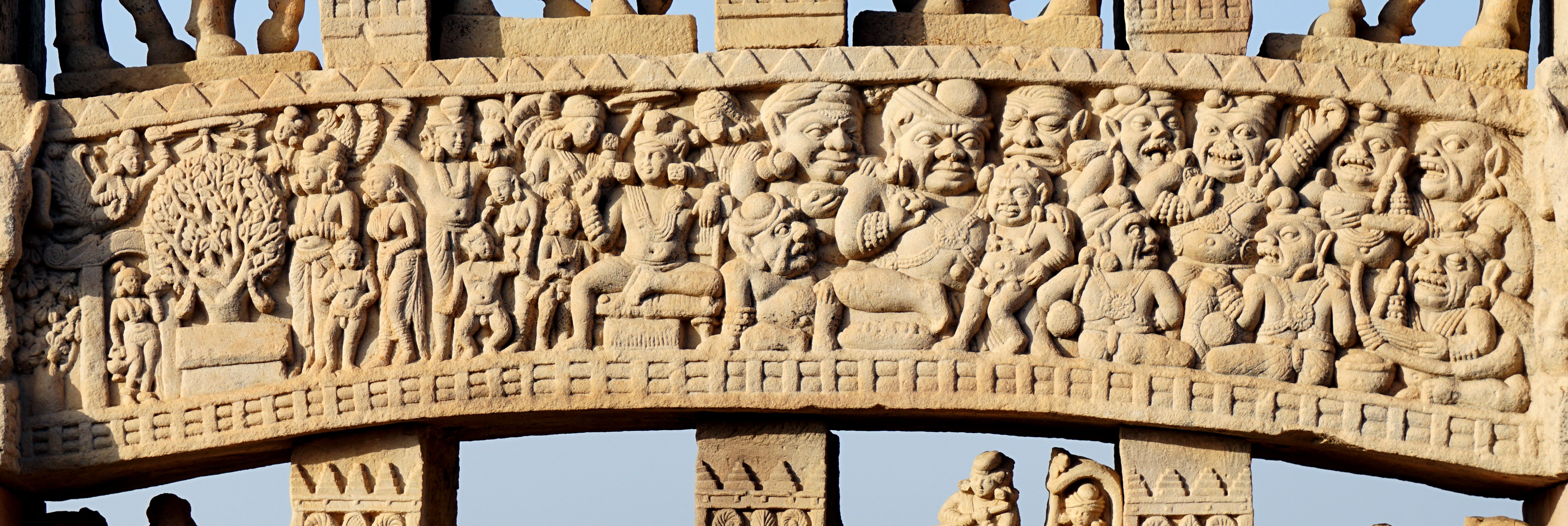
スジャーターの乳粥供養（左）と降魔成道（右）　1世紀　サータヴァーハナ朝　サーンチー第1塔北門欄楯　釈迦は左端に彫られている菩提樹によって暗示されている。

#### 仏像以前の仏教美術
初期仏教の時代は、建築や装飾美術において、後代の造像につながる様式が確立された。ストゥーパは、釈迦の墓であり、ダルマの象徴であり、涅槃へ達した釈迦そのものであり、したがって出家者・在家信者にとっては礼拝対象（チャイティヤ）であった。
インド亜大陸の大部分を版図に治めたマウリヤ朝の第3代アショーカ王(紀元前3世紀半ば)は、戦いでの傷心から仏に帰依し、入滅時に8基のストゥーパに分けられた舎利を分配し、8万4千ものストゥーパと、象・牡牛・馬・獅子を頂に抱いた石柱を築いたとされる。釈迦の彫刻は作られなかったものの、仏教由来でない、ヤクシャ、ヤクシーといった夜叉・善神像が制作された。
紀元前2世紀、マウリヤ朝はシュンガ朝によって滅ぼされ、北インドはふたたび混乱に陥った。地域的な安定は1世紀にクシャーナ朝がこの地を統一するまで待たねばならなかったが、一方で、この混乱の時代にあっても仏教の波及と仏教建築（ストゥーパ）の発展は進んだ。また紀元前1世紀にかけて、釈迦の人生と説法を描いた仏伝図や、釈迦の前世を描いた本生譚（ジャータカ）を象徴した作品が作られるようになる。奉納を目的として石板やフリーズに彫られたこれらの図は、多くの場合ストゥーパの装飾の欄楯として用いられた。この頃の重要な作例としてはサーンチー第1塔の塔門浮彫（サータヴァーハナ朝）とバールフットの欄楯が挙げられる。

インドにおける仏教美術の最初期の作品は、紀元前1世紀にさかのぼる。ブッダガヤのマハーボディー寺院は、ビルマとインドネシアで同様の構造の寺院が建造された。スリランカ、シギリヤのフレスコ画は、制作年代においてアジャンタ洞窟のものよりも遡るとされている 。

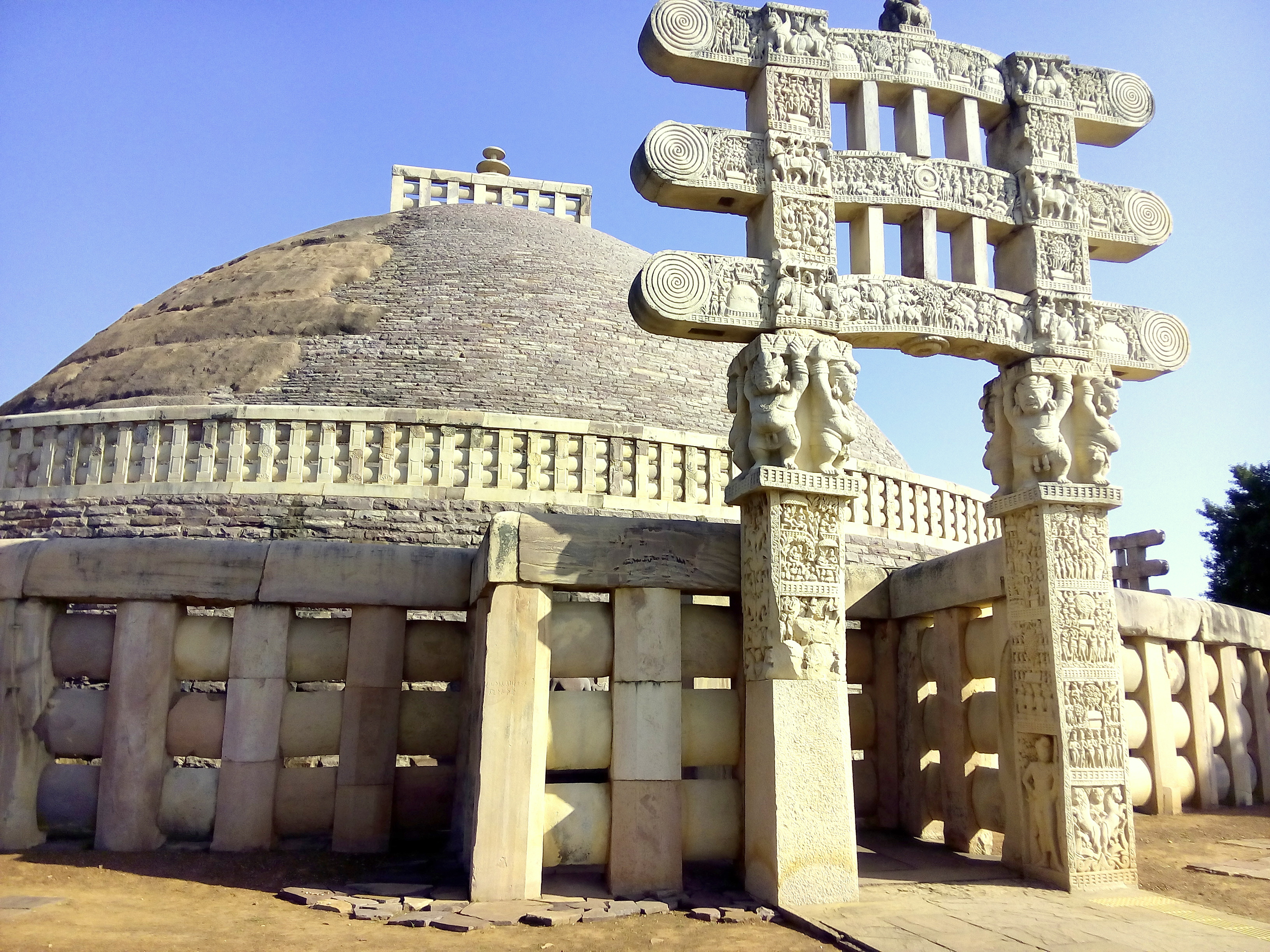
サーンチーの塔　紀元前２世紀から１世紀ごろ　建造から数世紀かけ段階的に増築が繰り返された。釈迦の遺骨（仏舎利）を安置するストゥーパの周囲四辺には塔門（トーラナ）が配されている。インドにおけるこれらトーラナには、仏生図や本生図などが描かれた。
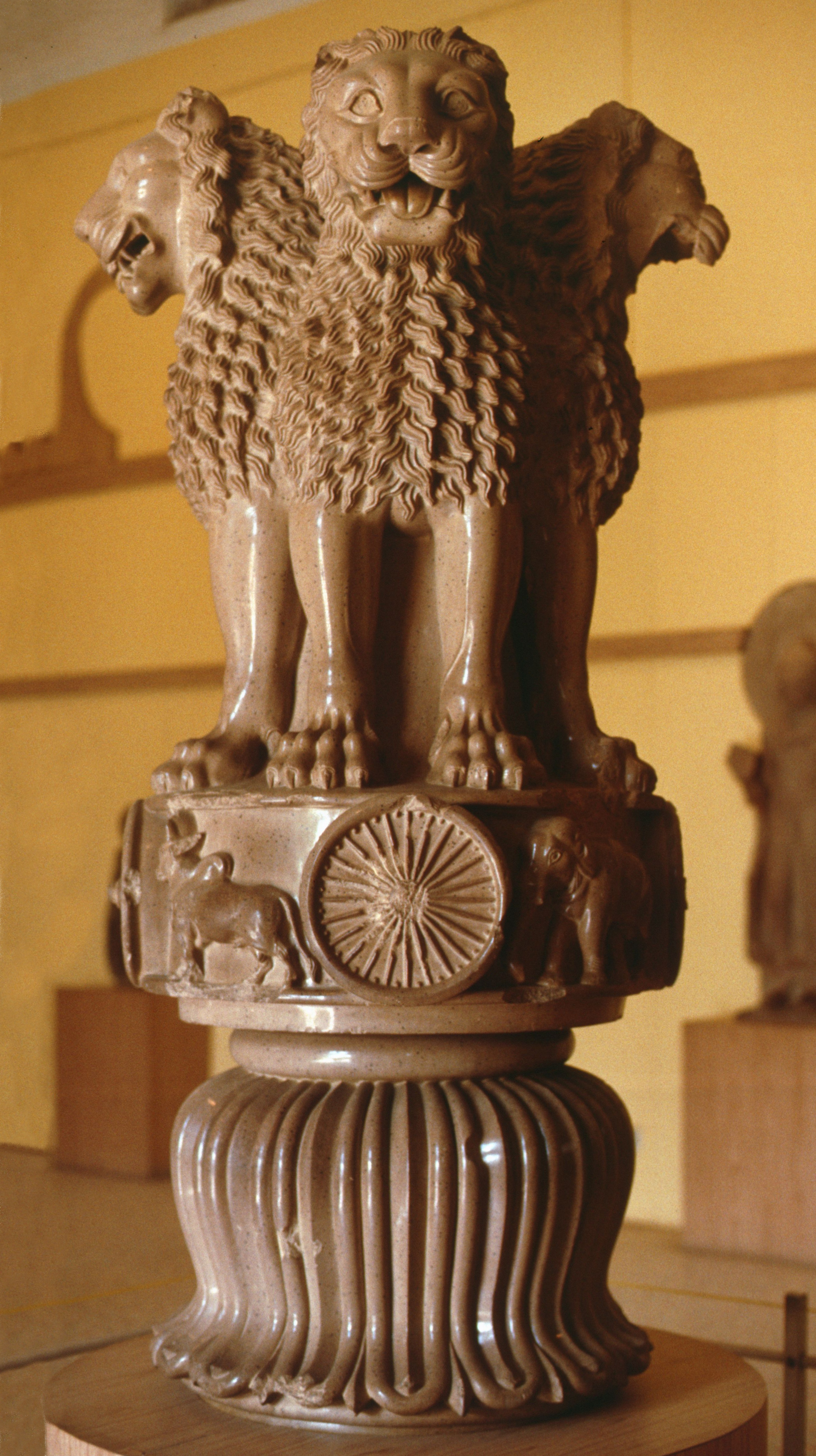
『アショーカの獅子柱頭』　アケメネス朝との交流に基づく、ペルシャ美術の影響が見られる。
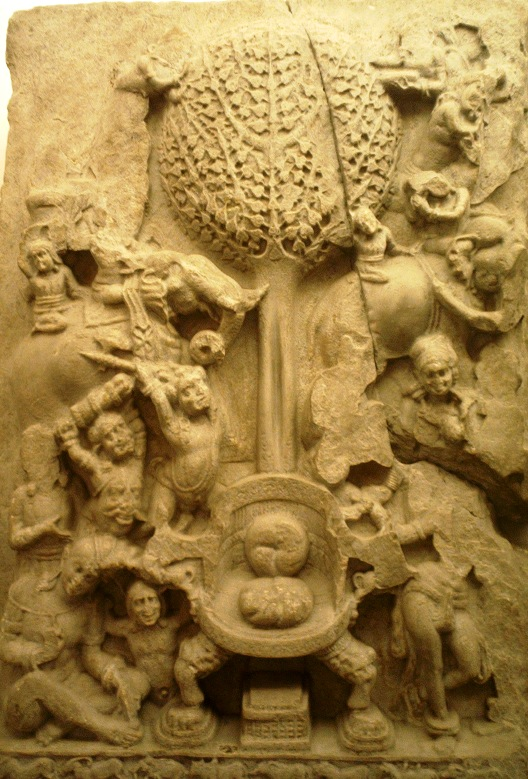
『降魔成道』　２世紀　古都アマラヴァティ（英語版）出土　ギメ東洋美術館蔵　瞑想中の仏陀をマーラが襲う。このレリーフにおいては、不可視である仏陀が空の玉座（英語版）で暗示されている。
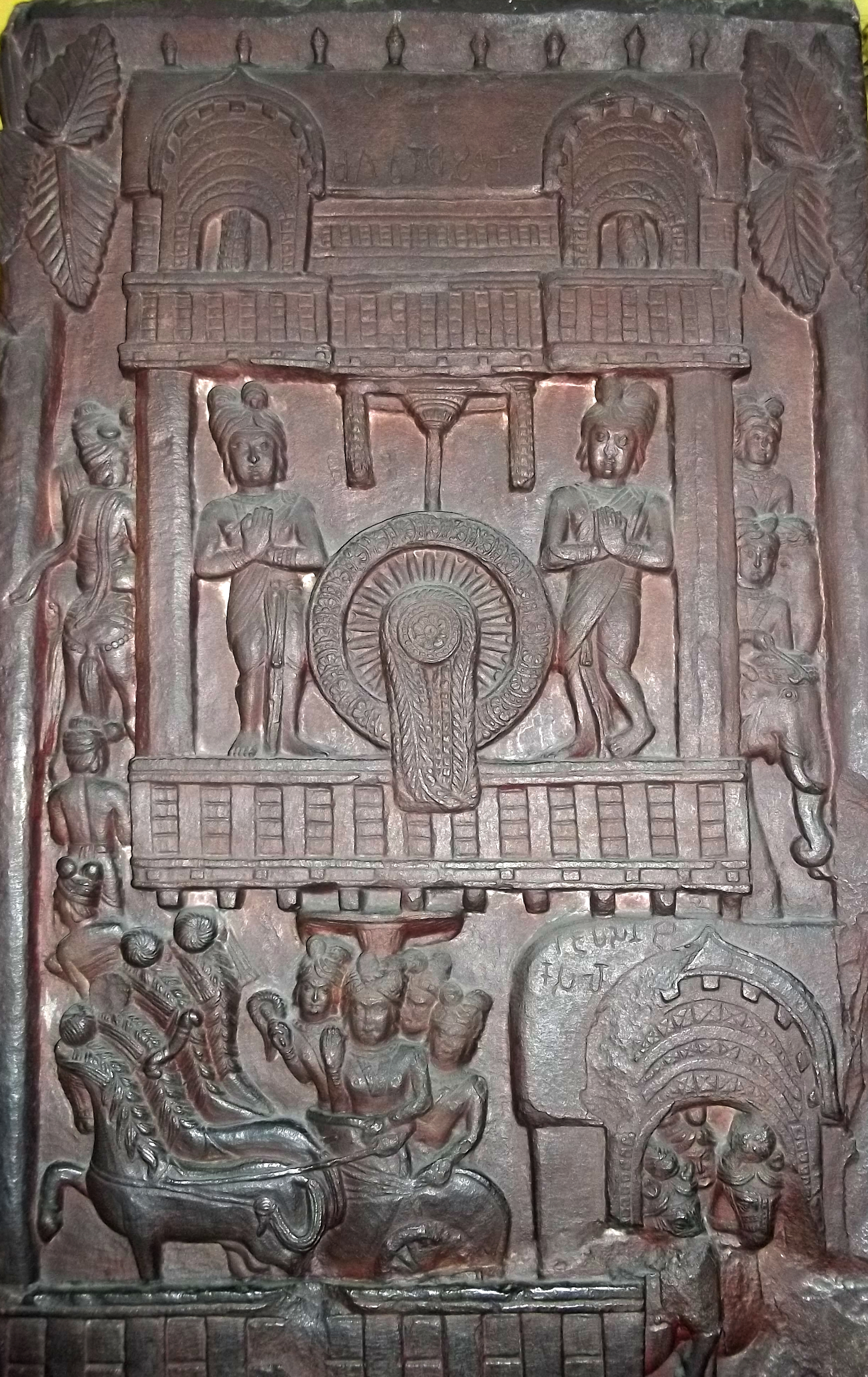
バールフット、プラセーナジット王と法輪のレリーフ

### 仏像時代（紀元1世紀 - 現在）

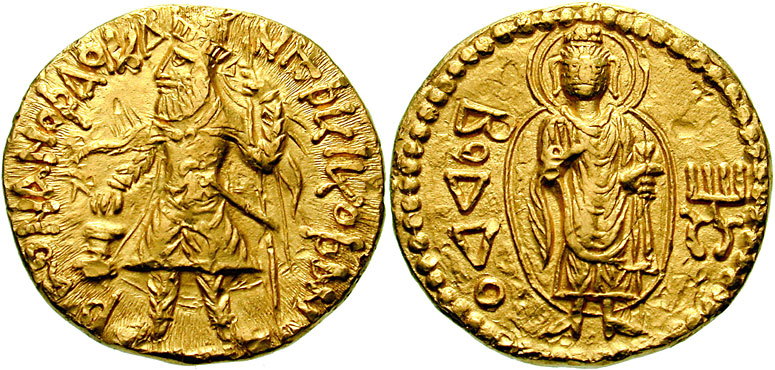
カニシカ王の金貨　2世紀　裏面には仏陀の肖像とギリシャ語で"ΒΟΔΔΟ"（ボッド、すなわち仏陀）と刻印されている。

2020年時点で、最古の仏像は、ガンダーラかマトゥラー産か、結論が出ていないが、イラン系の王朝、クシャーナ朝のカニシカ王（在位144年-171年頃）の治世には既に大量の仏像が制作されていたようである。カラチ博物館所蔵の『祇園布施図』は、正確な出土地が不明であることと、その様式からパルティア時代のガンダーラのものと判別できる点で、その典型的な例と言えよう。また、ガンダーラ地方とほぼ同時期に、北インドのマトゥラーと南東インドのアマラーヴァティーでも仏像の制作が始められた。

なお、初期仏教の末期に成立したとされる『増一阿含経』には造仏像の功徳を説く記述が存在する（優填王造仏像伝説）。ただし、これに対応するパーリ語経典『増支部』には、この記述は存在しない。

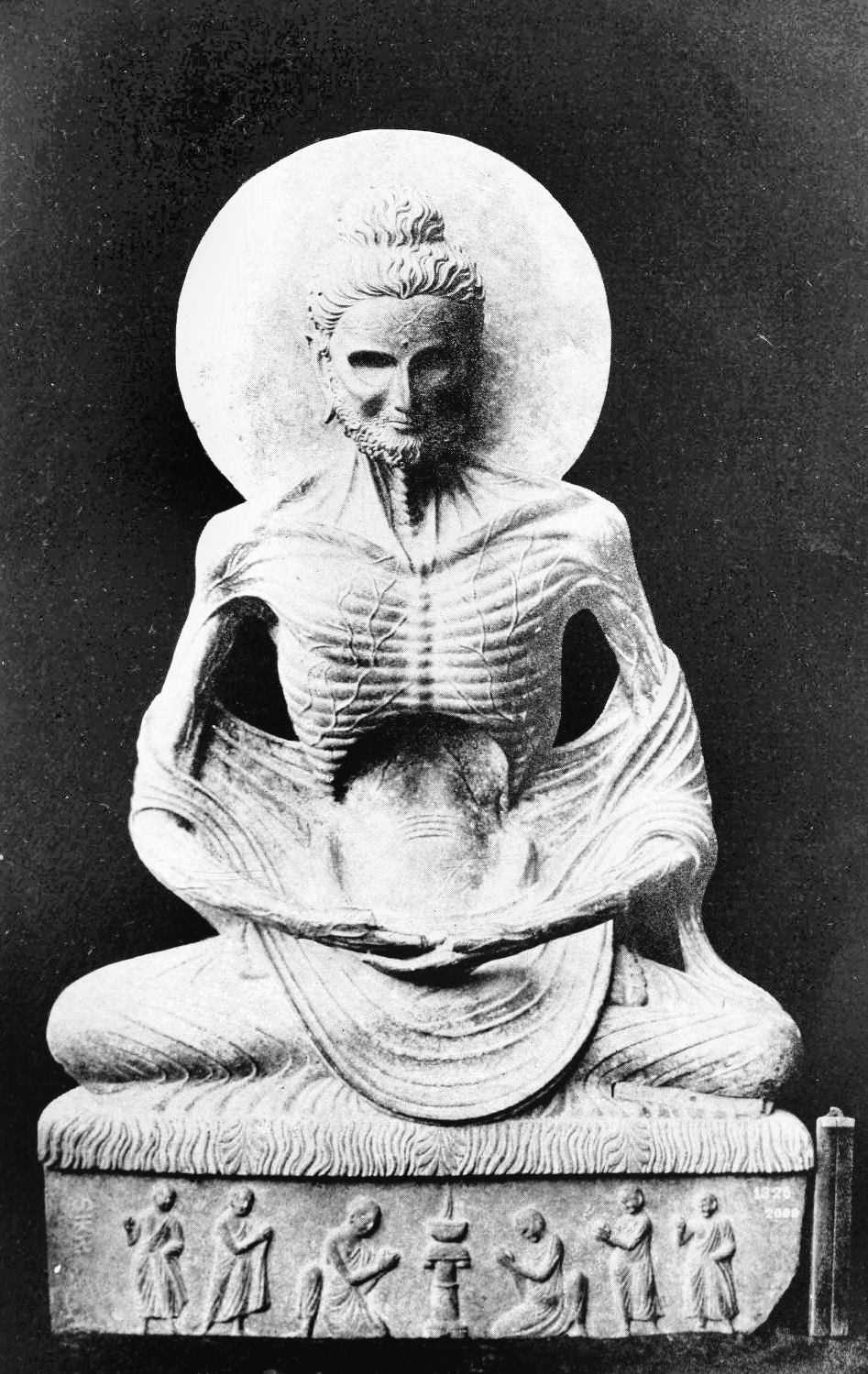
『仏陀苦行像』 カイバル・パクトゥンクワ州シクリ（Sikri）出土　ラホール博物館蔵

ヘレニズム文化は、紀元前4世紀のアレクサンドロス大王の征服によってガンダーラにもたらされた。 マウリヤ帝国の建国者であるチャンドラグプタ（在位紀元前321–298年）は、4世紀末のセレウコス・マウリヤ戦争でインド北西部のマケドニア領（サトラップ）を征服した。そのチャンドラプタの孫であるアショーカ王（在位紀元前268-232年）はインド亜大陸に覇を唱えたが、カリンガ戦争の後に仏教に深く帰依するようになった。以降対外拡張戦争に消極的となったアショーカは、法勅として石碑に刻ませた碑文に見られるようにマウリヤ帝国全体へ「法（ダルマ）の政治」の普及を目指しはじめた。アショーカ王は、法勅のなかでマウリヤ帝国領内のギリシャ人たちを仏教徒へと改宗させたと主張している：
……同様にして、ここ王の領土において、〔すなわち〕 ヨーナカ（ギリシャ人）、 カンボージャ、ナーバカ、ナーバパンティ、ボージャ、 ピティニカ、アンドラ、パーリンダにおいて、到る処で、〔人びとは〕天愛の法の教誡に従っている。—アショーカ王碑文
アショーカ王の時代には過去仏信仰がすでに始まっていた。初期の仏像美術において、歴史的な仏陀も過去七仏の一つである釈迦牟尼仏も（大乗仏教成立以降は阿弥陀仏も）、瞑想する仏陀として同様の表現方法が行われた。それゆえに、仏陀の周囲に施された装飾が文脈を理解し、どの仏陀であるか判別する上の鍵となる。

#### ガンダーラ（クシャーナ朝以前）
- 詳細はガンダーラ美術も参照

紀元前2世紀ごろにマウリヤ朝がシュンガ朝によって滅ぼされると、この混乱に乗じて、ヘレニズム国家であったグレコ・バクトリア王国やそれに続くインド・グリーク朝の諸王国が紀元前2世紀から1世紀にかけてインド北西部を支配する。 彼らの征服活動により、ギリシャ式仏教美術がインド亜大陸の他の地域へと広まることとなった。前2世紀中頃のインド・グリーク朝の王、メナンドロス1世（ミリンダ王）は、仏教の偉大な庇護者として知られ、のちには出家して阿羅漢果 を得たという。
また、この時代、紀元前1世紀には、上座部から分裂し教勢を増しつつあった説一切有部が、「心に感じられる一切のものは実在する」という、仏陀の偶像表現を許容しうる主張を行っていた。しかしながら、実際に人間の姿をとった釈迦像が確認できるのは1世紀末のことである。
紀元1世紀、北インドを統一したクシャーナ朝は、ガンダーラ地方のプルシャプラ（現代のパキスタン、ペシャワール）を都と定め、第3回仏典結集を主催し、この頃すでに盛んになっていた大乗仏教・菩薩信仰を保護した。
初期のガンダーラの仏教美術には、その人体表現や装飾表現においてヘレニズムがインド美術に及ぼした影響をうかがうことができる。これらの仏像は、それまでインドで作られていた像よりも遥かに大きく作られ、写実的な表現が試みられた。波打つ髪やコントラポスト、通肩、靴、サンダル、アカンサスによる装飾などは、ヘレニズム下のギリシャや古代オリエント由来のものである。

2世紀頃までのガンダーラでは、信仰対象というよりも修行の励みとするため仏伝図や釈迦の独尊像が作られていた。ところが、3世紀に入りアヴァローキテーシュヴァラ（観音）信仰やマイトレーヤ（弥勒）が始まると、現世利益のため、崇拝の対象としての仏像が作られるようになる。

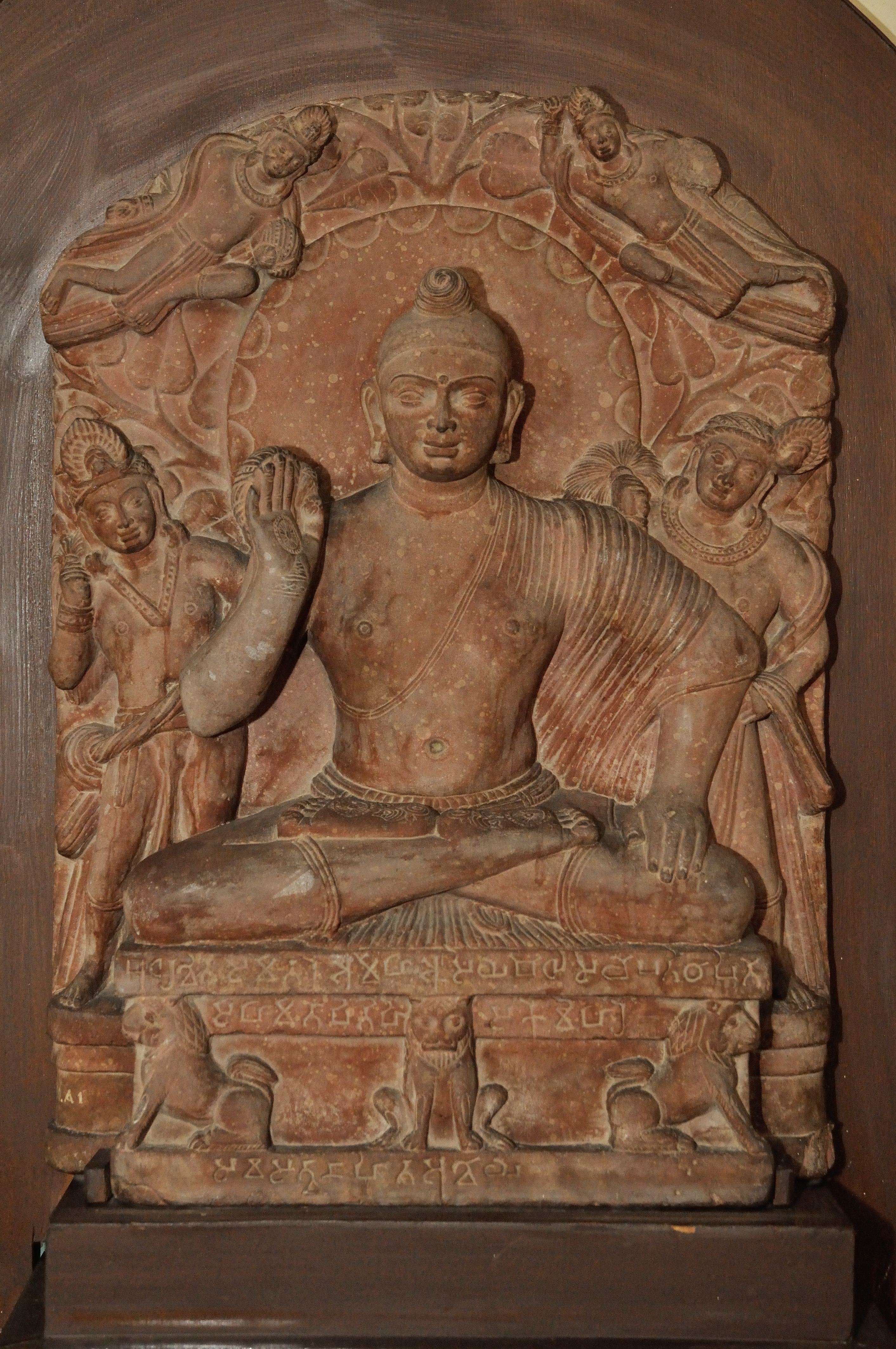
マトゥラー様式の仏像　北クシャトラパ（インド・スキタイ王国）　1世紀末頃

#### マトゥラー

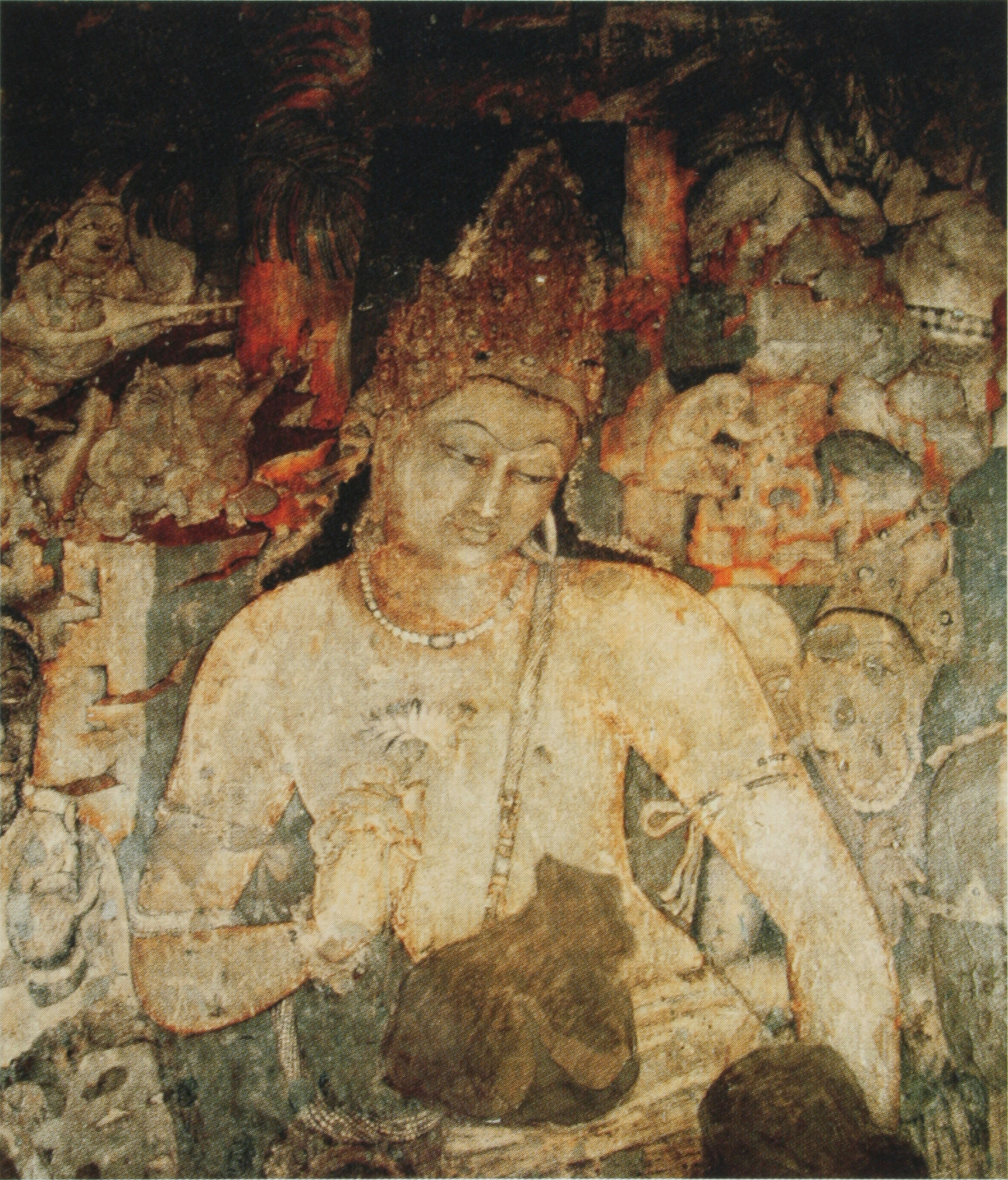
『守門神（蓮華手菩薩）』アジャンター石窟第1窟　5世紀　アジャンターの石窟に描かれた壁画は、総体としてはこのような尊像よりも、説話図や装飾画の方が割合としては大きい。

紀元前から紀元後1世紀のマトゥラーは、宗教都市であると同時に、ガンジス川の支流ヤムナー川に面していたことから交易都市としても栄え、商業的に発展していた。紀元前2世紀にはシュンガ朝のプシュヤミトラの支配が及び、この間仏教は迫害された。おそらくはマウリヤ朝の影響を消し去ることが目的であったようだが 、 これによってマトゥラ東部の仏教美術は一度衰退した。1世紀後半、クシャーナ朝の支配がこの地へ及ぶと、マトゥラーは副都と定められ、多文化の交流する文化発信地の役割も果たすようになる。こういった状況のもとで、マトゥラーでは仏教美術がふたたび盛んになったのみならず、インド大陸の他地方にさきがけて最初期の仏像が制作された。北西インド、ガンダーラの影響を受けて造像が始まったという可能性も否定できないが、図像や造形、様式についてはヘレニズム由来ではなく、同地におけるマウリヤ朝以来の他宗派の芸術（ヤクシャ像、ヤクシー像[バラモン教]・ジナ像[ジャイナ教]）からの流れが色濃く、インド土着の表現がなされている。例として、頂髻相（頭頂部に巻き貝型の肉髻）、口髭があまり付けられないことなどが挙げられる。その一方、形式上の共通点も見られないわけではない。白毫相（白い毛房）、耳朶の垂下、手足の千輻輪相、頭光（神聖さを表す光の円盤）（これらは三十二相八十種好で挙げられる仏陀の身体的特徴である）などは、いずれもクシャーナ朝の都であったガンダーラ、マトゥラー両都市で、これらの要素を意識しながら制作が行われていたようである。

#### 後期石窟寺院美術
インドにおける初期仏教絵画の作例はほとんど遺されていない。だが、アジャンター石窟の後期の壁画は、480年頃までの比較的短い期間に残された作品群として、この時代の希少な仏教絵画の大部分を成している。これら作品の極めて洗練された描写は、明らかによく発達した伝統に基づいている。また、宗教的な主題だけでなく、宮廷内の華やかな様子や王と王妃が交歓している官能的な場面は、アジャンター石窟そのものが持っていた世俗性と、バラモン教からの民衆化・世俗化が進展しつつあったヒンドゥー教の美術と仏教美術の接近・融合を示唆している。
インドでは仏教美術はその後も数世紀にわたり発展し続けた。グプタ時代（4世紀から6世紀）には、マトゥラーの赤色砂岩彫刻はさらに進化し、仏教美術の造形は優美さと繊細さにおいて極致に達した。この時期には、マトゥラー様式の影響が及んだサールナートで白い砂岩が用いられた仏像が盛んに作られた一方、マトゥラーでも引き続き造像が続けられた。この時代の傑作、「初転法輪仏坐像」に見られるように、サールナート様式はマトゥラー様式と比べて相貌が穏やかになり、装飾もより一層繊細なものになった。サールナート様式は、後期石窟美術やナーランダーの仏像美術にも影響を与えた点でも重要といえる。

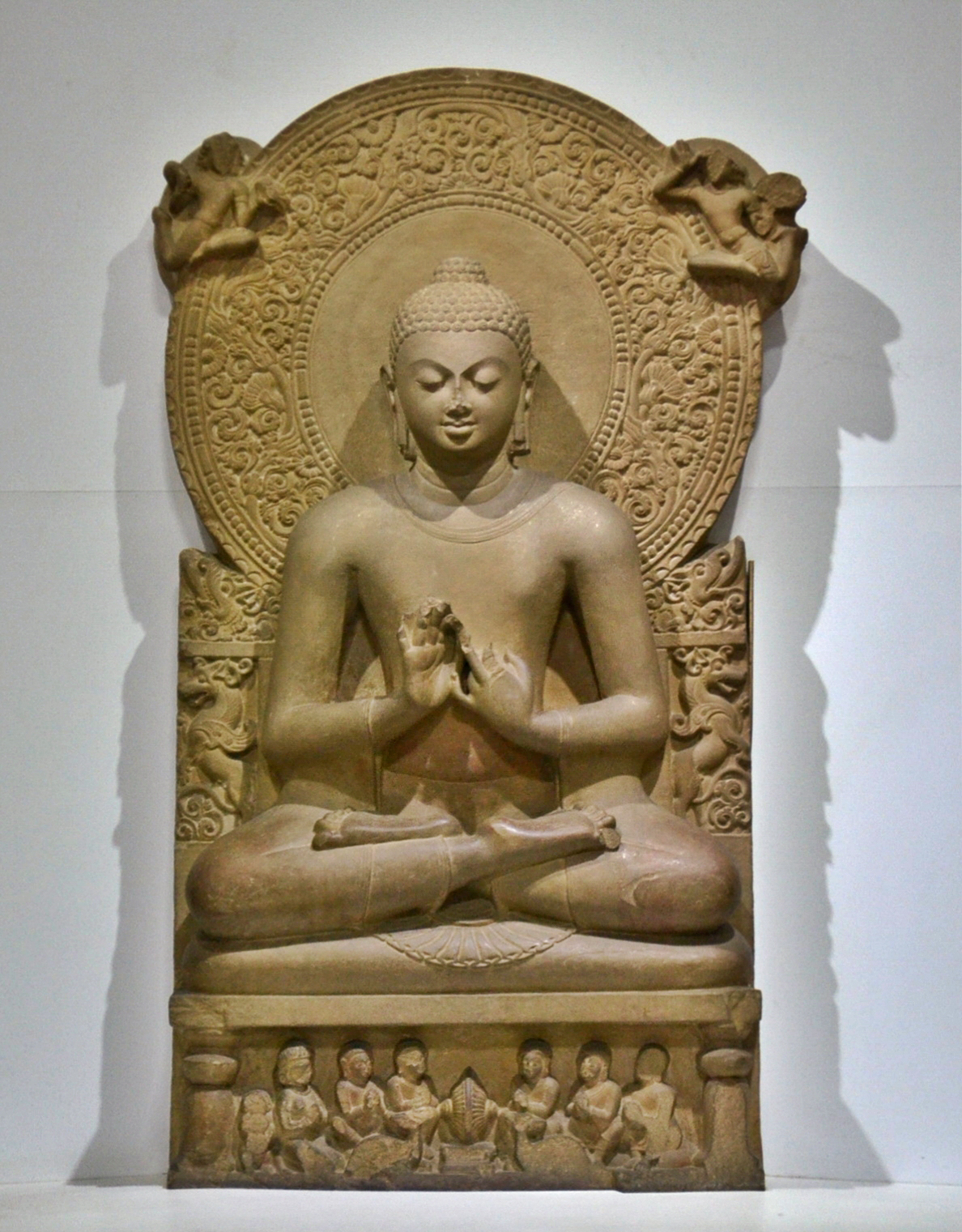
サールナート初転法輪仏坐像　サールナート　砂岩　5世紀末　サールナート考古博物館蔵

グプタ様式は、アジアのほとんどの地域に強い影響を及ぼした。12世紀末には、仏教は南アジアのなかではヒマラヤ地域でのみ栄えていた。が、これらの地域はその場所に助けられてチベットや中国とより密接に接触していた。例えば、ラダックの芸術と伝統はチベットと中国の影響を受けている。

### 密教の登場

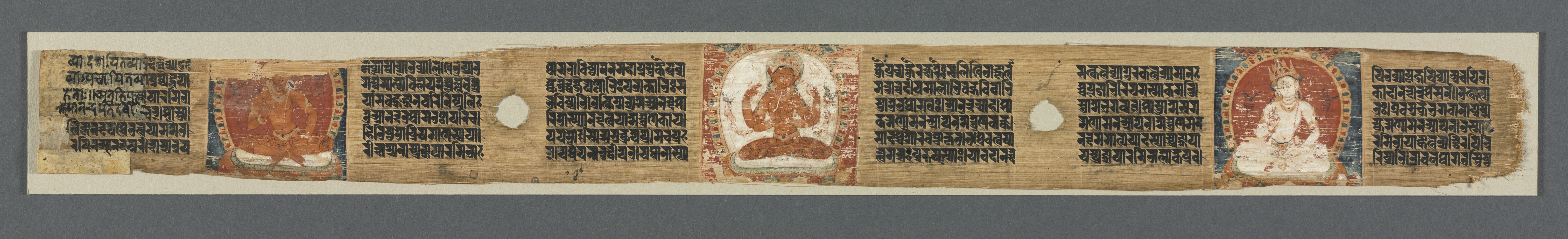
八千頌般若経　パーラ朝末期　1119年　貝葉　ヴィクラマシーラ大学（超戒寺）で制作　クリーブランド美術館蔵

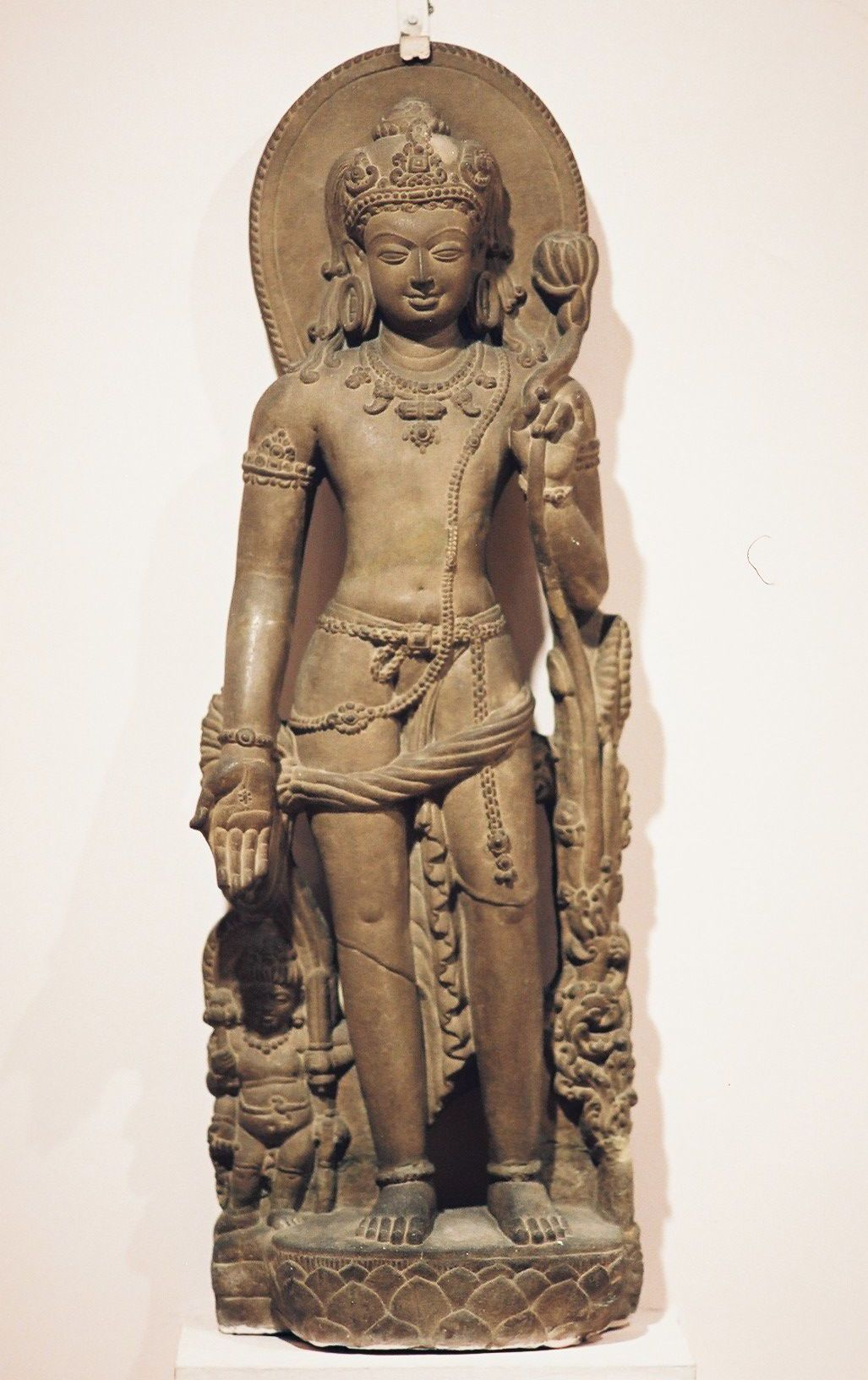
聖観音（アヴァローキテーシュヴァラ）像　9世紀　パーラ朝　北東インド、ビハール州・ナーランダ県出土

6世紀、ヒンドゥー教を国教としたグプタ朝 の北インド統一と、ローマ帝国の混乱に端を発する東西交易の退潮が起こる。これによって、インドの仏教は庇護者・檀家層の両者からの援護を以前ほどは受けられなくなった。また、商業・交易の衰退は、バラモンと農村地帯に基盤を置くヒンドゥー教の影響力を相対的に増加させることとなった。劣勢に立たされた仏教教団は、打開策として既存のヒンドゥー教やベンガル地方で勃興しつつあったタントラ、あるいはその他の民間信仰といった、他宗の儀式や習俗を取り込んでいく。密教の成立によって、インドにおける仏教美術は曼荼羅や動的な仏像を生み出した。インドにおける密教美術は、この地へのイスラーム勢力の侵攻が決定的となった13世紀初頭まで続いた。
密教が体系化されていくにあたって、儀礼の採用（護摩、真言や曼荼羅、印契）が図られた。その中で、密教美術と呼べるものとして登場したものが、儀式用の法具やマンダラであった。4世紀から6世紀頃までは、北方系と南方系、いずれの仏教においても、除災招福を目的とした日常的な儀礼・慣習としての呪術は行われていた。しかし、これらの儀式はあくまで悟りの追求とは目的を別としていた。ところが、6世紀から7世紀にかけて、これらの呪術の目的は現世利益的なものから正しい悟り・成仏（解脱）へと焦点が移される。また、4世紀から5世紀頃、ガンダーラの僧、世親が『倶舎論』の一章、世間品のなかで須弥山と宇宙について説いたことで、仏教においても宇宙観について議論が行われるようになった。これらの要因を背景として、瑜伽観法が成立し、また宇宙に充満する仏・菩薩・明王・諸天・鬼神にいたるまでをパンテオンとして視覚的に表した曼荼羅が登場したのである。なお、曼荼羅をはじめとした密教における「視覚芸術」は、布教や美的感覚を満足させるために制作されたわけではなく、色や形を通じて宇宙の本質性を表すことを目的に作られたことに留意しなければならない。中国や日本の密教においてはこの関係性は顧みられなくなったものの、その後のインド仏教やチベット密教においては引き続き重視された。8世紀に入ると、インドにおいては『大日経』系密教にかわって『金剛頂経』系の密教が主流となり、したがって、曼荼羅においても胎蔵界曼荼羅の作例は途絶え、金剛界曼荼羅、さらにこれを踏まえた無上瑜伽密教系の曼荼羅が制作されるようになった。インドやチベットで作られた、膨大なバリエーションを持つ無上瑜伽系の曼荼羅はいくつかの系統に大別することができるが、芸術・聖像学的な視点で見た場合、以下のような特徴をあげられる：
- ヤブユム（男女合体像）
- 忿怒形
- 多面多臂像[62]
- ヒンドゥーの神格[63]
- 構成において方形ではなく円形の多用、また三角形の登場[64]

仏教彫刻においても密教化は進んだ。6世紀中頃に造営が始まったアウランガーバード石窟では、建築構造や女尊表現、官能的な身体表現といったアジャンター以前には見られなかった特徴が確認でき、ヒンドゥー美術の影響の大きさと密教美術の萌芽を見ることができる。これは、彫刻史においても変化を意味した。動的な所作や豊かな肢体が表現されるようになったのは、古典的で内省・均整が特徴的なグプタ朝美術からバロック的な中世インド美術への移行であった。

11世紀末から始まったセーナ朝の時代は、インド亜大陸において仏教美術が盛んに制作された最後の時代であった。1203年にゴール朝の軍勢によってヴィクラマシーラ大学が破壊されると、同地における仏教の中心地を失った僧侶たちは他国へと移住・亡命し、インドにおける仏教美術は終焉を迎えた。

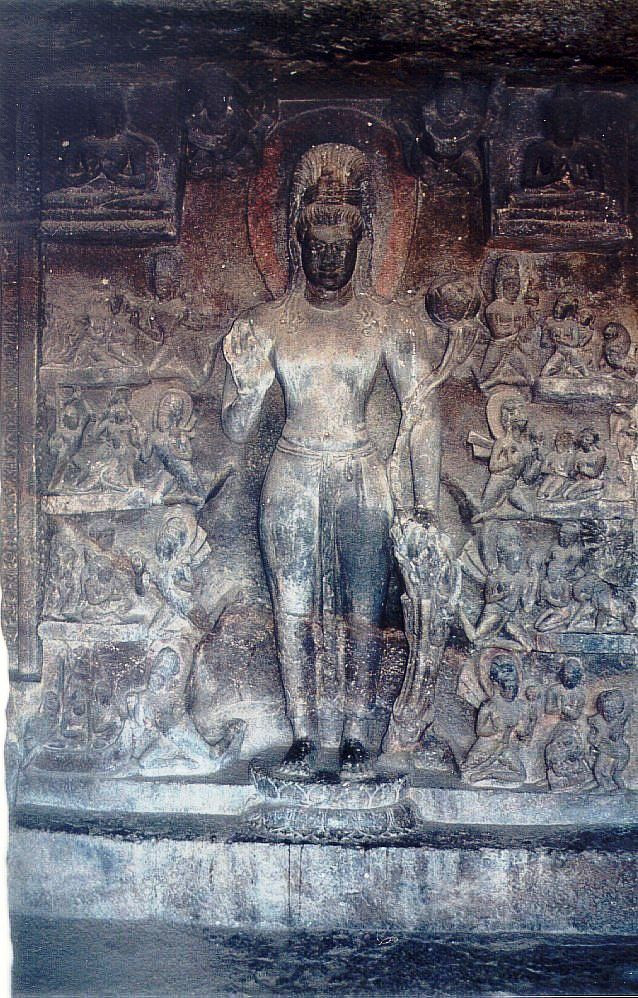
諸難救済の観音菩薩[67]　マハーラーシュトラ州アウランガーバード石窟第7窟　玄武岩　6世紀後半
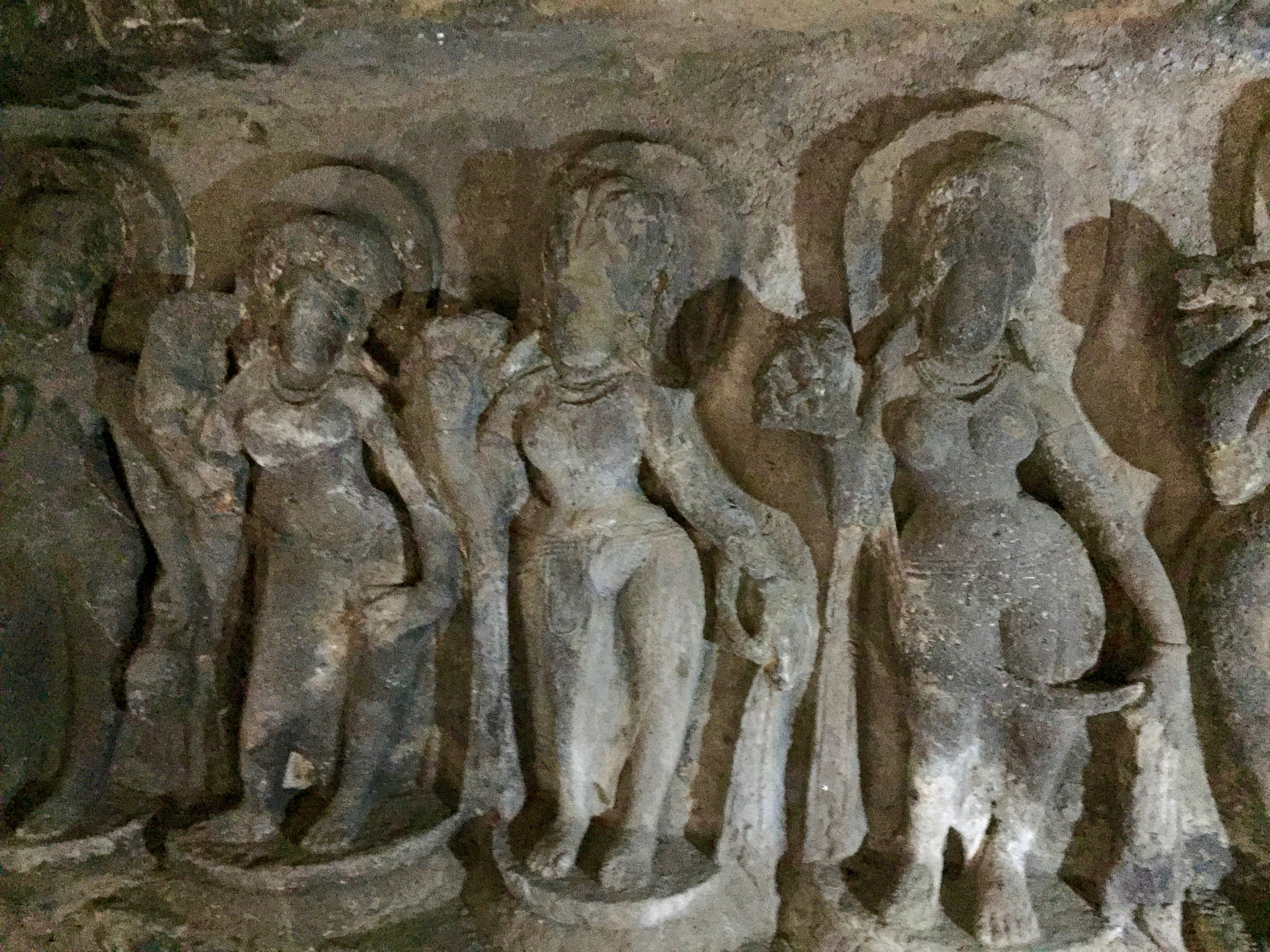
密教の女尊群　アウランガーバード石窟
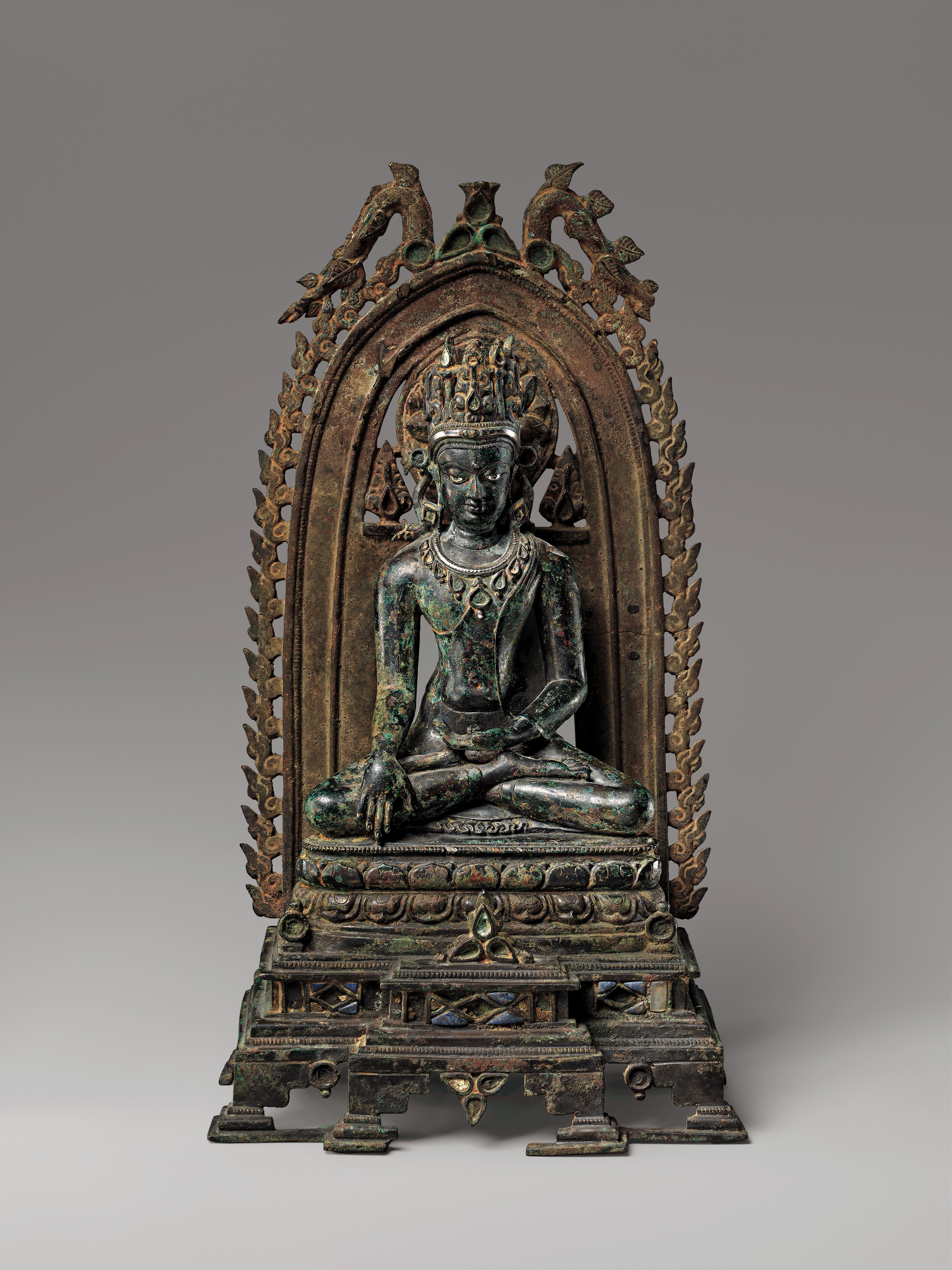
銅冠釈迦像　パーラ帝国（10世紀から11世紀）　ビハール州　メトロポリタン美術館蔵
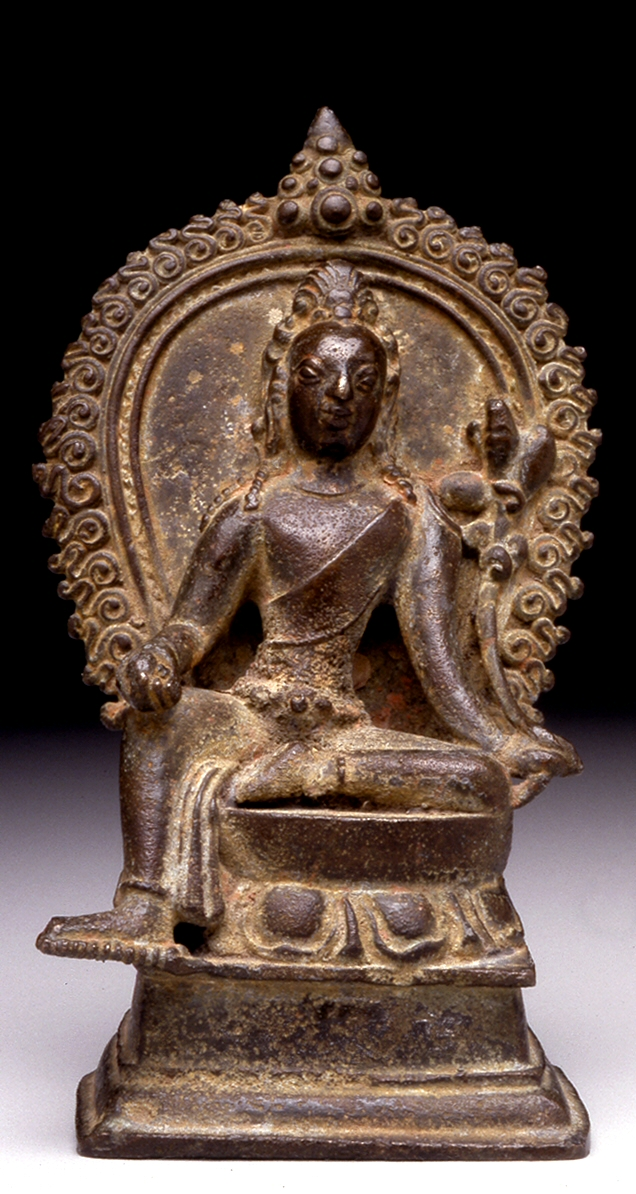
聖観音像　9世紀　青銅　バングラデシュ出土　メリーランド州ウォルターズ美術館蔵
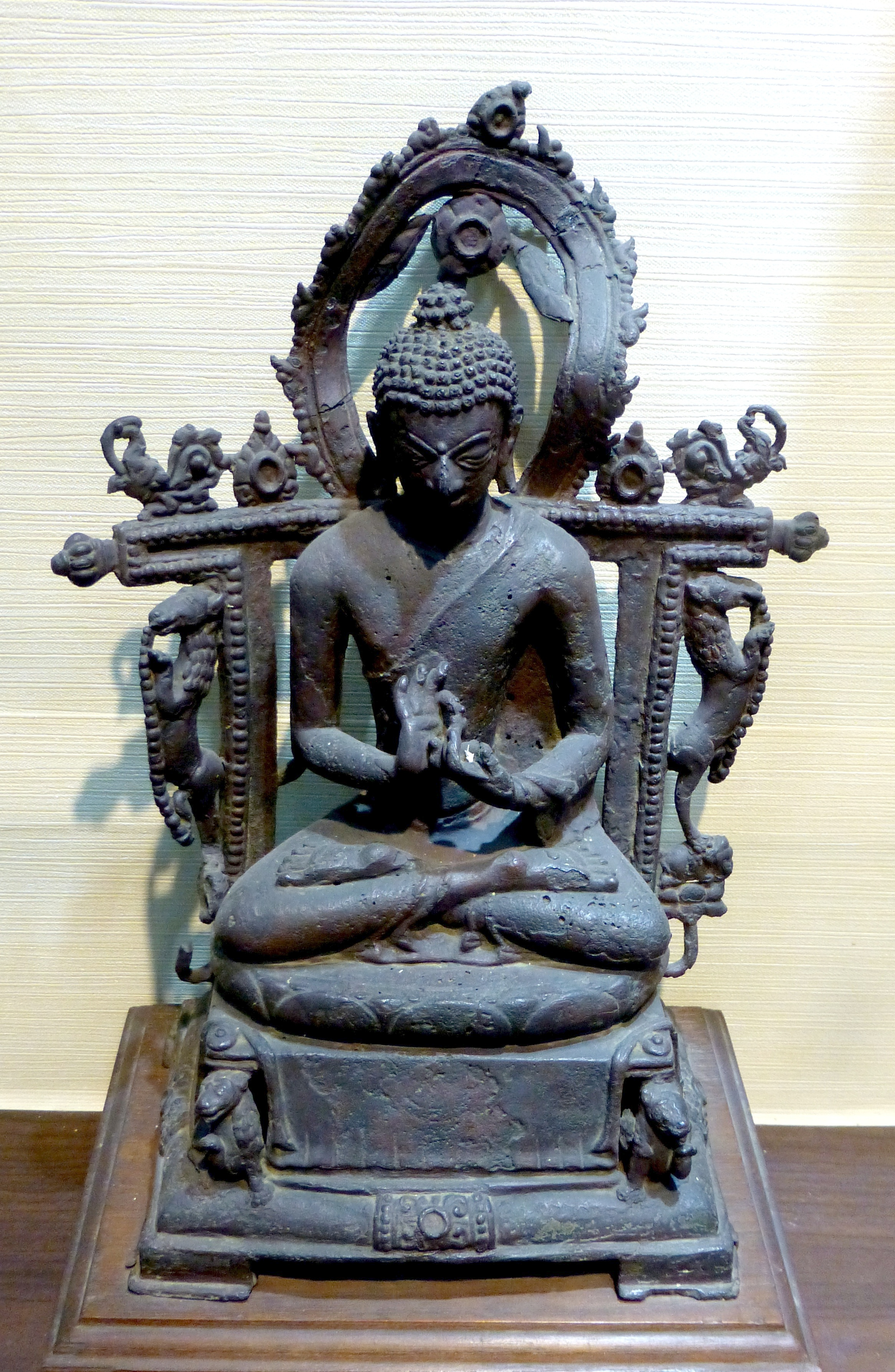
説法釈迦像　ナーランダ僧院出土　ビハール州パトナ博物館（英語版）蔵
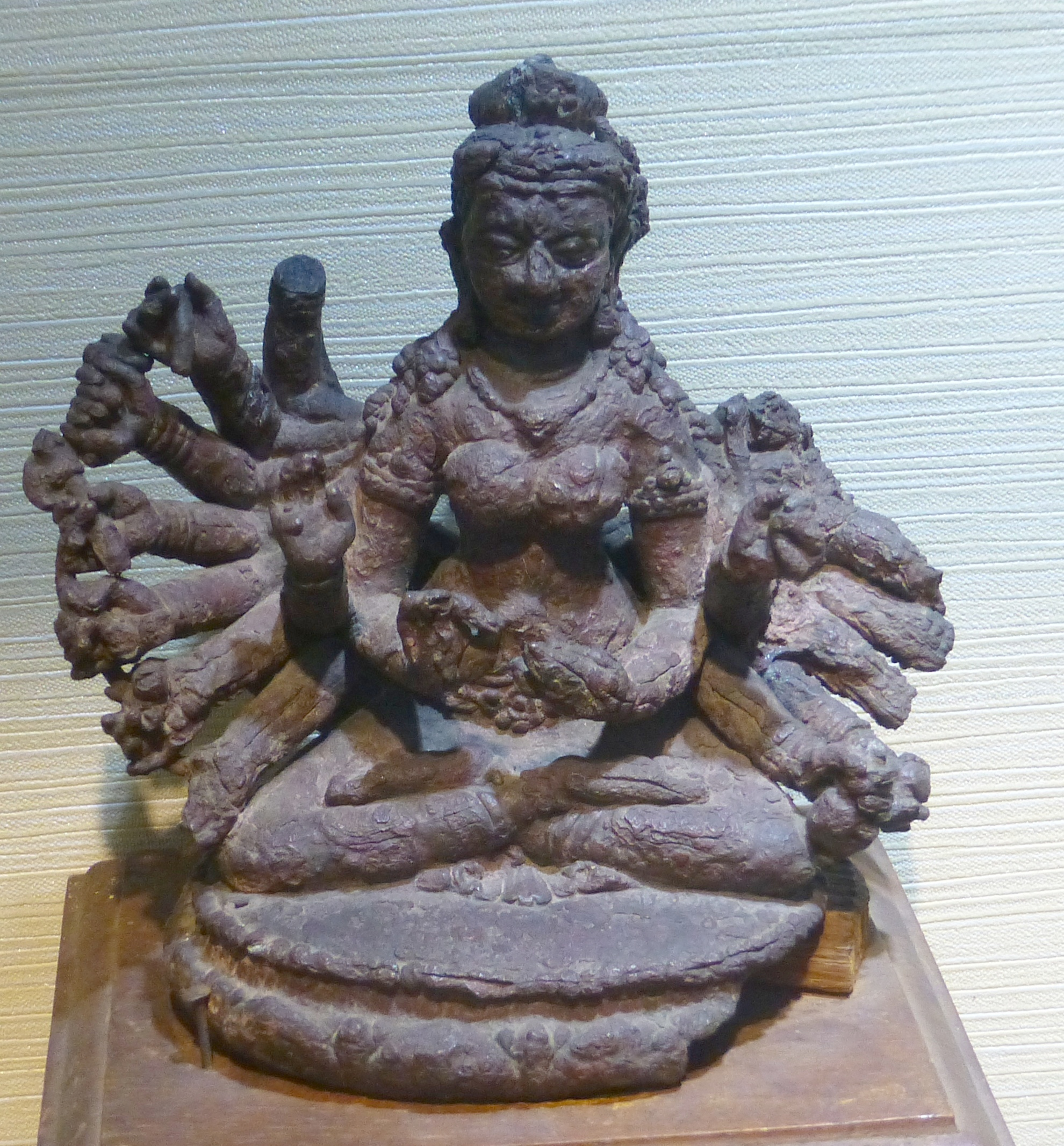
多羅菩薩像　ナーランダ僧院出土　ビハール州パトナ博物館（英語版）蔵
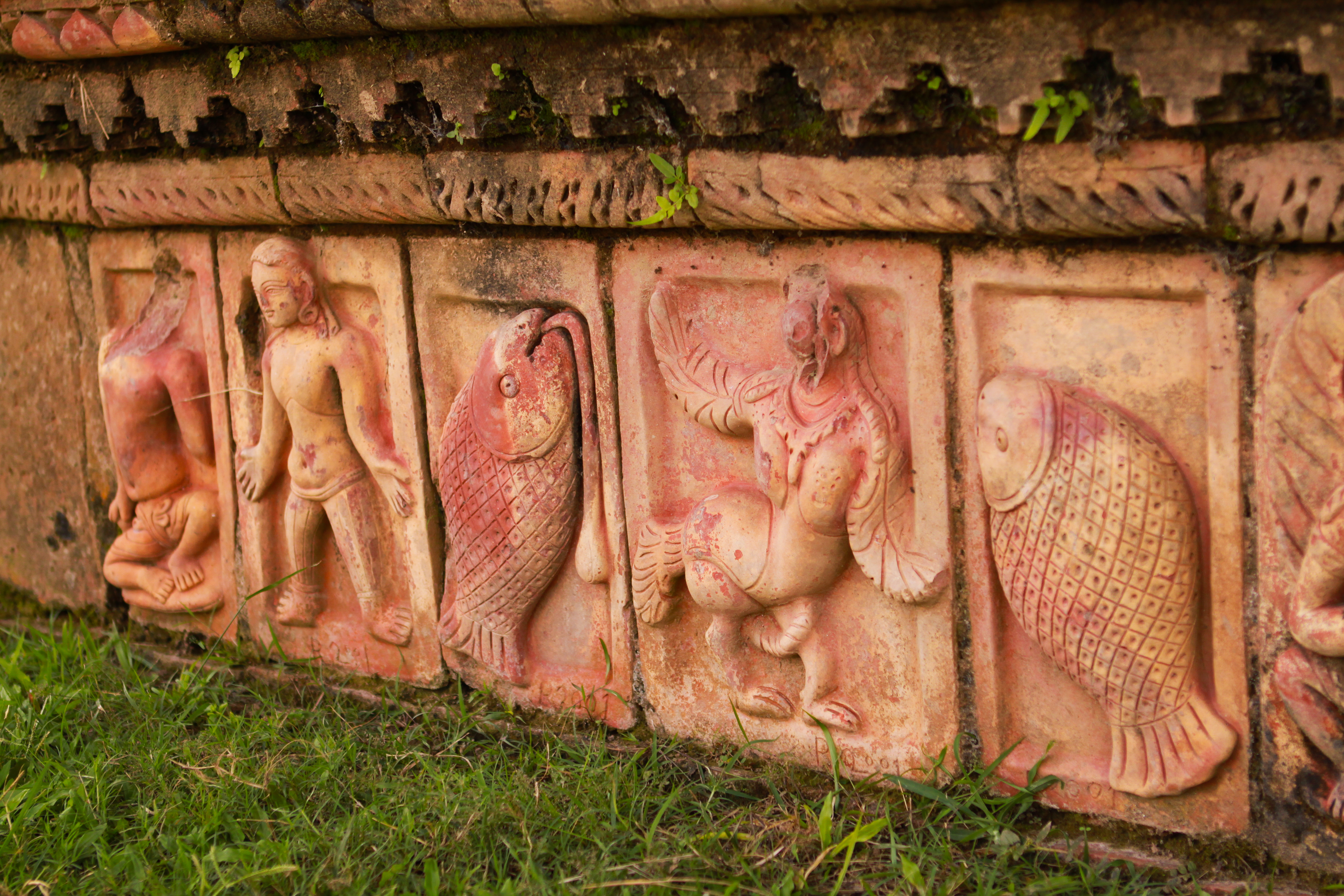
パハルプールの仏教寺院遺跡群の塑像　粘土　9世紀　パーラ朝　バングラデシュ

11世紀に始まるイスラーム王朝のインド侵入以降、北インドの密教含む仏教は大きく衰退するが、密教とそれに付随する密教美術はカンボジアや大スンダ列島、チベットといった、インドの周辺地域で隆盛した。特にチベット仏教とその美術は、モンゴル系民族や中国へと数世紀に渡って多大な影響を残すこととなる。

アジア全体での仏教の拡大。黒の矢印は初期仏教の展開を示す。また、赤が大乗仏教の、緑が上座部仏教の、青が密教の伝来経路を示している。

釈迦入滅後、仏教がインド亜大陸内外にひろまるにつれ、本来的な一連の仏教美術が他の芸術の要素と混ざり合い、仏教受容国のあいだで仏教美術の発展的差異が生じていった。
- 北伝仏教：主に大乗仏教（顕教と密教[注釈 16]）が普及。

中央アジア、ネパール、チベット、ブータン、スマトラ島、ジャワ島、中国、韓国、日本、ベトナムなど。
- 南伝仏教：主に上座部仏教が普及。南インドからミャンマー、スリランカ、タイ、カンボジア、およびラオス[注釈 17]。

## 北伝仏教美術

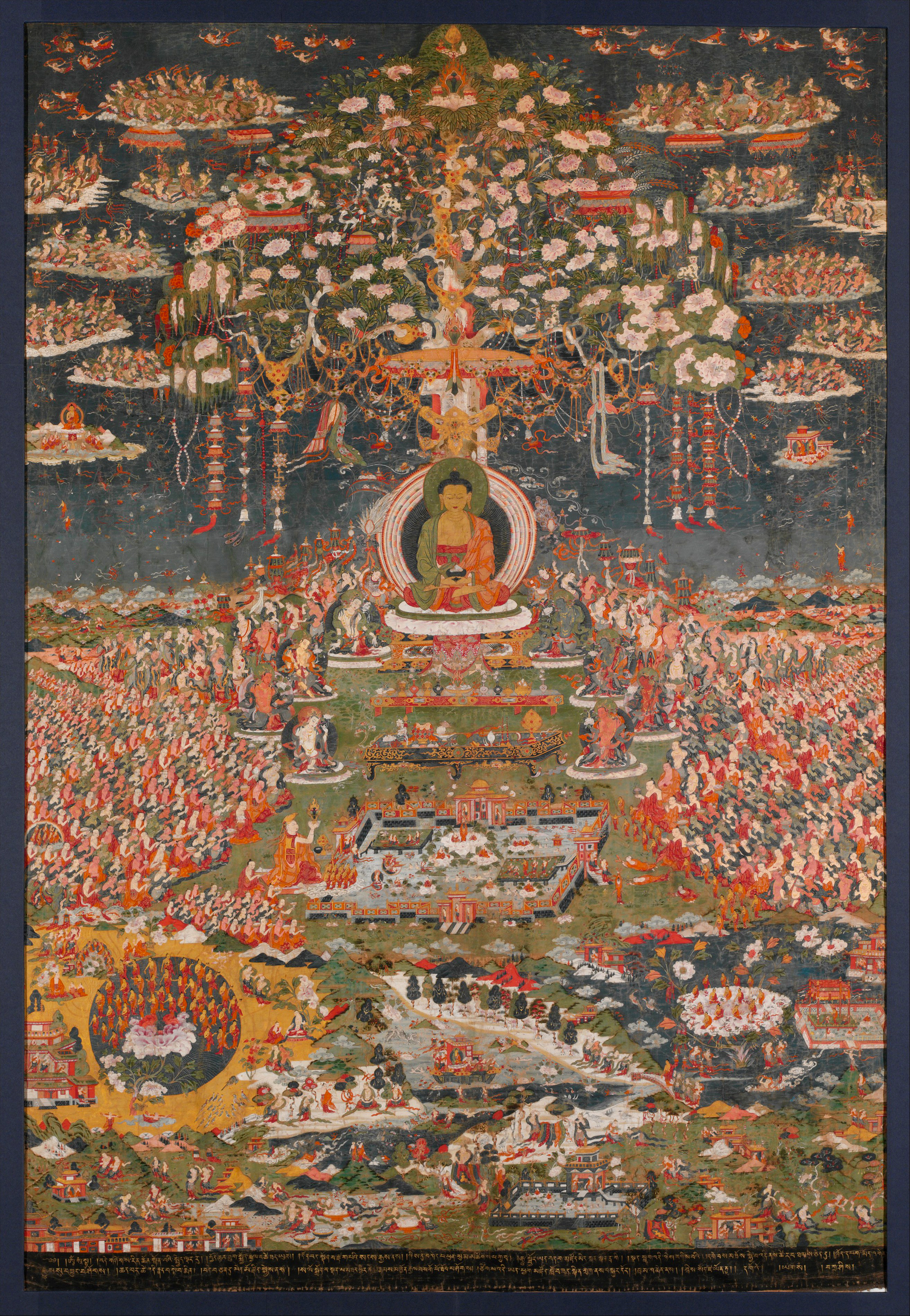
『阿弥陀仏極楽浄土図』18世紀　チベット　メトロポリタン美術館蔵

北伝仏教の美術は、大乗仏教の発展に強い影響を受けていた。この教派はより包括的であり、伝統的な阿含経に加えて新しい経典を採用し、仏教の理解自体を変化させていたことにその特徴があった。大乗仏教は、初期仏教が修行の到達点としていた阿羅漢 ではなく、そこからさらに菩薩の境地をめざすことを重要視していた。般若経(大乗仏教の経典群)において、仏陀は超越的な存在へと押し上げられ、主軸は菩提、六波羅蜜、知恵の完成（般若波羅蜜多、Prajñāpāramitā）、悟り、衆生の苦しみからの救済に専念する菩薩たちに置かれた。それゆえ、北伝仏教芸術は、様々な成仏(過去七仏)や如来、菩薩や天部(韋駄天や帝釈天)に関する作品に見られるように、多種多様で混淆的である。また、大乗仏教が広まったそれぞれの土地において、土着の宗教や信仰と結びつくことで新たな信仰とそれに伴う芸術様式が生まれることも少なからずあった。
中央アジア、中国、そして最終的には朝鮮半島と日本にまで至る仏教のシルクロードを介した伝播は、後漢の明帝によって西方へと派遣された甘英ら使節たちが残した半伝説的な説明によって、紀元１世紀まで遡ることができる。しかしながら、より広範な伝播は２世紀ごろ、クシャーナ朝(仏教の庇護者であった)の西域への拡大と、中央アジア出身の僧侶たちの漢訳活動と熱心な中原への布教とによって始まったといえる。支婁迦讖のような中国への最初期の仏教伝播を担った僧侶たちは、パルティア人、月氏、ソグド人またはトハラ人とされる。

### 北伝仏教の美術と東方への影響
中：キジル石窟の風神／7世紀のタリム盆地で造営された仏教石窟寺院の壁画に見られる風神の図。風袋を背負ってはいるが、ここではよりアジア的な、インド文化の影響の色濃い精霊の姿に変わっている。

シルクロードを通じた仏教の布教活動には、芸術方面での影響を伴っていた。それらは、現代の新疆ウイグル自治区にあたるタリム盆地で2世紀から11世紀にかけて栄えた東トルキスタンの美術に見ることができる。シルクロード美術は、多くの場合ガンダーラ地方で、インドやギリシャ、ローマの影響を受けつつ成立したギリシャ式仏教美術に起源をもつ。また、ヘレニズム仏教美術は、大乗仏教の教えを伝えたのみならず、古代ギリシャやローマ、ペルシャ、北西インドの文化・風俗・身体表現・装飾を伝える役割をも担い、近くは南インド、遠くは日本にまで今日まで至る文化的な影響をのこした。それらは、建築の紋様（宝相華文や連珠文）や聖像、仏画、仏像、神道（水天や鬼子母神)に見ることができる。
図像的なディーテールにおいても、ヘレニズム文化から仏教美術への影響が及ぼされた。翻波式衣文といった衣紋の表現や、フリーズにおける植物や幾何学パターンにおいて顕著であるが、聖像表現においてもそれは例外ではなかった。例えば、尊格の装束においてはディアデーマがある。ディアデーマ（希:διάδημα）とは、ペルシャやヘレニズム国家の王が身につけた冠であり、王権の象徴でもある。ディアデーマは仏教美術にそのまま尊格の表現として採り込まれると、中国の莫高窟の壁画や日本の来迎図などに登場する菩薩や飛天の表現様式とともに定着した。

また、ガンダーラおよび中央アジアにおいて仏教彫刻が成立していくなかで、ギリシャ神話の神々やゾロアスター教の神々、そして他のインドの神々が取り込まれていった。これらの地域で制作された仏教彫刻にのみ作例がのこるアトラース神やトーリトーン神、アフロディーテー神、ポセイドーン神のような神格もあれば、美術様式の一端となって東アジアまで伝わった、ミスラ神と習合したヘーリオス神、クベーラと習合したディオニューソス神、ニュクス神、エロース神などの神格、後代には天部として仏教において信仰対象になったヘーラクレース神（執金剛神）やスーリヤ（日天）、ハリーティー神と習合したテュケー神（鬼子母神）、クベーラと習合して食厨の神としての大黒天を形作ったファッロ―神（後述）などがいた。20世紀に入ってからの美術史における研究で、仏教美術に取り込まれた神格が、本来ギリシャに源流を持つことが明らかになった例もある。ガンダーラ、敦煌にも作例が残る風神と雷神は、本来はギリシャ神話のボレアース神に図像的な起源を持つことが研究によって指摘された。さらに、日本の宗教美術史家である田辺勝美は、「武装した毘沙門天」という図像の成立過程に関する研究を通じて、天部のひとつである毘沙門天が、ギリシャのヘルメース、ローマのメルクリウスに源流をもつ、クシャーナ人に信仰された福神、ファッロ―（バクトリア語:Pharro、アヴェスター語:クワルナフ）を基に成立したことを明らかにした。

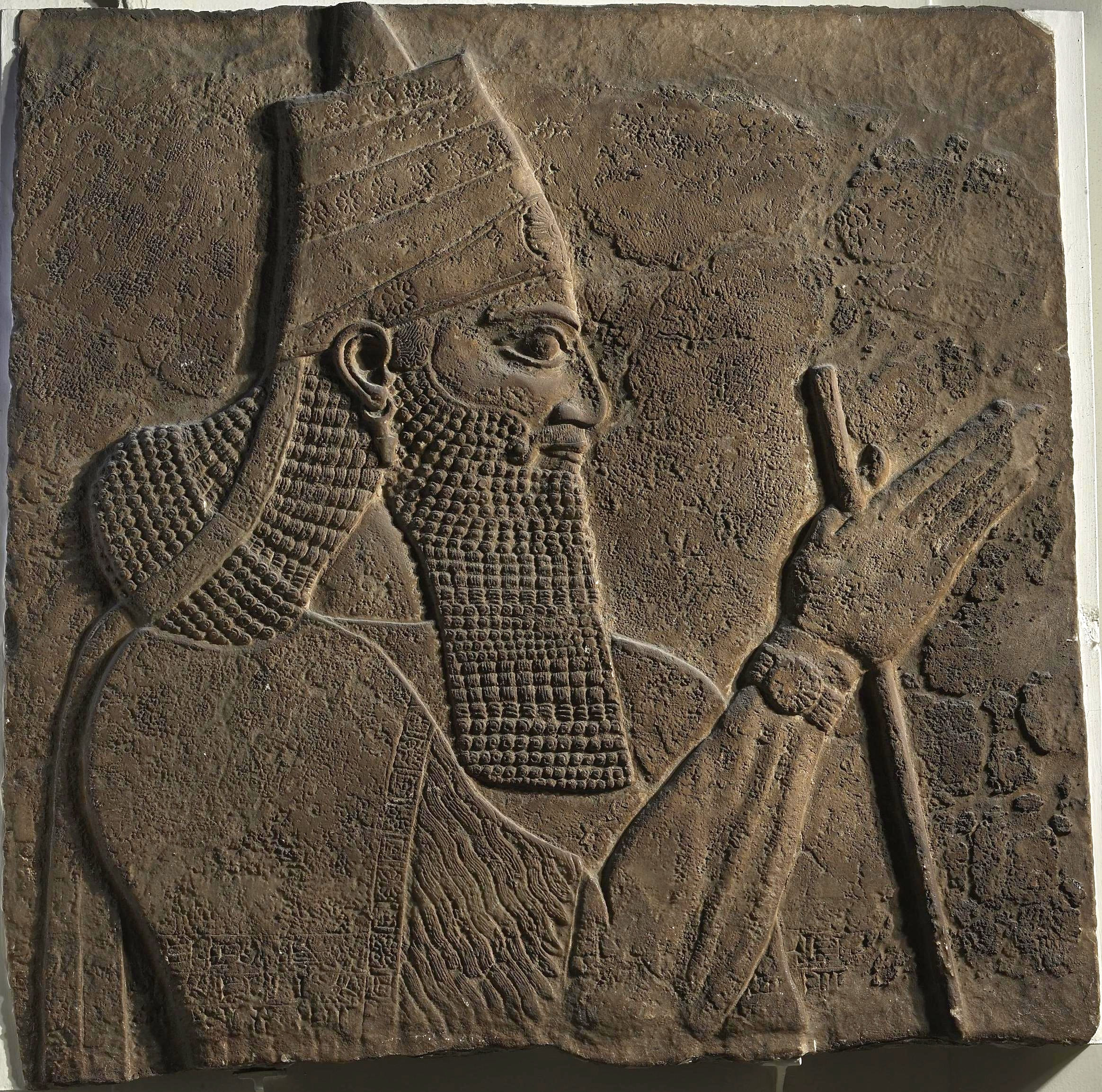
アッシリア王ティグラト・ピレセル3世のレリーフ　紀元前8世紀ごろ
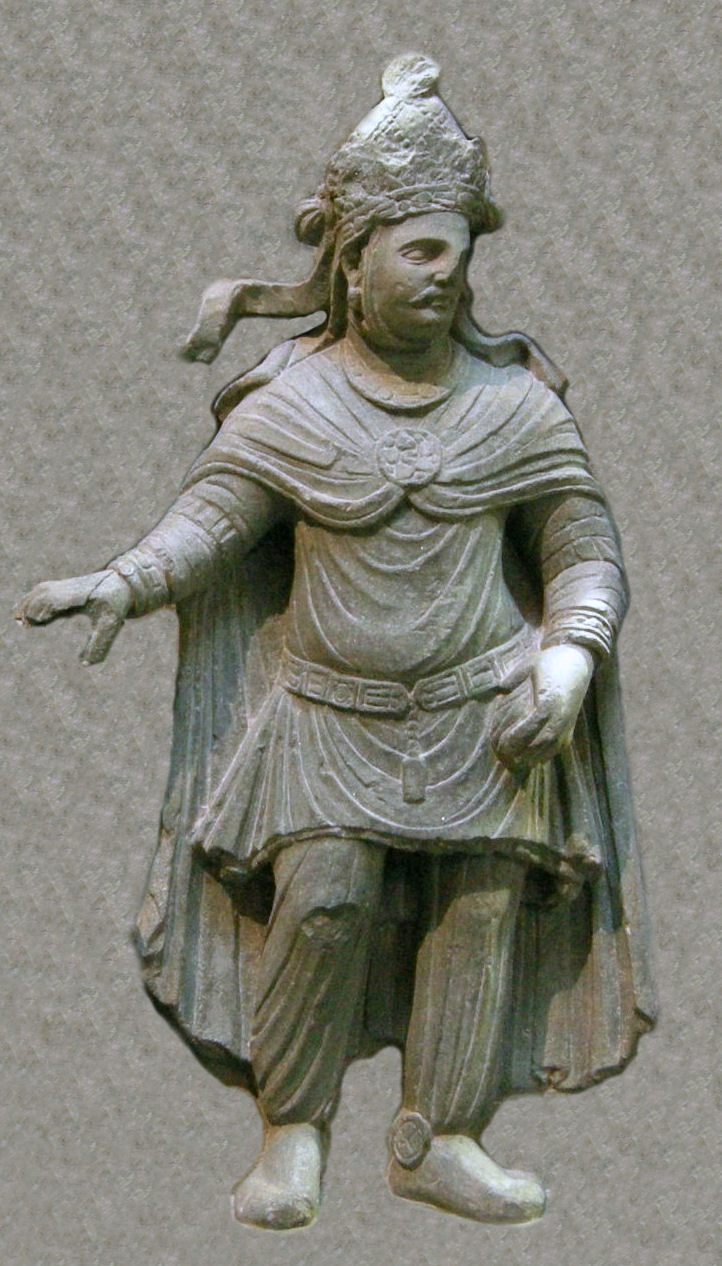
クシャーナ朝の王族（フヴィシュカ（英語版）が仏陀に布施する様子を描いた彫刻の一部か[80]）　2世紀後半　ガンダーラ出土　後頭部には、頭に巻き付けたディアデマがたなびいている。
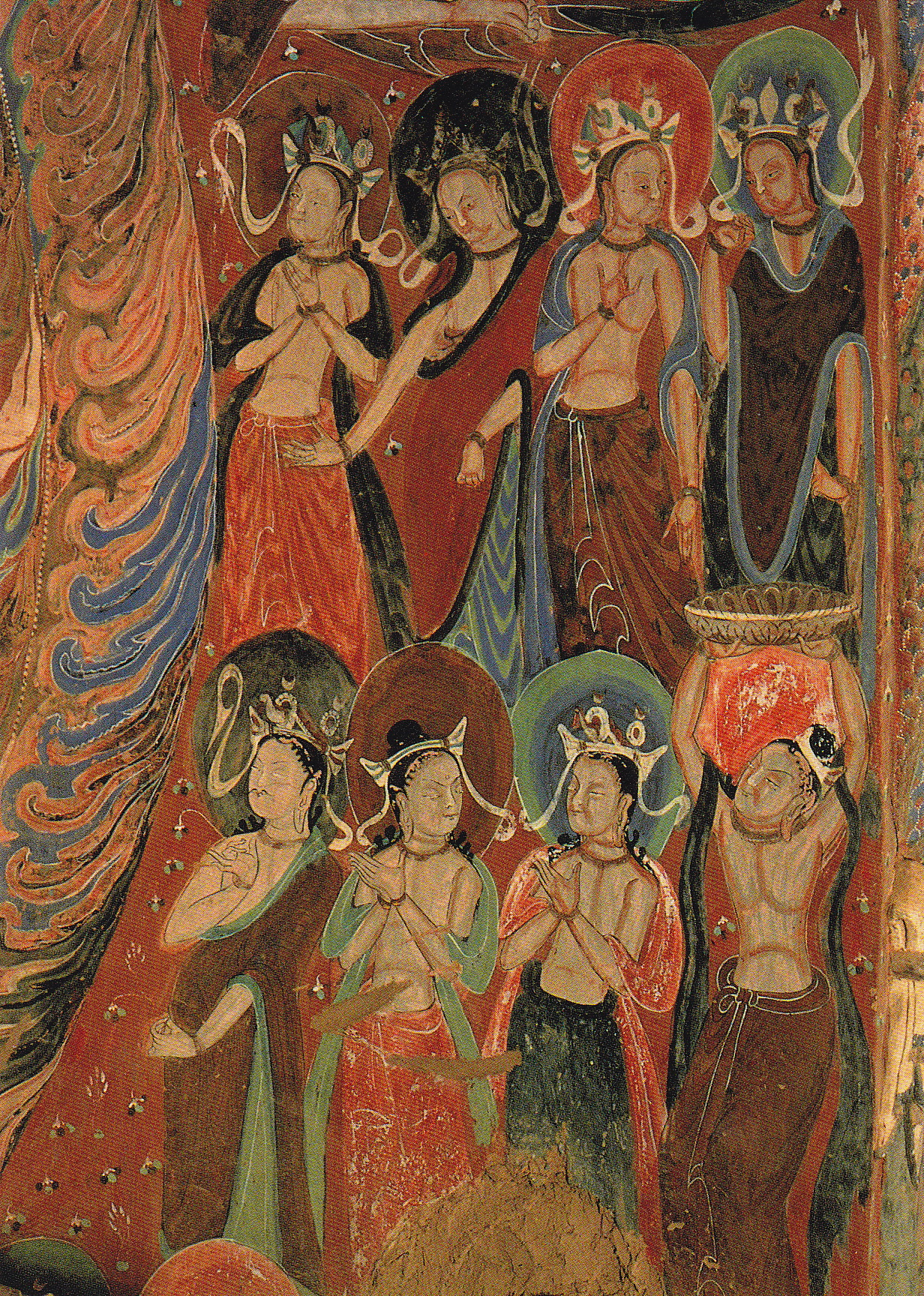
合掌する菩薩たち　莫高窟第285窟　6世紀、北魏時代　帯状冠のリボンが浮遊感を演出する。
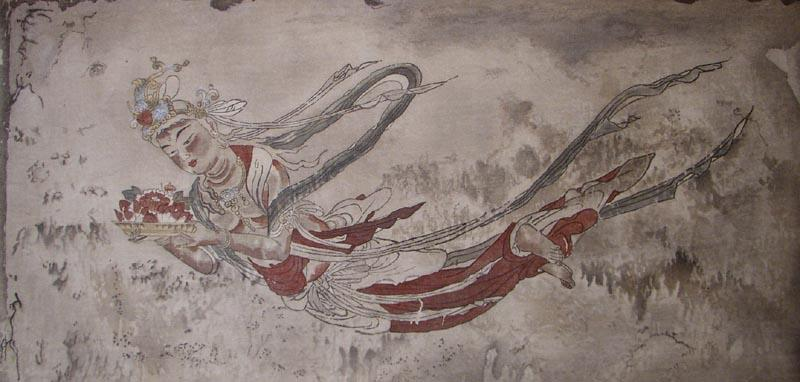
飛天　日本、法界寺阿弥陀堂壁画　11世紀（平安時代末期）
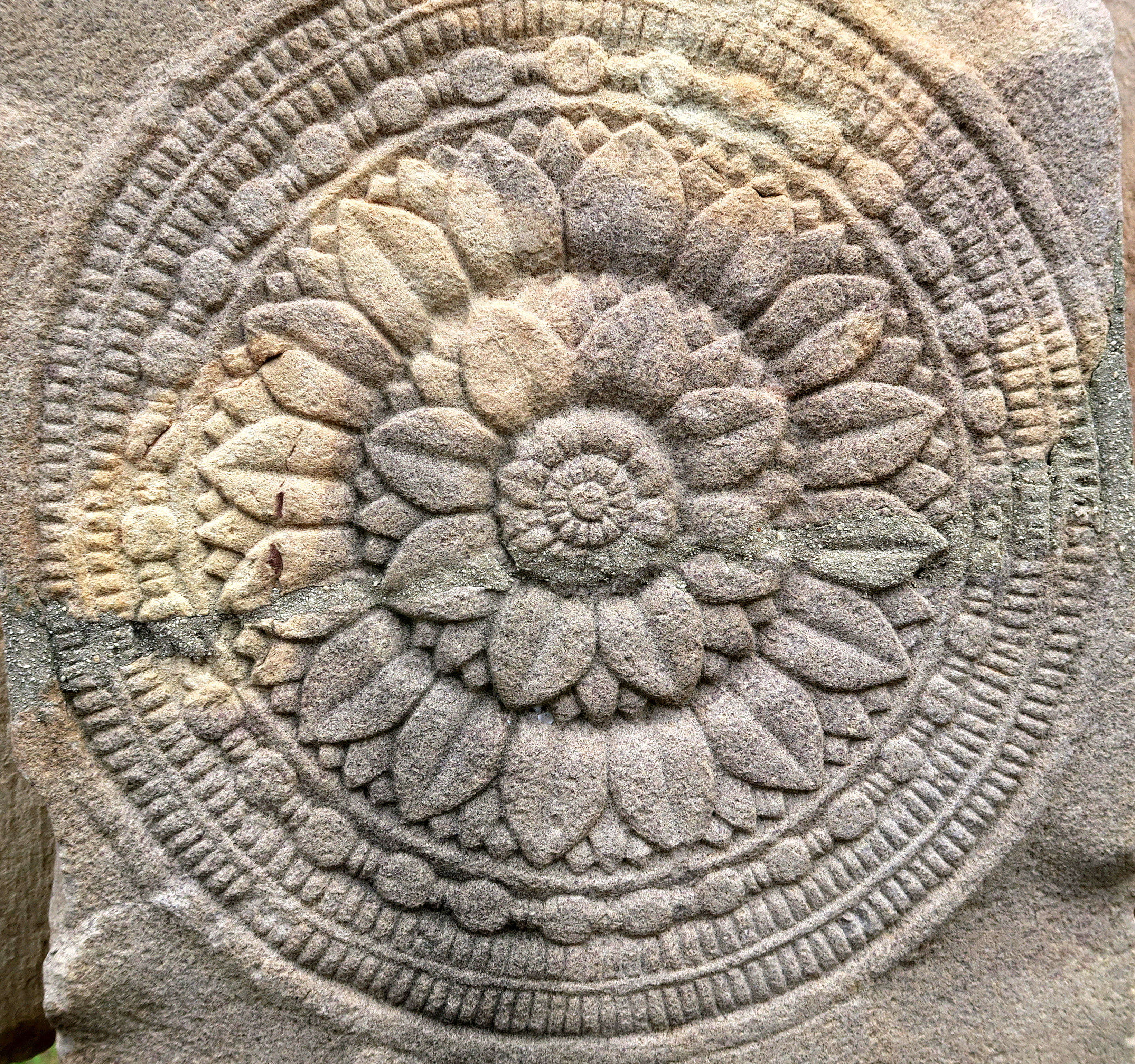
蓮花を囲むヘレニズム風の数珠紋　紀元前115年頃　サーンチー、ストゥーパ第2塔
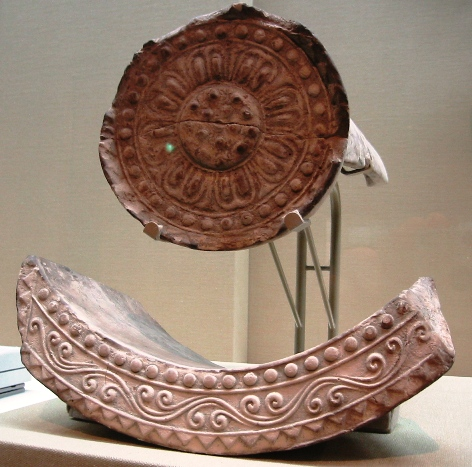
奈良出土の寺院の瓦　7世紀　東京国立博物館平成館
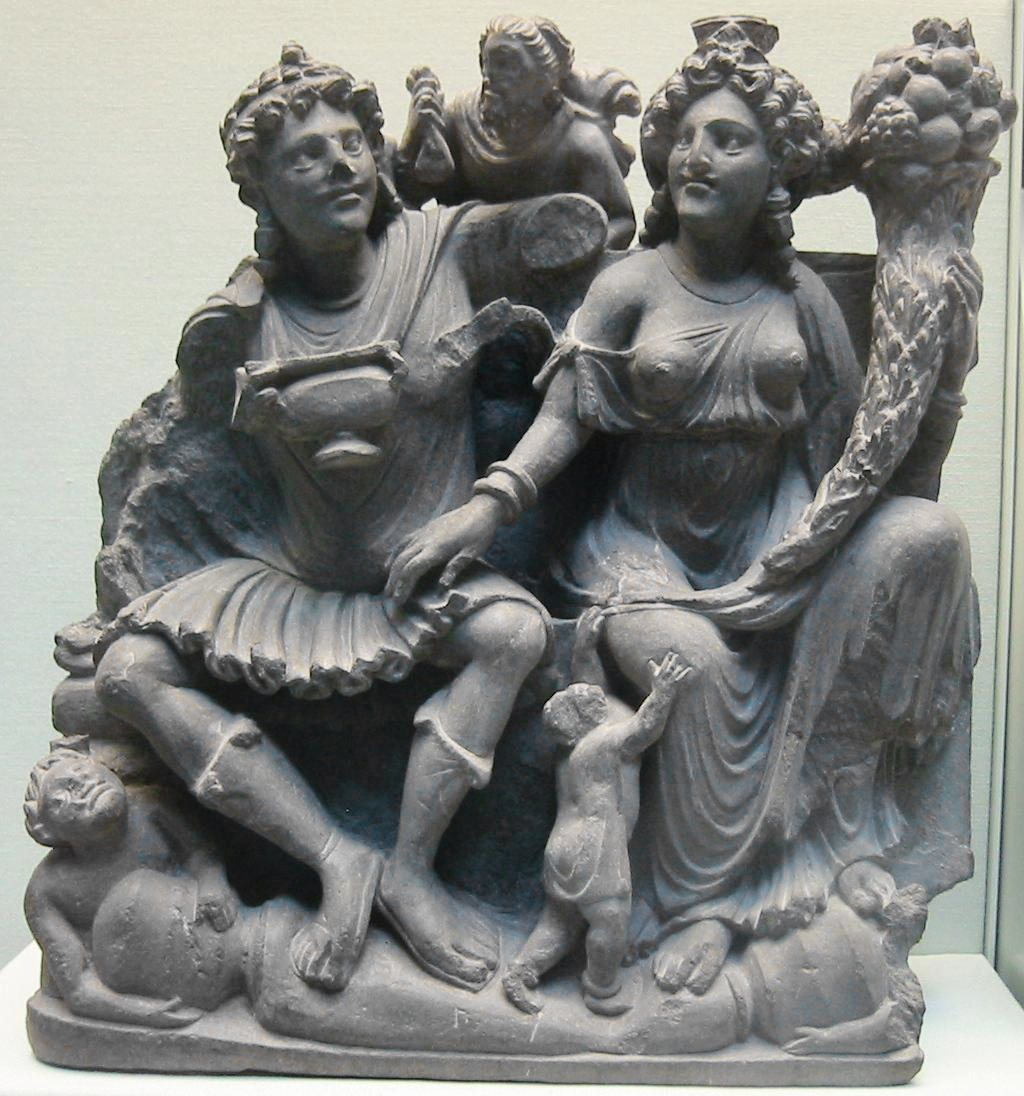
パーンチカとハーリティー像浮彫　パキスタン、タフテ・バヒー出土　片岩　クシャーナ朝　2世紀　大英博物館蔵　男女神が対になった彫刻は同時代によく見られるが、仏教遺跡から出土したことから極楽の表現であったと考えられる。ハリーティーは後に中国で訶梨帝母となった。男神がファッロ―、女神は豊穣神アルドクショー（英語版）とも[81]。
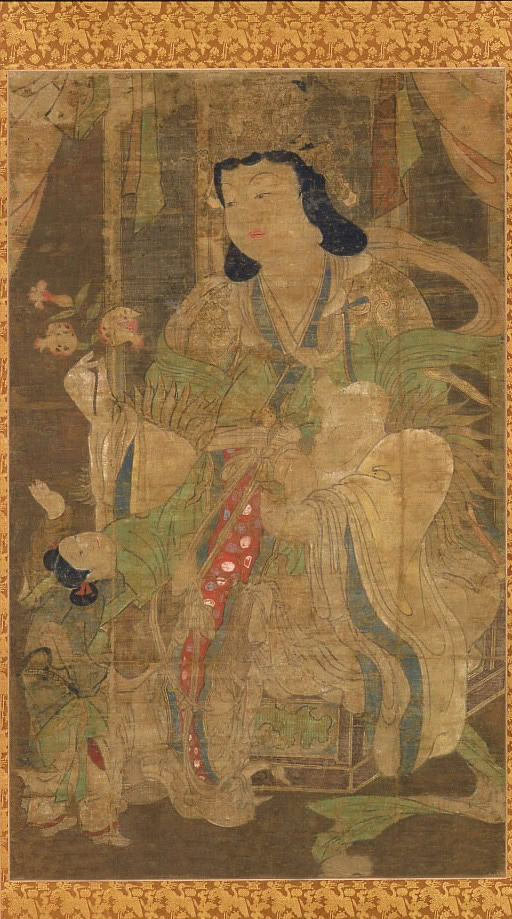
国宝　絹本著色訶梨帝母像　京都、醍醐寺収蔵　平安時代から鎌倉時代　ガンダーラ地方で邪神として恐れられていたパーンチカは、研究者によっては天然痘を擬人化した存在とも見られている[82]。数世紀ののち、仏教に善神として取り入れられ、西域を経て、唐代の中国、奈良時代の日本へと広まっていった。

| ギリシャ仏教美術の展開と伝播 | ギリシャ仏教美術の展開と伝播                                                                 | ギリシャ仏教美術の展開と伝播                                                                        | ギリシャ仏教美術の展開と伝播                                            | ギリシャ仏教美術の展開と伝播                                                     | ギリシャ仏教美術の展開と伝播                            |  |
| 年代                         | 北東アジア&西域                                                                              | 中央アジア                                                                                          | ガンダーラ                                                              | インド                                                                           | 東南アジア                                              |  |
| ---------------------------- | -------------------------------------------------------------------------------------------- | --------------------------------------------------------------------------------------------------- | ----------------------------------------------------------------------- | -------------------------------------------------------------------------------- | ------------------------------------------------------- |  |
| 紀元前5世紀                  |                                                                                              | |                                                                         | 仏教の誕生                                                                       |                                                         |  |
| 紀元前4世紀                  |                                                                                              | アレクサンドロス大王による支配（紀元前330年）                                                       | アレクサンドロス大王による支配（紀元前330年）                           | 仏教の誕生                                                                       |                                                         |  |
| 紀元前3世紀から2世紀         |                                                                                              | セレウコス朝 (紀元前300-250年) ---------- グレコ・バクトリア王国 (紀元前250-125年) (ヘレニズム文化) | マウリヤ帝国 （紀元前321-185年） (Aniconic art)                         | マウリヤ帝国 （紀元前321-185年） (Aniconic art)                                  | ミャンマーに仏教が拡がる                                |  |
| 紀元前2世紀から1世紀         | 中国、前漢 西域における仏教と仏像についての言及 (紀元前120年)                                | セレウコス朝 (紀元前300-250年) ---------- グレコ・バクトリア王国 (紀元前250-125年) (ヘレニズム文化) | インド・グリーク朝 (前200年-後80年) 仏教の拡がりとシンボルの確立 自立仏 | シュンガ朝(紀元前185-73年)                                                       |                                                         |  |
| 紀元前1世紀                  | 中国、前漢 西域における仏教と仏像についての言及 (紀元前120年)                                | 月氏 遊牧民族であったがギリシャ化し、仏教に改宗した                                                 | インド・グリーク朝 (前200年-後80年) 仏教の拡がりとシンボルの確立 自立仏 | インド・スキタイ王国(前80年-後20年)                                              |                                                         |  |
| 1世紀                        | 中国における仏教公伝                                                                         | 月氏 遊牧民族であったがギリシャ化し、仏教に改宗した                                                 | インド・パルティア王国                                                  | マトゥラーの美術                                                                 |                                                         |  |
| 1世紀から3世紀               | 確認されている中国最古の仏像 （後漢、200年頃） ---------- ミーラン遺跡                       | | ガンダーラ（ハッダ遺跡）:クシャーナ朝                                   | 北インド：クシャーナ朝 （10年-350年） 南インド：サータヴァーハナ朝（-3世紀初頭） |                                                         |  |
| 4世紀から6世紀               | タリム盆地（東トルキスタン） 南北朝時代 キジル石窟、莫高窟 ---------- 朝鮮、日本への仏教伝来 | エフタル                                                                                            | グプタ朝(320年-550年)                                                   | グプタ朝(320年-550年)                                                            | 大乗仏教が 現在のタイやカンボジア、 ベトナムに伝わる    |  |
| 7世紀から 13世紀             | 吐蕃（チベット）への仏教伝来 (8世紀頃） ---------- 日本                                      | ウマイヤ朝 イスラーム教勢力による支配                                                               | ウマイヤ朝 イスラーム教勢力による支配                                   | パーラ朝（11世紀）                                                               | インドシナ半島 11世紀、スリランカから上座部仏教が拡まる |  |

### アフガニスタン（クシャーナ朝以後のガンダーラ）
バクトリア地方（現在のアフガニスタン）の仏教美術は、7世紀にイスラーム勢力がこの地に拡大するまで数世紀にわたって存続した。また、この地では、紀元1世紀頃に人の姿をした仏陀(仏像)が初めて制作された。湿潤高温であるインドとは異なり、天空の神秘が重んじられた結果、弥勒信仰や兜率天信仰に由来する美術が多くつくられ、それまでになかったドーム窟が盛んに造営された。これはインドではほとんど作例のないものである。また、それに続いて釈迦菩薩や弥勒菩薩などの菩薩像や、仏伝図 を物語る、仏塔や寺院の内部を装飾するための浮彫が作られるようになる。この時代の空気をうかがえる代表的な例としては、カニシカ王の舎利容器が挙げられる。
3世紀前半、クシャーナ朝はゾロアスター教を奉じるサーサーン朝によって滅ぼされた。しかし、ガンダーラ美術の命脈は途絶えなかったどころか、ペルシャや北インドの意匠を取り込みながら発展していったのである。バーミヤンでは、4世紀から6世紀にかけて、2体の大仏をはじめとする多くの石仏や、石窟壁画が作られた。バーミヤンの石窟美術においては、インドで見られる本生図や仏伝図はモチーフとして見られない一方、幾何学的な構成で弥勒菩薩と無数の仏たちを描く千仏構図が登場した。他にも、スタッコ、片岩または粘土でも仏教美術が制作された。これらの作品は、インドのグプタ朝以降の様式主義とギリシャ美術、ヘレニズム美術、ことによってはそれに引き続いたローマ美術をも要素として取り入れながら、非常に強く融合させている。
イスラムの支配は、他の「啓典」の宗教にはいくぶんか寛容だったが、「偶像崇拝」に依っていると見做された仏教にはほとんど寛容さを示さなかった。したがって、その芸術形態もイスラム教の支配下においては禁止された。8世紀以降も、アッバース朝の支配やそれに伴う戦乱で多くの寺院や石仏が破壊された。近代以降も仏教美術はたびたび被害に遭い、体系的な破壊はタリバン政権時代に頂点に達した。バーミヤンの仏像、ハッダの彫刻、アフガニスタン国立博物館に残っている多くの遺物が破壊・流出させられた。
1980年代以降、長く続いたアフガニスタン紛争による混乱は、仏教に関連する文化財の流出と、国際市場への転売を狙った組織的な遺跡への略奪を引き起こした。しかし、2000年代に入ってから、国外に流失した仏教美術の作品を含む多くの文化財がアフガニスタンへと返還された。日本からは、平山郁夫らの主導による返還事業が行われた。

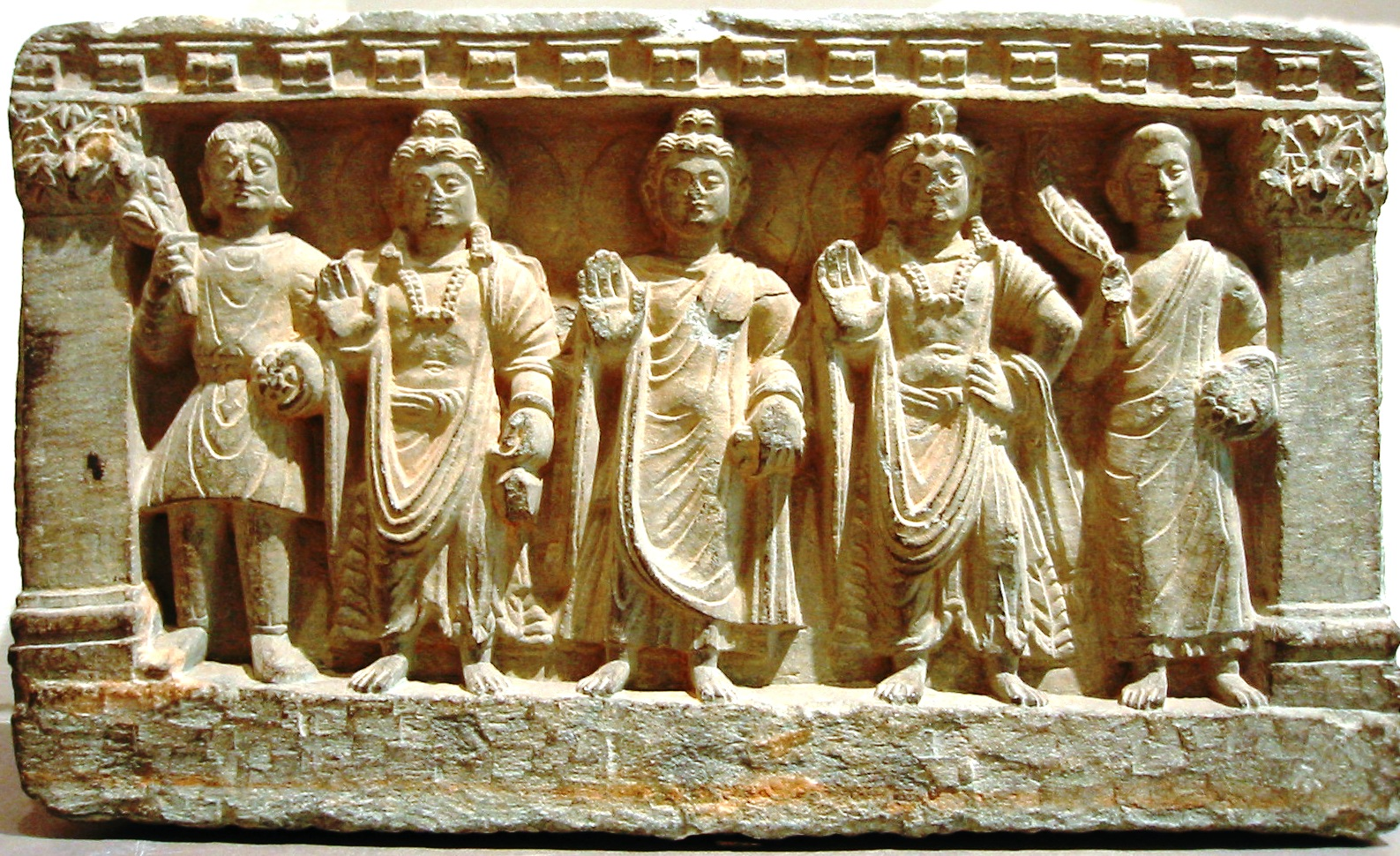
三尊像　大乗仏教初期の例。向かって左から、月氏の信者、弥勒菩薩、釈迦、観音菩薩、僧侶。　ガンダーラ　2世紀ら3世紀
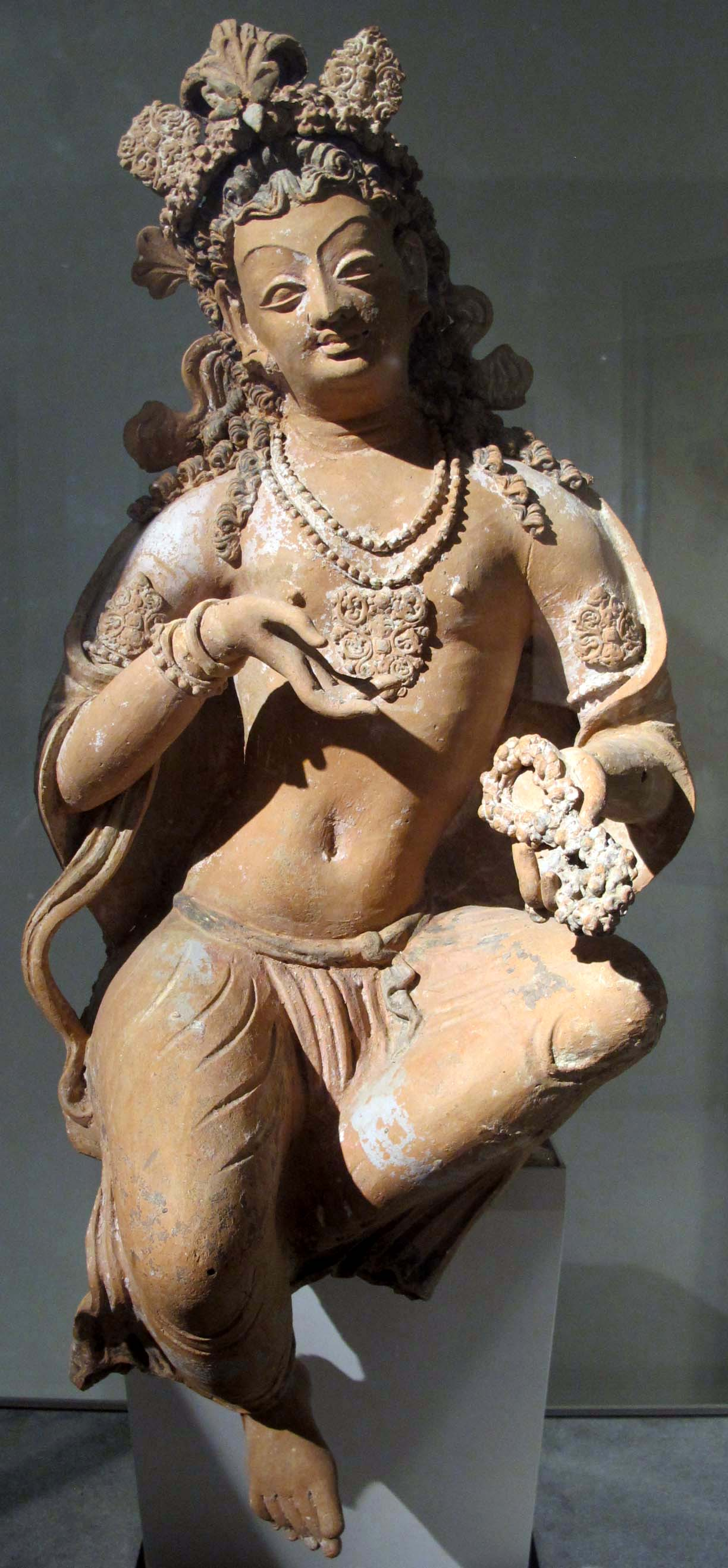
守護神像　粘土造　7世紀頃　アフガニスタン、フォンドキスタン出土　ギメ美術館蔵
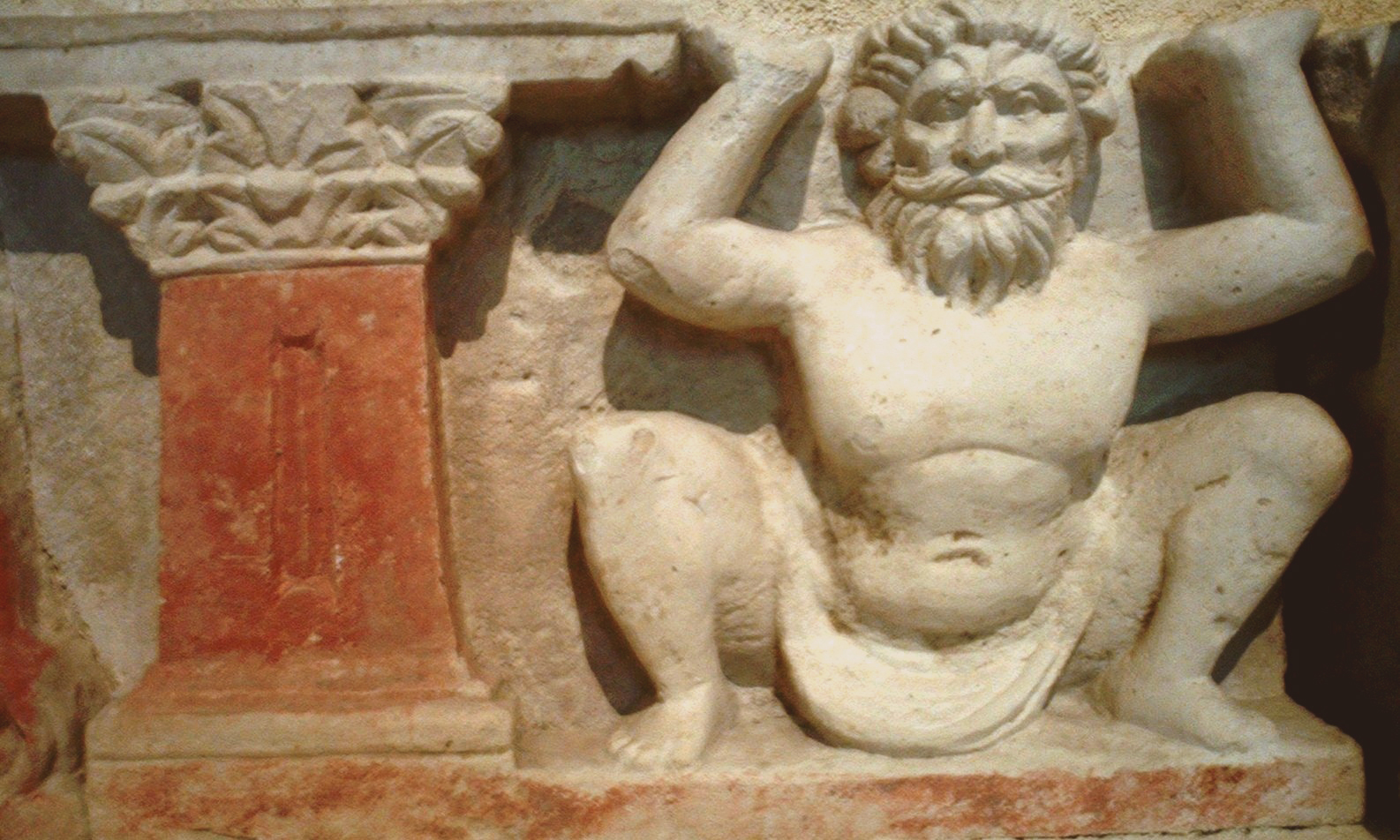
仏教彫刻を支えるギリシャの神、アトラース　ハッダ遺跡　ギメ美術館蔵
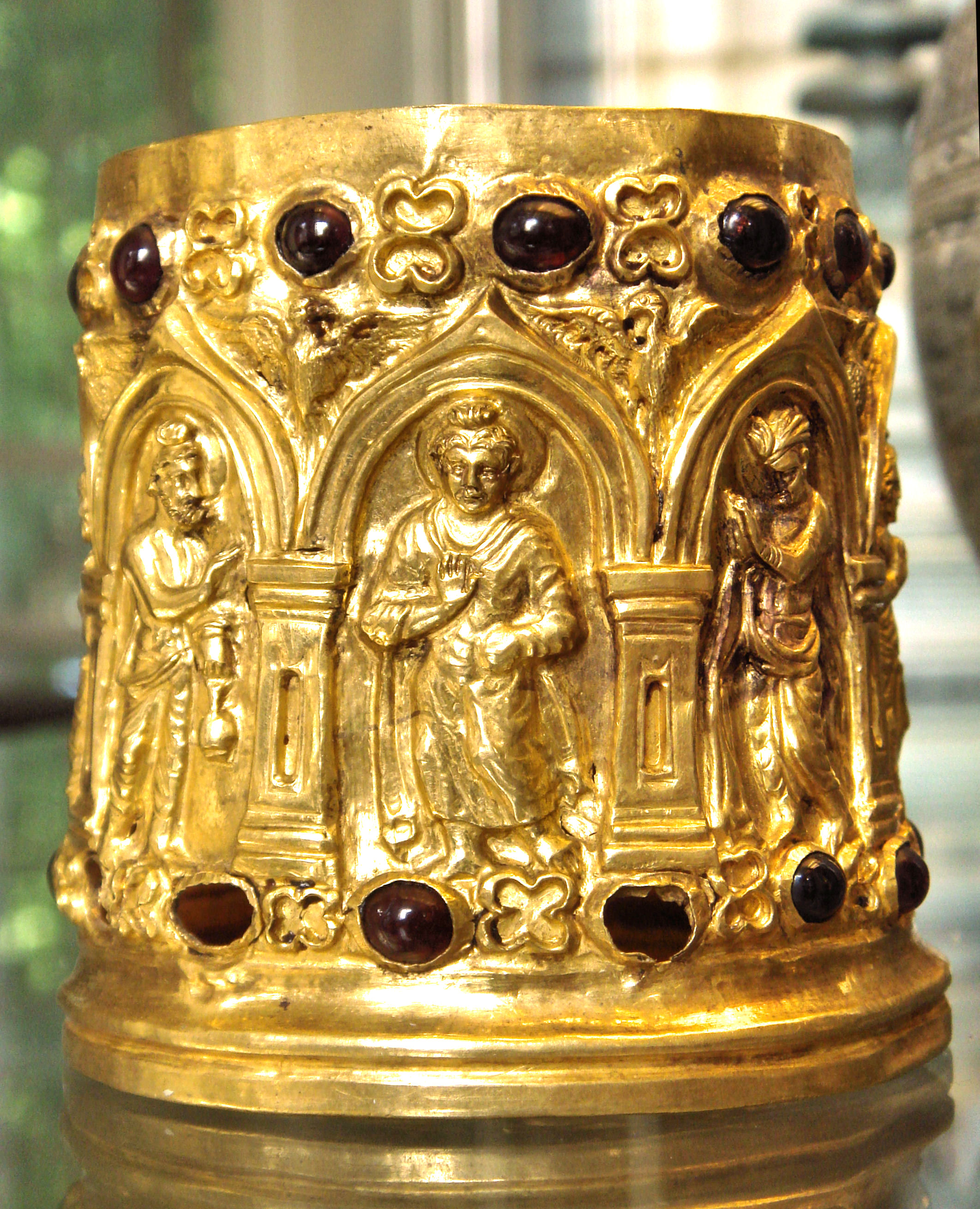
ビマラン棺（黄金の聖遺物容器）に刻まれた仏陀像　大英博物館蔵
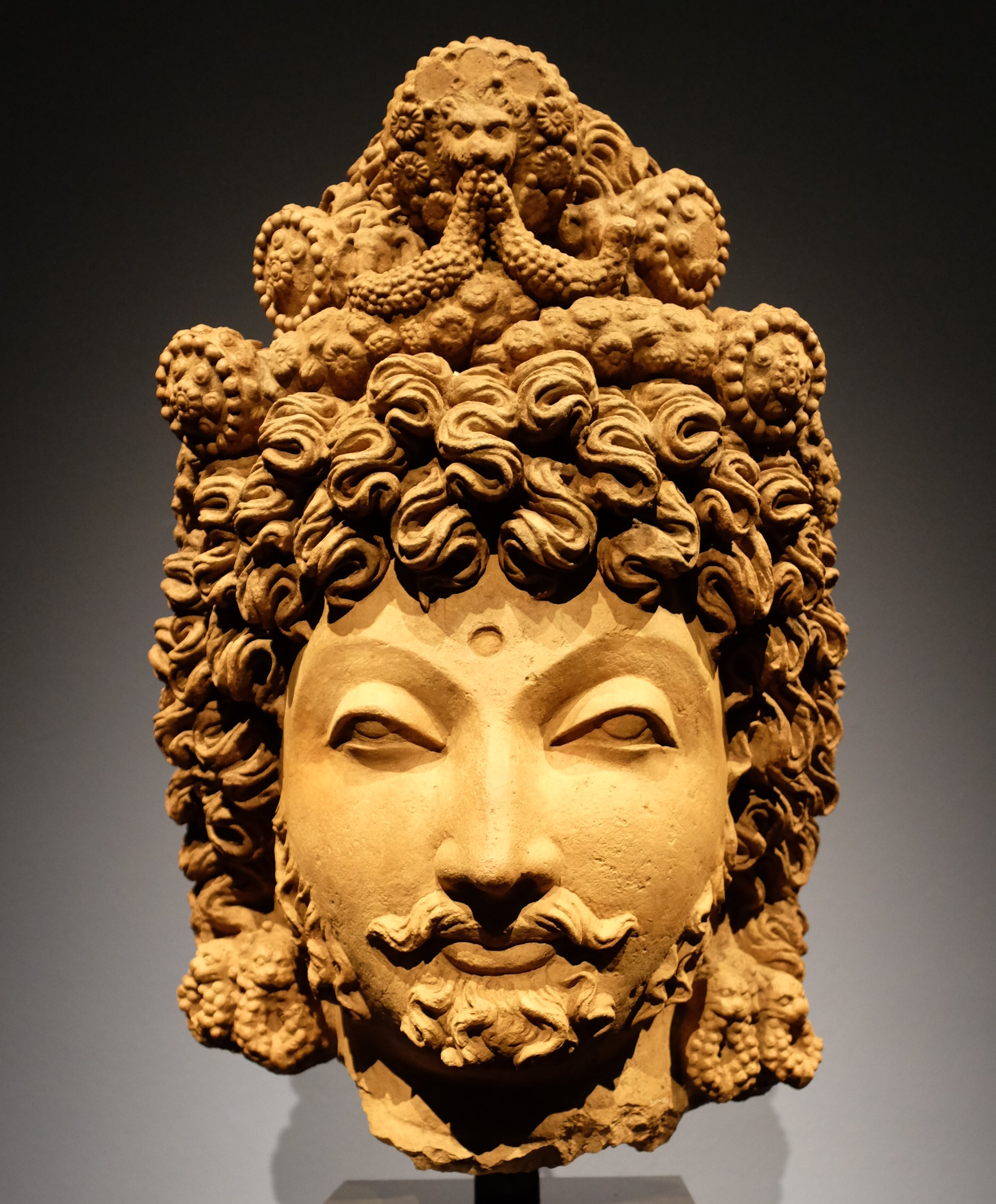
菩薩像頭部　4世紀　シンガポール、アジア文明博物館（英語版）蔵

### トルキスタン（中央アジア）

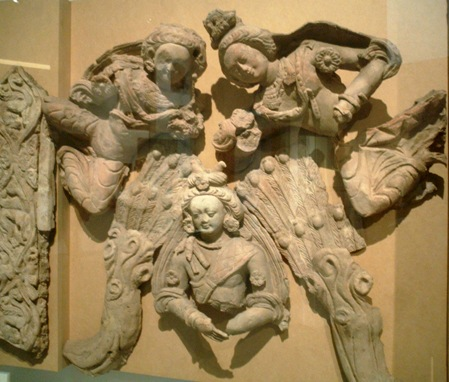
『シャンカチャルヤ・アヴァダーナ』ジャータカ、瞑想する仏陀に両脇にアプサラスが控える。仏陀の螺髪の上には鳥が巣を作っている。現在の新疆ウイグル自治区トムシュク市出土　６～７世紀　ギメ美術館蔵。

中央アジアは長い間、ペルシャ、中国、インド、それぞれの文化が出会う三叉路であった。紀元前2世紀ごろ、前漢による西域への影響力の拡大は、中国文明へ西アジアのヘレニズム国家、特にグレコ・バクトリア王国とのさらなる接触をもたらした。その後、仏教はガンダーラ地方からさらに北へと拡大し、トルキスタンまで到達した。交易路沿いの諸都市には少なくとも紀元前1世紀頃までには仏教が伝わっていた。しかし、この地における仏教美術が本格的に始まったのは、イラン系のクシャーナ朝の王、カニシカ1世による支配と、ガンダーラ美術の隆盛を経てからであった。
これらの動きは、タクラマカン砂漠の周縁に栄えたオアシス諸都市に、仏教徒のコミュニティ、さらには仏教王国の形成を促した。シルクロードの一部の都市は仏塔と寺院を完備していた。都市の住民達の狙いはおそらく、シルクロードの東西からの（仏教徒の）旅行者たちを歓迎し、彼らに必要なものを提供することであったと考えられる。
西トルキスタン（パミール高原以西、現在のカザフスタン、キルギス、タジキスタン、トルクメニスタン、ウズベキスタン）
6世紀、玄奘がソグディアナを訪れた際には、この地に住んでいたソグド人は主にゾロアスター教を信仰していた。しかし、のちにソ連によって行われた発掘調査で、この時代ではまだ仏像や仏具が製作されていたことが判明している。8世紀に入ると、アッバース朝による征服によってこの地の仏教美術は絶えた。
良質な石材に乏しかった中央アジアでは、粘土は仏像制作にとって欠かすことのできない素材であった。
東トルキスタン （特に（ タリム盆地、新疆ウイグル自治区 ））
以降千年ほど、エフタル、西突厥、唐、東突厥、ウイグルと支配勢力は目まぐるしく移り変りはしたが、仏教美術は周囲の文化や宗派の影響を受けながらも西域様式（西域美術とも）を展開させていき、10世紀、カラハン朝の時代に、この地で多数派であったウイグル人がイスラム教へと改宗するまで続いた。

ドイツの東洋学者で、アルベルト・グリュンヴェーデルの調査隊に随行したエルンスト・ヴァルトシュミットによって提起された年代観に依れば、西域北道における仏教壁画美術、西域様式は、おおまかに三段階に分けられる。グプタ様式とガンダーラ美術後期の様式が入り混じった第1様式（500年頃）、第1様式の各要素が融合しつつ成熟していった第2様式（600年頃と600年から650年の間、それに650年以降の3段階）、漢民族の強い影響を受けた第3様式である。第2様式とそれ以前のスタイルの違いとして、第1様式と比べてより対比的な彩色とパターンの多用があるが、これは技術的な要因としてラピスラズリが新たに登場したことと、イラン的な要素が強まったことが原因であると考えられている。クチャのキジル石窟は西方からの影響が大きい第1様式と第2様式の壁画から成るのに対して、同じくクチャのクムトラ石窟では第3様式も見られる。

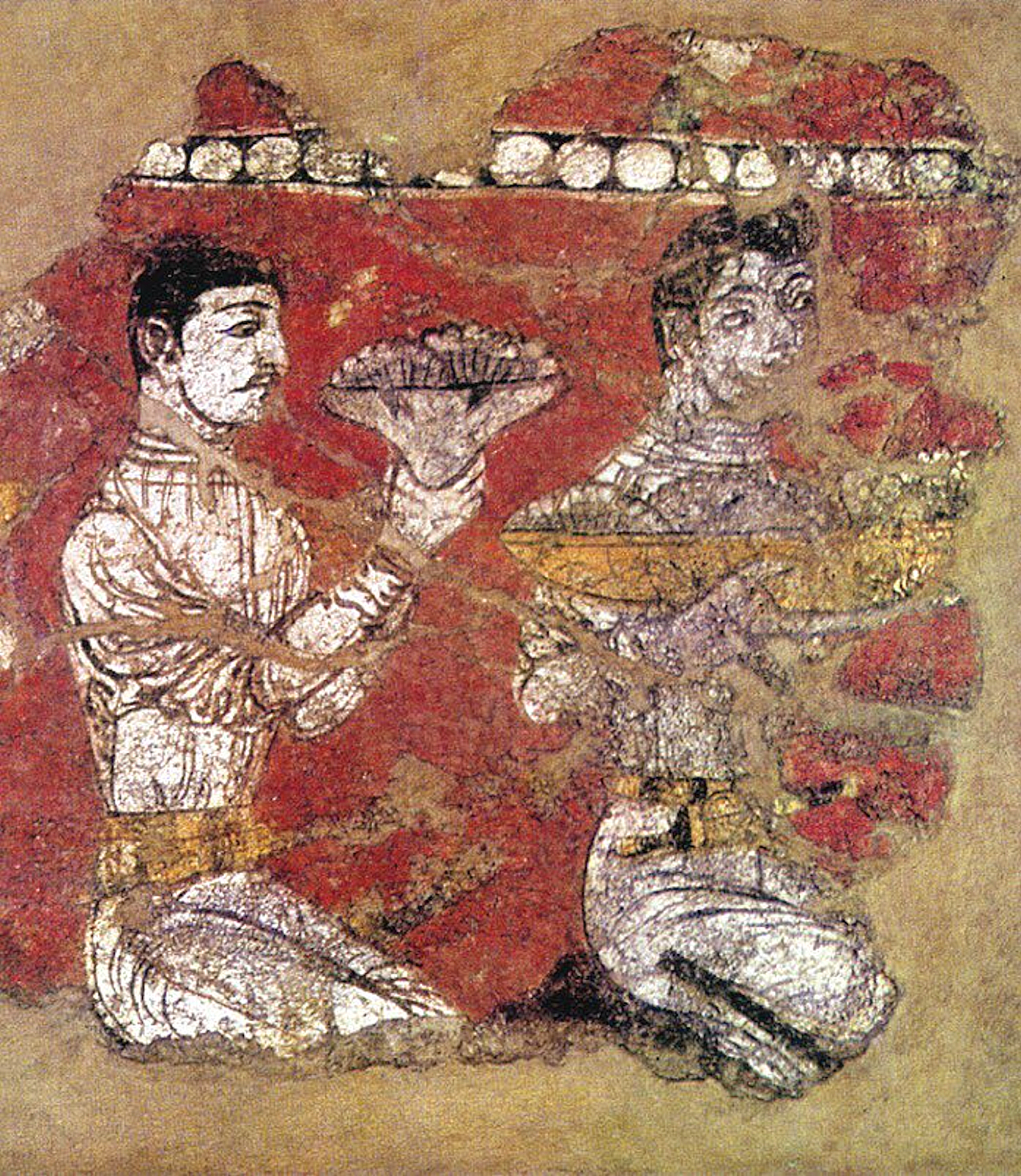
タジキスタン、アジナ・テパ遺跡の壁画　吐火羅王国　7世紀から8世紀
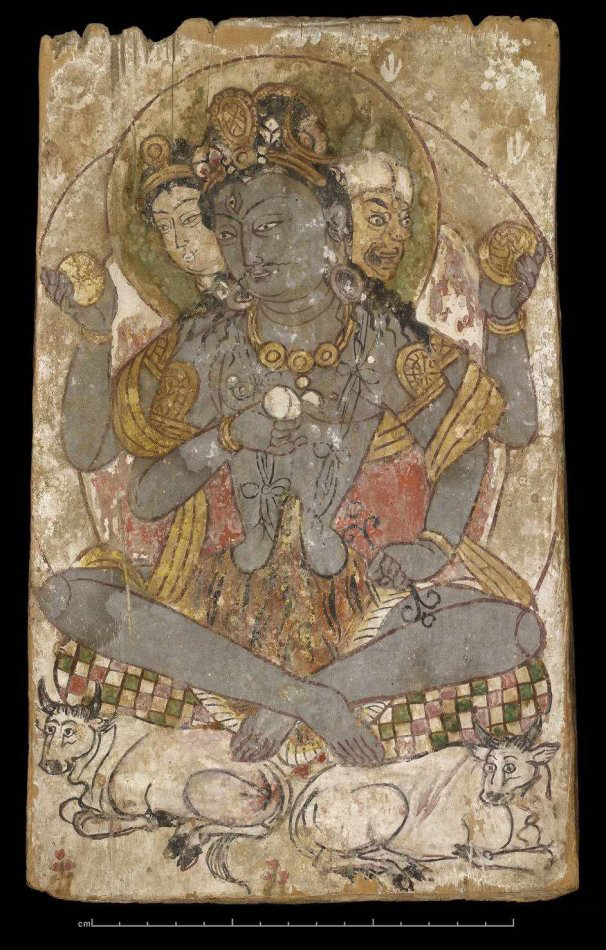
『大自在天』　尉遲乙僧、または尉遅跋質那か？　ホータン、ダンダン・ウィリク出土　6世紀頃　大英博物館蔵　インドやペルシャからの影響が見て取ることができる。
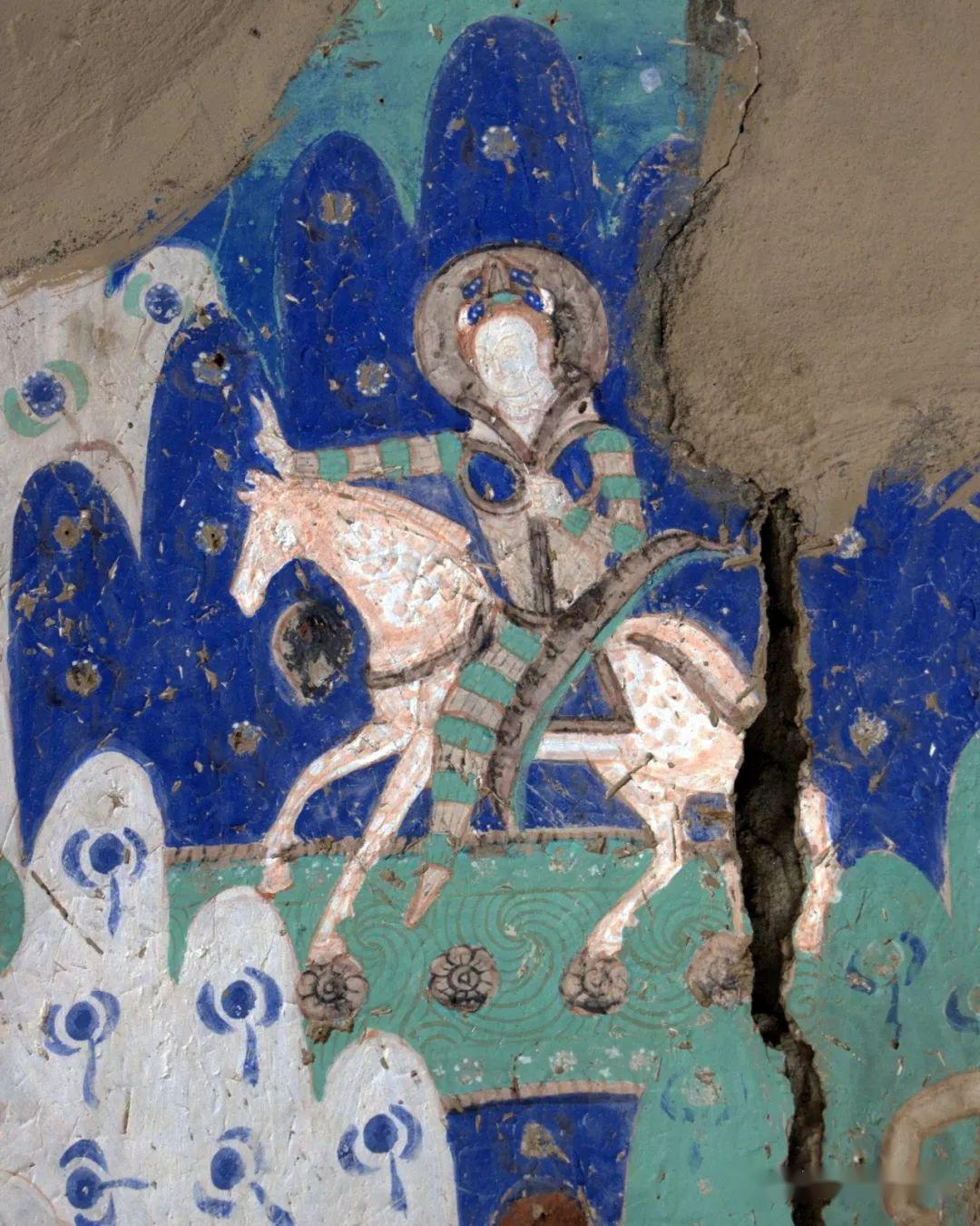
キジル石窟、第14窟　賢い馬と王（ジャータカ, "Jataka of wise horse"）
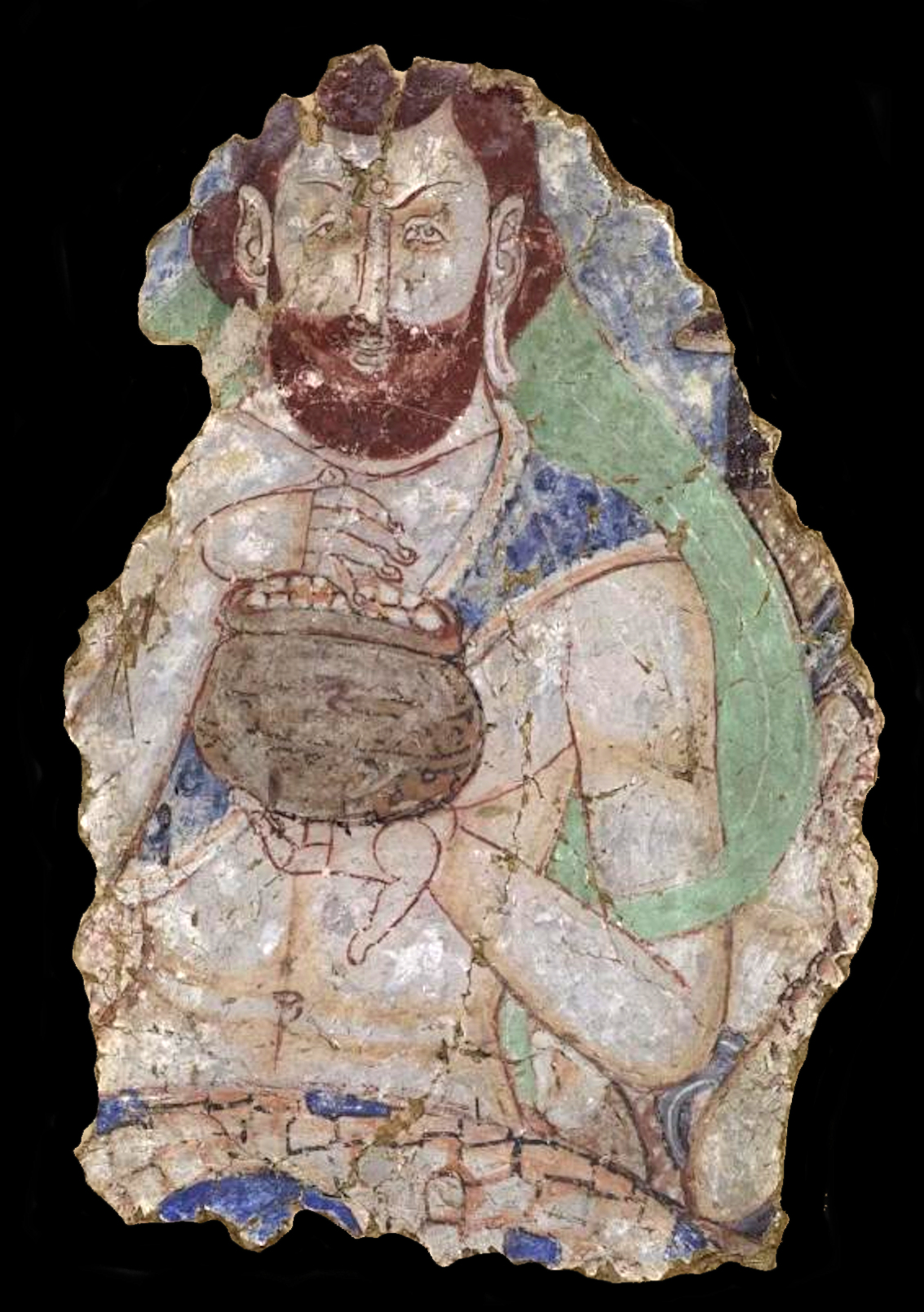
キジル石窟、第224窟　仏舎利を抱えるバラモン、ドーナ(独楼那、徒盧那)　第2様式では目鼻が中央に寄せて描かれることが多い。
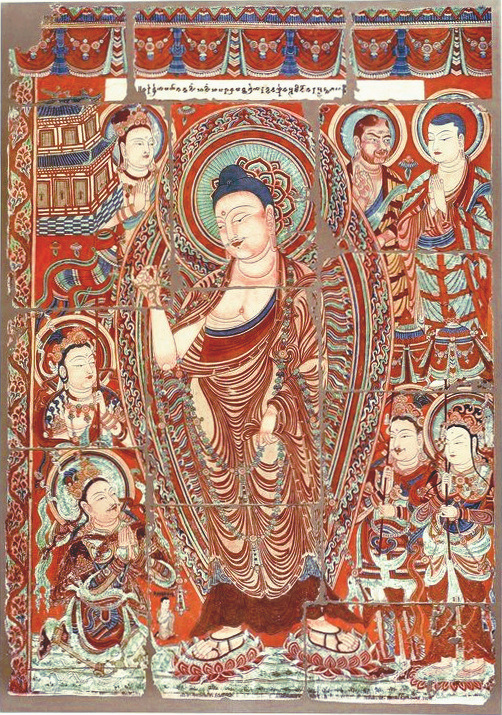
ベゼクリク千仏洞『誓願図』　9世紀　　第3様式の例。人物の相貌や装束に唐の影響が強く表れている。
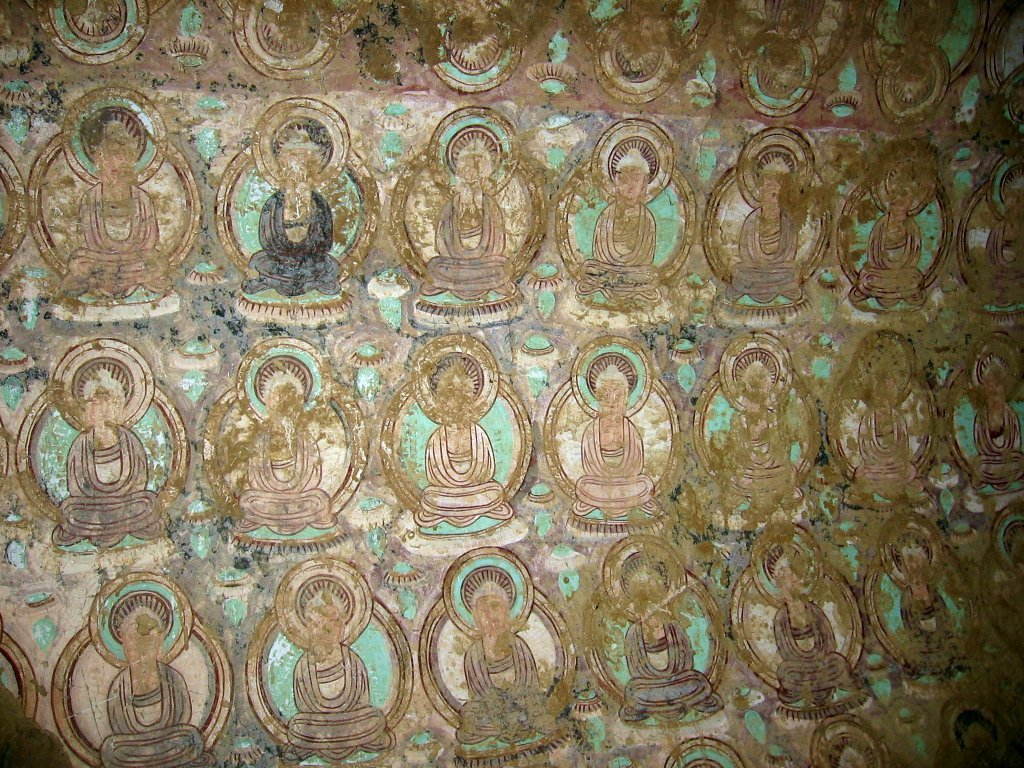
ベゼクリク千仏洞　第3様式では同形仏を繰り返し描くのが特徴。
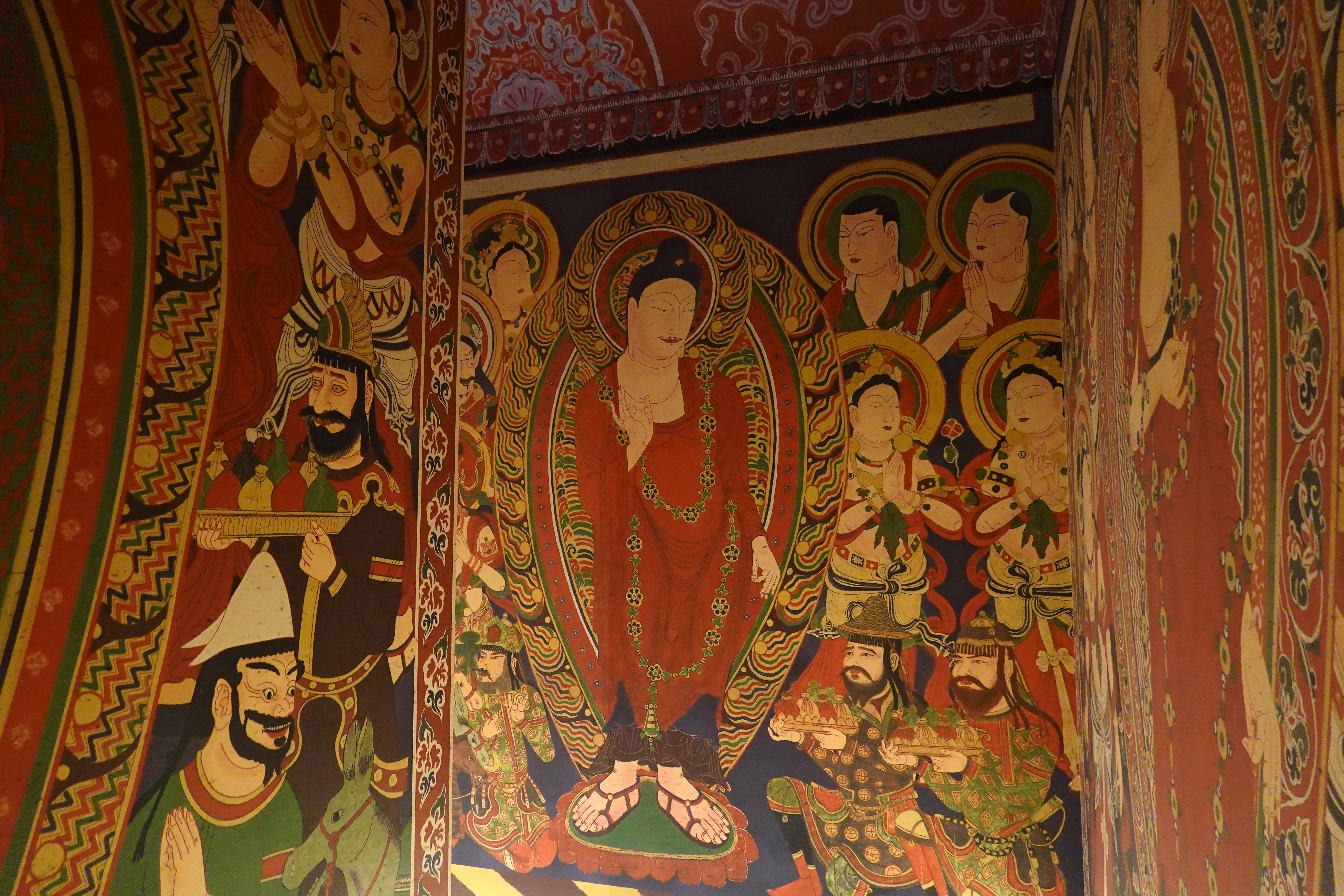
ベゼクリク石窟大回廊復元展示 龍谷ミュージアム

### 中国
1世紀、仏教は中国へと至り、この国の美術、とりわけ塑像の分野に新風を吹きこんだ。遥か遠方で成立した仏教を受け入れていくなかで、仏教美術は中国文化の審美眼と道徳を反映しながら変化していった。
中国における仏教の受容において、漢訳仏典と教相判釈が大きな役割を果たした。漢訳によって、本来サンスクリットやパーリ語で記された経典が漢字文化圏へ普及した一方、その過程で偽経と呼ばれる、原典にはない経典 も成立した。また、教相判釈によって、伝来した多種多様な経典の解釈・体系化が行われた。結果、中国伝来以降の仏教では中国化と大乗仏教の主流化が進み、のちの仏教美術もそれらを反映したものになった。また、征服王朝である14世紀の元と17世紀以降の清の時代には特に、チベット仏教とその美術とも相互に影響を与え合うこととなった。

### 朝鮮

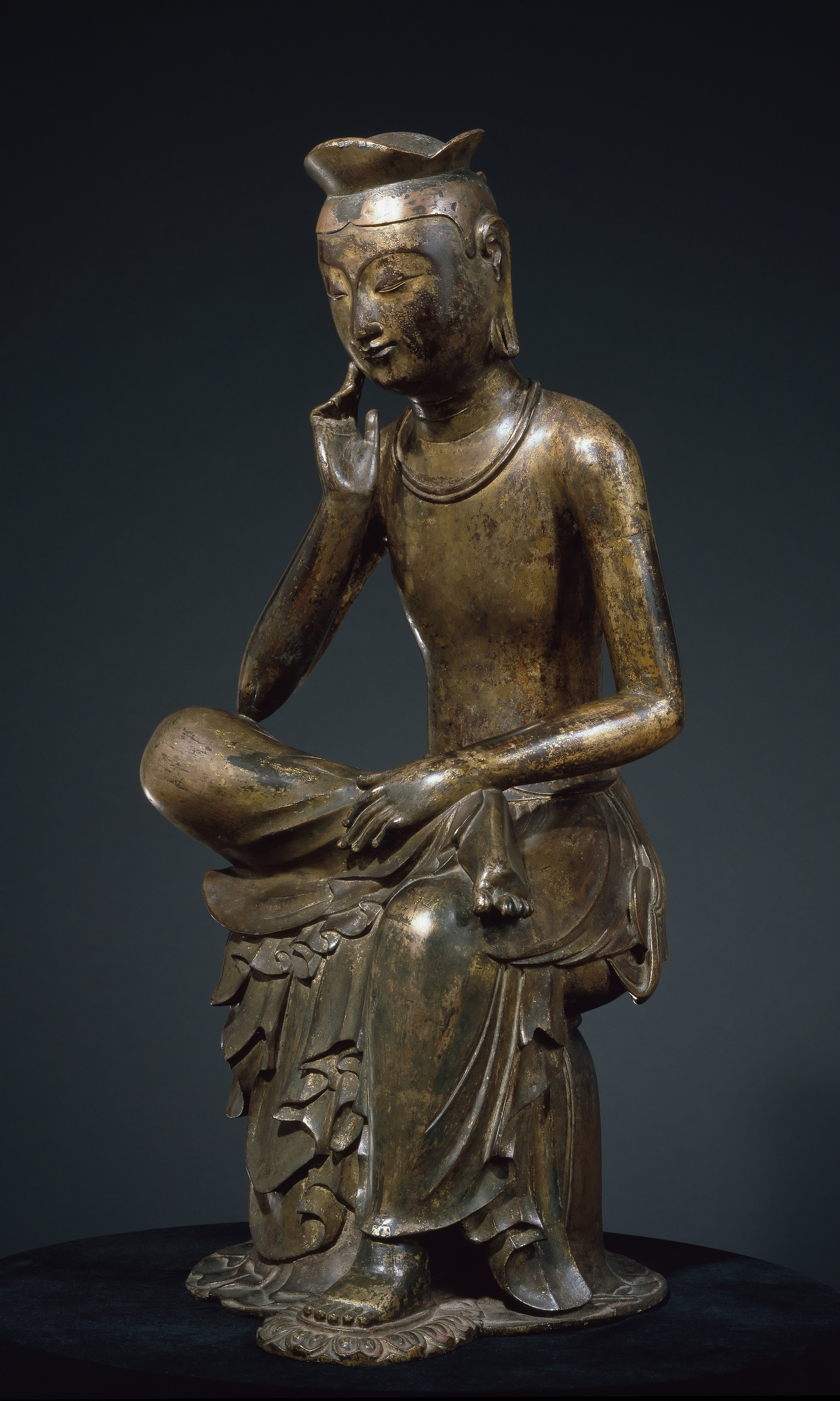
『金銅弥勒菩薩半跏像』弥勒菩薩半跏思惟像の代表的な作例。大韓民国指定国宝第83号　7世紀頃　新羅　ソウル特別市、国立中央博物館蔵。

朝鮮における仏教美術は一般として、他国から渡来した仏教の影響と朝鮮独自の文化の交流を反映している。また、初期の朝鮮仏教芸術は新羅の王冠や角帯（ベルト）のバックル、短剣、ゴゴク（勾玉の一種）などの工芸品や埋葬品に見られるように、シベリアやスキタイなどの草原文化の美術様式からも影響を受けていた 。 この土着的な美術様式は、幾何学的かつ抽象的で、 海洋文化や騎馬民族文化、シャーマニズムの伝統で豊かに彩られている。周辺諸国からの影響も強かったが、朝鮮仏教美術は「落ち着いて、抑制が効き、抽象的ではあるが不思議なほど現代的なセンスに合致している」（Pierre Cambon、Arts asiatiques-Guimet ' ）などと評されている。この国における仏教とその美術は、李氏朝鮮の初期を除き、組織だった破壊行為や徹底的な抑圧に晒されることはなかった。それゆえに、現代においても体系だった研究が行われている。

#### 朝鮮三国時代
3世紀から4世紀頃にかけて、朝鮮半島各地に散らばっていた多種多様な部族連合が、徐々に国としてまとまりを見せ始める。朝鮮半島北部から東北三省の一部まで版図を拡げた高句麗、南部から西南にかけての百済、東南部の洛東江下流の伽倻諸国、そして東南・慶州盆地の（のちに朝鮮を統一する）新羅が成り、抗争を繰り広げる、いわゆる朝鮮三国時代が始まった。
372年、これらの国のうち高句麗が最初に仏教を受容する 。 しかし、中国側の記録と高句麗の壁画に描かれた仏教的なモチーフで確認できるように、この年代よりも早い時期に仏教が伝わっていたようである 。 384年、続いて百済に仏教が伝わる 。535年、両国に100年以上遅れて新羅王国が仏教を受容する 。高句麗と百済では中原から公的に伝来したのに対し、新羅への伝道は民衆への浸透が先行し、おそらく布教に対して迫害が行われていたようである。
仏教の導入は、職人には崇敬のための図像制作を、建築家には寺院の建築を、学者には経典を渇望させ、そして朝鮮の文明を一変せしめた。これら朝鮮の諸王国に洗練された美術様式を伝えたのは「夷狄」であった拓跋氏の北魏様式であった。北魏、それに続く北斉の仏教美術は、これら三国に大きな影響を与えた。百済は後に、中国南朝と高句麗、そして百済特有の美意識とともに作り上げられた仏像美術を日本に伝えることとなる。
6世紀後半以降、百済では石仏の造立がいち早く始まった。印相・持物・装束といったディテールには北魏様式を保っているものの、造形的な印象は、外見的には静謐さがありながらも芯が強い溌剌としているという、百済仏らしさがより顕著になっている。
新羅では、6世紀には高句麗の影響によって金銅仏の制作が、7世紀ごろにはおそらく百済の影響によって石仏や磨崖仏の制作が始まる。この時代の新羅石仏美術は、百済のものに比して体躯の表現にまだ稚拙さがうかがえるものの、重厚さという点ですでに独立した美術様式を芽生えさせていた。朝鮮の仏師たちは、各々の様式を作り上げるために優れた審美眼を発揮し、さまざまな他地域のスタイルを取り入れ融合させた。
高句麗はおもに、華北由来の仏教の影響下にあった。仏教美術においては、まず五胡十六国時代の古式金銅仏の様式が取り入れられた。7世紀に入ると、北朝の仏教美術と連動するかたちで発展した。2021年現在確認されている朝鮮最古の仏像、「延嘉七年」銘金銅仏立像もこの時代に制作された。高句麗の仏像は主に金銅と塑造で、厚い通肩の法衣や火炎紋の光背、微かな笑みが特徴である。

##### 百済の微笑と半跏思惟菩薩像
このように、6世紀の朝鮮仏教美術は中国とインドの文化的影響を示したが、それ以降は独特の土着的な特徴を見せるようになった 。 北朝の影響が強い高句麗の仏像に比べ、梁などの南朝とも密接に交流していた百済の仏像は、美術史家には百済の微笑と呼ばれている、神秘的で穏やかなアルカイックスマイルを浮かべているものが少なくない。 また、新羅では6世紀後半から7世紀後半にかけて半跏思惟菩薩像が盛んに作られた。これは、中国のものからは独立した形式であった。この様式は、日本の広隆寺伝来の宝冠菩薩にみられるように、奈良時代の日本の仏像様式に大きな影響を与えた。これらの朝鮮の文化に根ざした様式は、日本の初期仏教美術にも見ることができるのは、仏教が伝来して間もない、飛鳥時代の仏像制作に（主に百済出身の）渡来人が携わっていたからであると考えられている。上述の半跏思惟像などは、その典型例であろう。多くの歴史家は朝鮮を仏教の単なる伝達者として描写しているが、これら三国、特に百済は、538年または552年に仏教が日本へと受容されるうえで主体的な役割を果たしたのである。

また、三国時代の朝鮮では寺院の建設も活発に行われた。百済の益山には彌勒寺が、新羅の慶州には皇龍寺が建てられた。百済の建築家はその卓越した技術で後世に知られ、上述の皇龍寺の巨大な九重の仏塔や、奈良の法華寺 （飛鳥寺）や法隆寺などの建設を行った 。

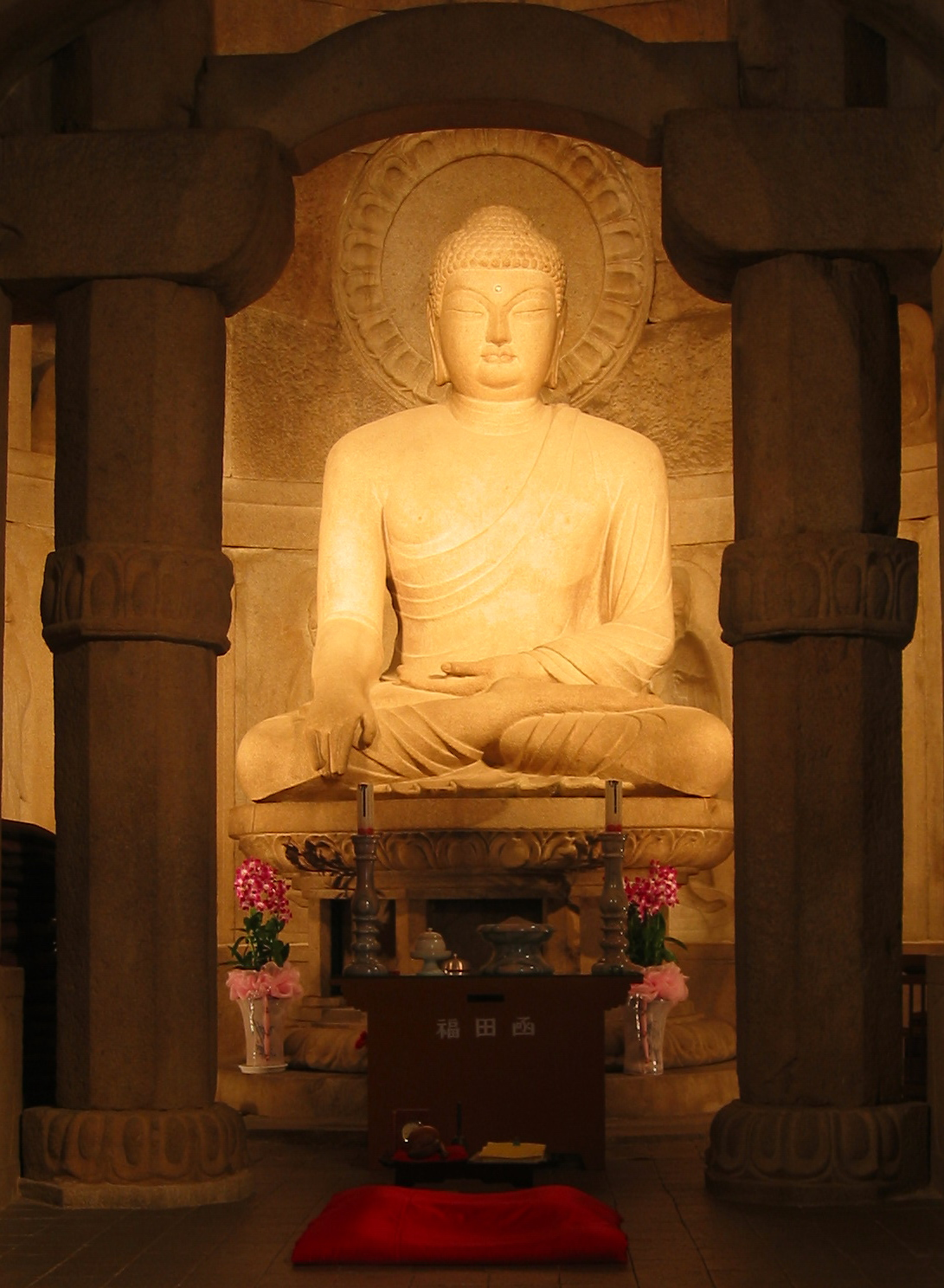
阿閦如来座像　石窟庵　恵恭王の時代、大暦9年（775年）完成　1909年に偶然再発見された。現在、大韓民国国宝第24号されているほか、世界遺産にも登録されている。

#### 統一新羅
7世紀後半、新羅が百済、高句麗を併呑し、唐の勢力を朝鮮半島から排除することに成功、統一新羅時代が始まった。統一新羅初期の仏教美術は、新羅の様式と百済の様式が融合したものであった。8世紀には、慶州石窟庵の本尊如来坐像に見られるように、人体像の把握が進み、身体の量感や肢体の伸びやかさが巧みに表現された、石仏の名品が多く作られた。また、朝鮮半島の統一後、唐との外交関係が好転し冊封体制に復帰したことで、国際色の色濃い唐の仏教美術の影響も大きく受けることとなった。
また、統一新羅の時代には、数は少ないながらも密教美術の作例を確認することができ、金剛界大日如来や十一面観音、千手観音、明王といった尊格の仏像が作られた。

9世紀後半、中央集権政的な体制が崩壊し、地方分権化と貴族層・花郎の台頭が進んだ。こういった社会制度の変化に応じるように、鉄造の金銅仏が作られるようになった。

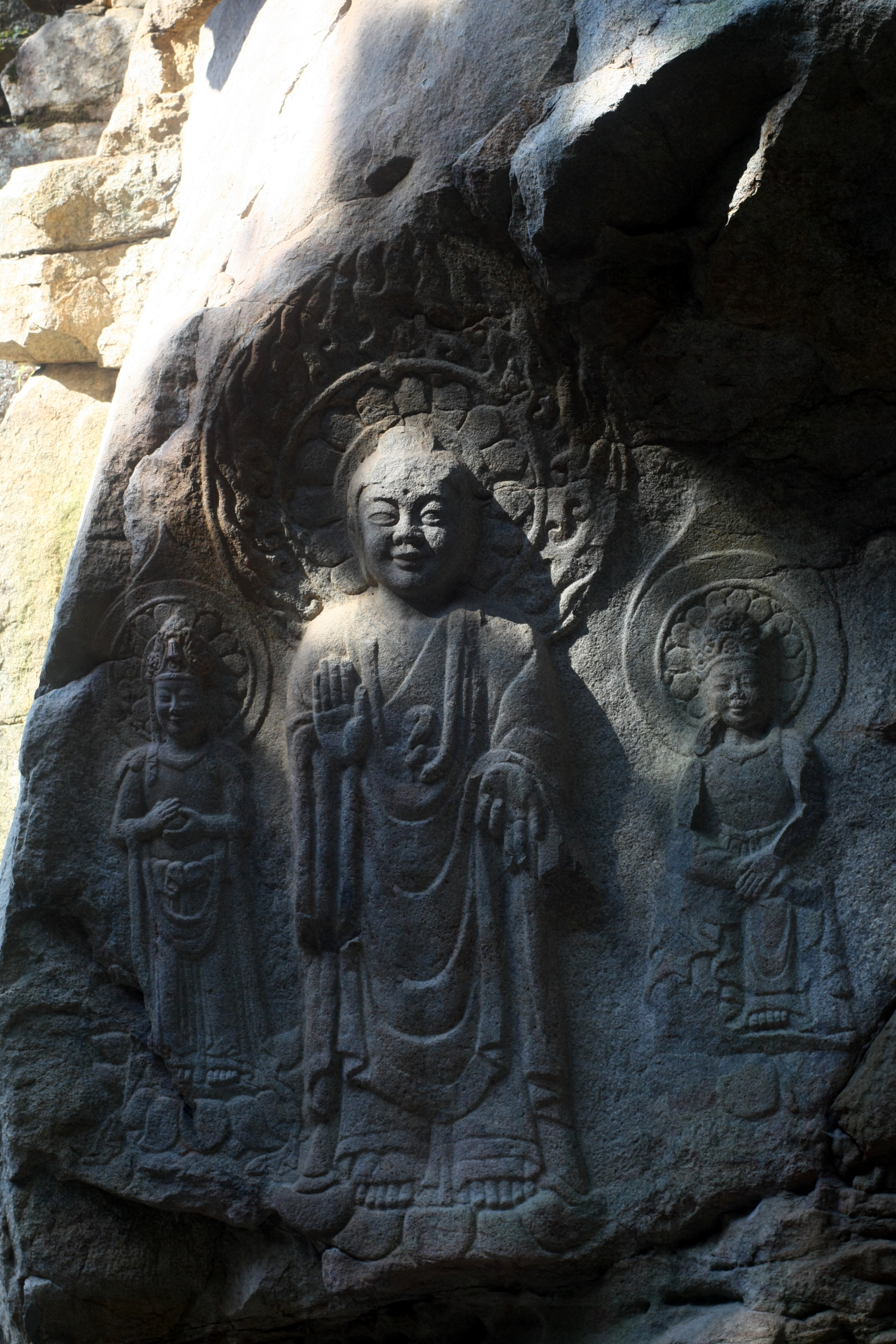
瑞山龍賢里（ソサン・ヨンヒョンリ）磨崖如来三尊像　7世紀初頭（百済後期）[104]　忠清南道、瑞山市
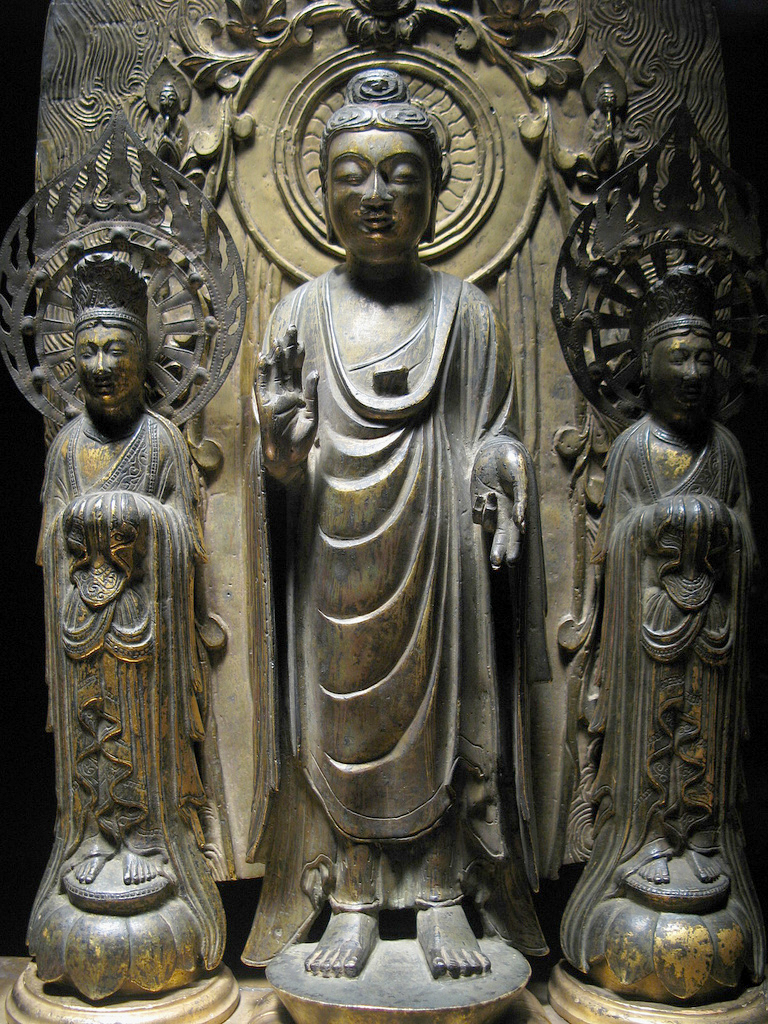
銅造如来及両脇侍立像　百済　6世紀-7世紀　東京国立博物館蔵（法隆寺献納宝物）
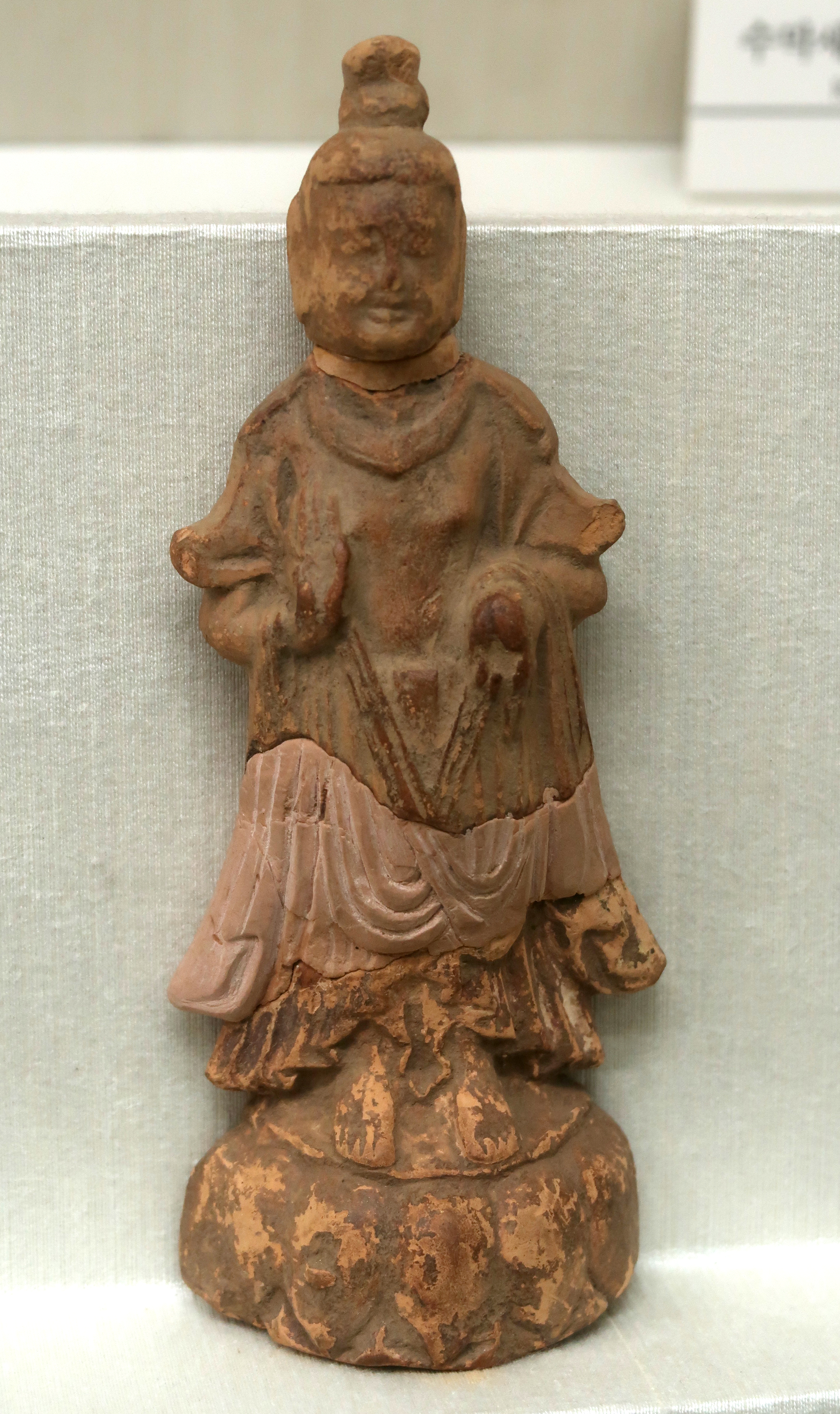
仏陀立像　高句麗　ソウル大学校美術館蔵
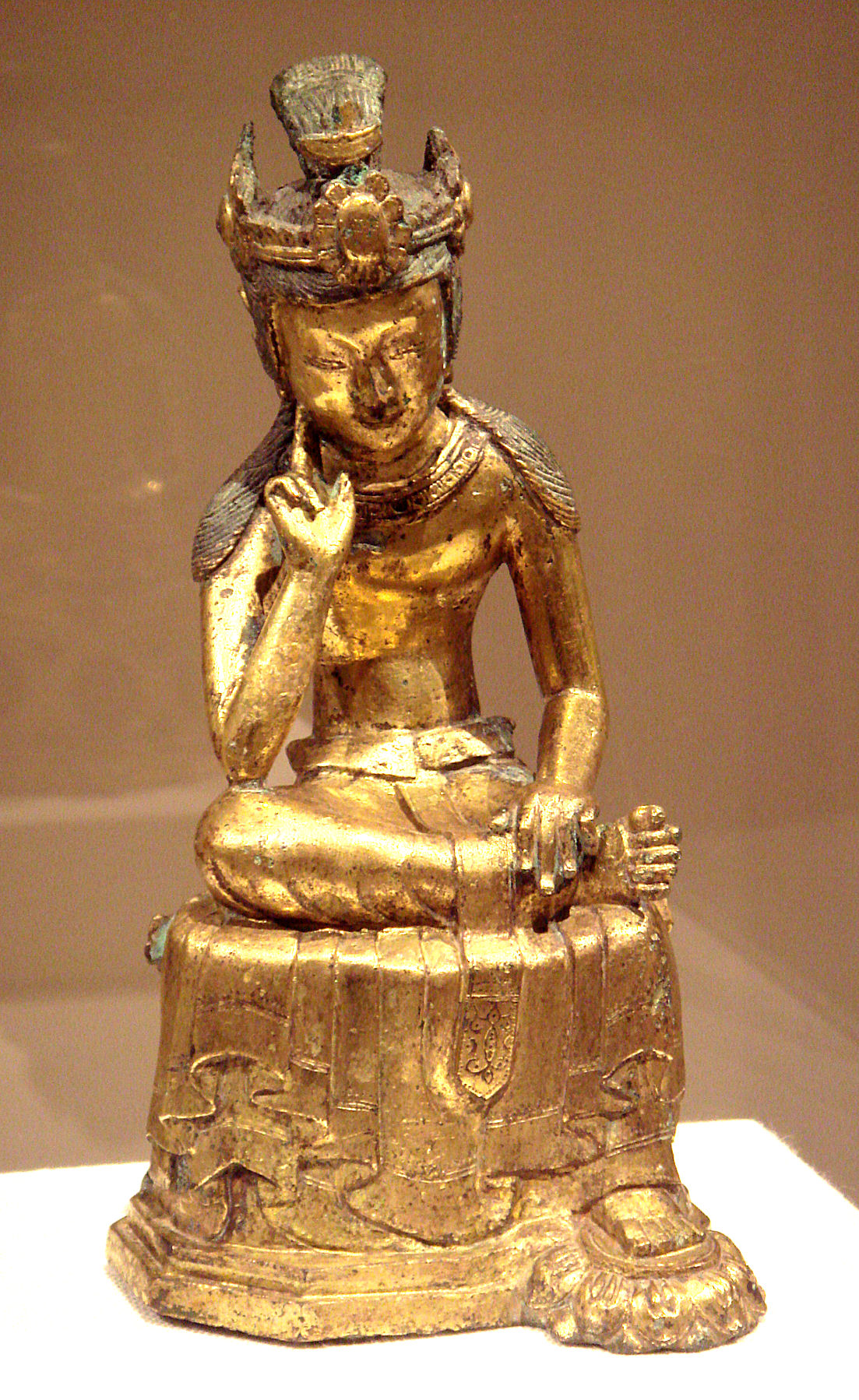
思惟菩薩像　金銅仏　三国時代（7世紀中頃）　メトロポリタン美術館蔵
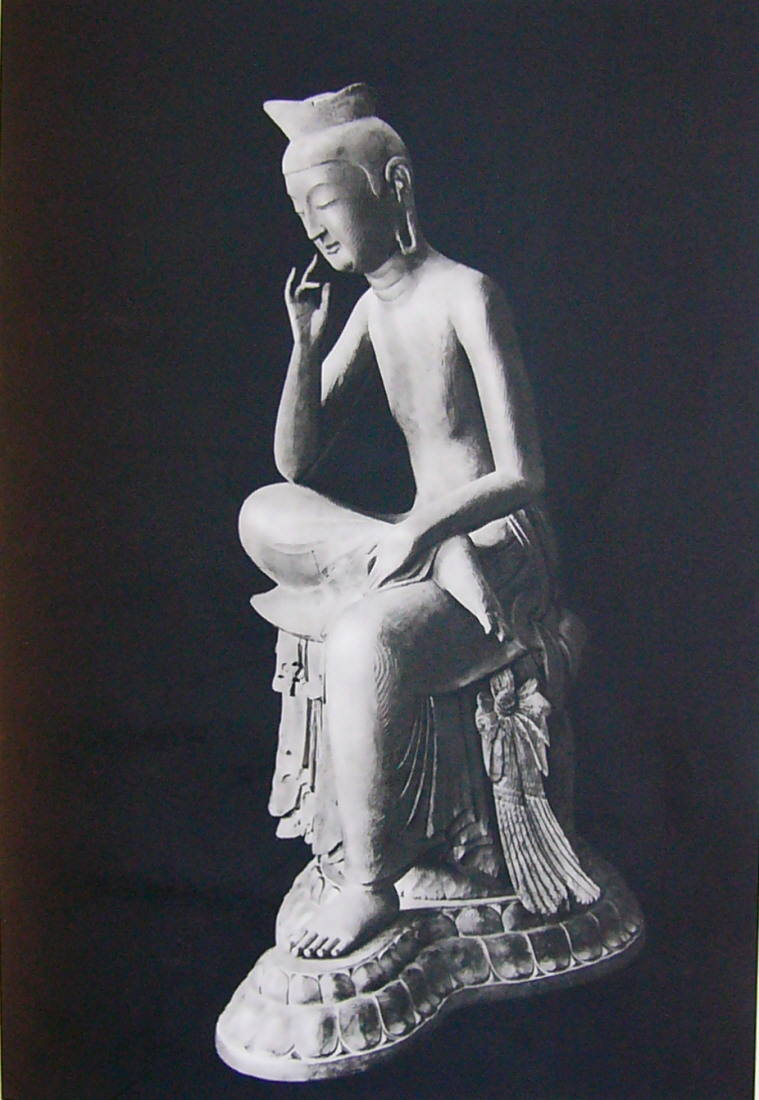
弥勒菩薩半跏思惟像「宝冠弥勒」　木造　小川晴暘撮影　広隆寺蔵
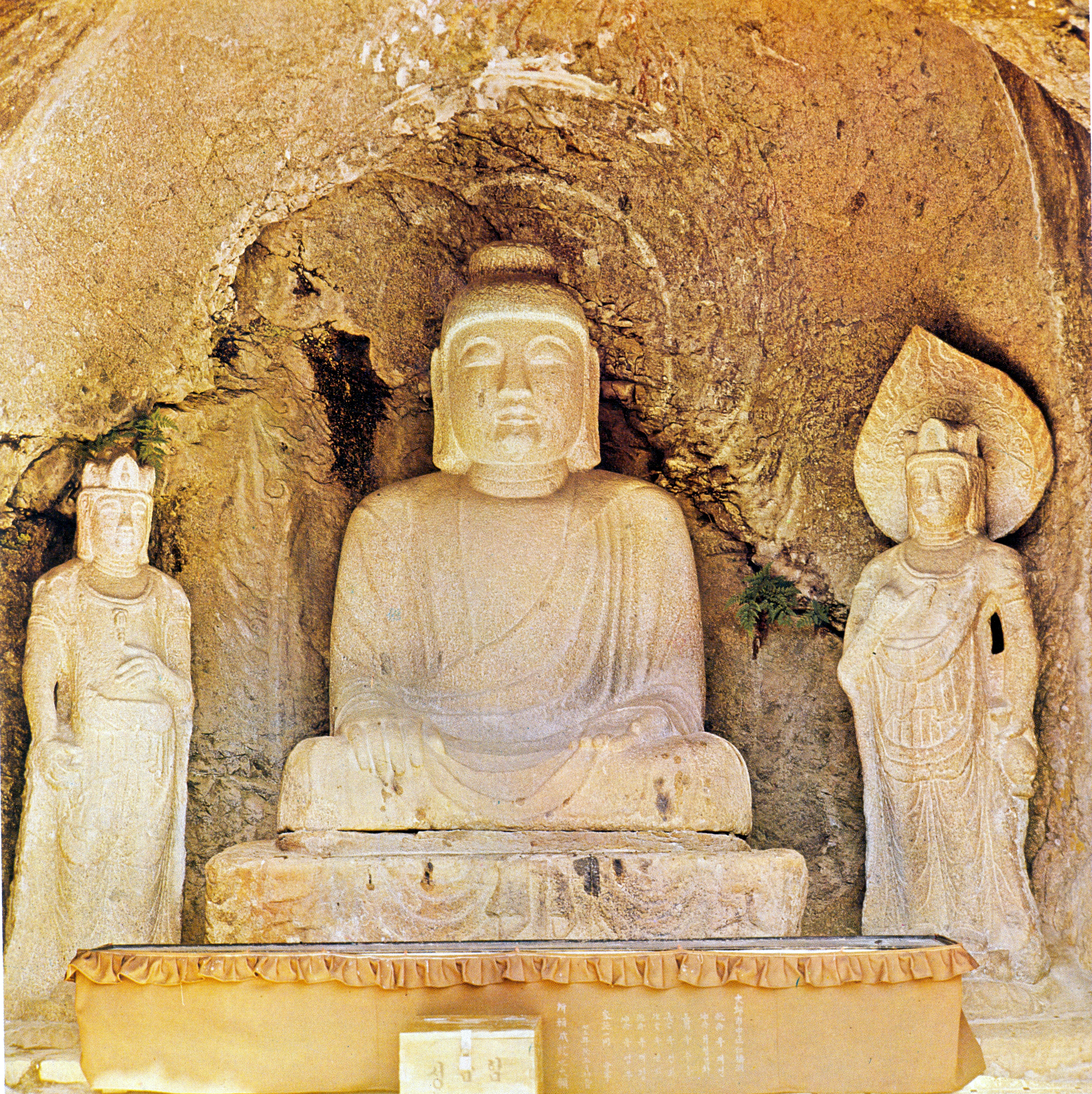
軍威石窟三尊仏　大韓民国指定国宝　大韓民国慶尚南道　花崗岩製　統一新羅時代（7世紀頃）　1962年発見。脇侍の屈曲した姿勢に、隋から初唐の様式の影響がうかがえる[119]。

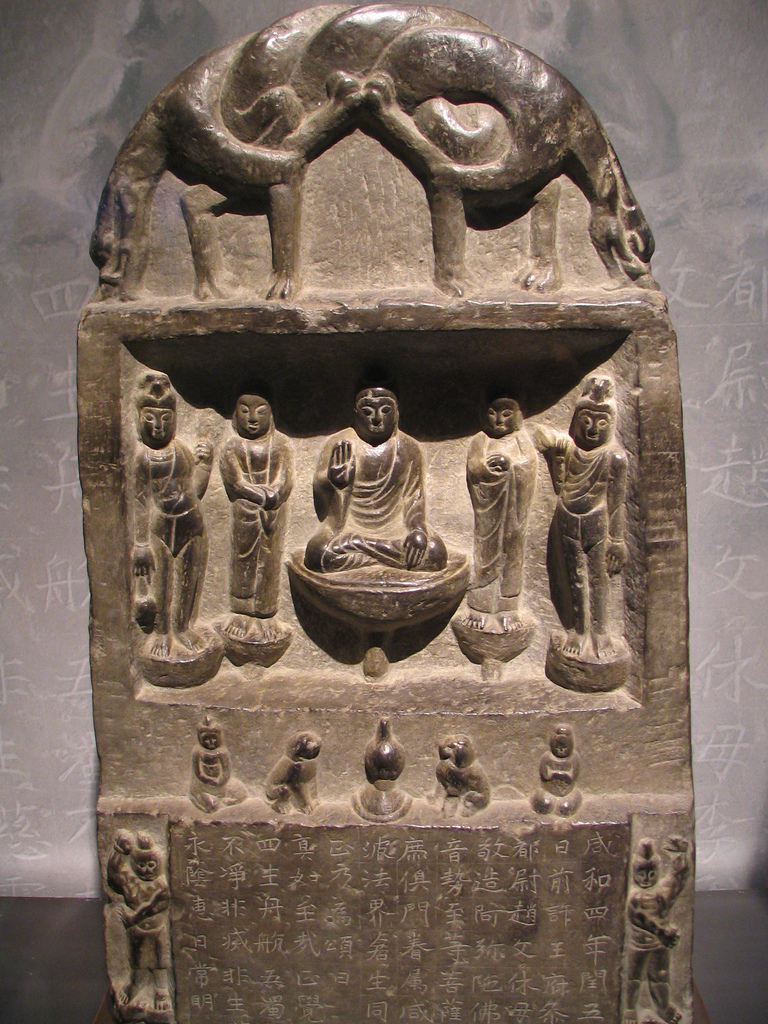
『咸和四年銘仏龕』（834年）時期としては渤海後期様式に属する。倉敷市大原美術館蔵？

#### 渤海
7世紀、高句麗の遺民や靺鞨人によって渤海が建てられる。この国は、現在の沿海州、黒龍江省、および北朝鮮にあたる地域まで国土を拡げ、唐をして「海東の盛国」と呼ばしめた。新羅と友好関係を結んだ8世紀の末からは、唐・新羅の文化を取り込み、現代にまで伝わる仏教美術を遺した。渤海では多宗派が受け入れられていたが、そのなかでもとりわけ五台山の教え、特に華厳密教が盛んであったようである。しかしながら、被支配層にどれだけ仏教が浸透していたかは明らかではない。
仏教美術に関する主な出土品は五京に限られており、特に上京龍泉府と中京顕徳府、東京龍原府に偏っている。また、仏像の様式も対新羅外交の変化の結果、高句麗文化のまだ色濃い前期と唐・新羅の様式を取り込んだ後期に分けられる。

#### 高麗
統一新羅が混乱の末に衰亡し、936年に高麗が朝鮮統一を果たす。初代国王の太祖が公布した「訓要十条」に見られるように、仏教は高麗王室によって厚く保護された。こういった状況を背景に、仏教美術も活発に行われた。
高麗仏画は、来世と現世の救済を願う浄土信仰を奉ずる貴族層や豪族たちの求めに応じて発展した。また、華厳思想に基づいた、蒙古撃退と国家安泰を願う「五百羅漢図」のような作品もみられる。
また、宗教的営為としての写経が流行した。統一新羅のころには写経はすでに行われていたが、これらの時代には、写経は修行・研究のためだけでなく、行為そのものが功徳を積む手段であると考えられるようになった。これら写経のうち、豪奢な作りのものは装飾経と呼ばれ、紺紙に金泥・銀泥で描いたものが多く遺されている。 また、木版印刷でも写経は行われた。モンゴルの朝鮮侵入を機に13世紀に彫刻された高麗八万大蔵経は、その刻字の美しさから美術工芸品としての価値も名高い。

仏像美術においては、俗に「弥勒仏」と呼ばれる巨大な石仏が各地に作られた。菩薩立像は、その大きさ（10メートル以上）から顔の造形や衣紋の衣装は適度なデフォルメが施されており、また、屋外に安置されることが多く頭部に宝蓋を頂いているのが一般的である。これらの石仏は風水思想や土俗信仰とも結びついたものだった。高麗時代末期には、モンゴルの侵攻によって仏像彫刻は大幅に衰退するが、元代仏像の流れをくむ密教系の金銅仏が作られた。

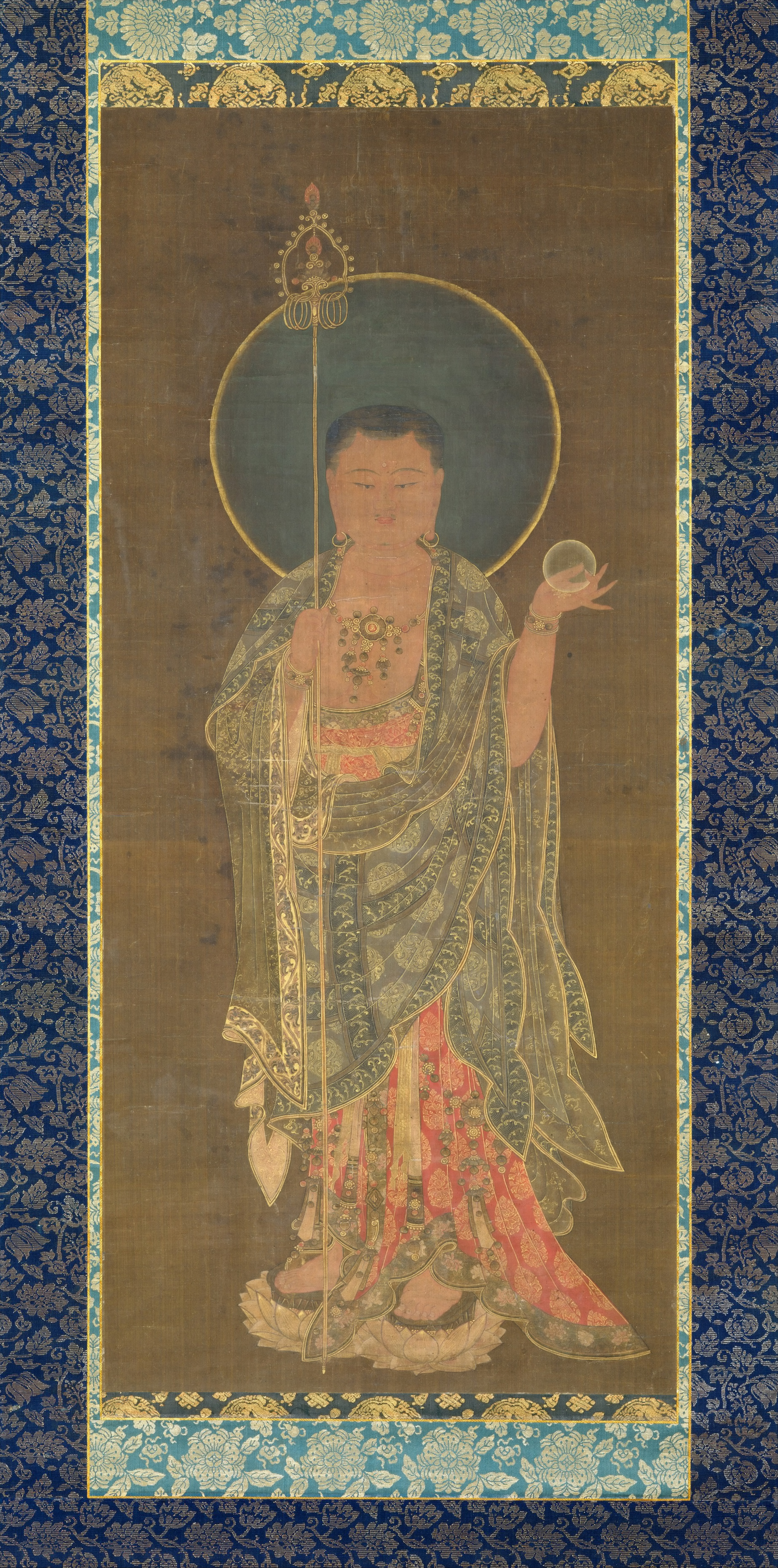
地蔵菩薩図　高麗末期（14世紀末）　メトロポリタン美術館蔵
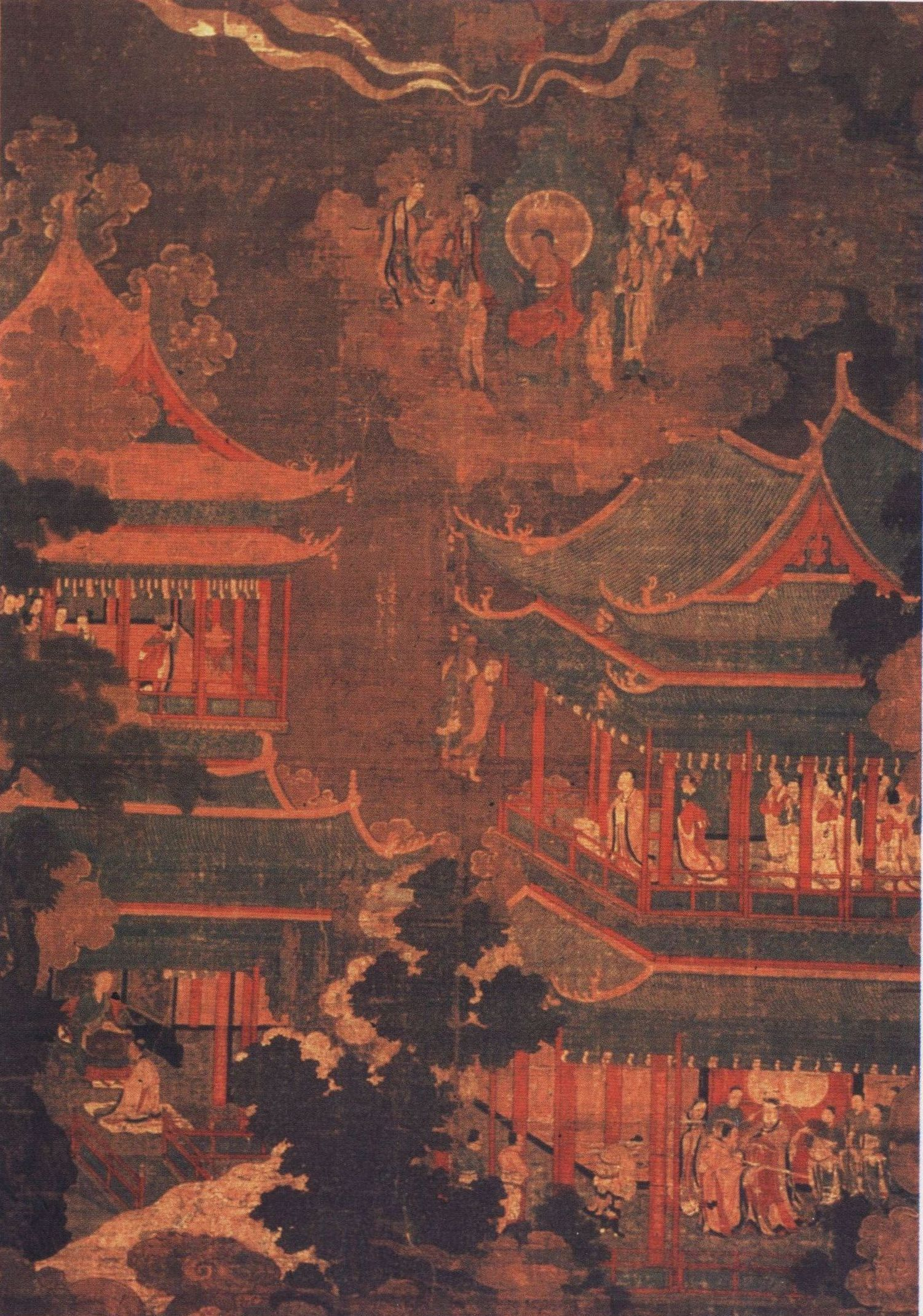
観経曼荼羅図　絹本　高麗末期（14世紀）　福井県西福寺蔵[124]　李氏朝鮮の時代に仏教弾圧政策が行われ、結果として多くの文化財が国外へと流出した[125]。
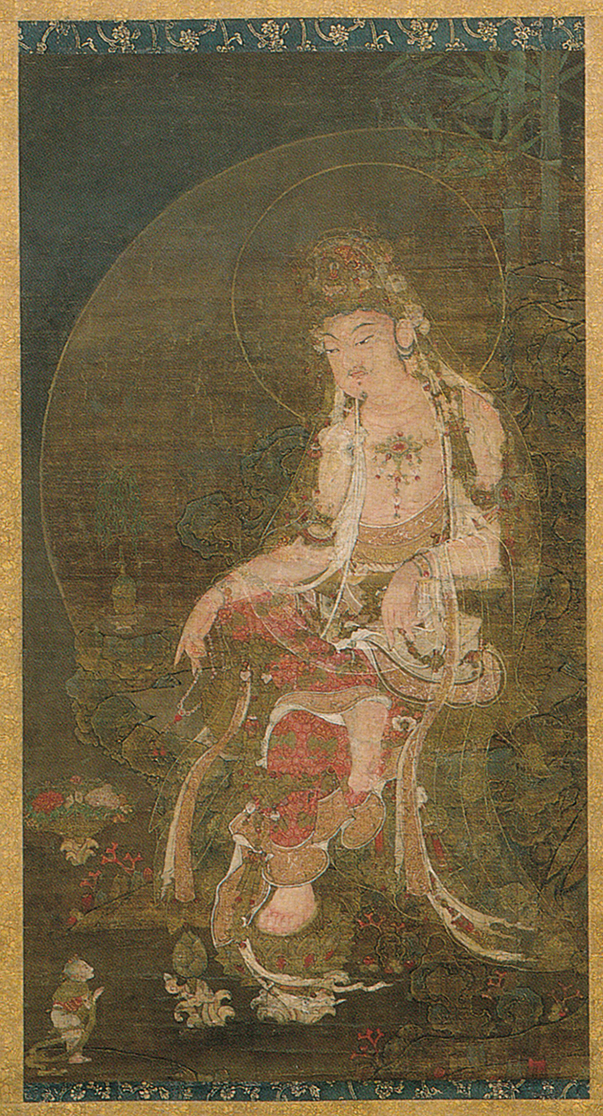
水月観音図　13世紀から14世紀　ギメ東洋美術館蔵
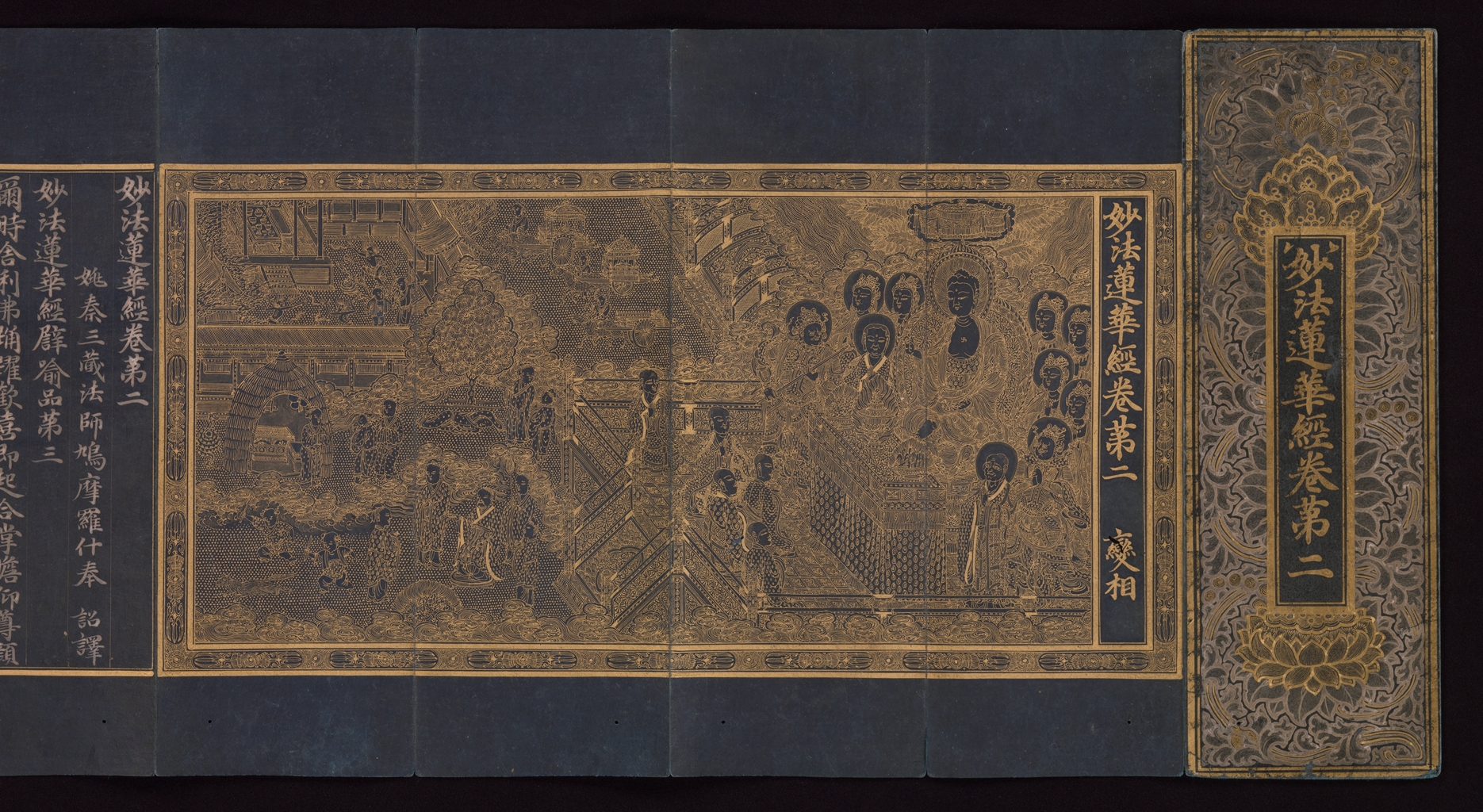
『妙法蓮華経』第二巻　装飾経　高麗後期（1340年代頃）　メトロポリタン美術館蔵
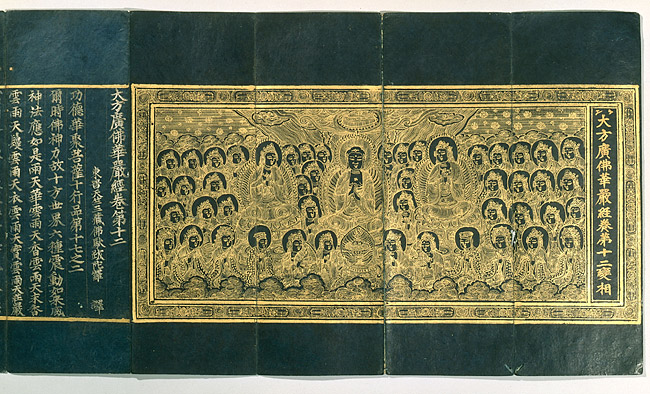
『大方広仏華厳経』第十二巻　装飾経　高麗後期（14世紀中頃）　湖巌美術館蔵
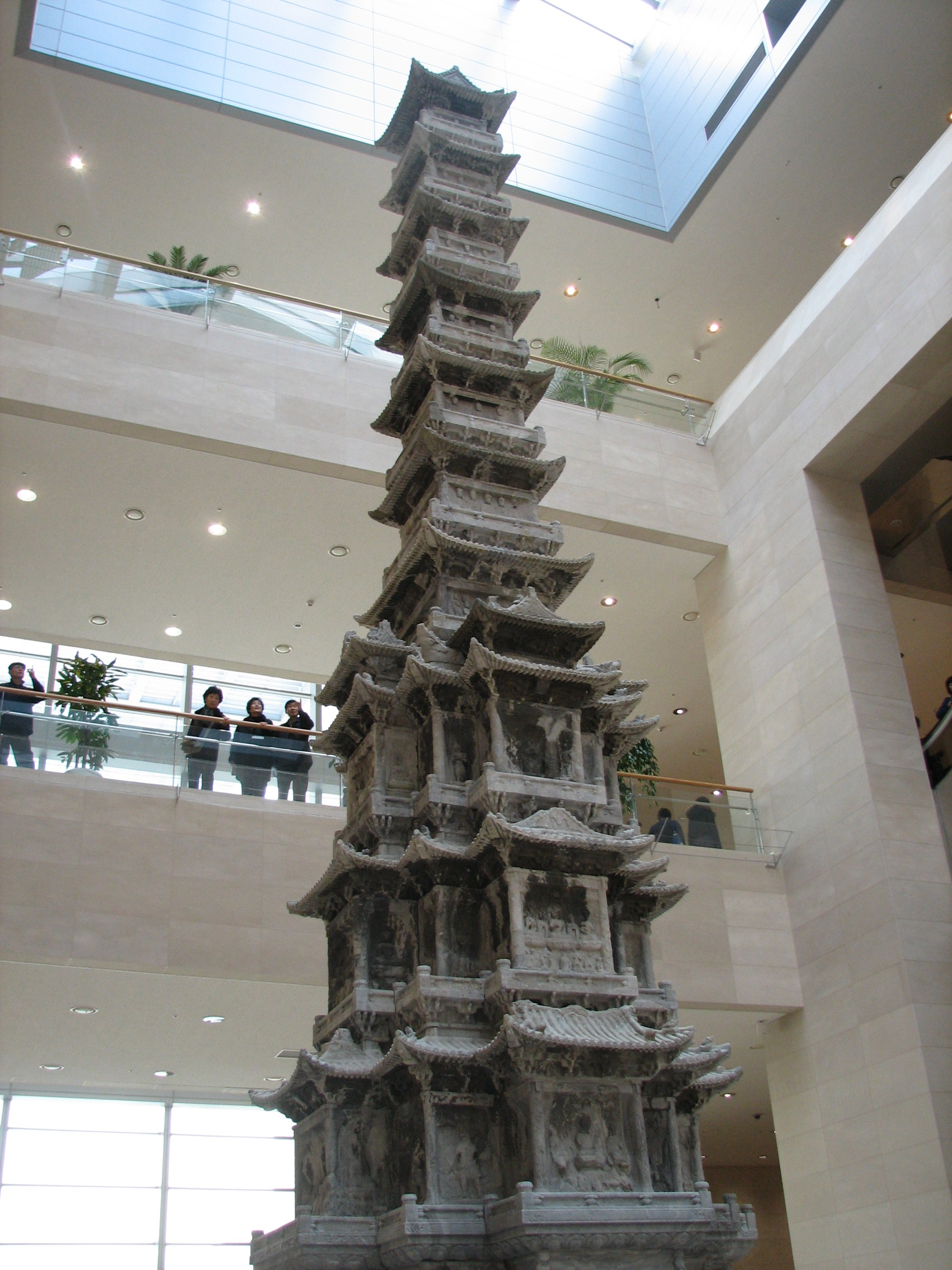
敬天寺十層石塔　高麗時代　国立中央博物館蔵
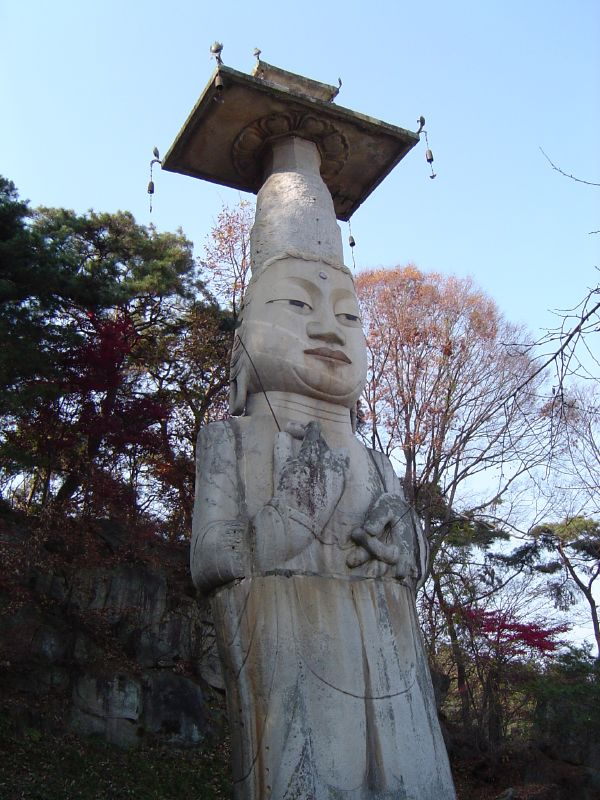
菩薩立像（朝鮮語版）（右）　石造　高麗時代（968年頃）　忠清南道論山市灌燭寺　韓国最大の石仏。

#### 李氏朝鮮
李氏朝鮮時代は、最初期こそ仏教が保護されたものの、儒教の国教化を背景に、1406年、太宗の時代に徹底的な排仏政策が推し進められた。これによって、朝鮮の仏教教団と寺院、美術は大きな衰亡をみた。しかしながら、1549年、文定王后のもとで仏教が保護されるようになると、仏教美術は再び大々的に作られるようになった。
朝鮮時代の仏像美術に特筆すべき名品は高麗時代のものと比較すると少ないが、その一方で仏像制作に用いられる材料や図像は多様化した。朝鮮時代初期にはすでに、それ以前には用いられなかった木造や塑造による作例が見られ、17世紀にはこれらが主流となった。

仏教絵画においては、画題、素材、そして鑑賞方法にも多様化が見られた。当時描かれたものには、発願のための彩色絹本、寺院内部に描かれた堂内壁画、経典の紙本、さらに屋外での大人数による礼拝に用いられた掛仏幀（あるいは掛仏）、施食会に用いられた甘露幀といったジャンルが挙げられる。特に、掛仏幀と甘露幀は、貴族や僧侶のためというよりも大衆向けに作られていた。これらは、李氏朝鮮後期、17世紀以降に作例が多く見られるようになった。

咸昌上院寺四仏会幀（朝鮮語版）　大韓民国指定国宝1326号　1562年　国立中央博物館蔵
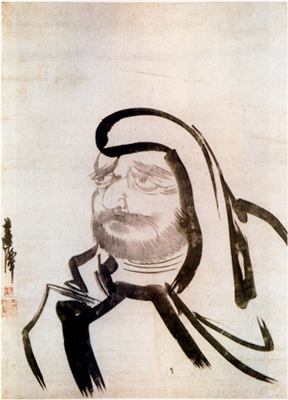
達磨図　金明國（英語版）筆　仁祖時代　1636年～1637年、あるいは1643年
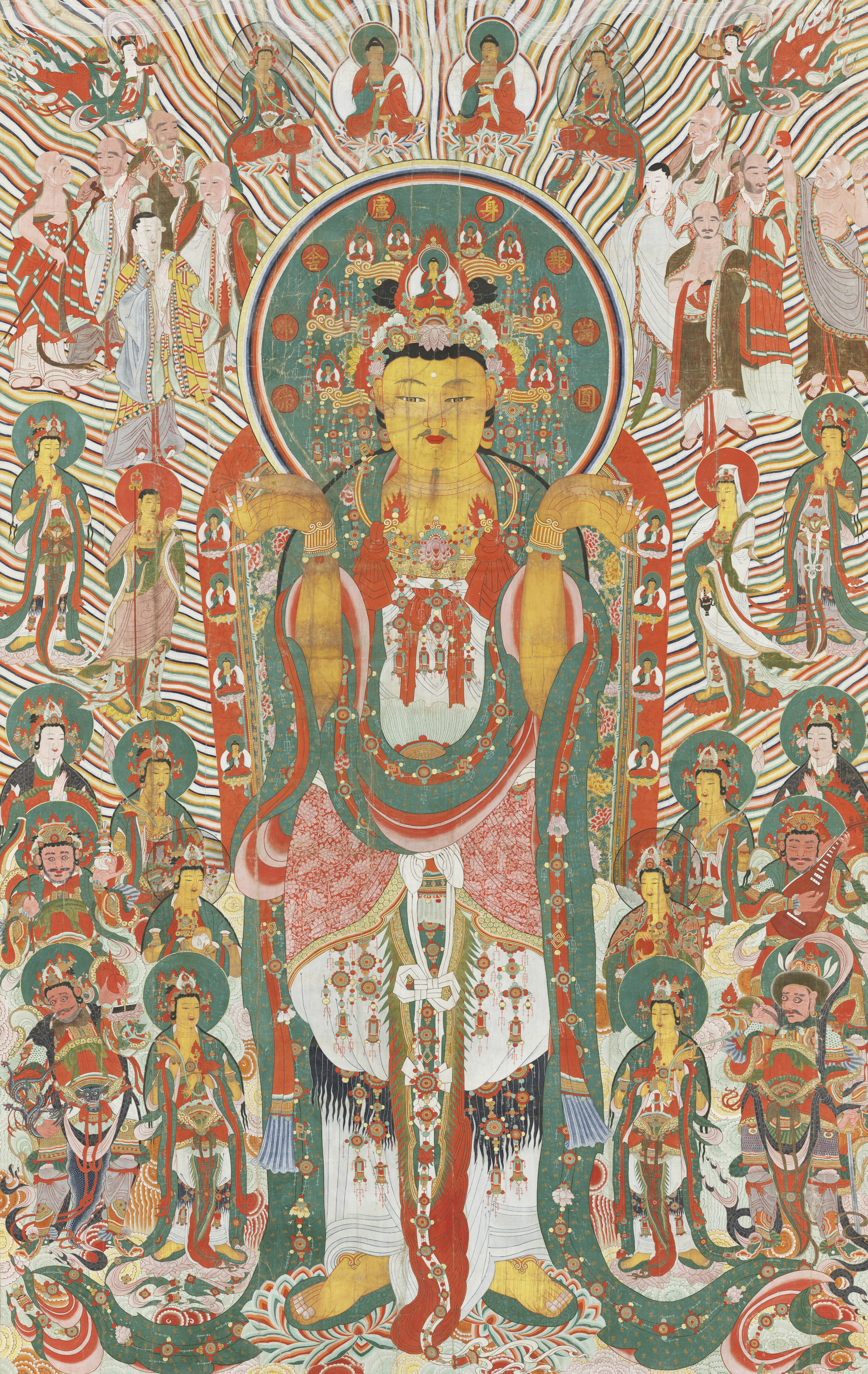
公州新元寺盧舎那仏掛仏幀（朝鮮語版）　大韓民国指定国宝299号　1664年　新元寺（英語版、朝鮮語版）蔵
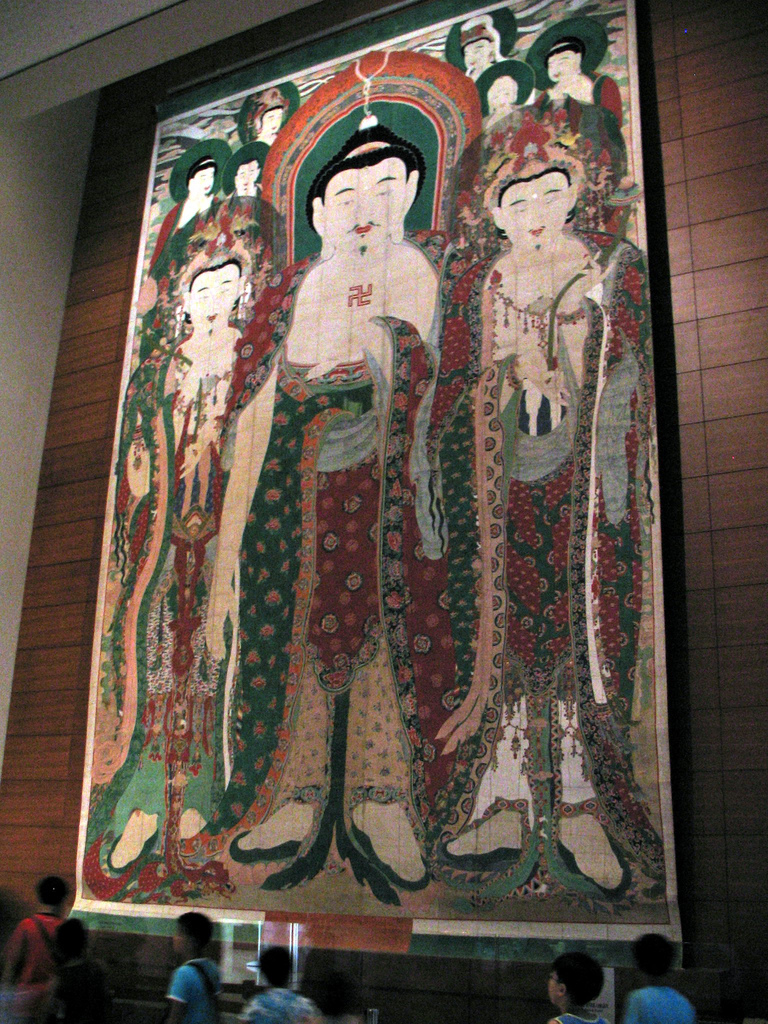
青谷寺霊山会掛仏幀　大韓民国指定国宝302号　慶尚南道晋州市青谷寺（朝鮮語版）　麻布着色　1772年　青谷寺文化博物館蔵
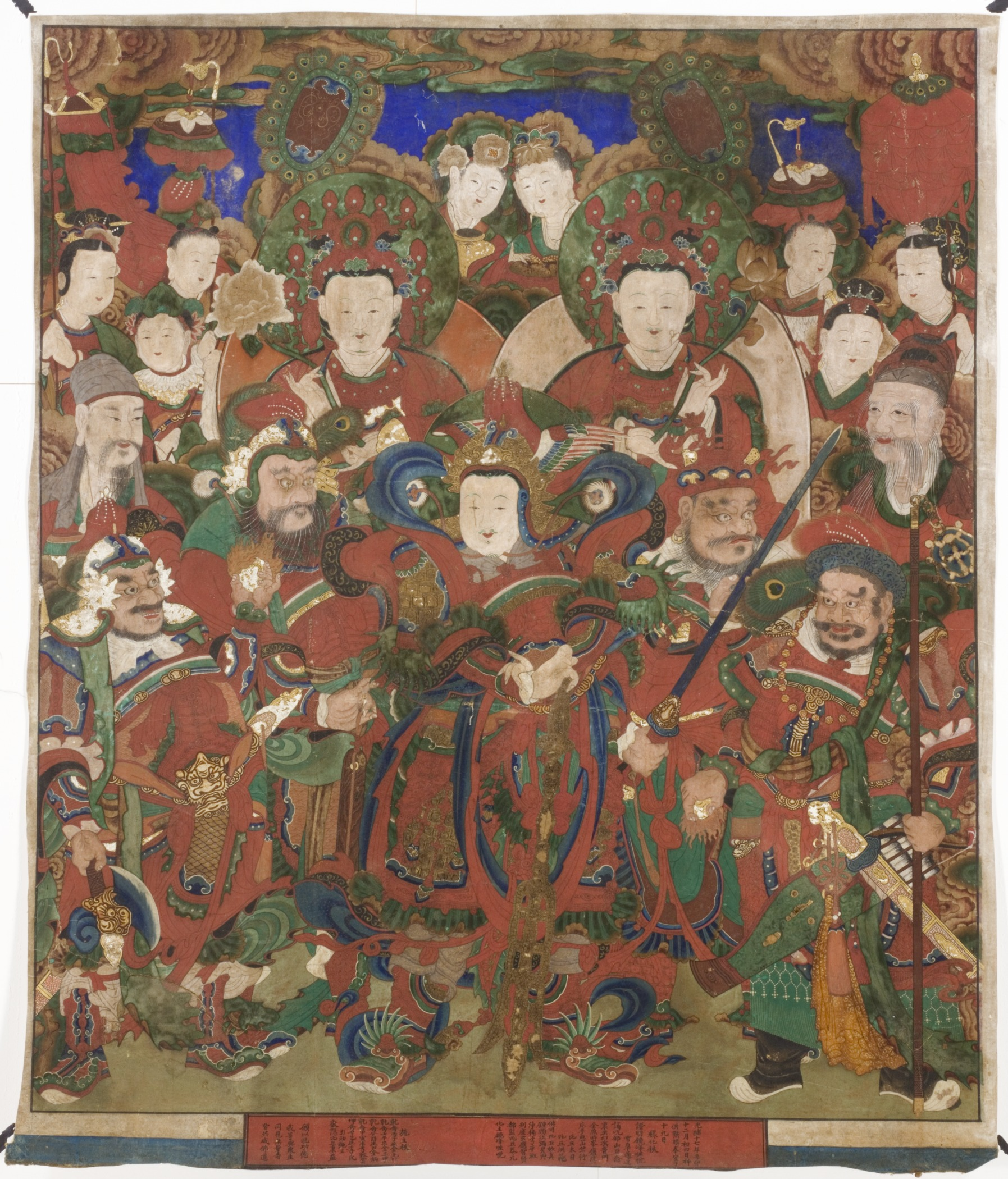
護法神図　高宗28年（1891年）　ロサンゼルス・カウンティ美術館蔵　帝釈天、梵天、韋駄天の他、護法神や侍従が描かれている。

### 日本
シルクロードの終着点に位置する日本は、仏教がインドで衰微し、中央アジアと中国で他の宗教や世俗勢力による抑圧が行われた時代にあっても、仏教のさまざまな側面を保持することができていた。日本の仏教彫刻の創造性は奈良時代、平安時代、そして鎌倉時代と、8世紀から13世紀にかけて特に豊かであった。近代に入り、日本の仏教美術は信仰対象から鑑賞対象にシフトした。仏教と習合して伝わったヒンドゥー教やタントラ、道教の要素や、在来の神道とも混淆・相互に影響が及ぼされたことも見逃せない。

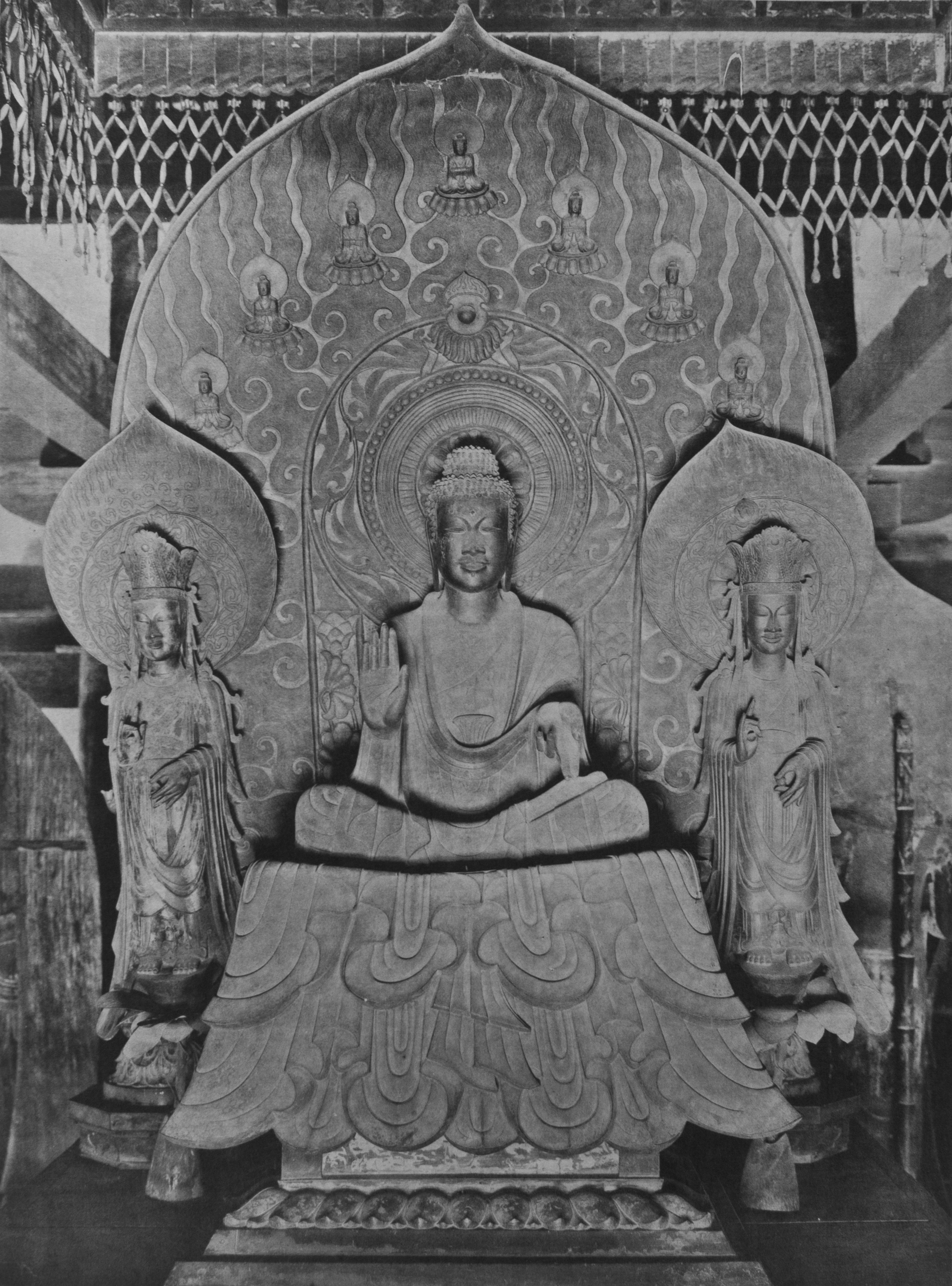
法隆寺金堂釈迦三尊像　銘推古31年（623年）　伝鞍作止利作　北魏様式の流れを汲む。造像したとされる鞍作止利は司馬達等の孫で、渡来系であった。

#### 飛鳥時代
538年もしくは552年に、百済からの使者によって仏教が紹介される（仏教公伝）。その後、法興寺（のちの飛鳥寺）や四天王寺が建立されるなど、国家仏教化が推し進められた。
日本国内で仏像制作が始められたのも飛鳥時代である。577年には、百済から仏師が渡来した（『日本書紀』巻第二十）。『日本書紀』は、百済の使者によって初めて日本にもたらされた仏の美しさを「相貌端厳（みかおきらきらし）」と伝えている。この仏像は金銅仏であったが、法隆寺の釈迦三尊像や飛鳥寺の釈迦如来像といった飛鳥時代を代表する仏像もまた金銅仏が多かった。また、法隆寺夢殿の救世観音像や百済観音といった、金箔で荘厳された木造仏も作られた。さらに、塑造や乾漆造の仏像も、未だで主流たりえなかったものの、この時代ではすでに少数の作例が見られる。飛鳥時代の仏像の特徴としては、奥行きが浅く、左右対称であることが挙げられる。これは、立体曼荼羅などにみられる奈良時代以降の仏像と異なり、正面から鑑賞することを前提としていたためであった。

仏教を日本に定着させるうえで重要な役割を担ったのが、推古天皇の甥で、摂政であった聖徳太子である。聖徳太子は深く仏教に帰依し、薨去ののちも太子信仰というかたちで崇拝の対象と芸術の題材となったが、聖徳太子自身も生前、建設者でありパトロンであった。上述の四天王寺や飛鳥寺の建立を主導したほか、止利様式の仏像の制作に関与した。また、聖徳太子の妃、橘大郎女が織らせた「天寿国繍帳」は、日本に現存する最古の刺繍美術であり、仏教伝来最初期に描かれた浄土表現である。

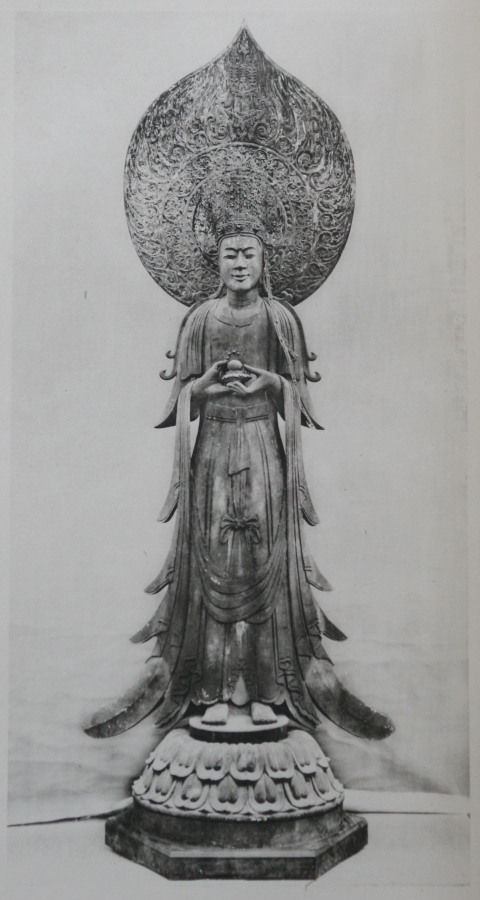
救世観音立像　国宝　飛鳥時代前期（7世紀）　現存最古の木彫仏[141]。聖徳太子の肖像とも（太子信仰）。金箔が施され、金銅仏のように見える[142]。
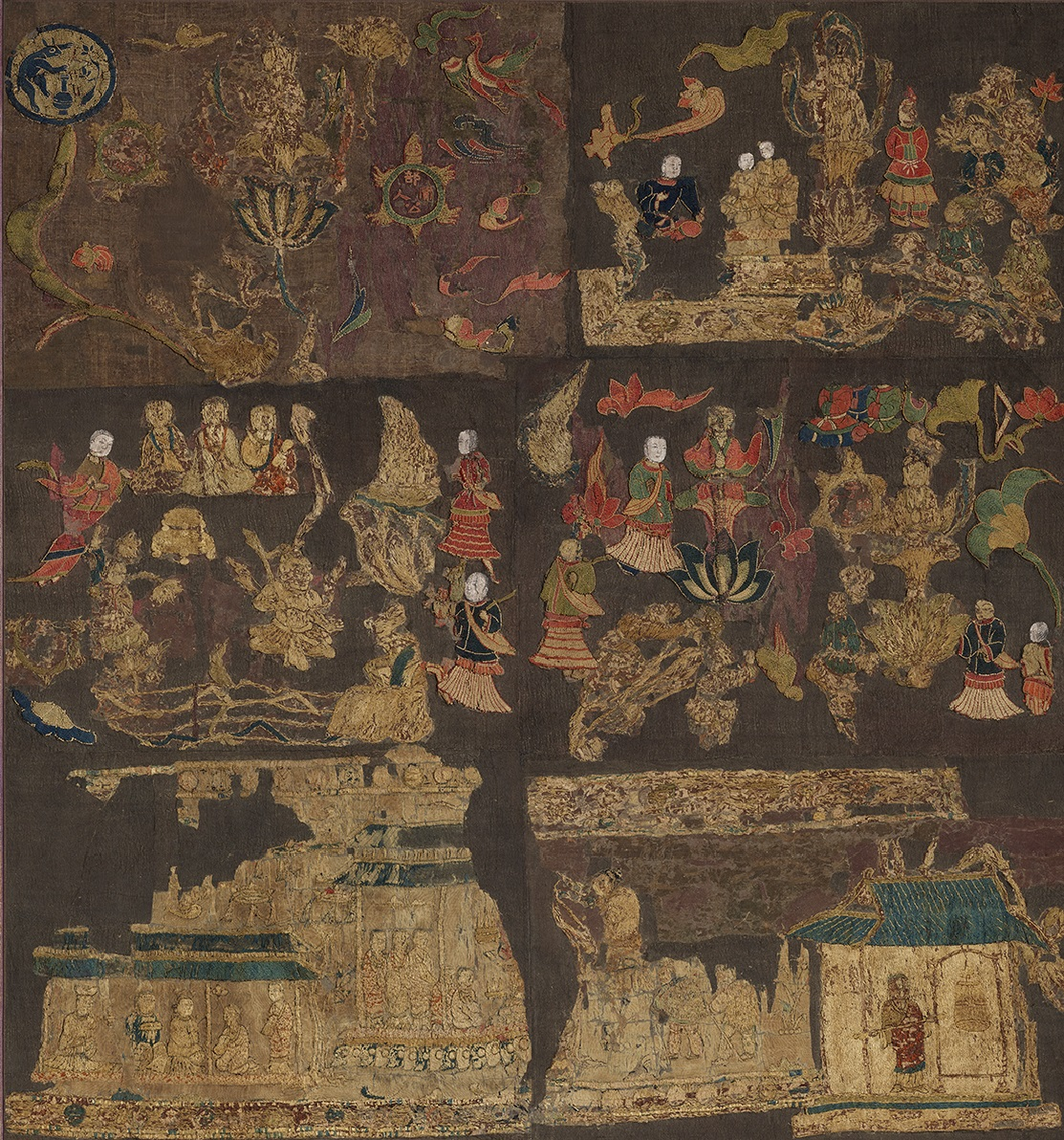
「天寿国繍帳」　国宝　622年　聖徳太子の妃である橘大郎女が太子を偲んで制作させたもの[140]。
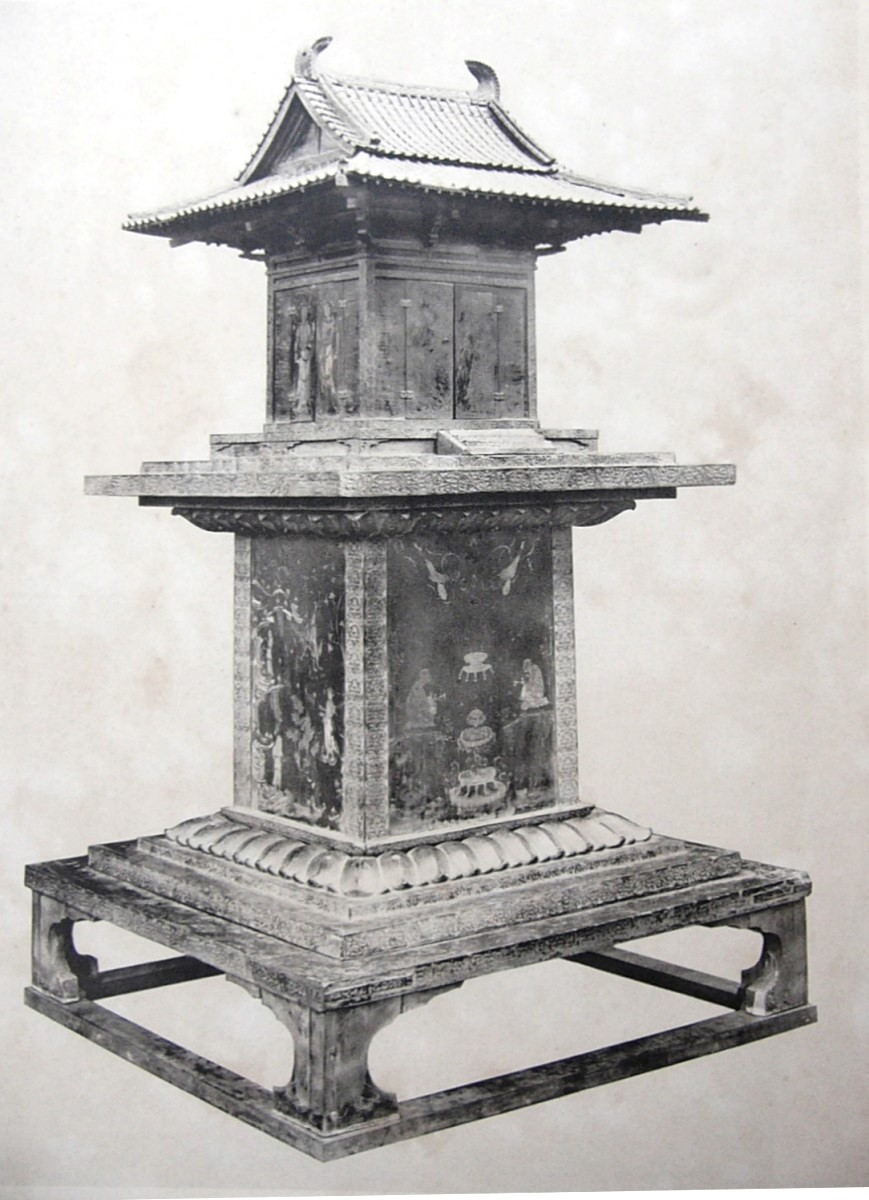
玉虫厨子　国宝　7世紀　法隆寺蔵　仏教建築と金工、漆工の技術の集合体であり、宮殿部（上部）と須弥座（中段）は四面が絵画で構成されている[143]。
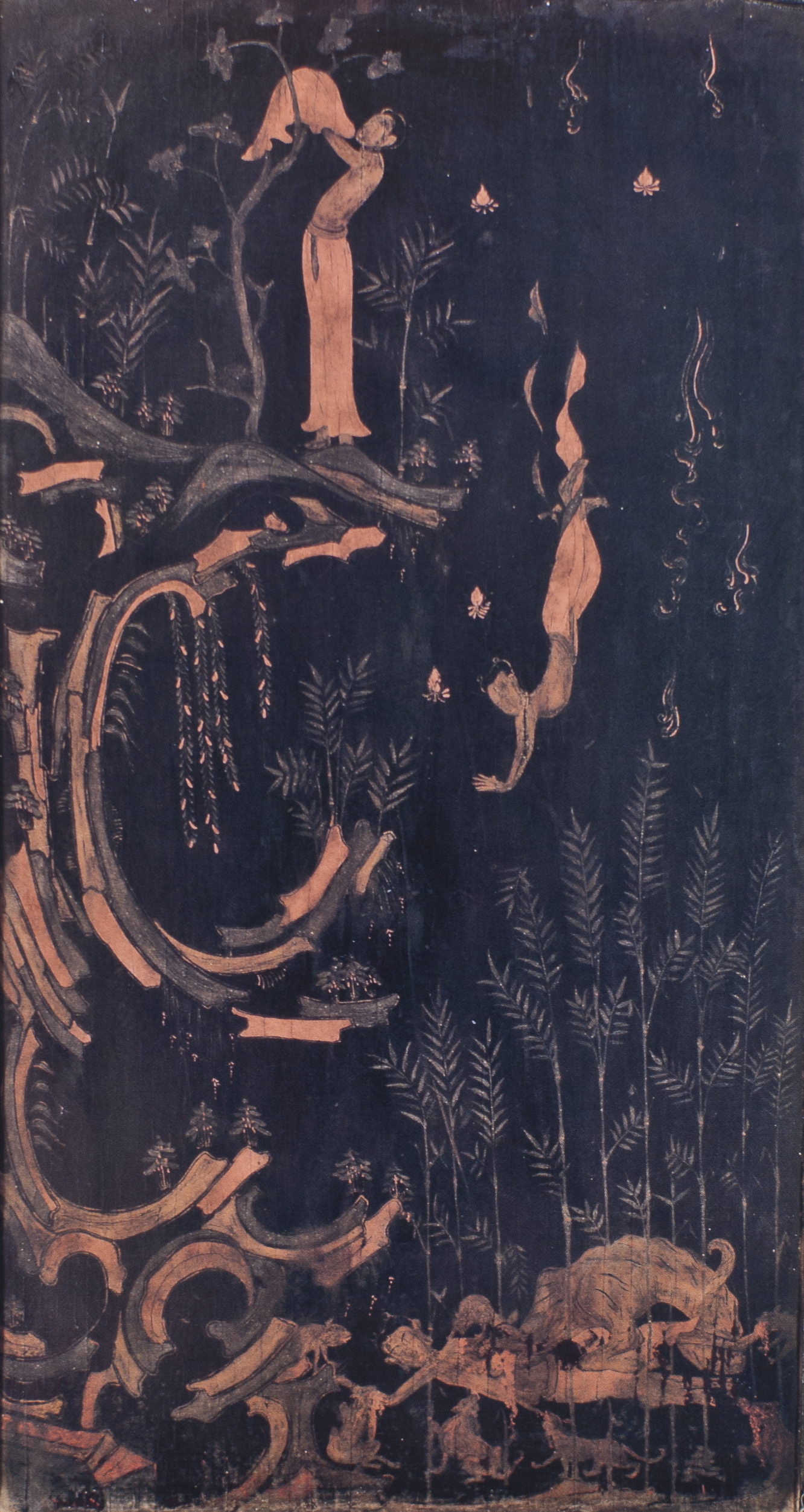
玉虫厨子部分　須弥座（左図下段）の右面　捨身飼虎（英語版）図（『金光明経』から、ジャータカの一遍）が、異時同図法を用いて表現されている[144]。
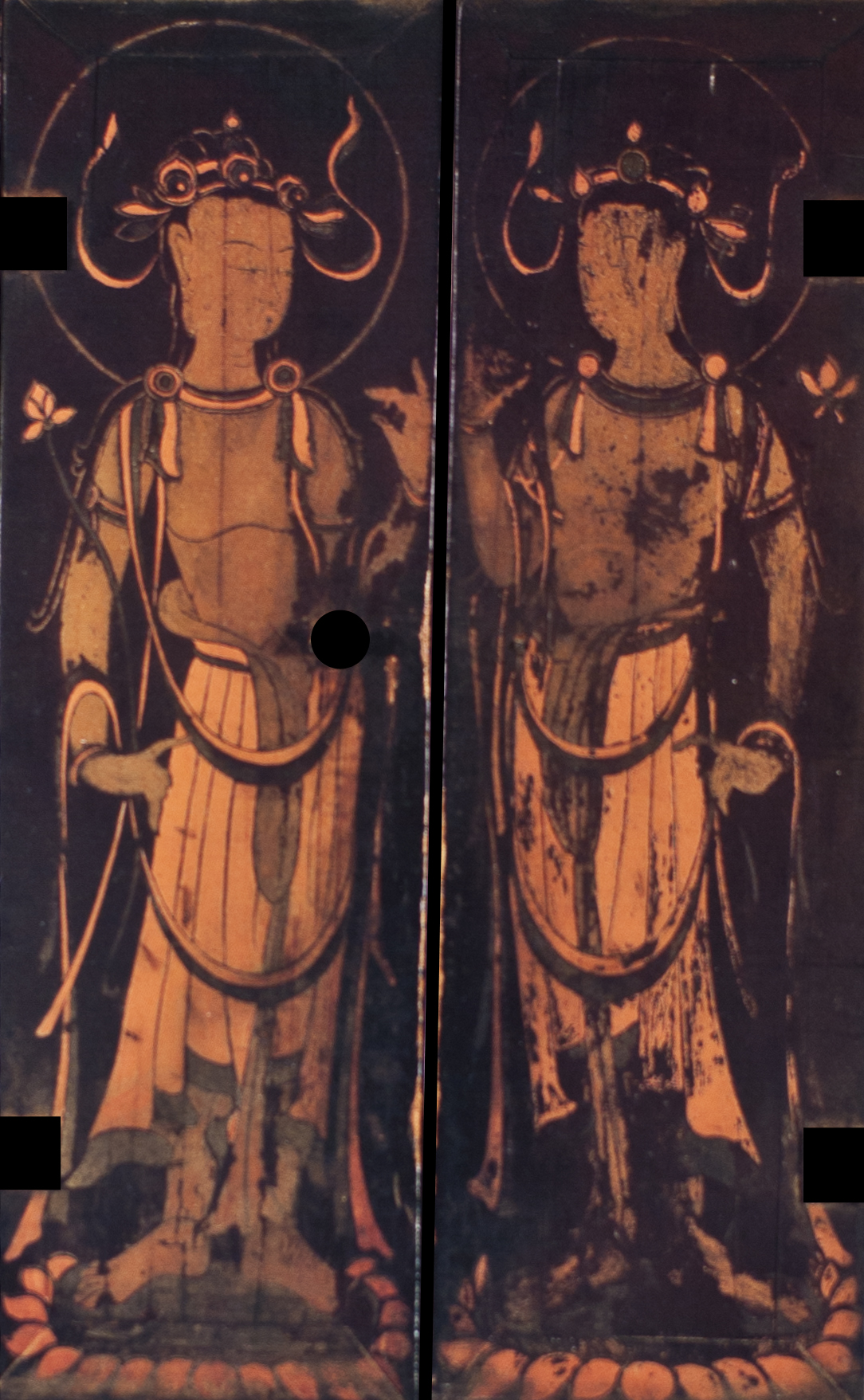
玉虫厨子部分　宮殿部向かって左面扉絵[145]　菩薩立像
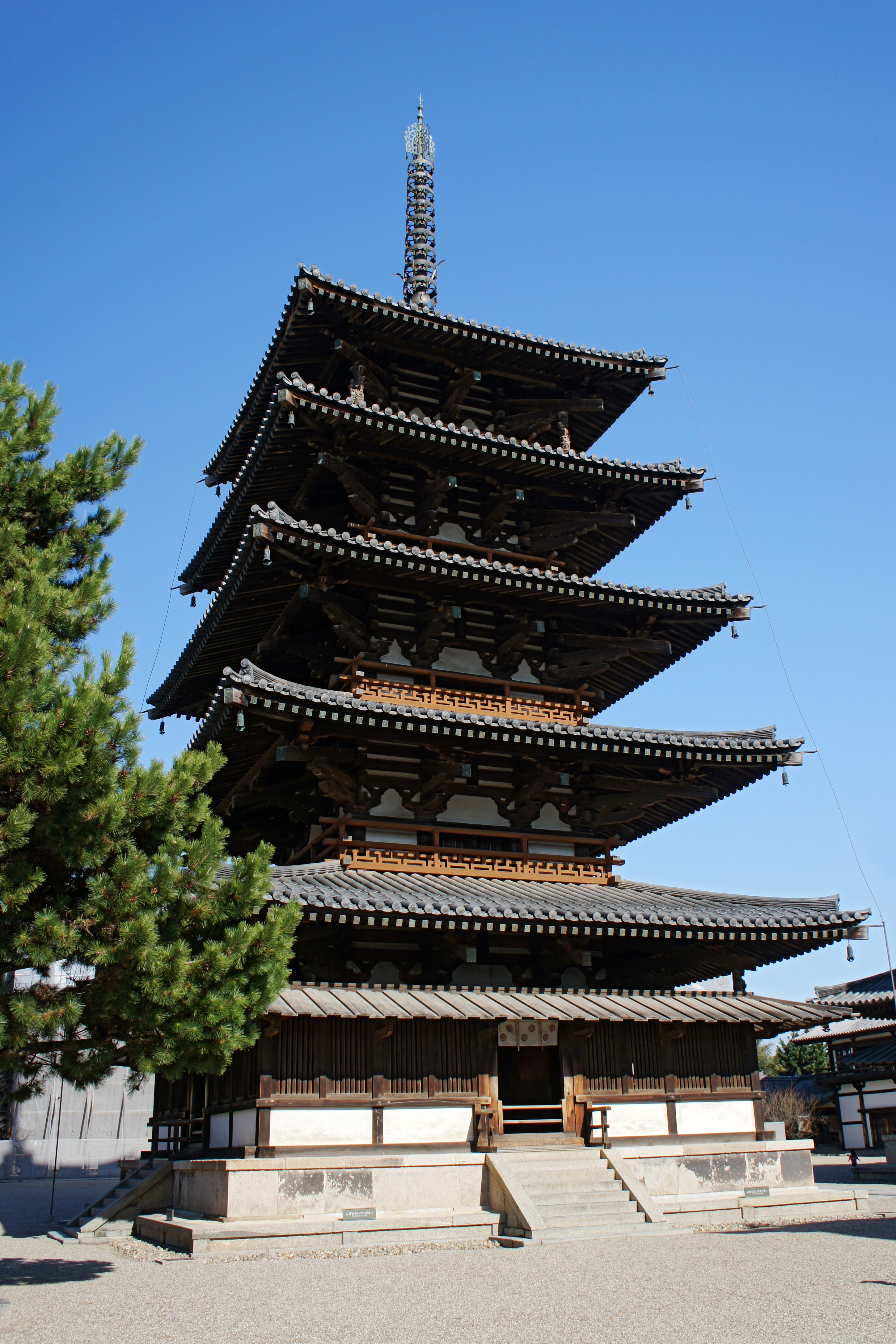
法隆寺西院五重塔[146]　国宝　7世紀　日本最古の木造五重塔。また、初層には、塔本四面具と呼ばれる、711年（和銅4年）に完成した塑像群が安置されている。東面では維摩経の場面が、北面では釈迦入滅の様子が表されている[147]。

#### 奈良時代
710年に藤原京から平城京への遷都が行われると、薬師寺、興福寺などに代表される、数多くの寺院が建てられた。この時代では、国家が仏教美術の後援者であった。しかしながら、遁世僧であった行基の協力によって東大寺盧舎那仏像が建立されたように、仏教とその芸術が徐々に庶民層へ浸透していった。また、唐招提寺や葛井寺の千手観音像や、東大寺不空羂索観音立像といった密教像の制作が始まった。『正倉院文書』にも密教経典が残る。

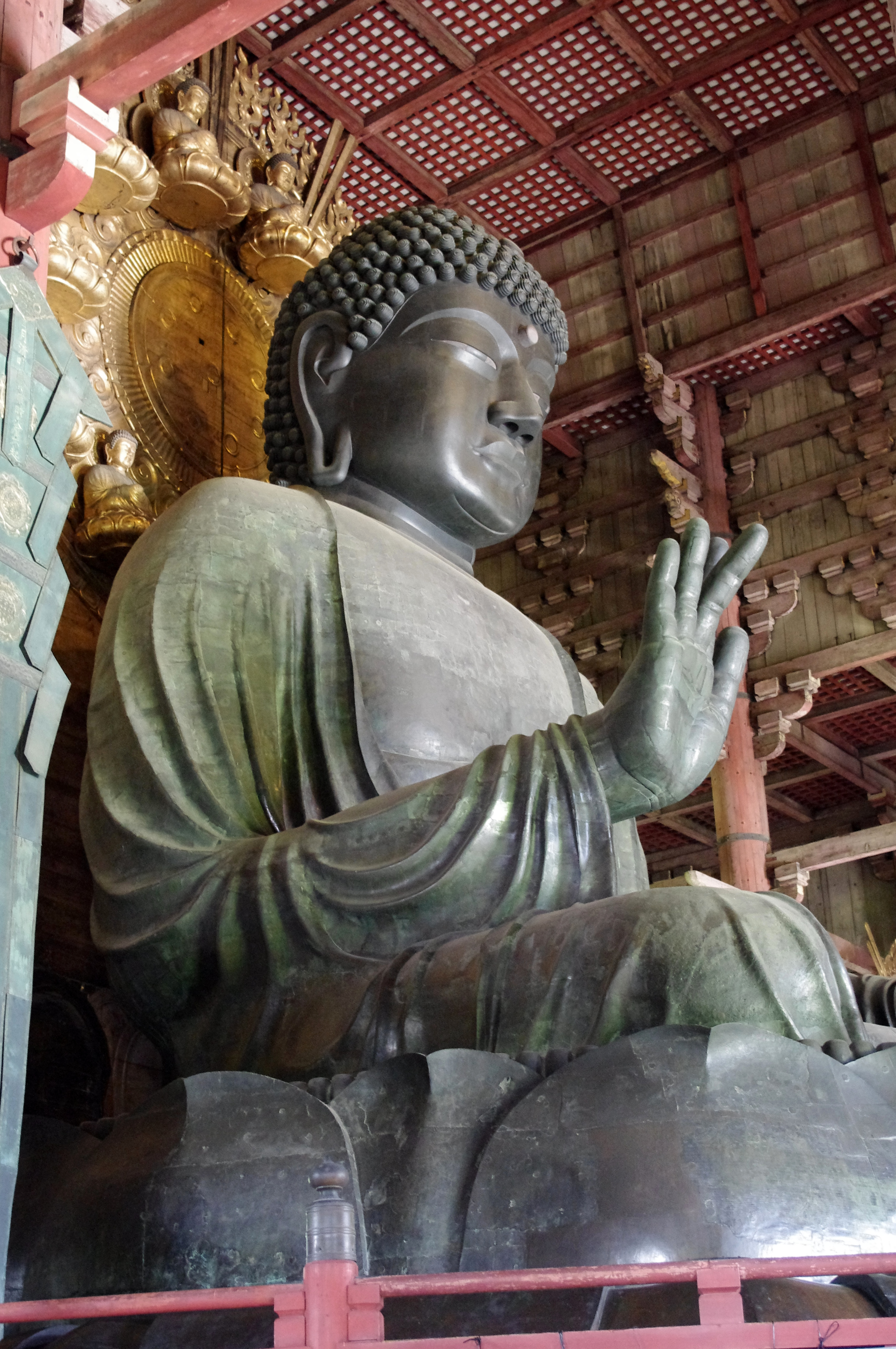
東大寺盧舎那仏像　752年（天平勝宝4年）に開眼供養が行われた。「奈良の大仏」とも。度重なる戦災と補修により、建造初期から残っている箇所はわずかである。
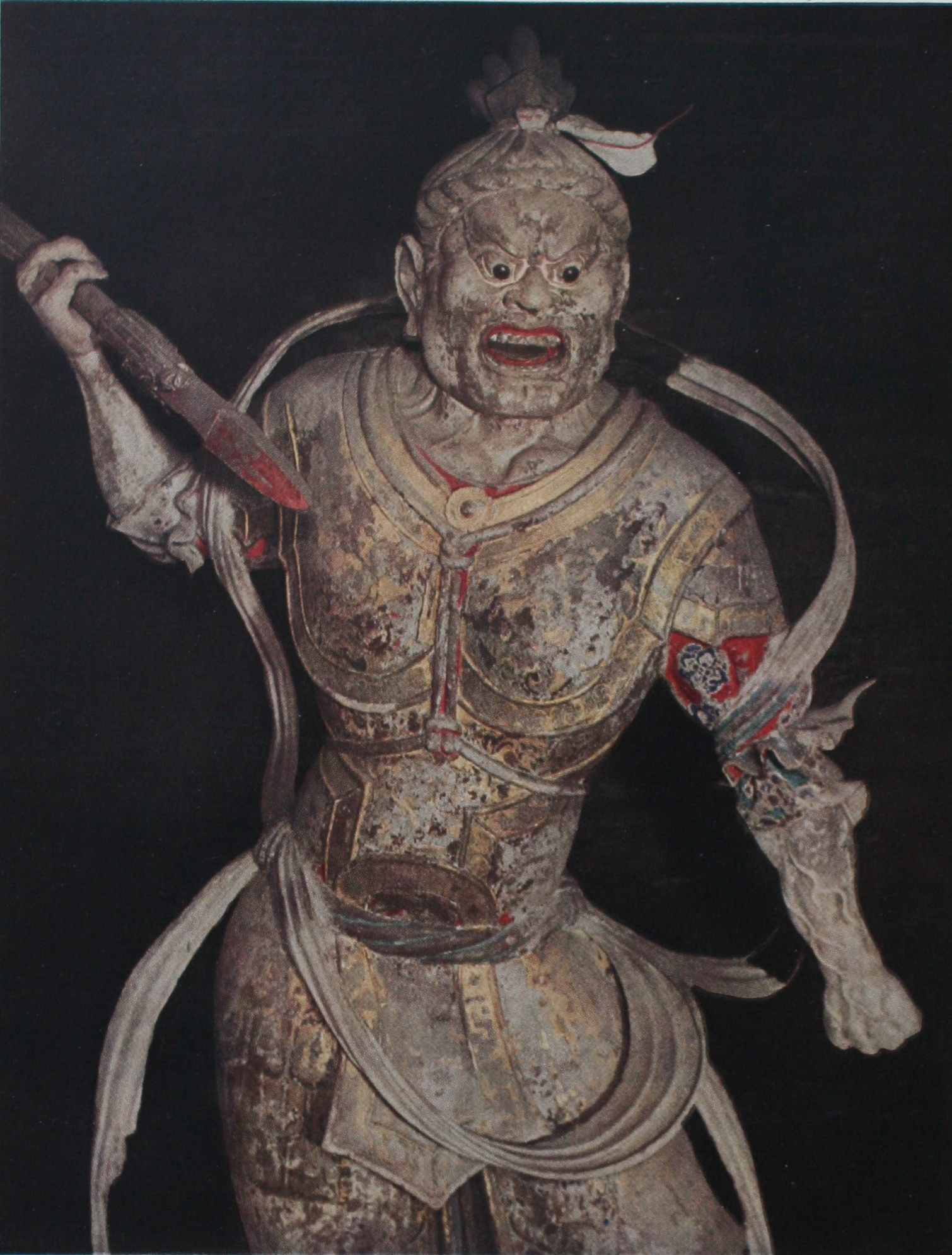
執金剛神像　塑像　 東大寺、法華堂　天平時代、8世紀　右手指修理前の写真　1952年撮影

#### 平安時代

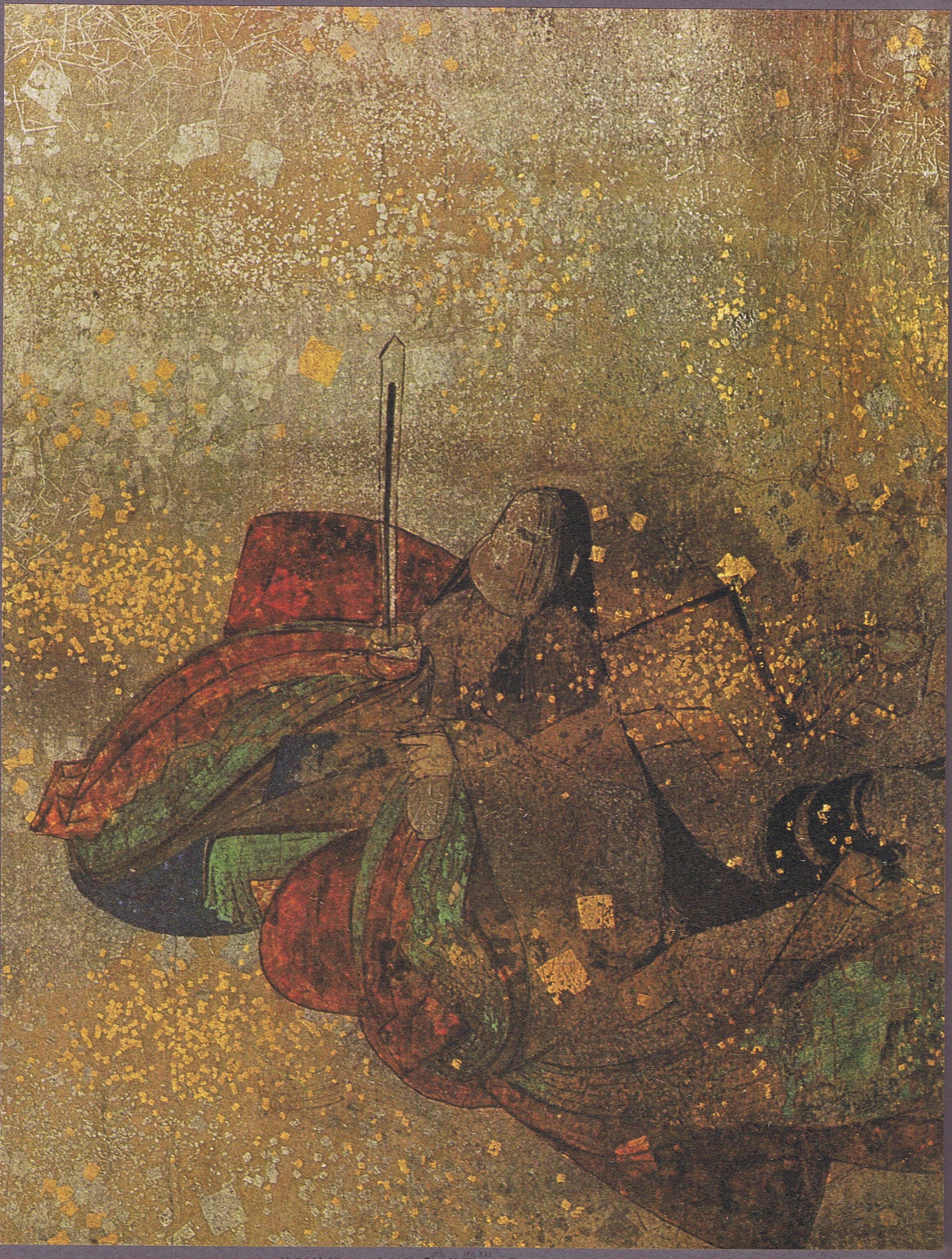
『平家納経』1164年（長寛2年）。平清盛一門が厳島神社に奉納した装飾経の群。当時の工芸技術の結晶であり、日本における法華経の受容例であり、大和絵の史料でもある。

日本では、平安時代初期から「密教美術」と呼ばれる密教に関する仏教美術が発達した。
9世紀はじめ、唐から密教の奥義を持ち帰った空海が、曼荼羅、法具、書道をもたらした。
東大寺盧舎那仏建立に際し、宇佐八幡神が建立を支持して以降、神仏習合が形成され、東寺八幡宮・松尾大社等に、仏像の影響で生まれた神像が祀られた。また山岳信仰との融合から修験道が生まれ、蔵王権現と役行者が図像化された。
1052年（永承7年）が、釈迦入滅1000年による末法の世と見なされ、源信『往生要集』に六道の様子が記されると、地獄絵を含む六道絵の典拠となった。
11世紀半ば、関白藤原頼通は、現世の浄土として宇治平等院に鳳凰堂を建立した。本尊の阿弥陀如来坐像は定朝制作とされ、寄木造の技法が生まれることにより、木造で丈六仏と呼ばれる高さ3メートル程度の仏像を作れるようになった。この技法は後の慶派らに活用される。
前代からの密教思想と浄土思想に則った、涅槃図に源信が考案した来迎図、平清盛らの奉納による平家納経に代表される装飾経が、極楽往生を願う天皇や貴族らによって盛んに制作された。

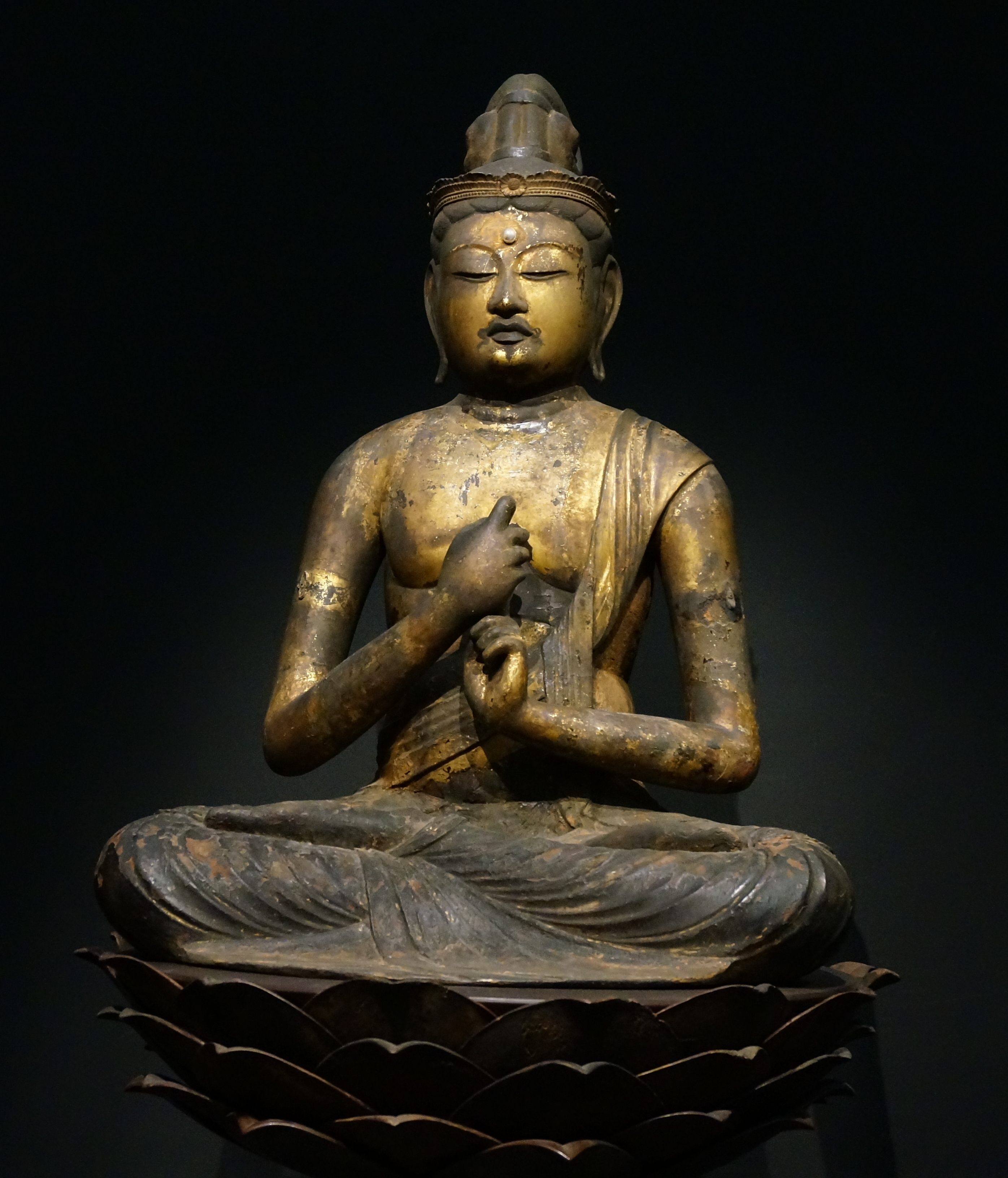
木造大日如来坐像　重要文化財　木造、漆箔　11世紀から12世紀　東京国立博物館蔵　寄木造り。身体造形や凹凸の穏やかな衣文に平安時代後期の仏像の特徴が見られる[164]。
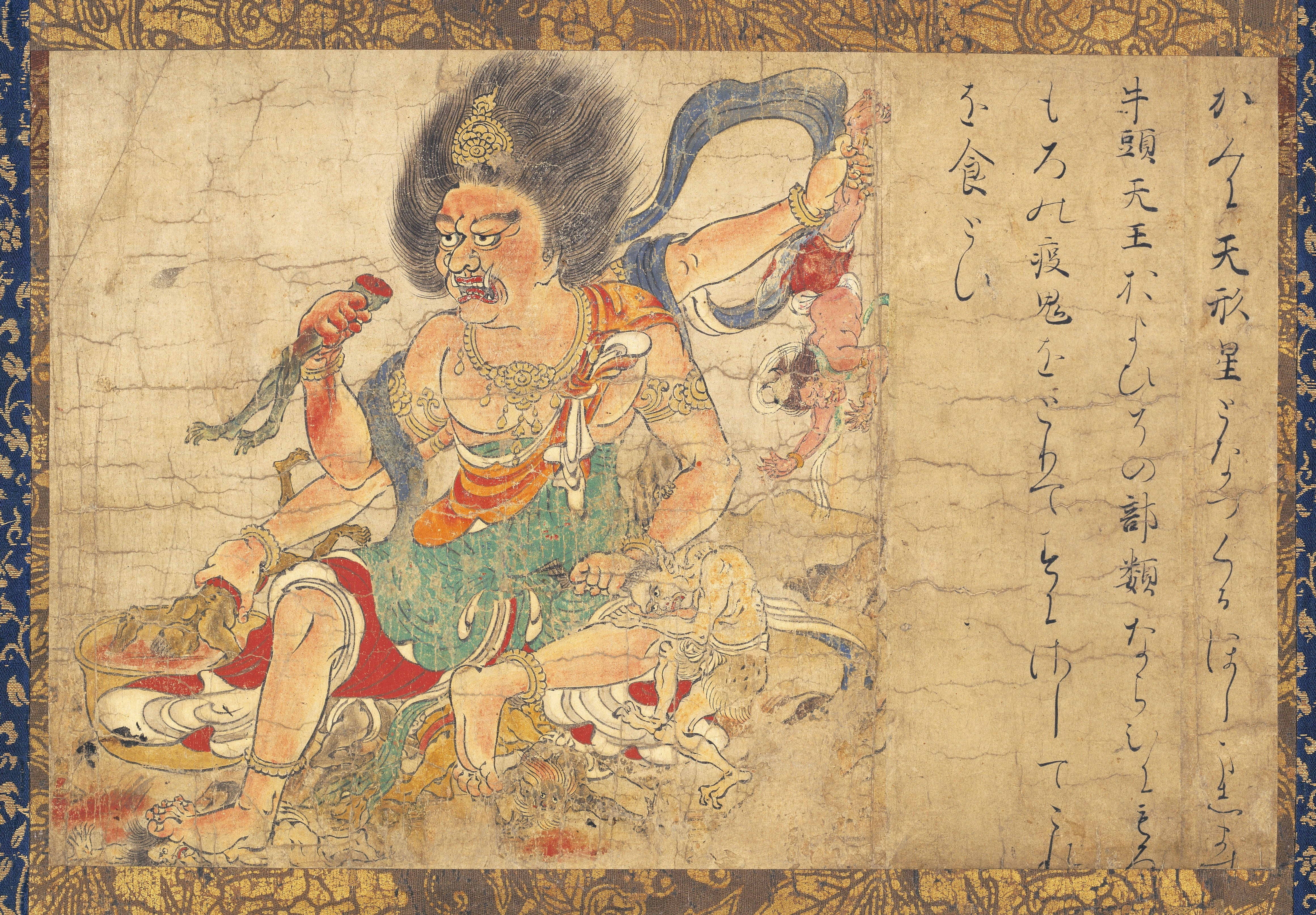
紙本著色辟邪絵「天刑星」　12世紀　奈良国立博物館蔵　天啓星が、疫病神の牛頭天王をはじめとする疫鬼を食べている。現在は5点の掛軸となっているが、戦後に切断される以前は一巻の絵巻物であった。
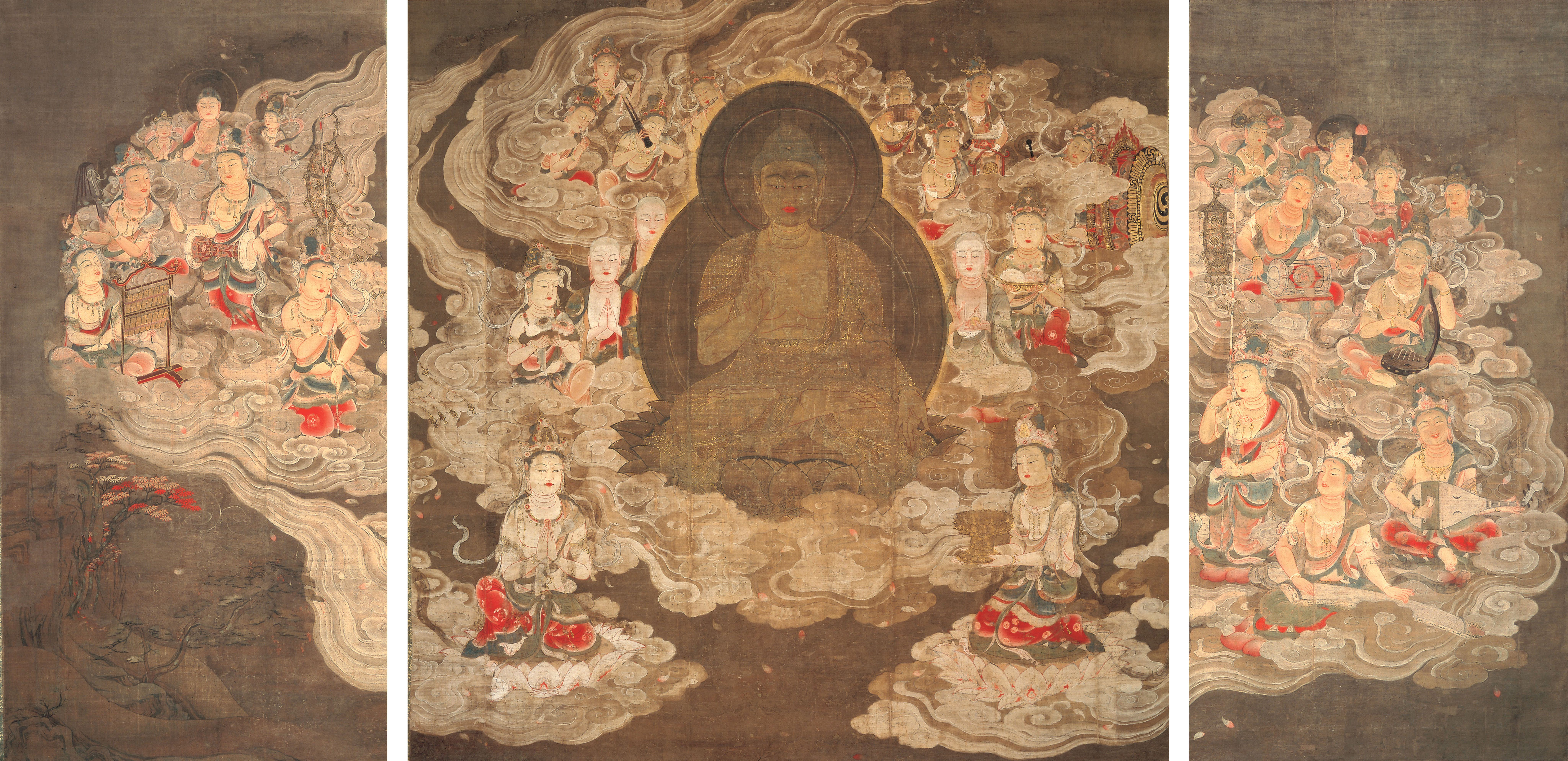
国宝　阿弥陀聖衆来迎図　12世紀　和歌山県、高野山霊宝館蔵
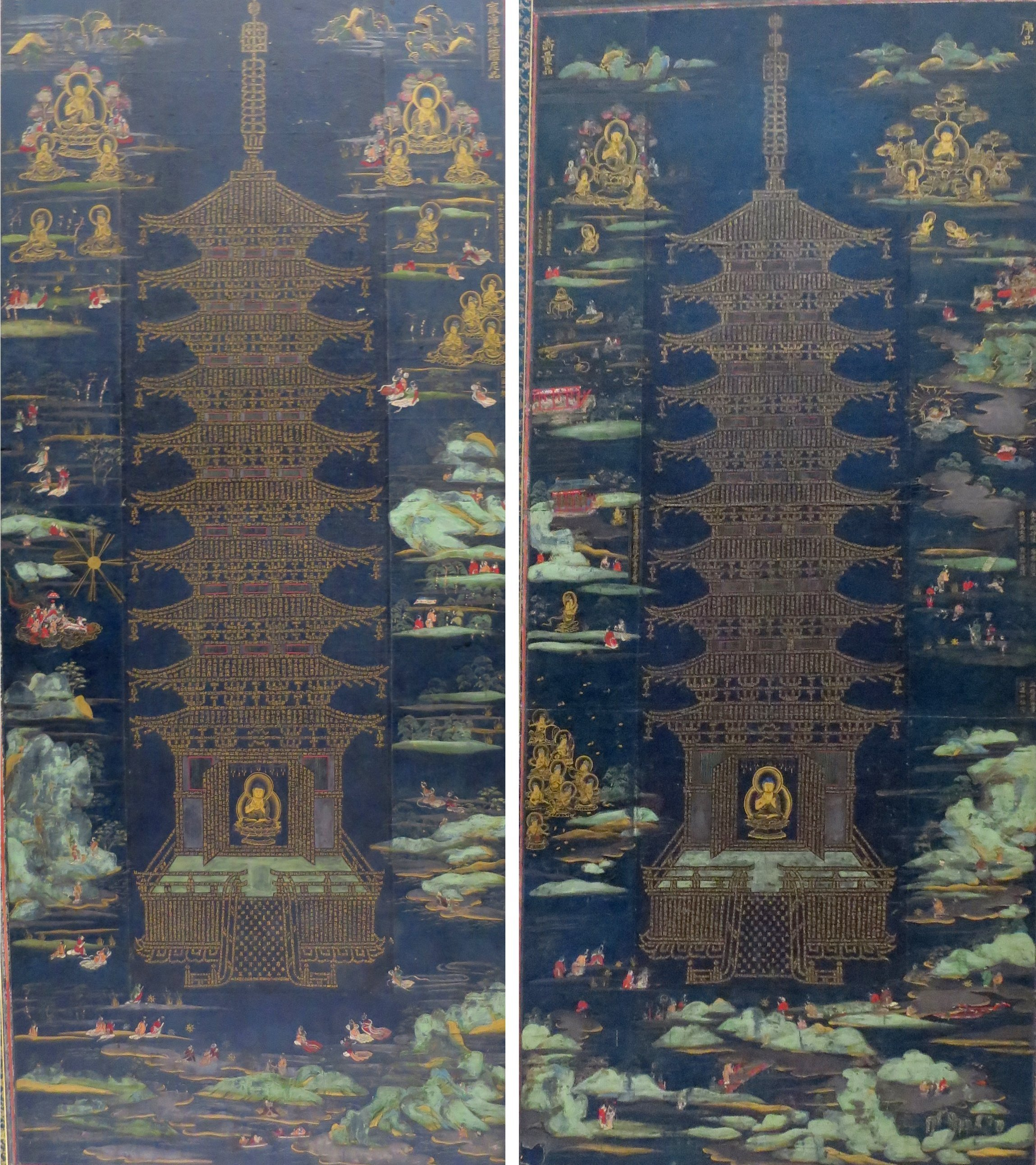
国宝　金光明最勝王経金字宝塔曼荼羅図[146]　12世紀（平安時代）　岩手県、大長壽院蔵
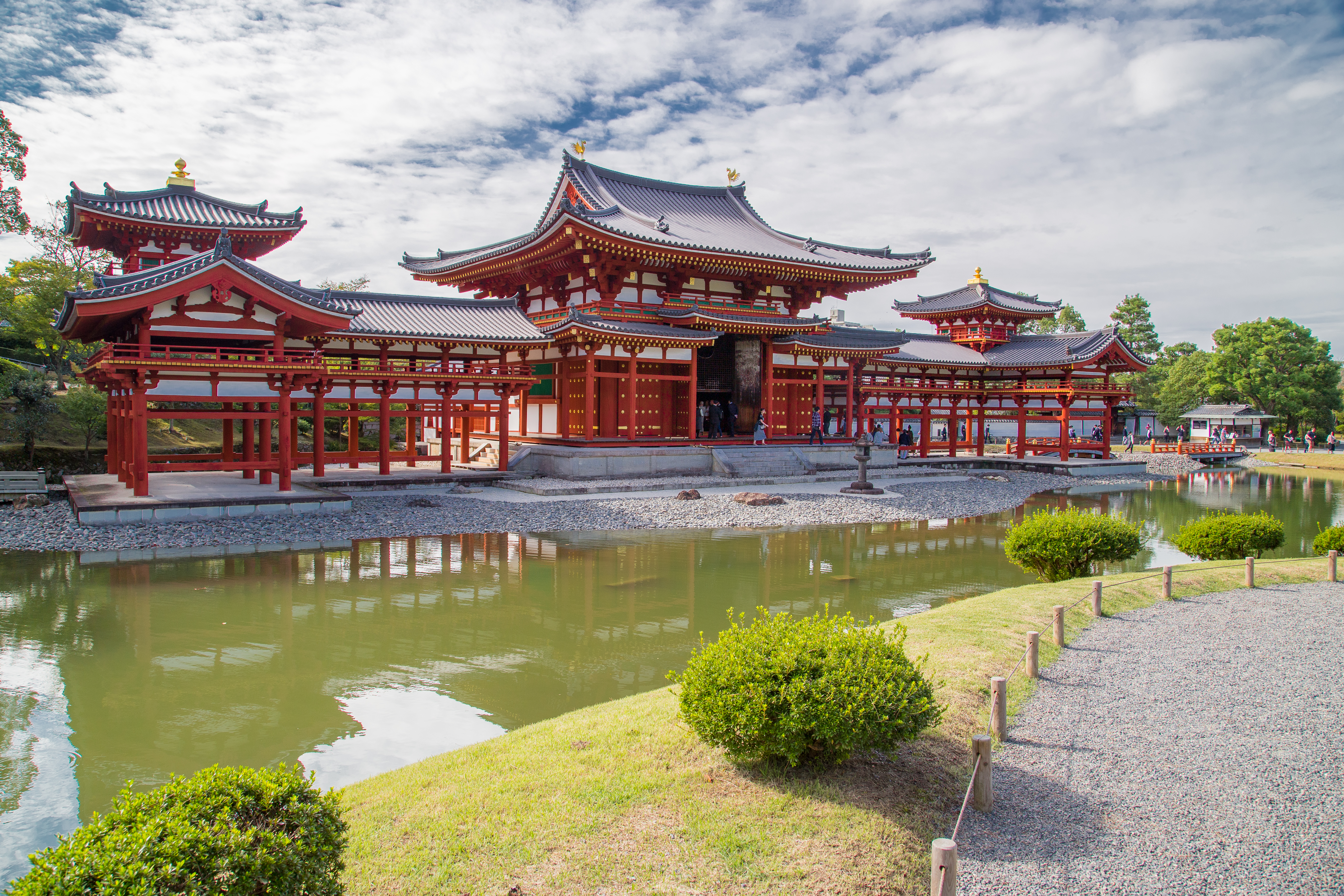
平等院、鳳凰堂と浄土式庭園　国宝　1052年（永承7年）創建　京都府宇治市　関白藤原道長の別荘だった宇治殿を、末法の世への危機感から、長男の藤原頼通が寺院に改めた[165]。2012年から2年に渡り大規模な修復が行われた。

#### 鎌倉・室町時代
民衆層へ仏教が広まるとともに、臨済宗・曹洞宗新仏教（鎌倉仏教）が興り、仏教美術では「禅」が多くの比重を占めることとなる。
仏像では慶派らによる寄木造が主流となり、高さ8.4メートル (28 ft)の東大寺南大門の金剛力士像を寄木造によって完成させた。
室町時代では、禅の美術が大きな比重を占めることとなる。禅寺は中国文化の受け入れ窓口としても機能していた。足利将軍家は梁楷・牧谿といった宋元の書画や文物を「唐物」と呼び、崇敬をもってこれらを迎えたが、実際に収集に携わっていたのも禅僧であった。こうして宋・元・明由来の禅・世俗美術の受容がはかられていくなかで、水墨画、枯山水、茶道、華道が受け入れられた。相国寺からは、如拙、周文、雪舟ら画僧が輩出された。また、禅僧と公家、武士が交流するサロンとしての役割を果たし、寺院に付属する書院や庭園美術が発達した。この分野では、臨済宗の夢窓疎石が大きな役割を果たす。
13世紀、武家の中心地であった鎌倉では、中国との活発な交易と、当時まだ仏像の伝統が確立されていなかったことを背景に「宋風」、「宋元風」と呼ばれる中国趣味が室町時代に至るまで流行・主流をなした。神奈川県立歴史博物館学芸部長（当時）の薄井和夫によれば、「宋風仏像の造形に共通する特徴として、立像・坐像を問わず猫背の体勢、頭髪では渦高い宝髻や扁平な螺髪、低い肉髻。面貌では菩薩像の卵型で女性的な顔立ちや、如来像の鼻梁の太い人間くさい面相、着衣では菩薩でありながら衲衣を着ける服制、だらりと袖・裾丈の長い着衣、細かく複雑に変化したり、あるいは大きくうねる衣文など、全体にかなり癖のつよい造形を見ることができる」としている。観音菩薩の遊戯坐像や法衣垂下形式の表現は、日本においてはこの時代を中心に見られる。宋風仏像は、室町時代に入ると院吉・院広らによってより形式化した唐様の仏像へと受け継がれていった。一方、京都ではこれらの新様式は受け容れられず、また本来的には仏像を必要としない禅宗の始めとした新仏教の流行によって、室町時代の仏像美は鎌倉以前の様式を踏襲したものとなった。しかし、前述の頂相の一分野としての肖像彫刻は多数つくられた

また、縁起絵巻や高僧絵伝が多く作られた。観世音菩薩の功徳を説く『石山寺縁起絵巻』や、室町将軍の正統性の為、薬師如来の霊験にすがろうとした『桑実寺縁起絵巻』に、新羅の僧、義湘と元暁のを題材にした『華厳宗祖師絵伝』、遊行の生涯を、日本各地の景観と貴賤の人々と共に描いた『一遍聖絵』等があげられる。

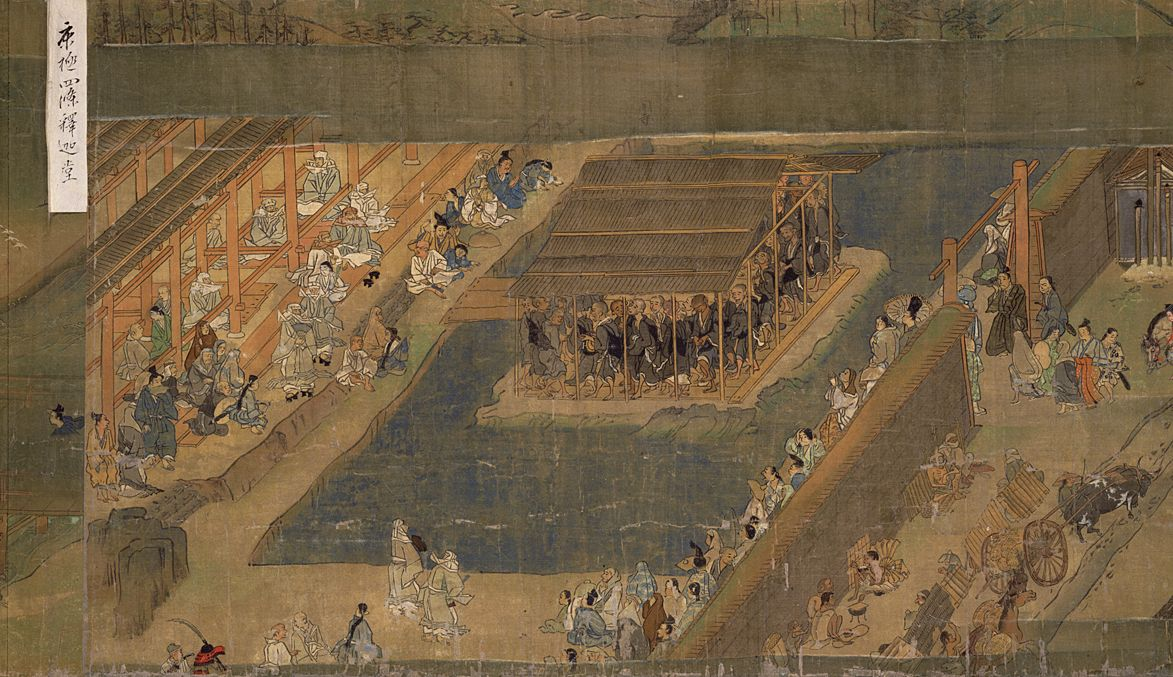
『一遍聖絵』第7巻 四条釈迦堂　国宝　円伊筆　1299年（正安元年）　宋画と大和絵が融合した絵巻作品。一遍の遷化後ほどなくして取材・制作された経緯から、資料的価値も高い。
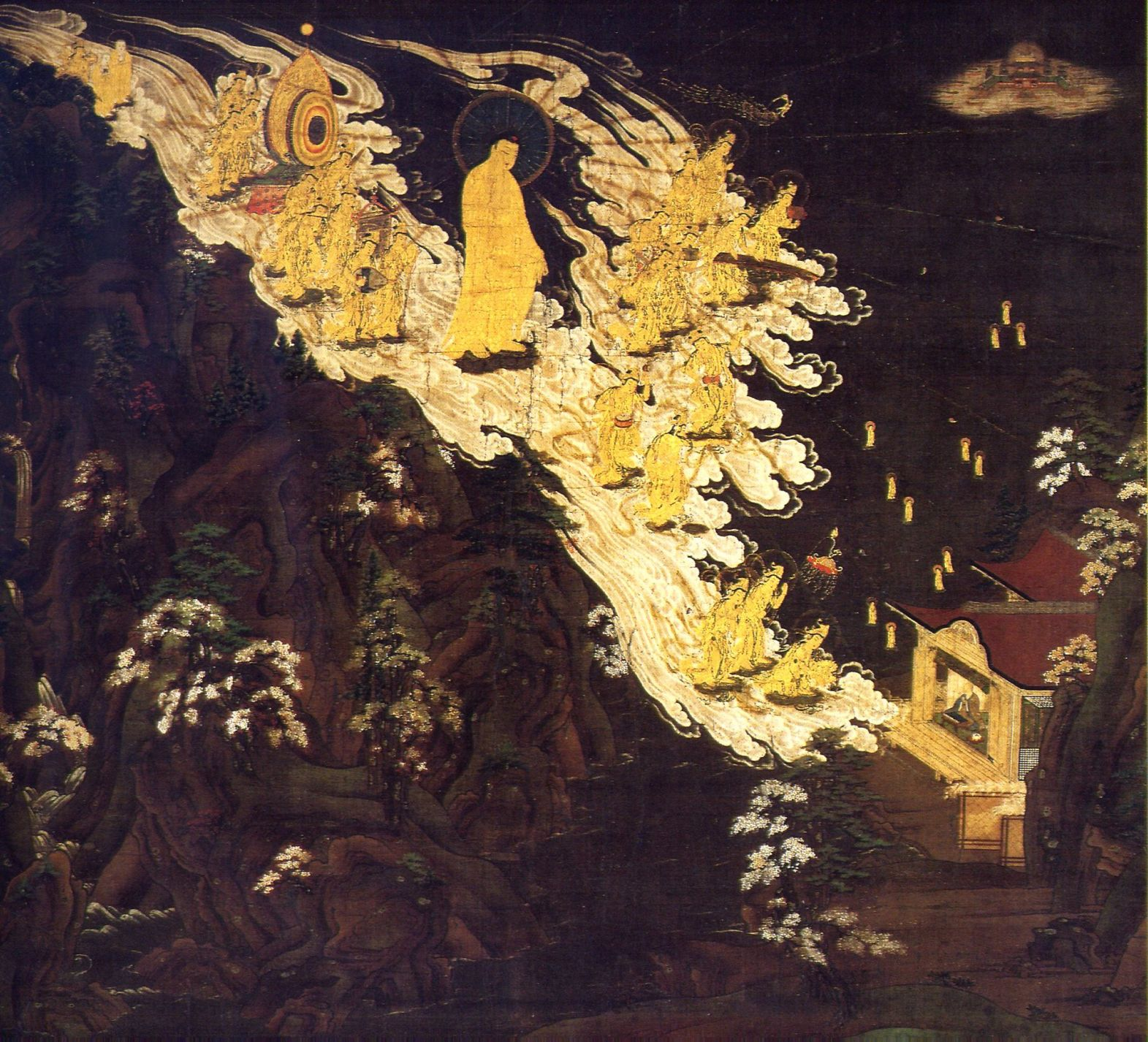
『阿弥陀二十五菩薩来迎図』通称「早来迎」[177]　国宝　京都市知恩院　初期浄土宗美術の代表作。九品と呼ばれる、極楽浄土に往生する9つのランクの中でも最高の階位が上品上生である。本図は、往生者の佇まいや遠景に描かれた宝楼閣から、上品上生図を意図した作品と考えられている[178]。
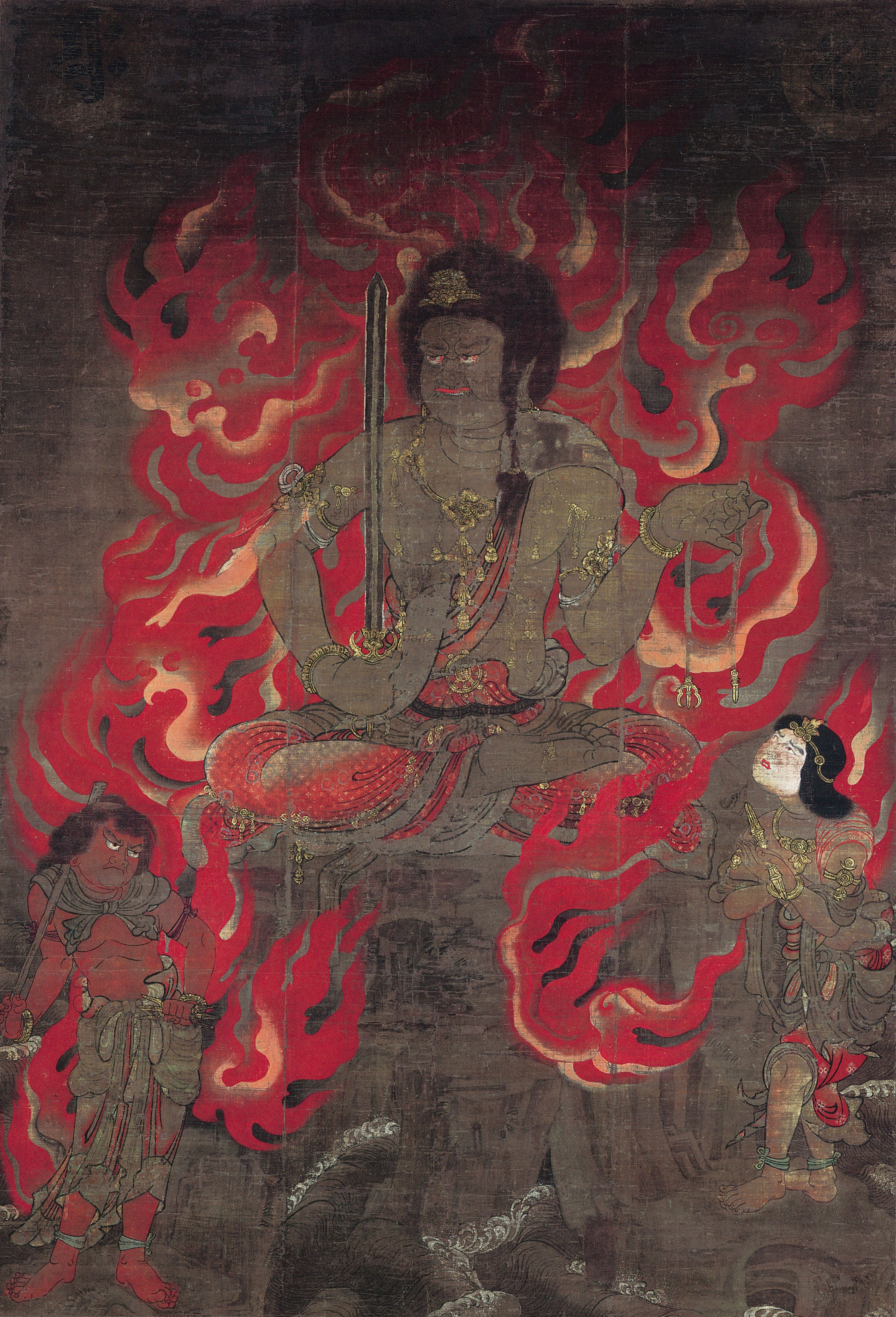
絹本著色五大尊像（不動明王）　国宝　絹本著色　鎌倉時代　京都市醍醐寺
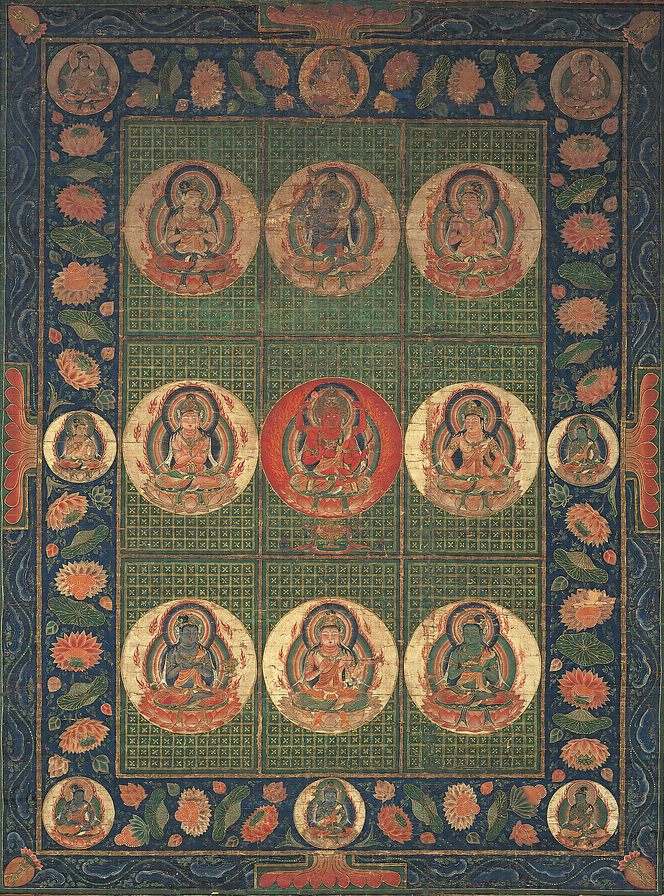
愛染曼荼羅図　絹本著色　鎌倉時代前期（13世紀頃）[179]　根津美術館蔵
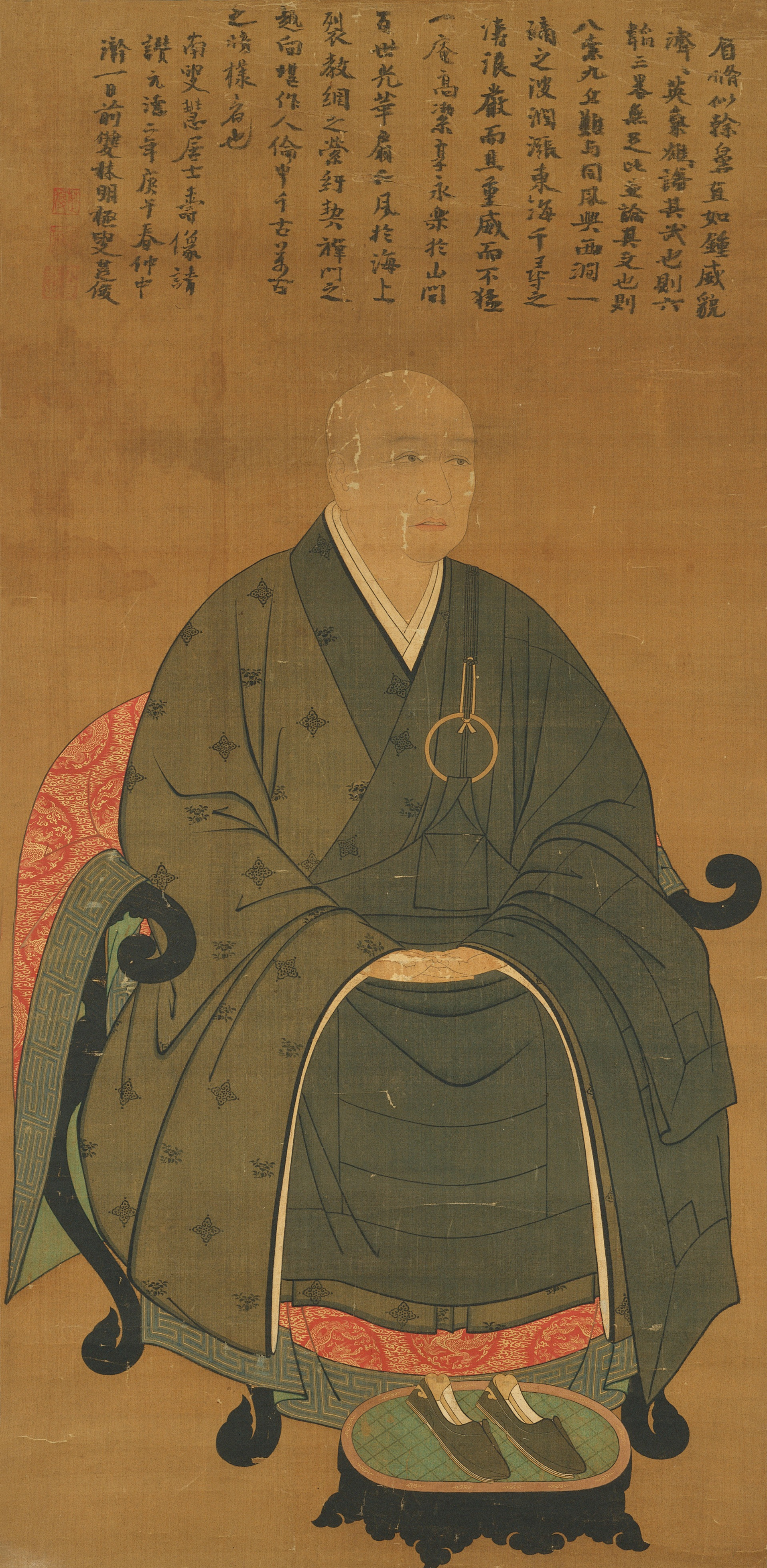
安東円恵像　1330年（元徳2年）　重要文化財　奈良国立博物館蔵　武将であり、のちに出家して臨済宗の僧となった安東円恵の頂相。
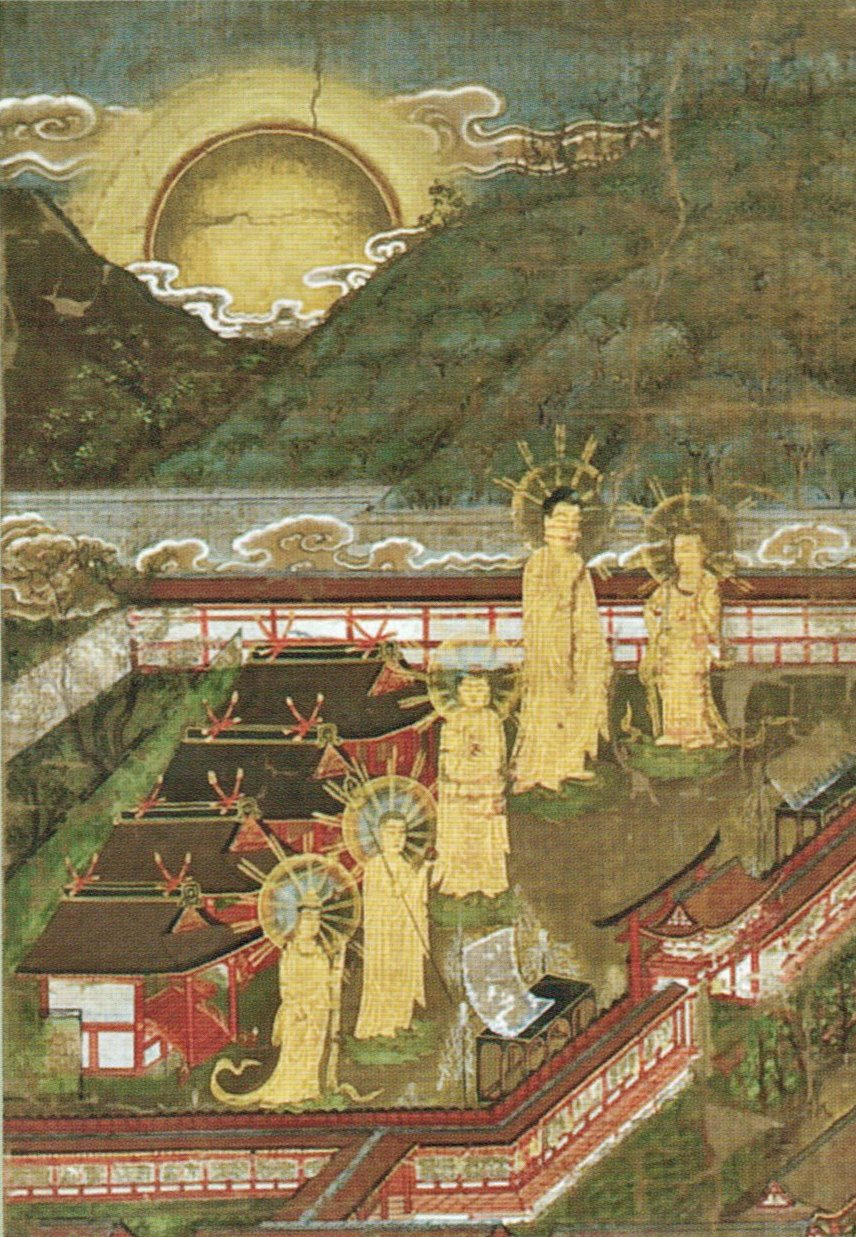
春日宮曼荼羅（一部）　南北朝時代　 春日宮（現在の春日大社）とは、神仏習合の神である春日権現を祀る神社で、興福寺の影響に置かれていた。南面する春日社本殿に四所明神（一殿から四殿）と若宮の本地仏が描かれている。背景は春日山。
『瓢鮎図』（部分）　国宝　如拙筆　1415年以前　禅の修行者に与えられる問題、公案を題材とした絵[180]。南宋南宗画の強い影響が随所に見ることができる作品。
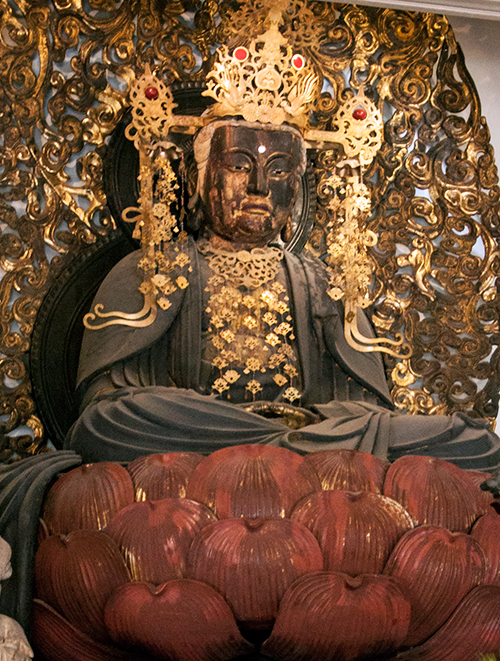
宝冠釈迦如来坐像[181]　円覚寺　華厳の盧遮那仏とも。左右から法衣の裾を蓮台から垂らす法衣垂下形式。
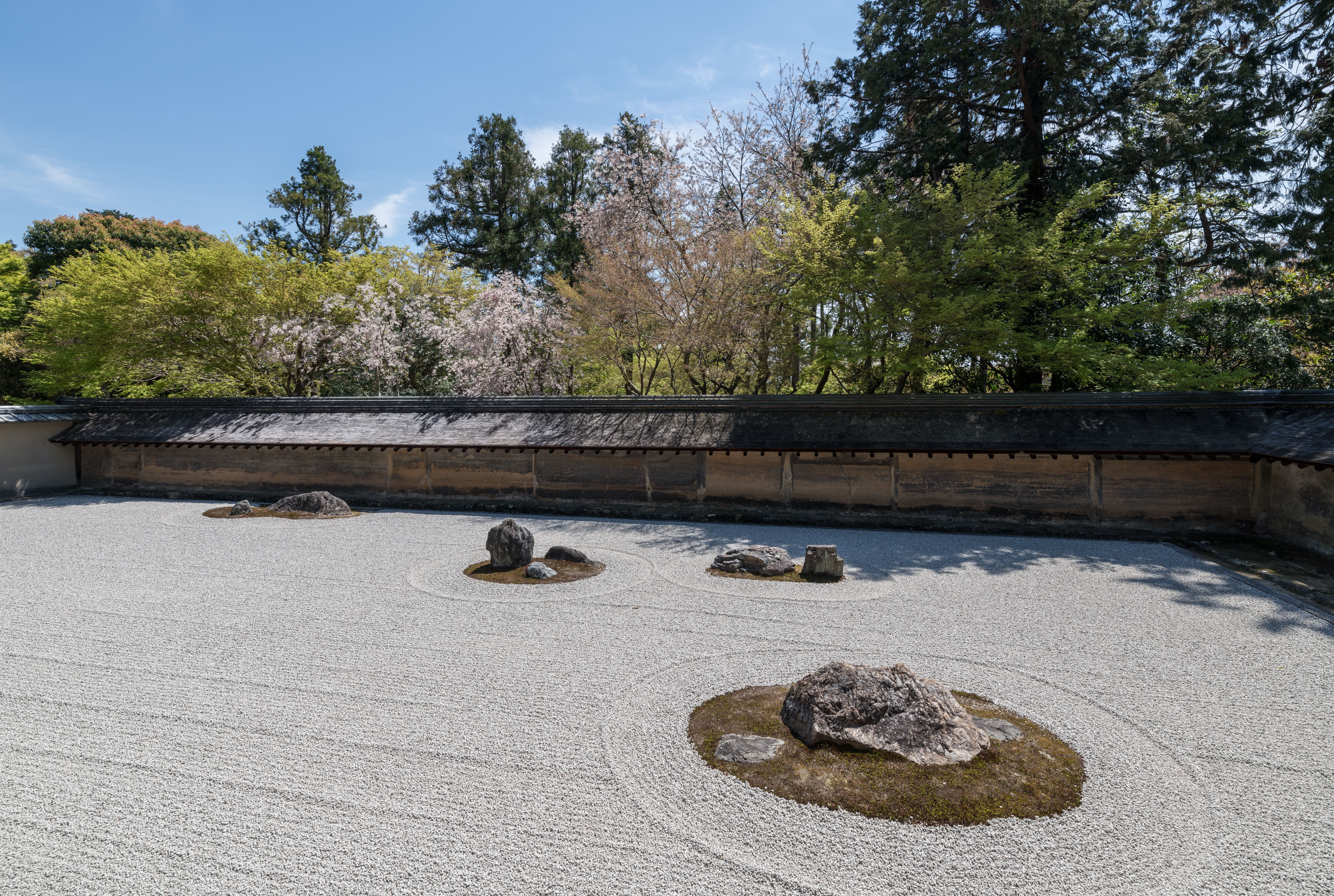
方丈庭園　「龍安寺の石庭」（枯山水）　16世紀（室町時代）に現在の形になった。

#### 江戸時代
徳川幕府によって、檀家制度が確立され、ほぼすべての民衆は寺と紐づけられた。江戸時代初期において仏教美術は、幕府・諸藩の援助を受け、盛んに制作された。17世紀半ば、明末清初の混乱に伴い、隠元隆琦、逸然性融ら渡来僧によって中国の仏教美術と江南地方の文化が江戸時代の日本にもたらされる。彼ら、唐絵などの黄檗美術や、高僧の頂相、唐様（書体）といった、「宋元風」とは異なった新しい表現をもたらした。
一方で、江戸期には寺請制度によって寺院と庶民層が接近したことと、庶民が貨幣経済を背景に社会へと進出したことで、仏教美術の大衆化が進んだ。勧進によって、町人からの寄進によって寺社の建設費が賄われることが増え、諸尊の仏像が彼らの要望に応えるかたちで建立され、円空や木喰ら、武家の庇護をうけない僧が現れた。
また、白隠慧鶴や仙厓義梵らによる、既存の画派に染まらない独自の禅画や地獄絵がうまれた。良寛の書も同様である。

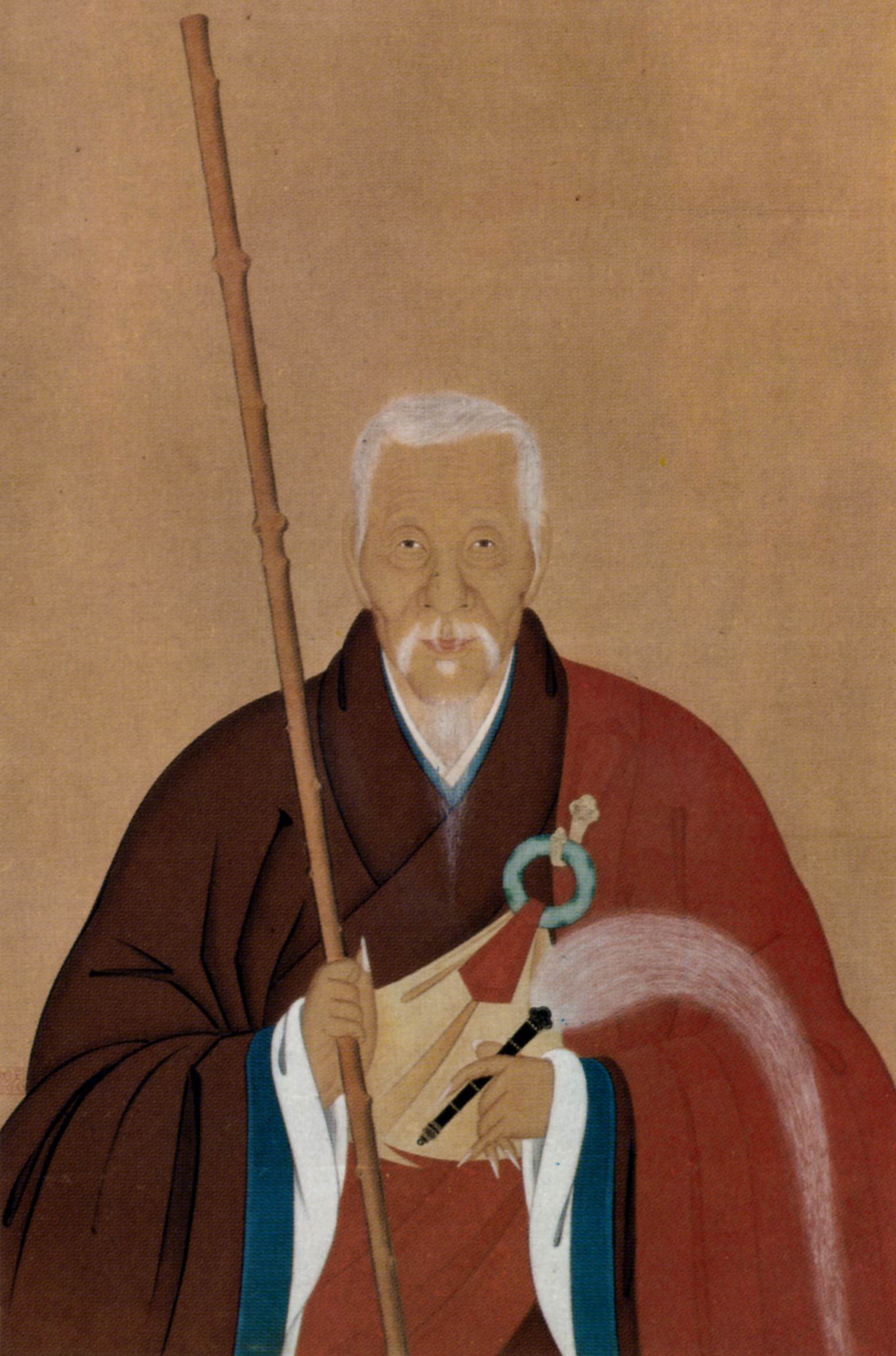
『隠元和尚』像　喜多元規筆　1671年（寛文11年）　京都・万福寺蔵　正面から描き、陰影が強調された頂相は、黄檗宗に独特のもの[185]。画像にはないが、肖像上部にある賛は隠元直筆。
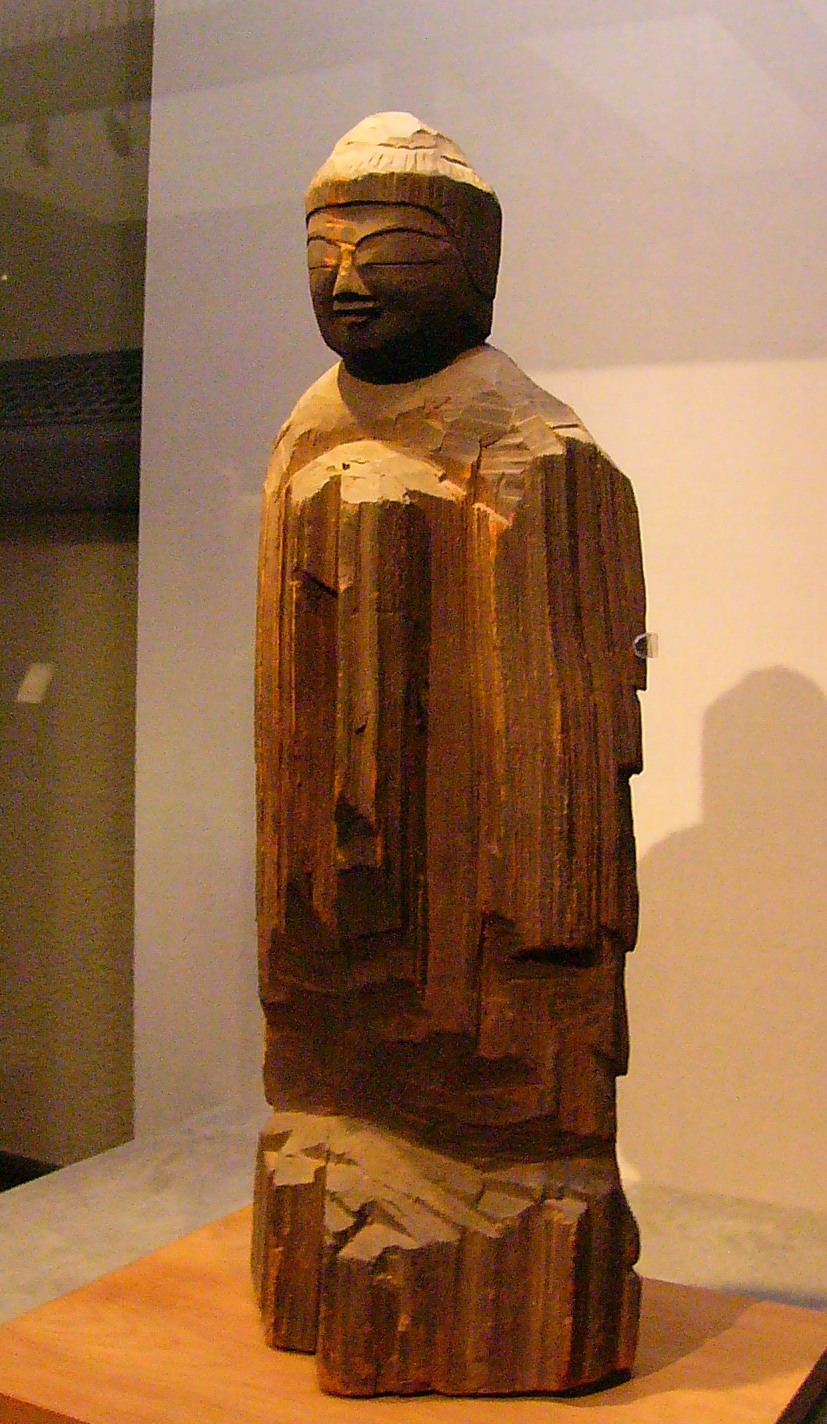
如来立像　円空作　檜　東京国立博物館蔵　17世紀に活躍した仏師、円空は、蝦夷から奈良に至るまで行脚し、生涯に約12万体にのぼる木彫の仏像（円空仏）を遺したといわれる。
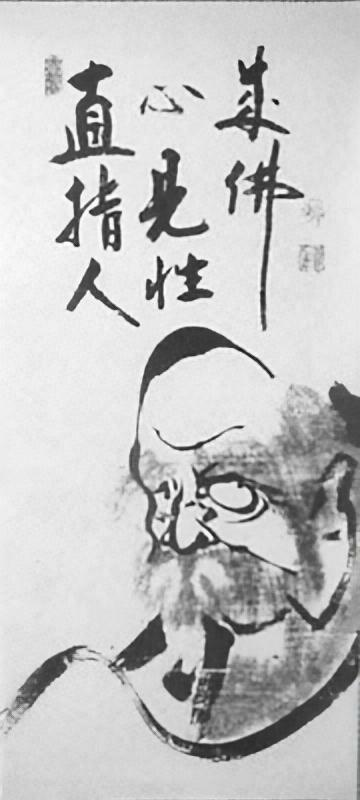
『達磨図』　白隠慧鶴筆　「直指人心（じきしにんしん）、見性成佛（けんしょうじょうぶつ）」─「自身の本性・仏心を凝視し、覚者になり切って真実の人間となる[190][191]」
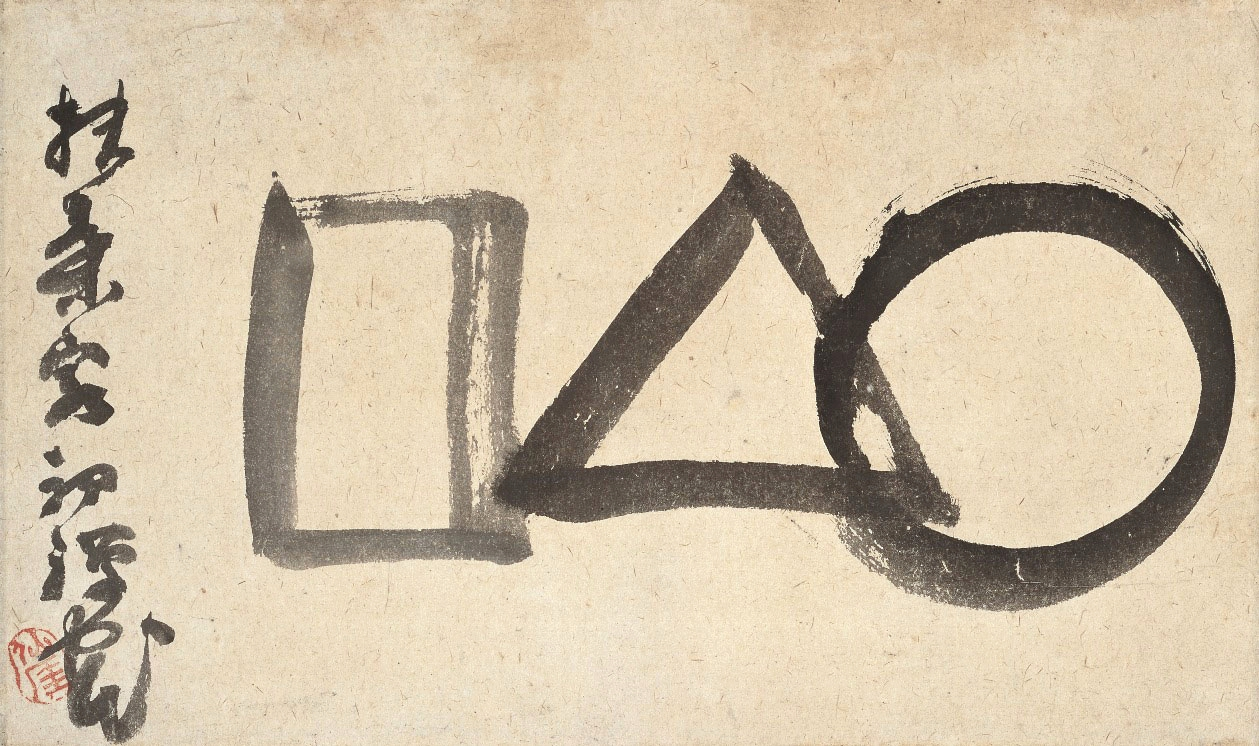
『○△□』　仙厓義梵筆　出光美術館蔵　臨済宗の僧、仙厓義梵は11歳で出家したが、絵筆を取ったのは40代に入ってからだった。描いた禅画の主題は仏から動植物、抽象的なものにまで及んだ。この作品は宇宙を表すとされ、解釈には諸説ある[192]。
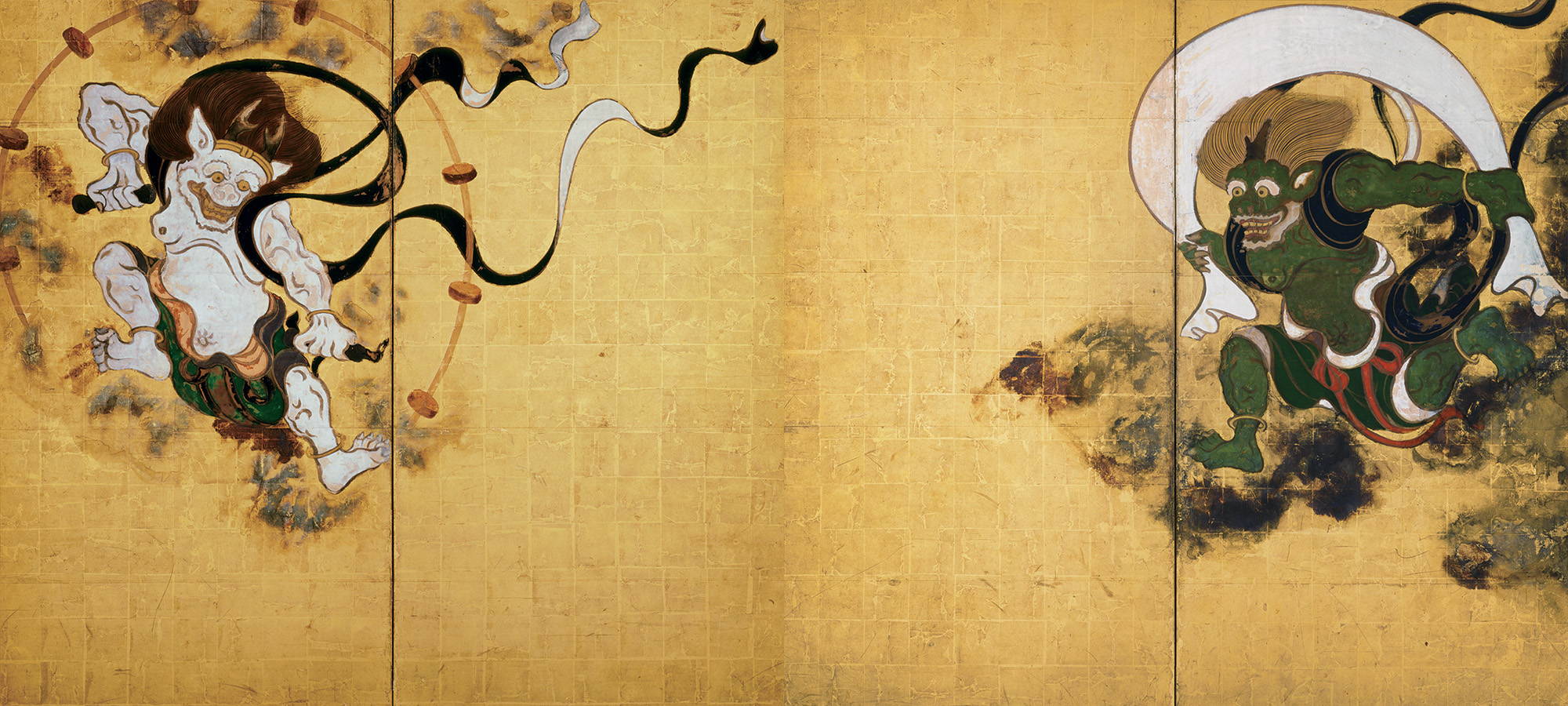
『風神雷神図屏風』　俵屋宗達筆　17世紀前半、寛永年間頃？
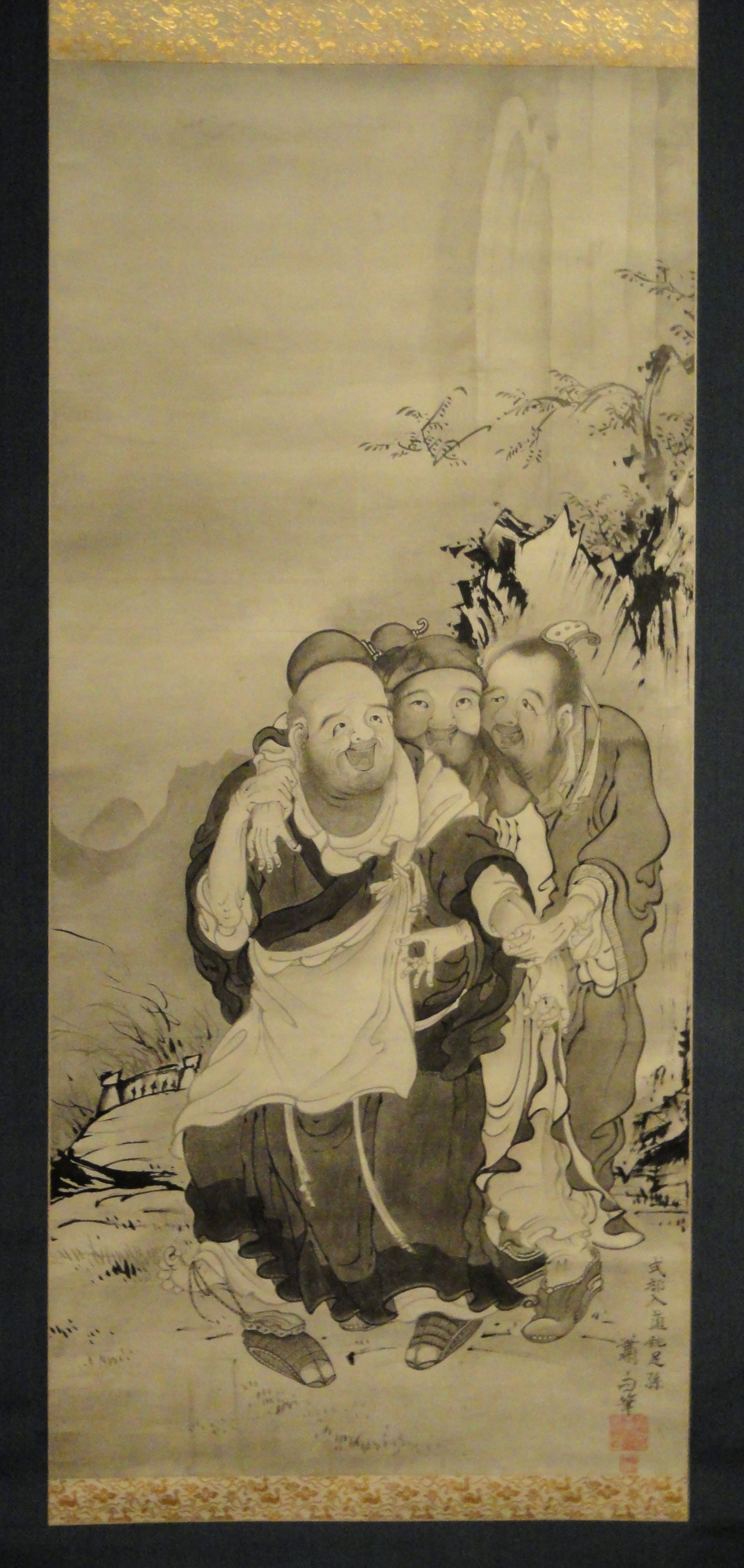
『虎渓三笑図』　18世紀中頃　曾我蕭白筆
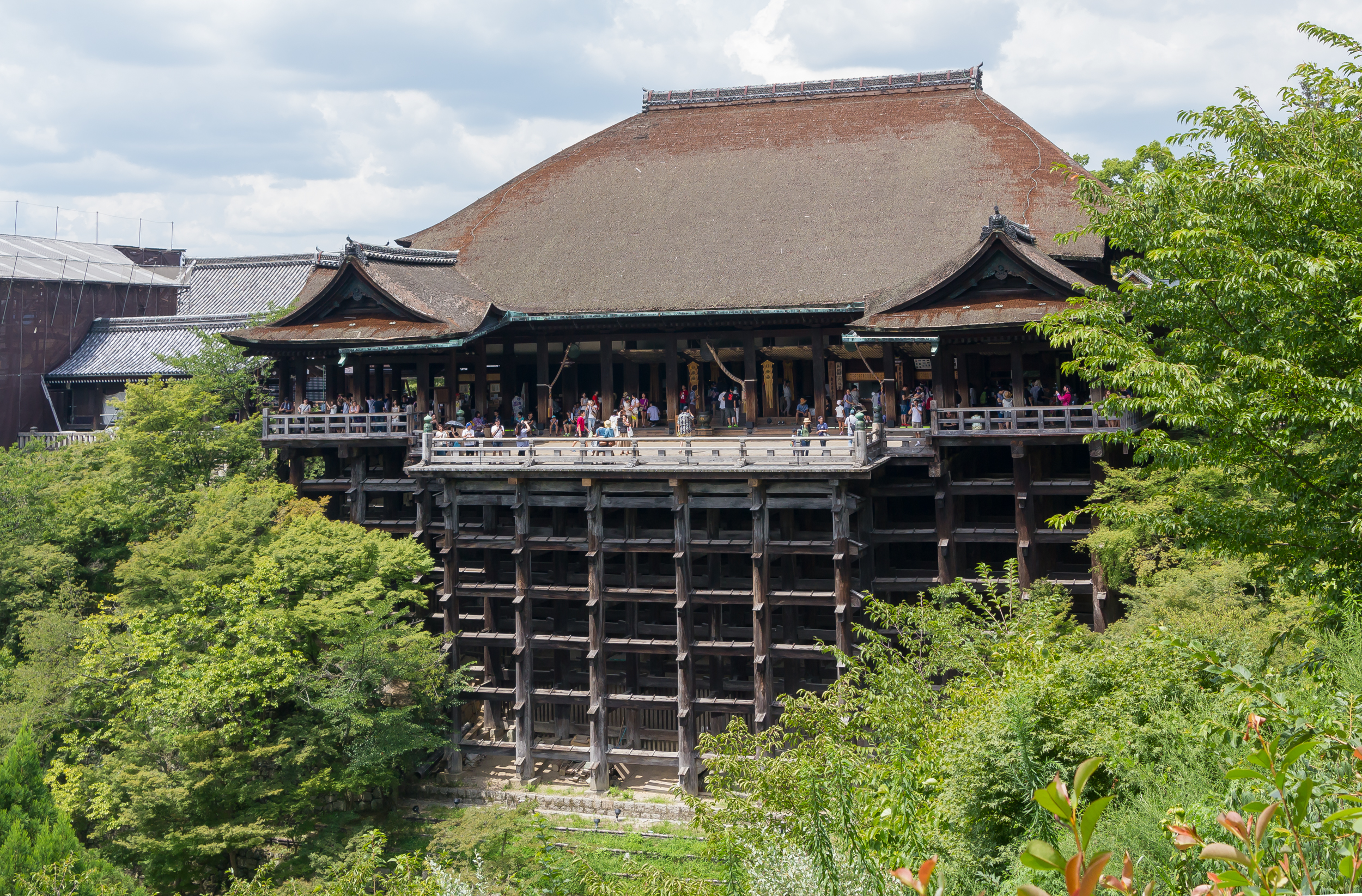
清水寺本堂　1633年（寛永10年）再建　国宝　建物の前半部分は山の斜面に切り出すように建てられており（懸造）、支柱はケヤキを用いている。釘を一切使わずに建設された。
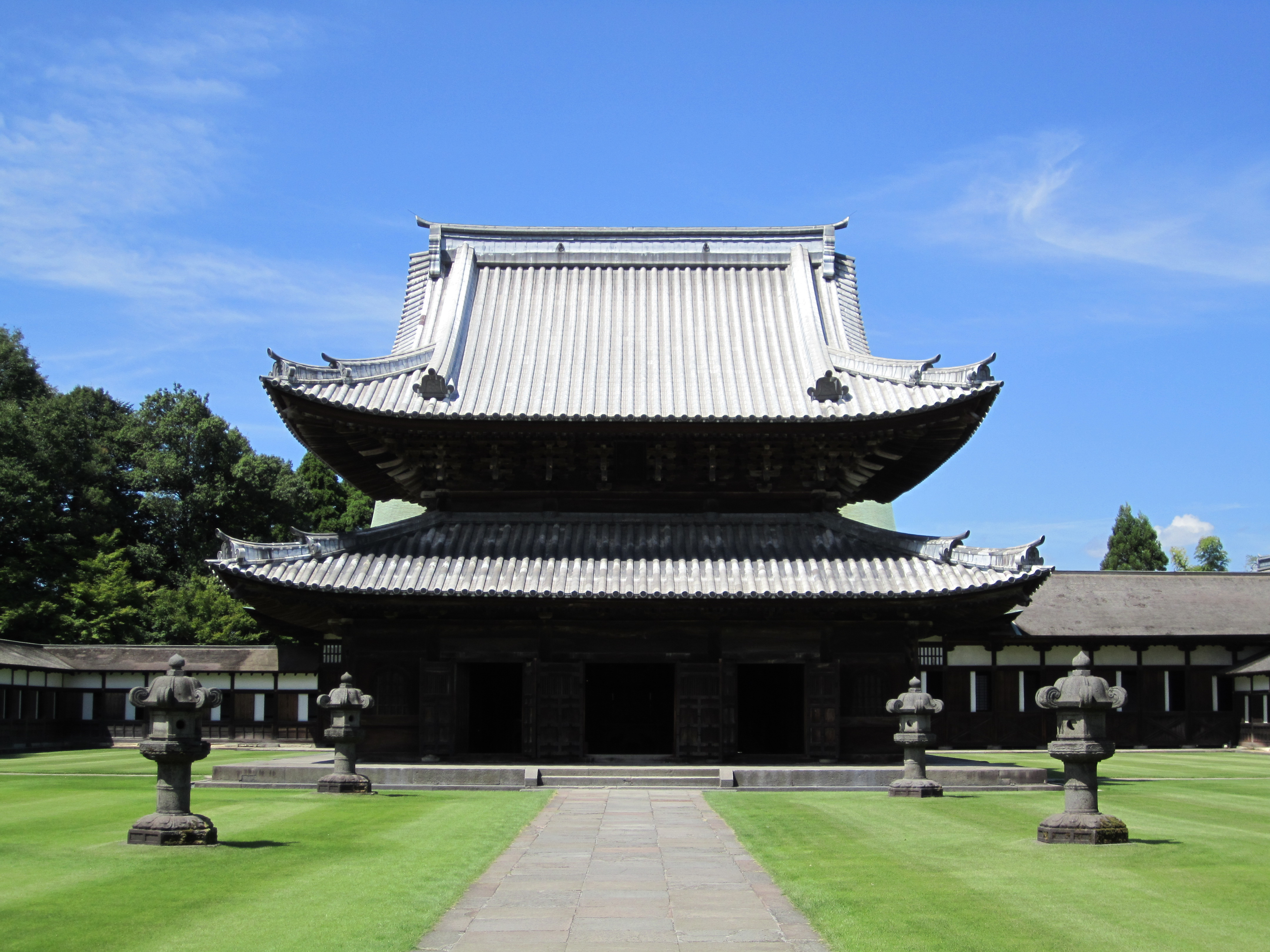
瑞龍寺、仏殿　国宝　1659年（万治2年)竣工　瑞龍寺は、富山県高岡市の曹洞宗の仏教寺院。禅宗様建築の典型例。
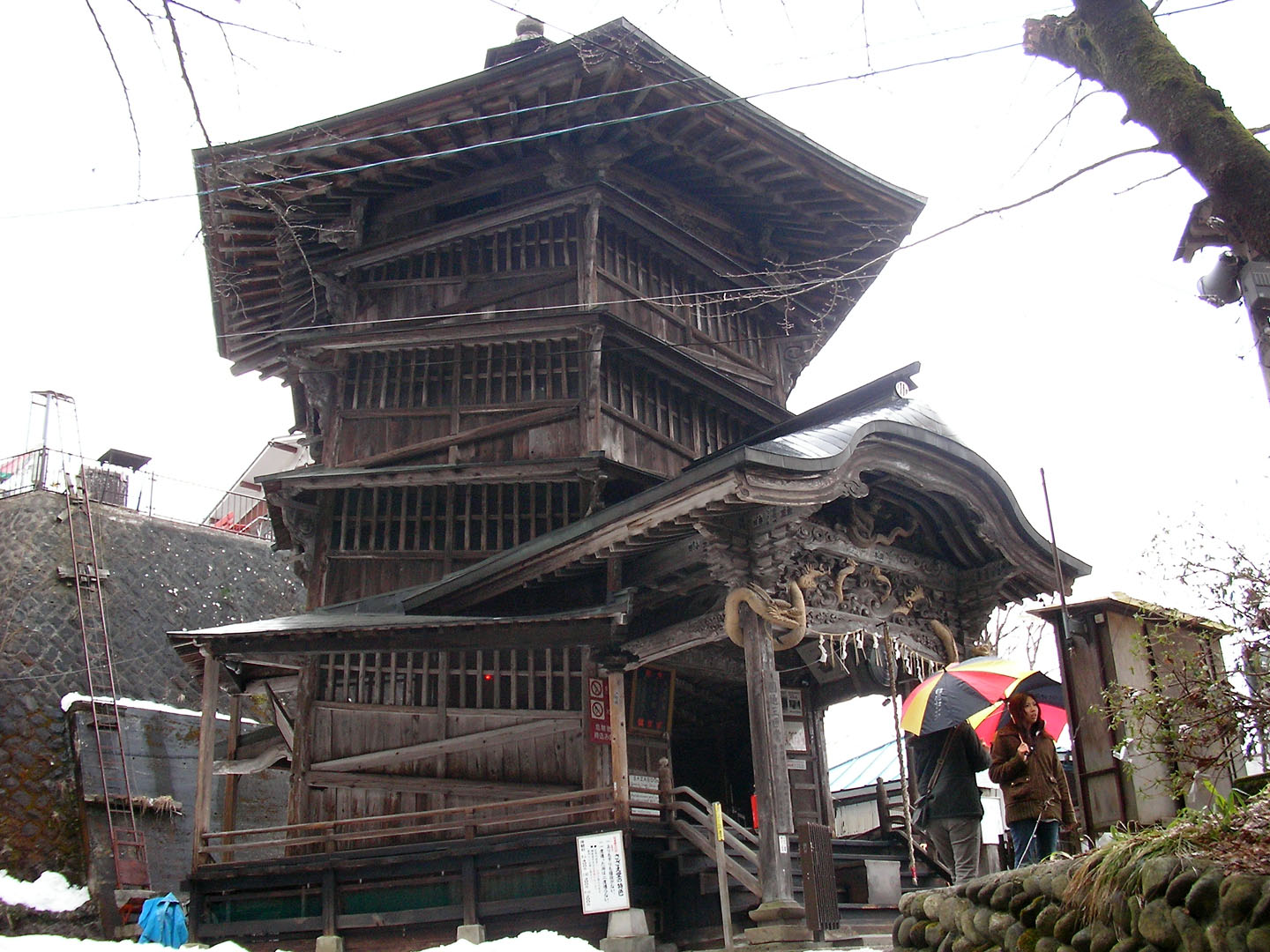
旧正宗寺三匝堂（会津さざえ堂）　重要文化財　1796年（寛政8年）建立　栄螺堂とは、江戸時代末から建てられた、関東から東北にかけてみられる螺旋状の仏堂。この会津さざえ堂は、内部に二重螺旋構造の階段を有する[193]。

#### 明治時代以降

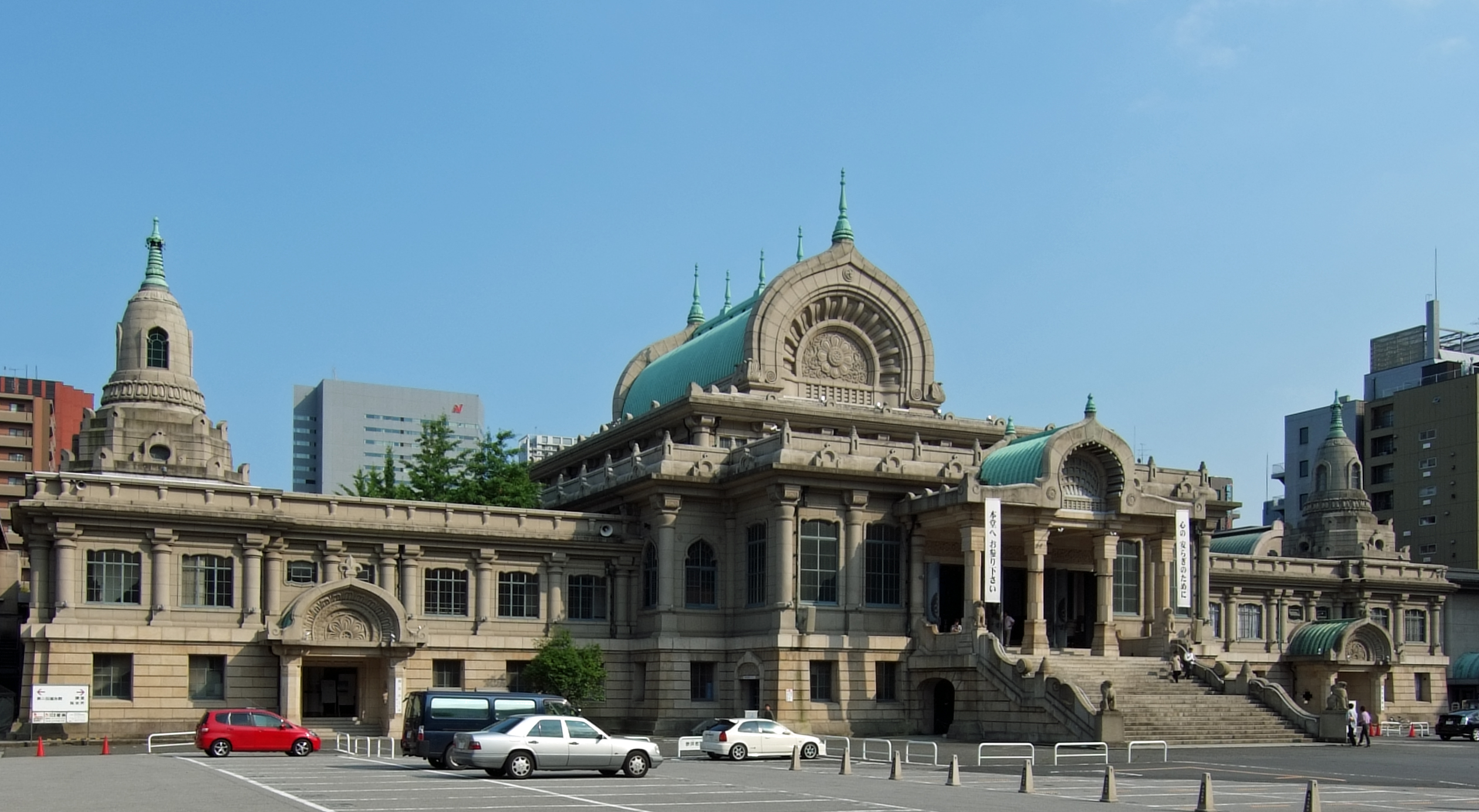
築地本願寺本堂　東京都中央区　伊東忠太設計

近代に入り、「美術」概念が西洋から日本へともたらされた。これにより、「仏教美術」をはじめ日本にそれまで存在していた造形物は、新しい用語である「美術」、またはその下位概念であるところの「絵画」・「彫刻」・「工芸」として捉えられ、分類がすすめられるようになった。この流れのなかで、仏教を題材とする絵画の中心は信仰対象としてのものから鑑賞対象としてのものへとシフトした。この時代の日本の芸術家たちは、（それまで行くことの叶わなかった）インドでの取材と、西洋からもたらされた仏教学・歴史画・キリスト教絵画からの影響を背景として、仏教的主題の日本画を制作した。汎アジア的な性格を得たこの芸術の流れは、昭和初期には大東亜共栄圏のイメージの一翼を担いつつ、第二次世界大戦後には日展・院展に引き継がれ、平山郁夫らによって受け継がれていくこととなる。一方で、仏像に関わった明治期の彫刻家たちは、日本画家以上に寺院との関わりが深かった。近代彫刻としての仏像は、信仰対象としてのものと鑑賞対象のものとしての製作が並行して行われていた。後者の、いわゆる美術作品としての仏像の流れは、屋外に設置された大型のモニュメント像としての仏像を生み、第二次世界大戦後には日本各地で慰霊を目的として建立された「平和観音」などに受け継がれていく。
維新政府は、江戸時代末期の国学思想を基に、1868年（慶応4年）に神仏分離令を発するが、それが各地で拡大解釈され、仏像・仏具、そして伽藍の破却、僧の還俗に波及する（廃仏毀釈）。そして1871年（明治4年）の上知令によって寺の収入が断たれ、経営が成り立たなくなった。その為、法隆寺は、寺宝の一部を皇室に献納し、資金を下賜された。
廃仏毀釈のあおりは、仏教美術に携わっていた仏師や人形師、宮大工の仕事にまで及んだが、彼らの流れはその後の日本の近代彫刻の礎となった。高村光雲は、神仏分離令によって仏像や仏塔が破却されるのを目の当たりにし、仕事が無い現状を脱するため、西洋美術の「写生」を取り入れ、近代以前には無い「彫刻」を創造する様を語っている。また、自らも仏師の子で高村光雲に師事した新海竹太郎は、新仏教運動を主導した高嶋米峰の影響で、仏教を題材とした彫刻を制作した。
南天棒としても知られる臨済僧の中原鄧州は、白隠らの制作姿勢を範として明治から大正にかけて多くの作品を残し、日本国外における禅美術の評価の一翼を担った。
建築において、伊東忠太設計の築地本願寺は、外観に古代インドの要素を取り入れる一方で、内装は和洋折衷が図られた。また、第二次世界大戦以降、巨大仏と呼ばれる、高さ40メートル (130 ft)以上の仏像が国内各地に建立された。
平山郁夫は「西遊記」を読んで三蔵法師（玄奘）を描いたことから、仏教伝来を探る旅と作画を続け、敦煌（#魏晋南北朝時代）・バーミヤン（#アフガニスタン（クシャーナ朝以後のガンダーラ））・アンコール・ワット（#カンボジア）等の仏教遺跡・遺物保全に関わることとなる。
19世紀以降、新しい表現媒体として発展を遂げた漫画において、手塚治虫は、劇画の手法を取り入れストーリー漫画、漫画『ブッダ』を1970年代から発表した。この作品は一種の仏生譚として、釈迦の生涯を中心としながらジャータカや冒険物語を描いている。
21世紀の作例として、村上隆の五百羅漢図（2012年）、中島潔の地獄心音図があげられる。

『悲母観音』狩野芳崖筆　1888年（明治21年）　東京芸術大学蔵　重要文化財
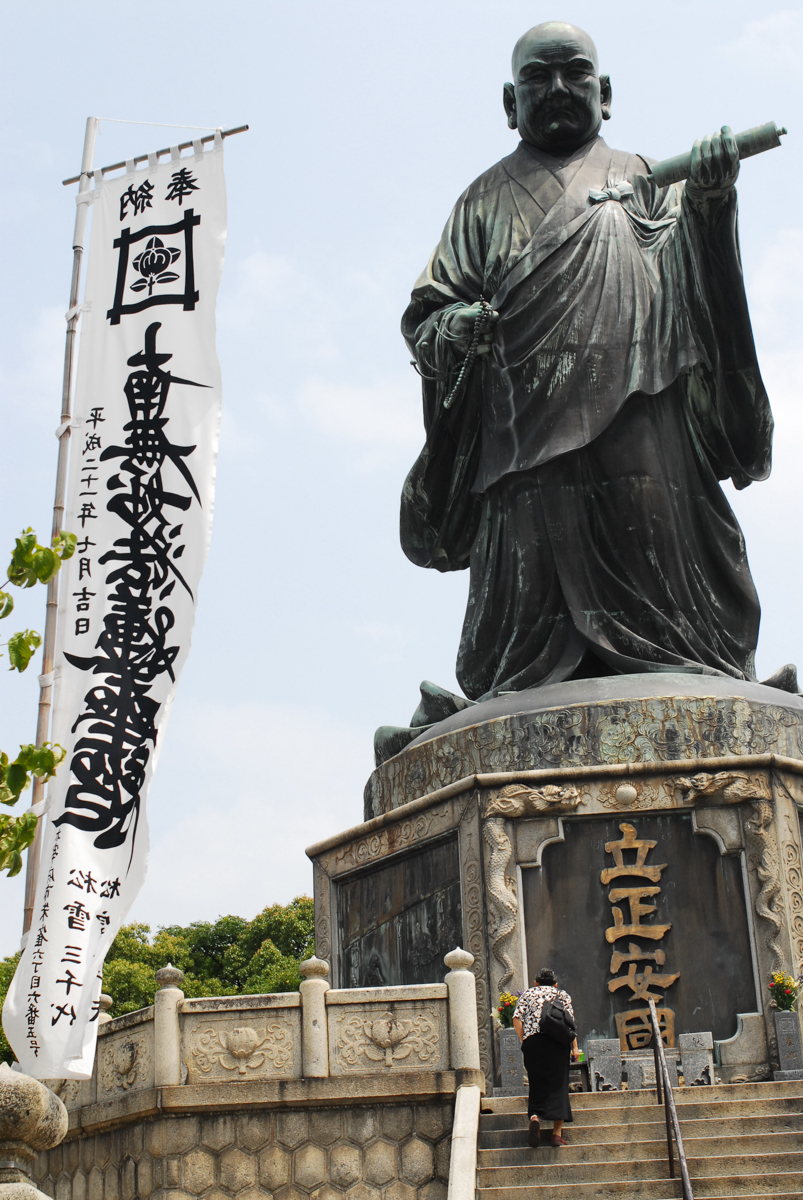
「日蓮聖人銅像」[195]　1904年（明治37年）　竹内久一製作　福岡市博多区東公園
牛久阿弥陀大佛（通称：牛久大仏）　茨城県牛久市　平成5年（1993年）　高さ120.0メートル (393.7 ft)
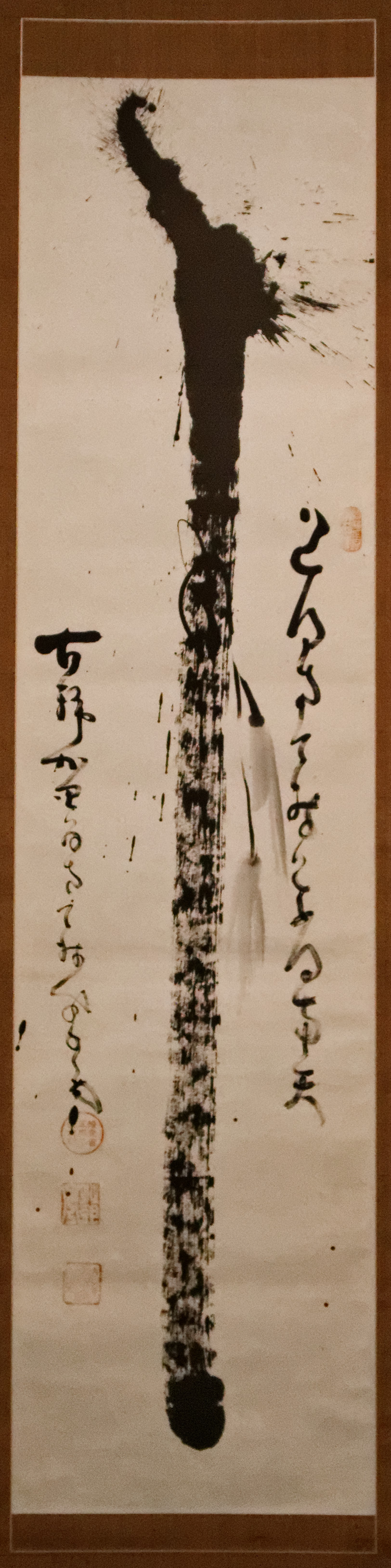
南天棒（警策）[215]　212.41×48.26cm　20世紀初頭　ロサンゼルス・カウンティ美術館蔵

### チベット

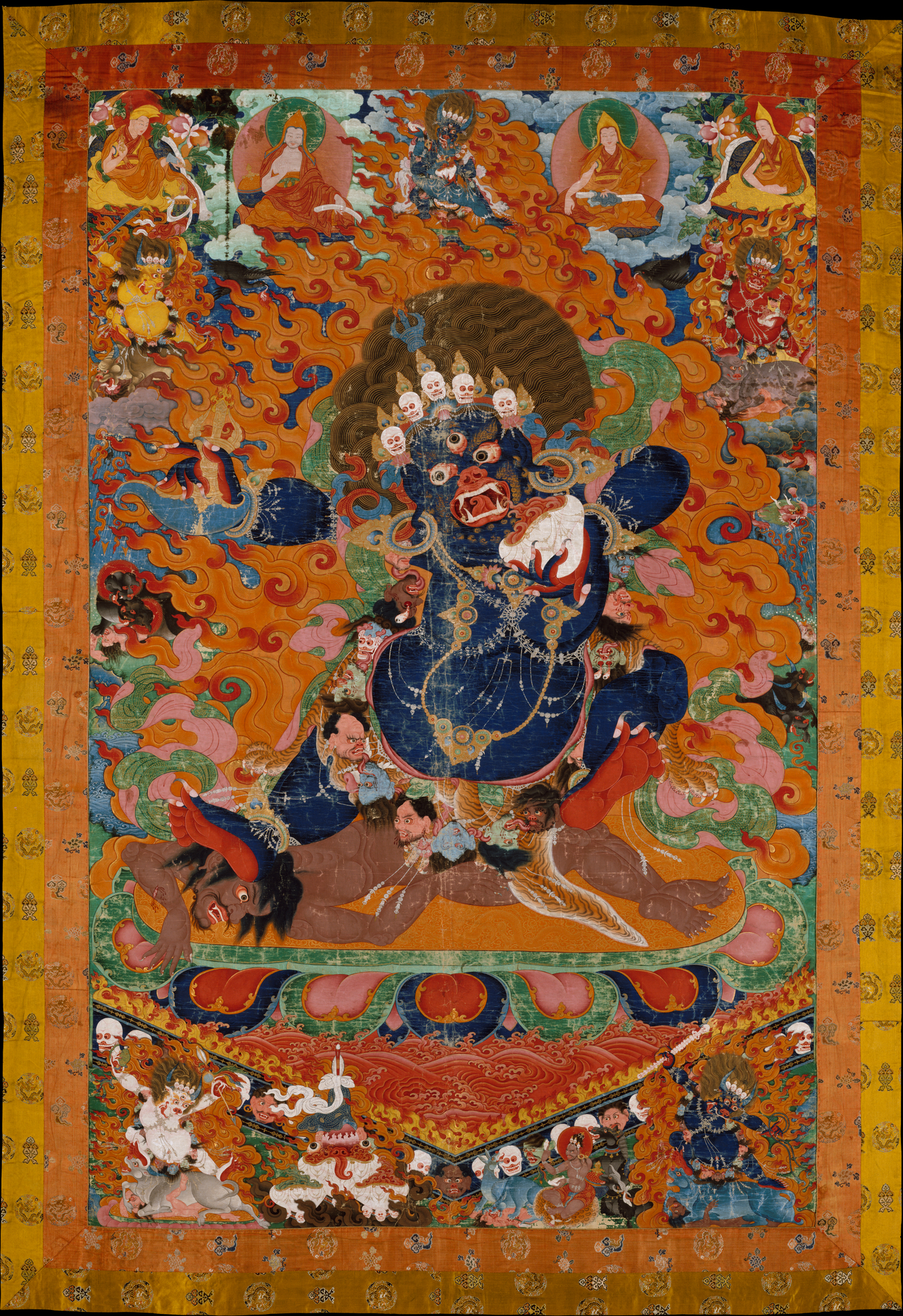
閻魔図　ゲルク派　18世紀前半　チベット　中央に大きく描かれる閻魔の上方に描かれたラマは、向かって左がパンチェン・ラマ、右がアティーシャと推定されている。

チベットに仏法が伝えられたのは、7世紀前半、吐蕃をうち建てたソンツェン・ガンポの許に、唐とネパールから妃を嫁がせ、彼女らが仏像を持参したことに由来するとされる。7世紀半ばには、ティソン・デツェン王が仏教国教化を宣言する。当時、インド由来の大乗仏教と、唐からの禅が流入していたが、ティソン・デツェンが両者の論を聞き、前者を公認した（サムイェー寺の宗論）。吐蕃は9世紀半ばに分裂し、廃仏運動が起きた。
しかし、チベット高原西部まで逃れた吐蕃の王族の一部が建国したグゲ王国によって、仏教はふたたび息を吹き返した。以降チベットでは、カシミール地方の影響がみられる「リンチェンサンポ様式」と呼ばれる仏教美術が栄えた。また、同時期にはチベット化が進行していたラダックでチベット仏教が盛んになった。カシミール地方とラダック地方を結ぶ街道沿いの村、ムルベク（Mulbekh）には、8世紀から9世紀に彫られた高さ約10メートルの四臂の弥勒菩薩の磨崖仏が現存している。これは、インド文化圏の辺境地帯で建立された巨大仏の流れを汲むものであった。
10世紀から11世紀にかけて、北インドのヒマーチャル・プラデーシュ州のタボ僧院 （当時の西チベット王国の一部）は、インドとチベットの文化交流、特に仏教美術と哲学の分野において、仲介者として重要な役割を担っていた。タボにおける特筆すべきチベット仏教芸術には、同寺院に描かれたフレスコ画が挙げられる。
13世紀には、チベットはユーラシア大陸全体を席巻したモンゴル帝国と国境を接する。これをうけ、外交官として西涼まで赴いたチベット仏教サキャ派の僧、サキャ・パンディタがモンゴルの貴族たちに布教を行った。さらに、その甥にあたるパクパは元朝初代皇帝クビライと親交が篤かったことにより、帝師として大都に招聘された。結果として、中国においても大都を中心にチベット・ネパール由来の仏教美術と仏教建築が大いに発展した。
14世紀に入ると、ゲルク派の祖、ツォンカパがチベット仏教を改革。17世紀のダライ・ラマ政権樹立への礎を築いた。15世紀には、チベット仏教美術の主たる流派の2つ、メンリ派とキェンツェ派が成立する。メンリ派側はダライ・ラマの宮廷絵師としての地位を得てチベット仏教美術の主流派を形成した一方、圧されたキェンツェ派側はしだいにメンリ派に吸収された。これらの学派では、各尊格ごとに異なった身体比率、様相、着衣、姿態が定められ、厳密なアイコノメトリーが定義された。

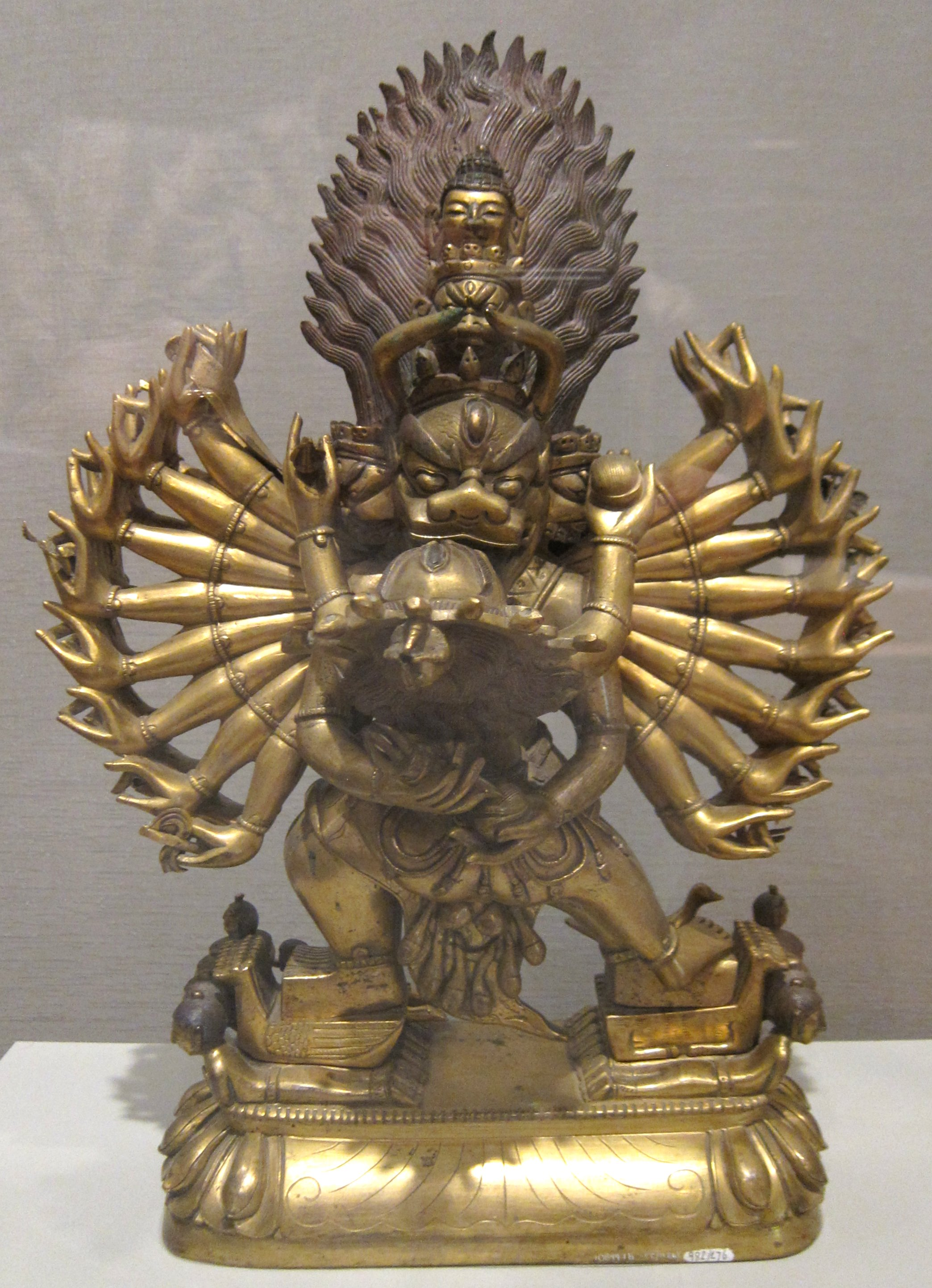
ヤマーンタカ（大威徳明王）像　19世紀　金銅仏　ホノルル美術館

15世紀から16世紀にかけ、カギュ派内部の一派であったカルマ派が、カルマパと呼ばれる転生ラマ制度をチベット史最初に導入した。カルマパは代々仏教美術を愛好・保護し、カルマ・ガルディ派と呼ばれる画工集団を重用した。17世紀、カルマパ10世チューイン・ドルジェがダライ・ラマ5世との政争に破れ、チベット東部での漂泊生活を強いられる。その過程で、彼と彼に随行した画工達は中国絵画の要素を吸収し、18世紀に至りカルマ派が東チベットに定着したのちも、カルマ・ガルディ派の絵画様式はこれを下敷きとして発展を続けた。
1949年の中華人民共和国成立後、チベットは中国の一部と宣言され、1959年、ダライ・ラマ14世らはインドへ亡命した（チベット動乱）。また1970年代の文化大革命では、多数のタンガや仏像が破壊された。しかし亡命者によって、画家ら後進育成がなされた。
仏教絵画では尊像や仏伝、曼荼羅が描かれた。タンカと呼ばれる、布地に描かれた軸装が多用された。仏像はもっぱら金工で、鋳造の他に、金属板からの打ちだし技法が用いられた。

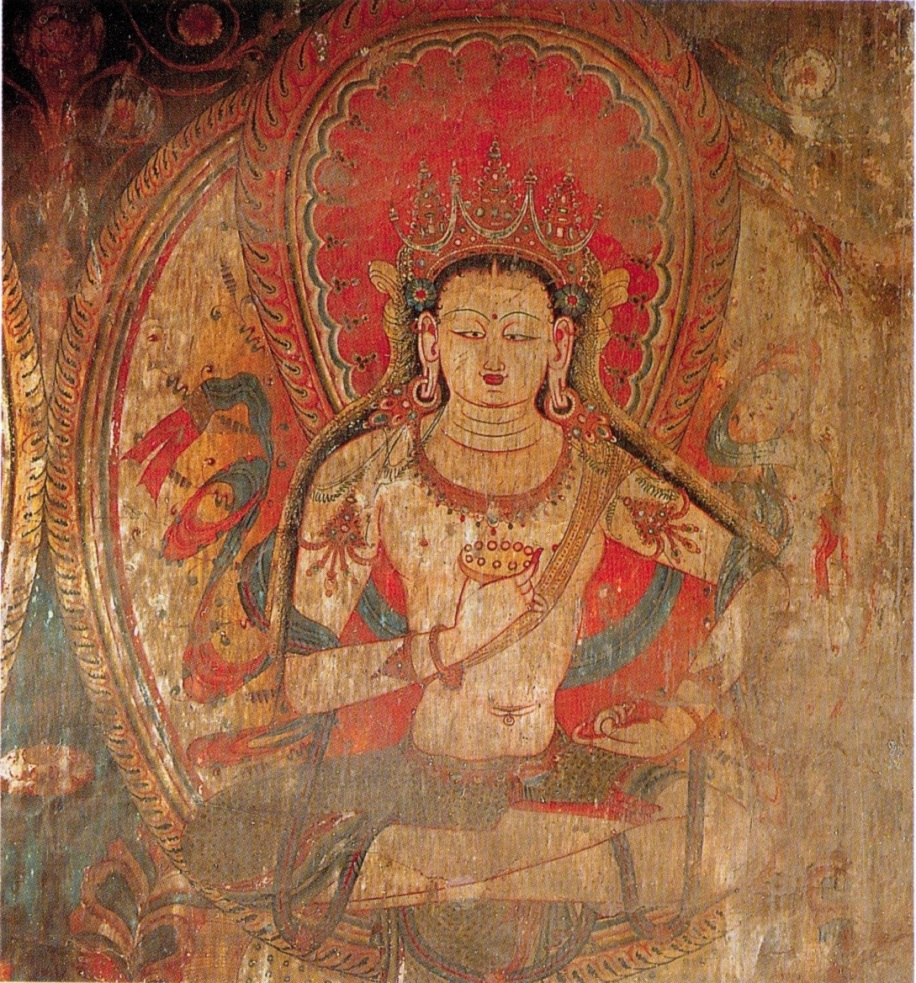
菩薩像　伽藍内部の壁画　11世紀前半（1040年代？）　タボ僧院　インド、ヒマーチャル・プラデーシュ州
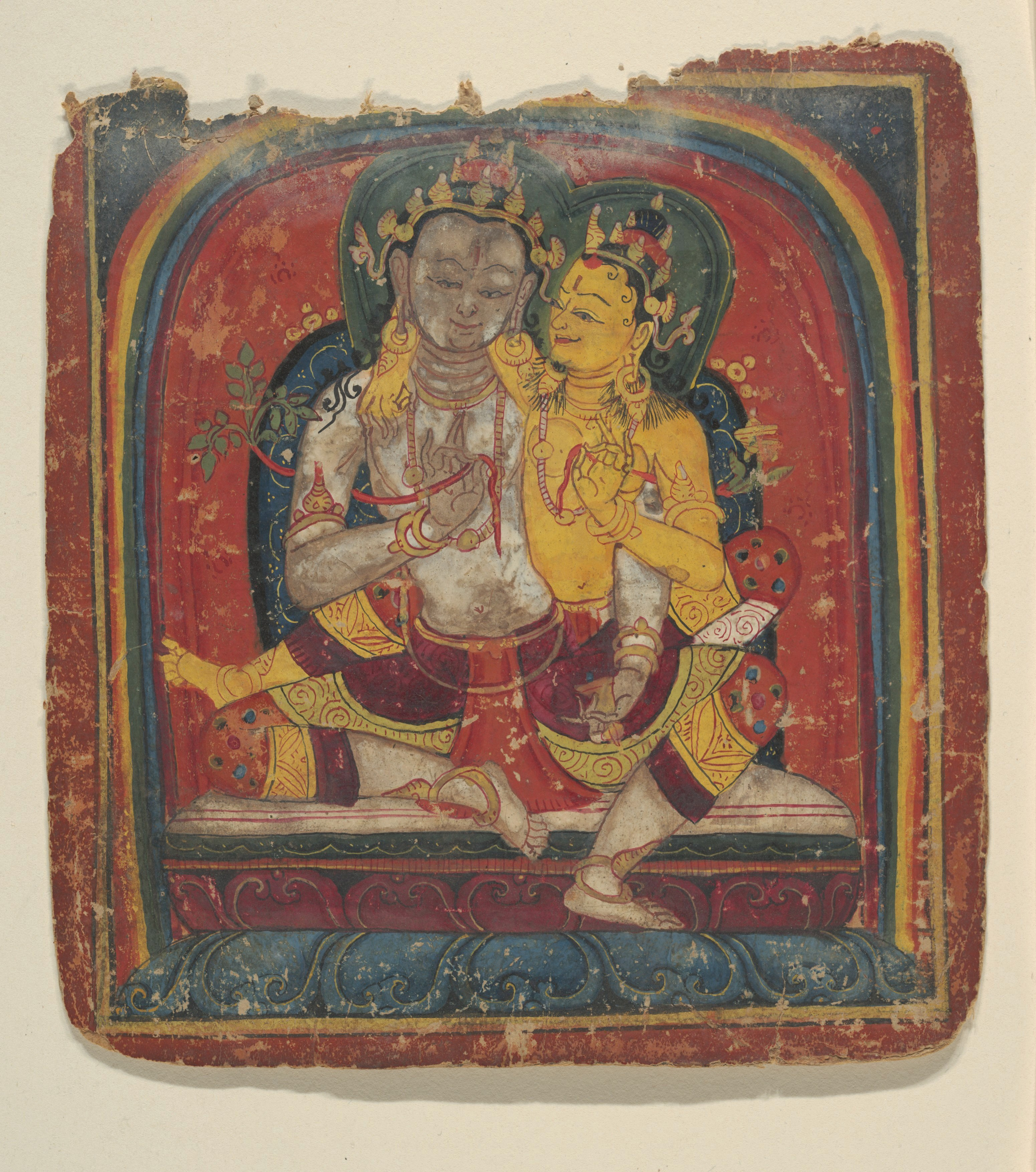
ツァカリ（英語版）（小絵片）　13世紀から14世紀　メトロポリタン美術館蔵　ツァカリとは細密画の一種で、一葉に一尊、あるいは一組の尊格が描かれ、6枚から100枚で一セットとされる。モンゴルでも同様のものが作られた。修行や儀式だけでなく、寺院の建設時にも用いられた。
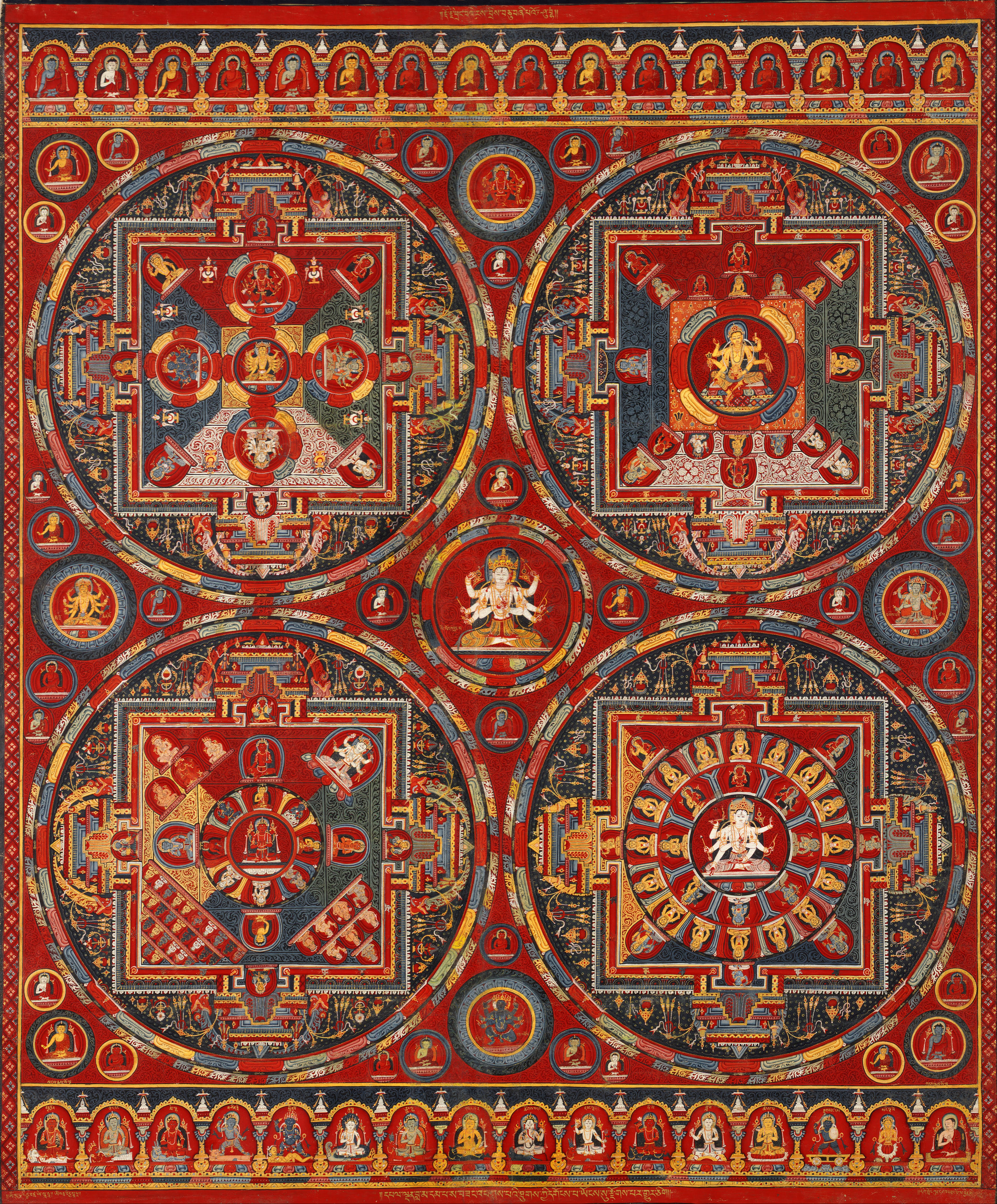
「ヴァジュラ―ヴァリー（vajrāvalī）の四種のマンダラ」[231]　ゴル僧院（サキャ派）　1429年から1456年頃　中央チベット、ツァン地方　キンベル美術館蔵　この僧院を開いたゴルチェン・クンガ・サンポの依頼によって制作された。左上にパンチャラクシャー（英語版）（五守護陀羅尼）が、右上にヴァスダーラー（持世菩薩）が、右下にはヴィキラノーシュニーシャ（仏頂尊勝）が[232]、左下のマンダラ右上隅にはバガヴァティマハーヴィディヤー（多羅菩薩）が描かれている[233]。ただし、森雅秀によれば「ヴァジュラ―ヴァリー」にはパンチャラクシャー以外の記述はない[234][235]。
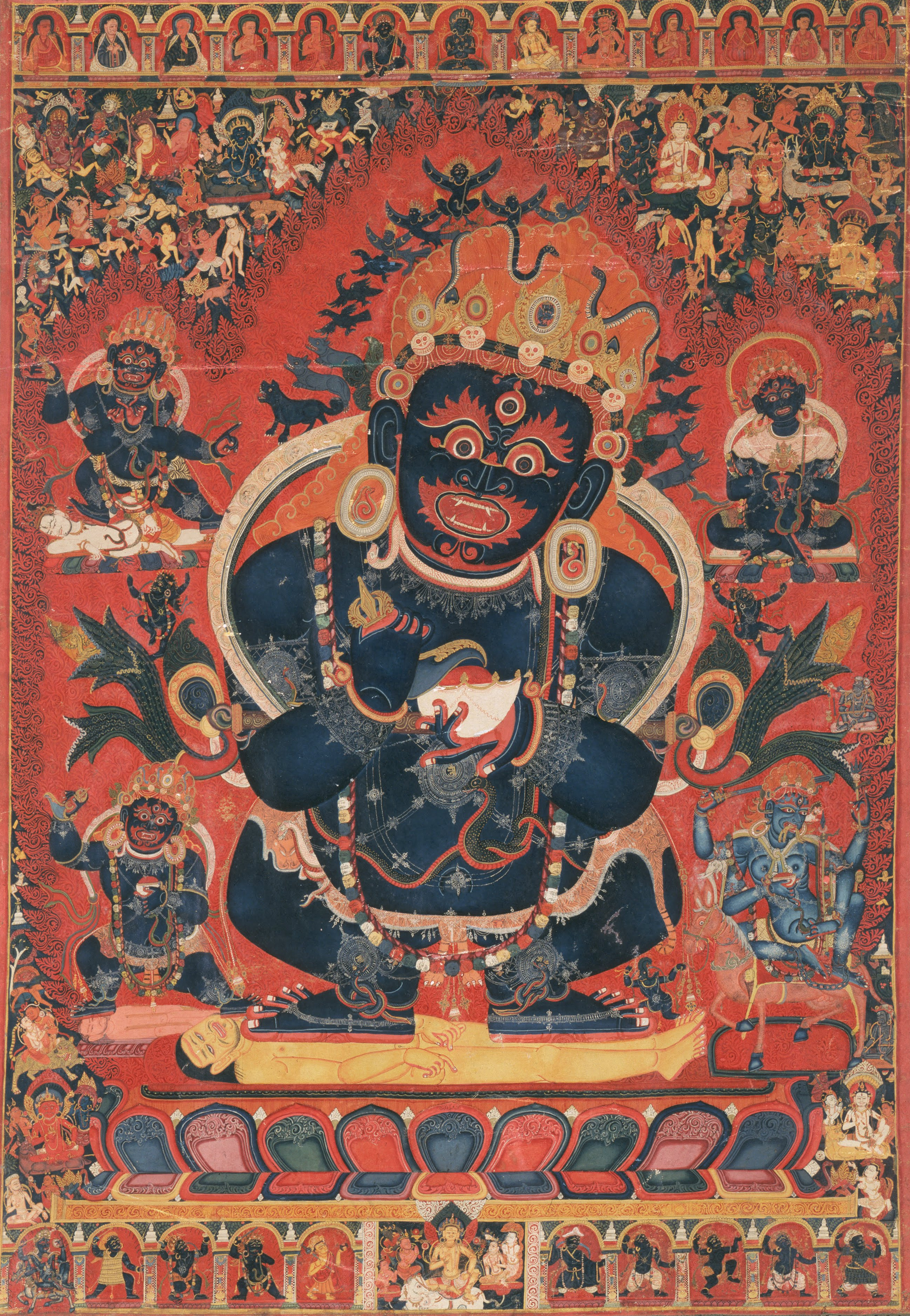
大黒天（マハーカーラ）図　15世紀前半　中央チベット　フィラデルフィア美術館蔵
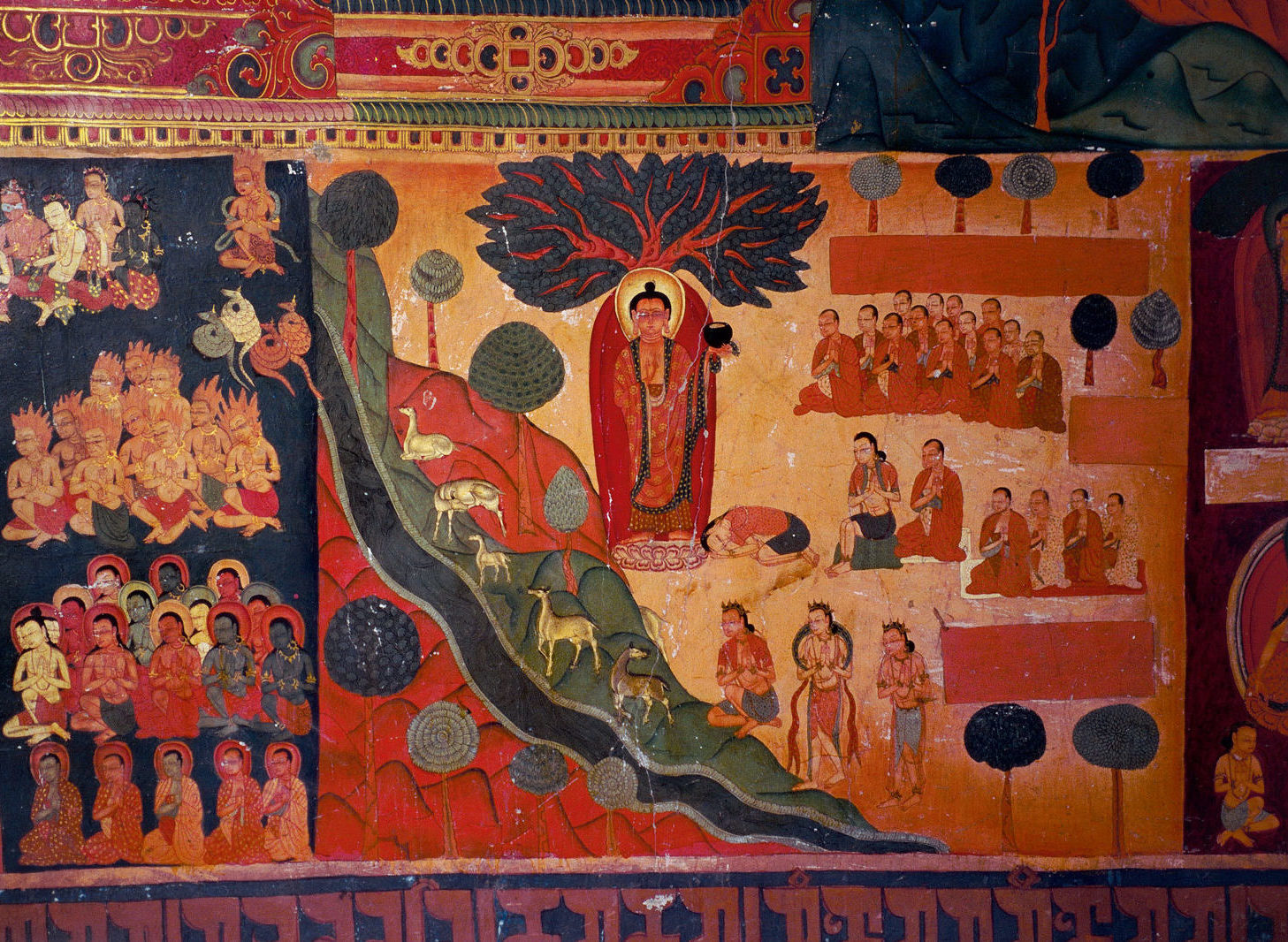
耶舎出家図　トリン・ゴンパ（英語版）（托林寺）、迦薩殿内部　グゲ王国時代（15世紀）　チベット自治区ガリ地区
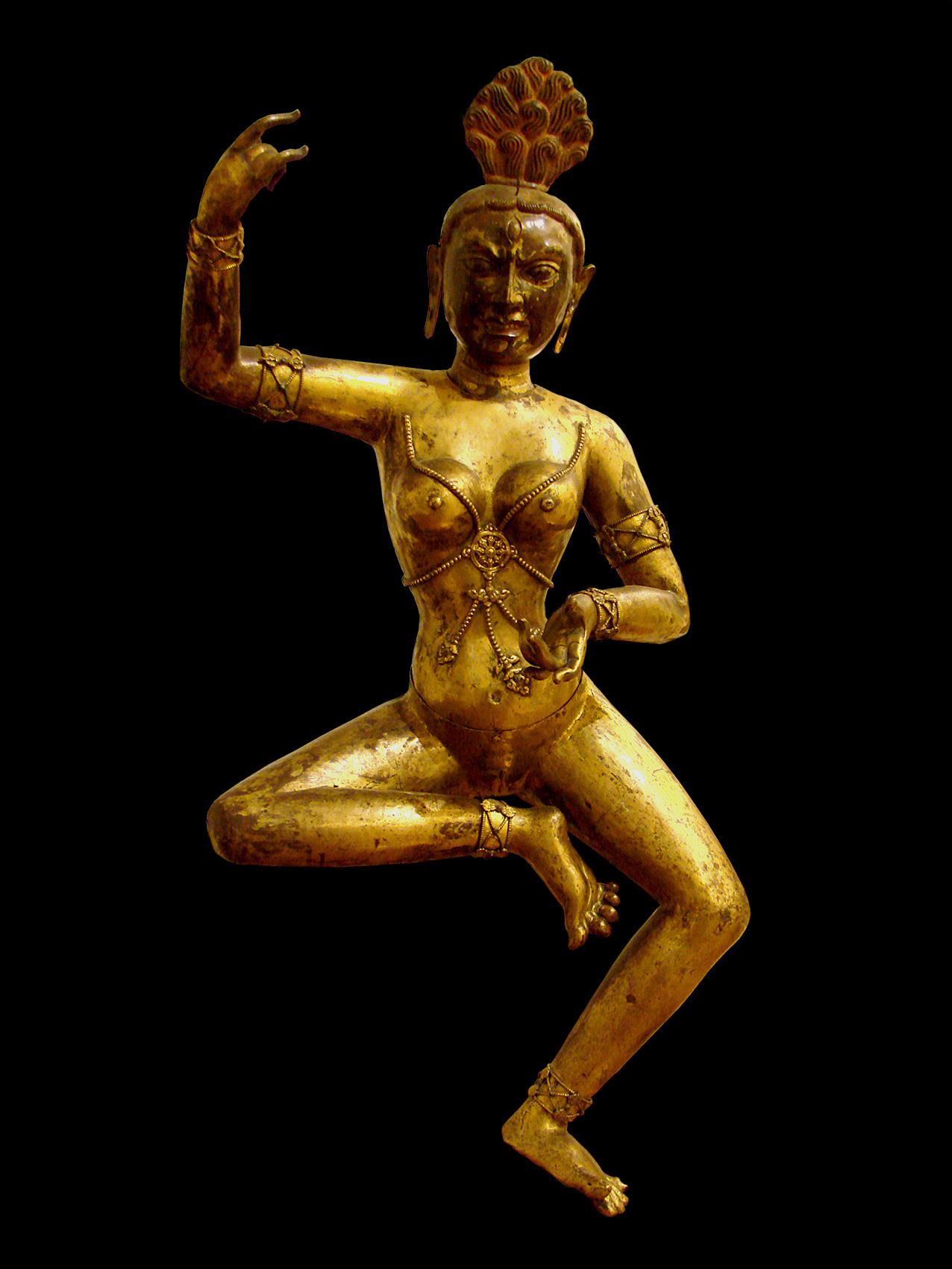
荼枳尼天像　金銅仏　18世紀　ギメ美術館蔵
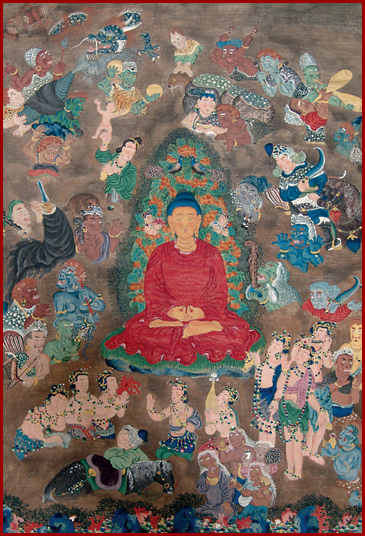
仏伝図　カルマパ10世チューイン・ドルジェ（英語版）筆[236]　17世紀　ネパール、シェチェン僧院（英語版）蔵
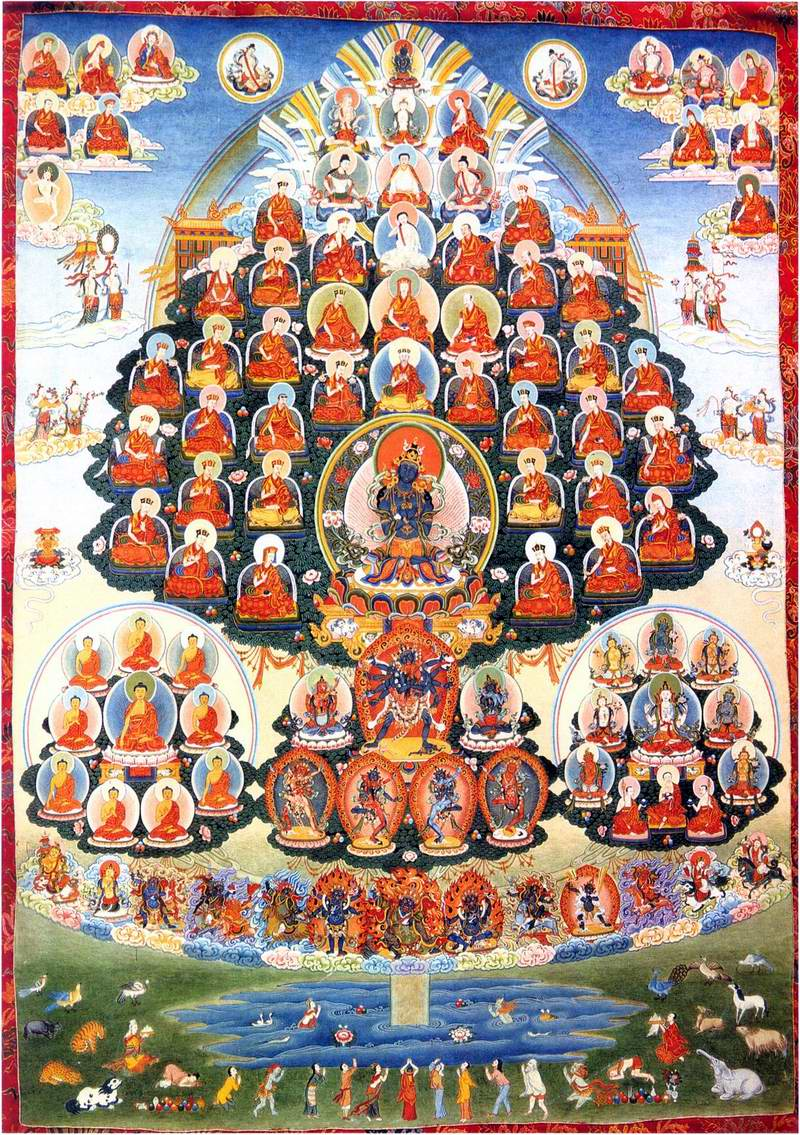
カギュ派の集会樹（英語版）（蔵：ツォクシン）[237]　20世紀　ウィキコモンズのページでは、対応するラマ・尊格についての説明を閲覧できる。
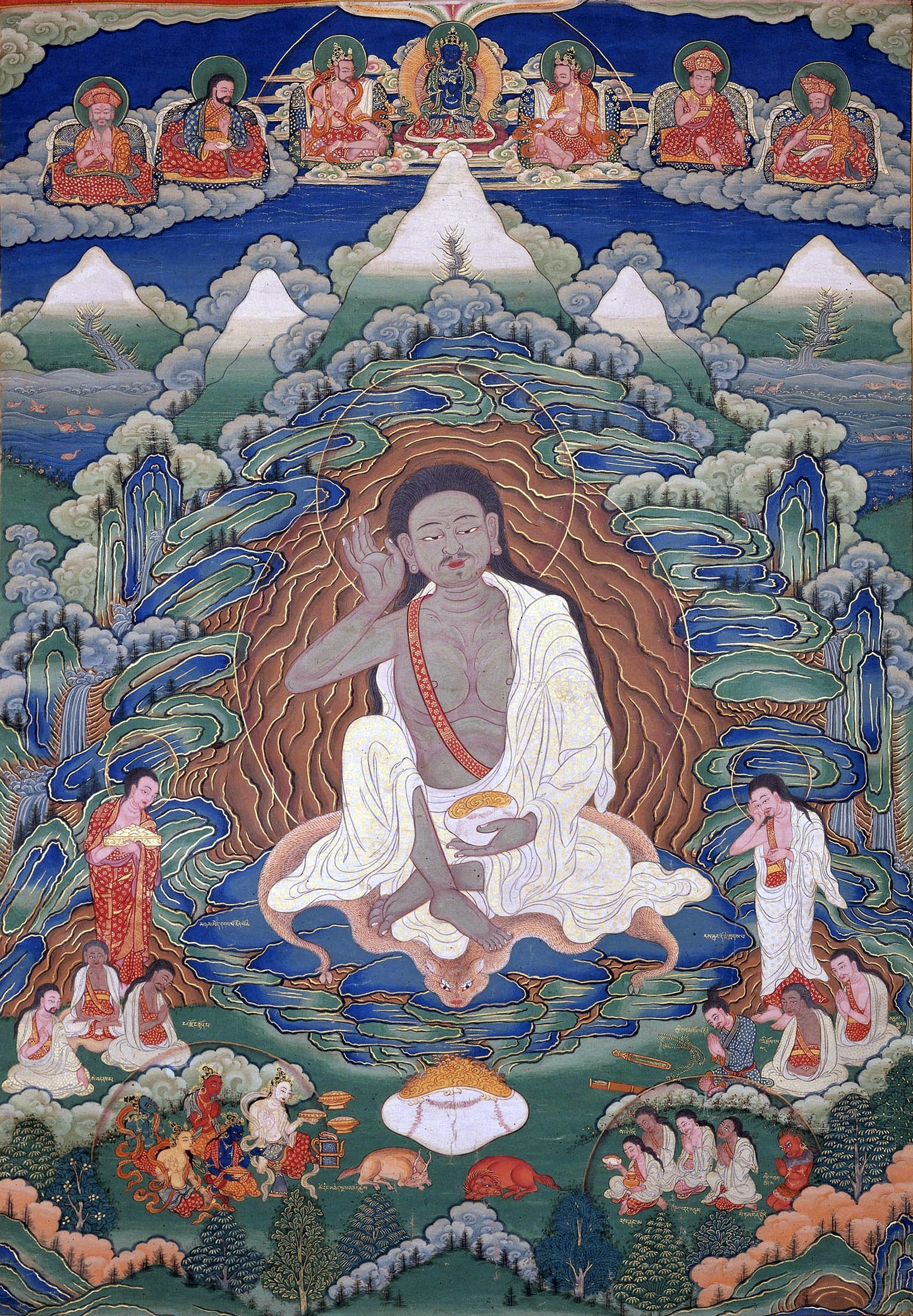
ミラレパ図　19世紀から20世紀初頭　ブータン　ミラレパは、チベットの代表的な仏教実践者で、カギュ派の宗祖。
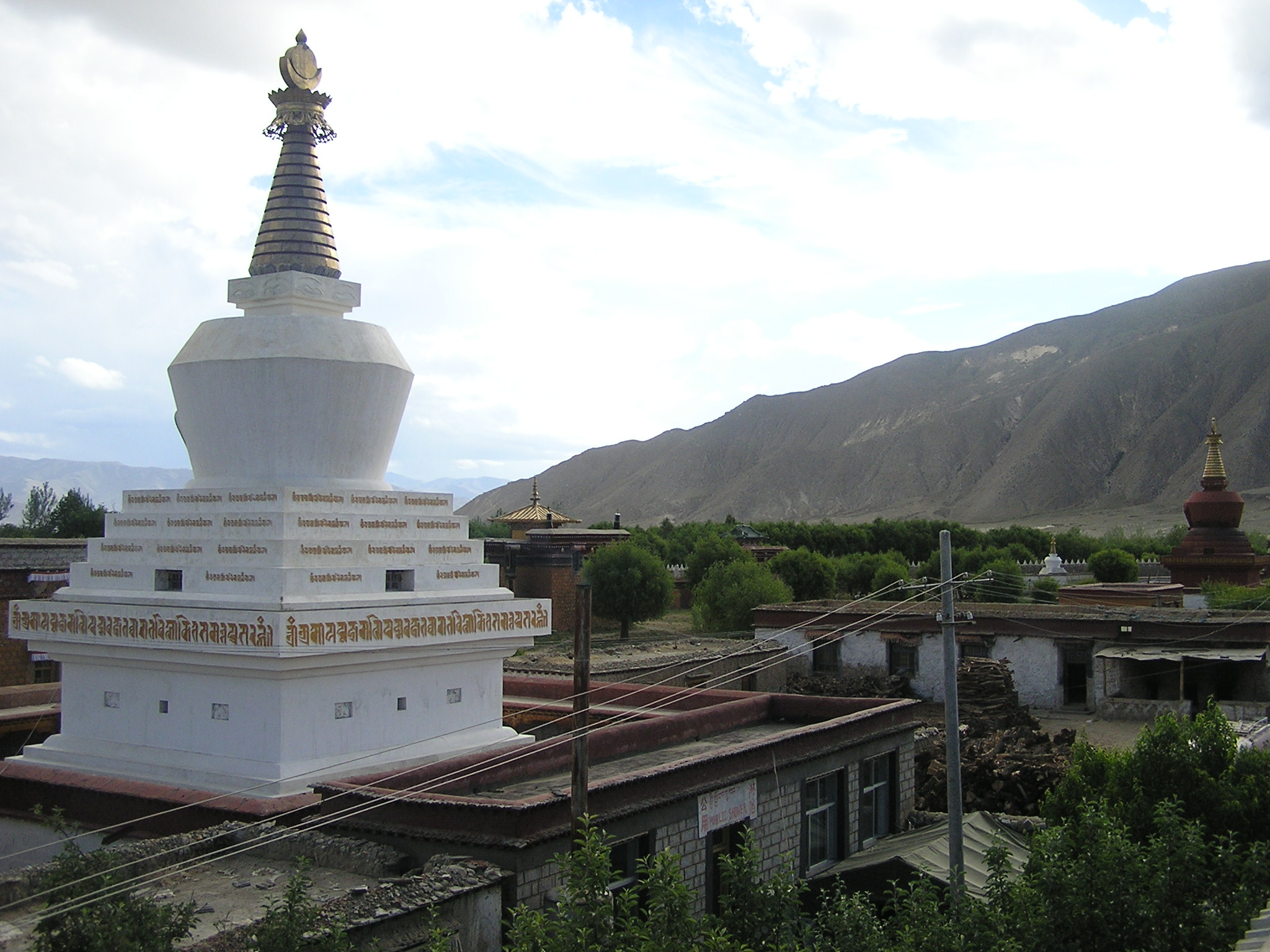
サムイェー寺のチョルテン（仏塔の一種）　チベット自治区山南市

### ベトナム
前漢がベトナム北部に交趾を置いて以来、10世紀に至るまで、ベトナム北部は中国の支配下にあった。インドから渡海した康僧会が呉に行き、仏教を広めたと伝えられることから、3世紀にはベトナムに仏教が伝わったとされるが、それ以前に後漢から交趾を訪れた牟子によって仏法が伝えられたとする説もある。隋・唐期の中国からは禅が伝わり、15世紀の黎朝では浄土教との習合が起こった。
ベトナムの仏教建築として特筆すべき例としては、11世紀李朝に建立された、石柱一柱に仏堂をのせる木造寺院の「一柱寺」や、17世紀黎朝の神光寺の鐘楼などがあげられる。陳朝の時代を通じ、各地にチュア（巴語：ストゥーパから）とトゥ（中国語：寺から）と呼ばれる仏教寺院が建立された。
一方、南部では、2世紀にチャンパが興る。北部と異なりインドの影響が強かったこの地域では、仏教とヒンドゥー教が信奉された。またクメールやインドネシアの影響も受けていた。9世紀末のドン・ジュオン遺跡の仏倚像は、仏伝浮彫りがなされた須弥座が付属する。

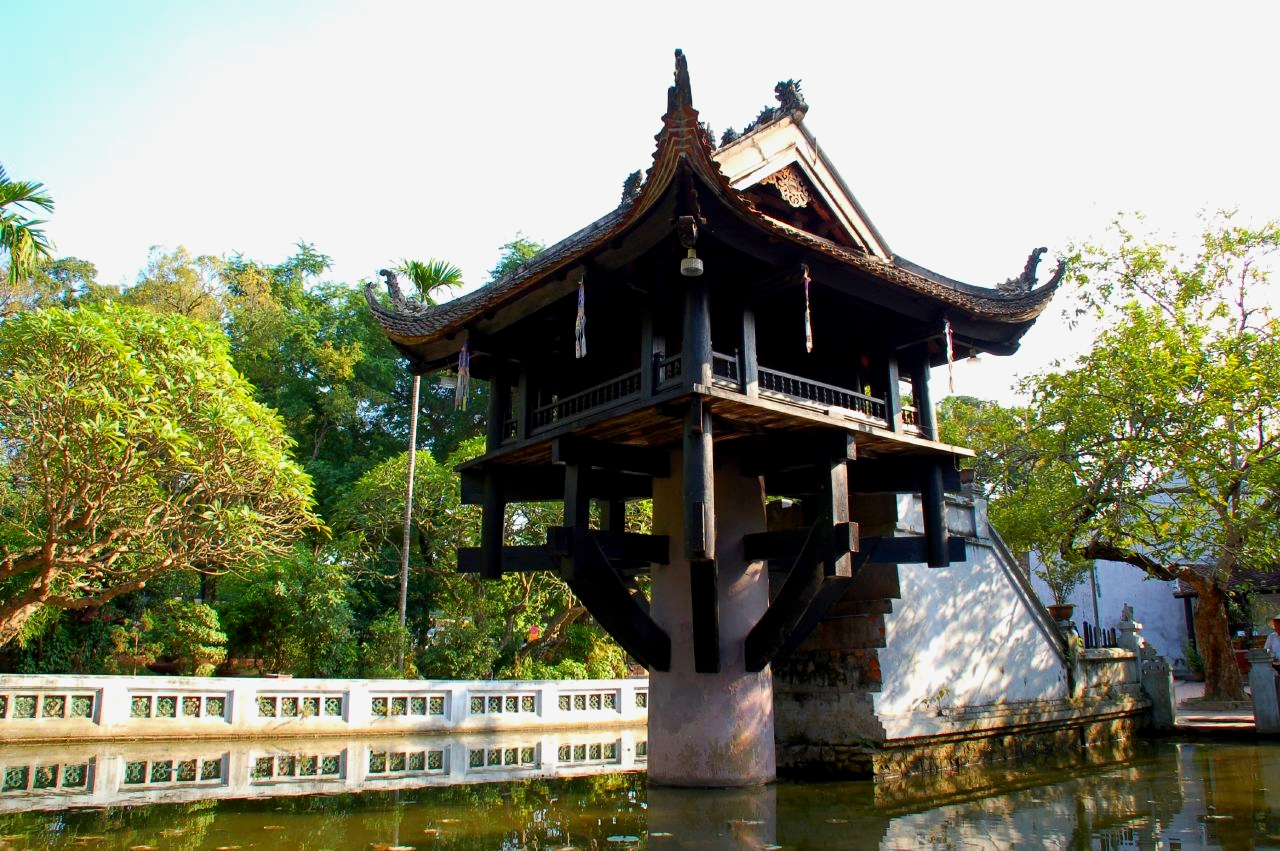
一柱寺（Chua Mot Cot）、ハノイ。
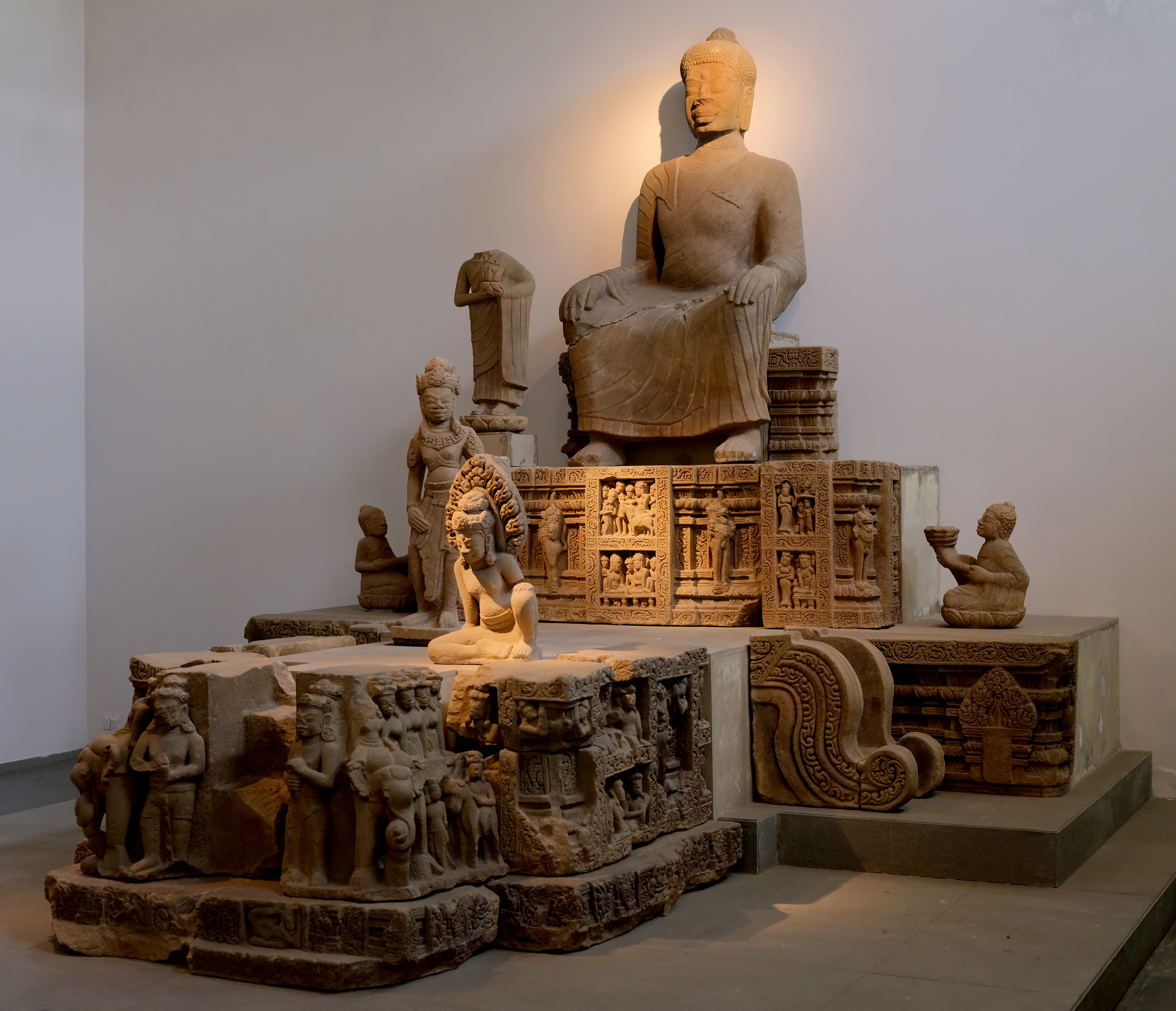
仏倚像及び須弥座、ドン・ジュオン遺跡。
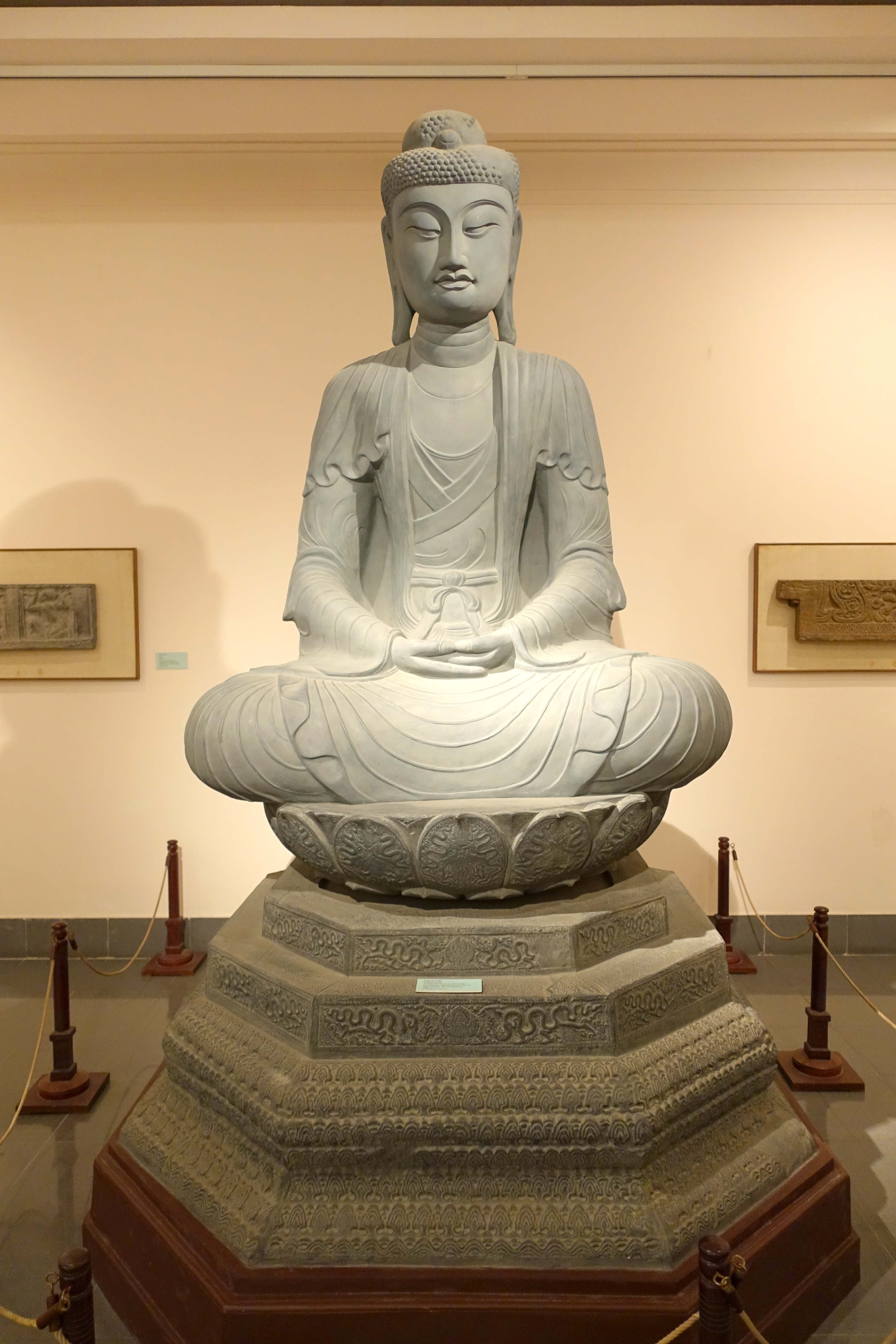
阿弥陀仏像　佛跡（ファット・チック）寺　バクニン省　龍瑞太平4年（1057年）ハノイ、ベトナム国立歴史博物館（英語版）蔵
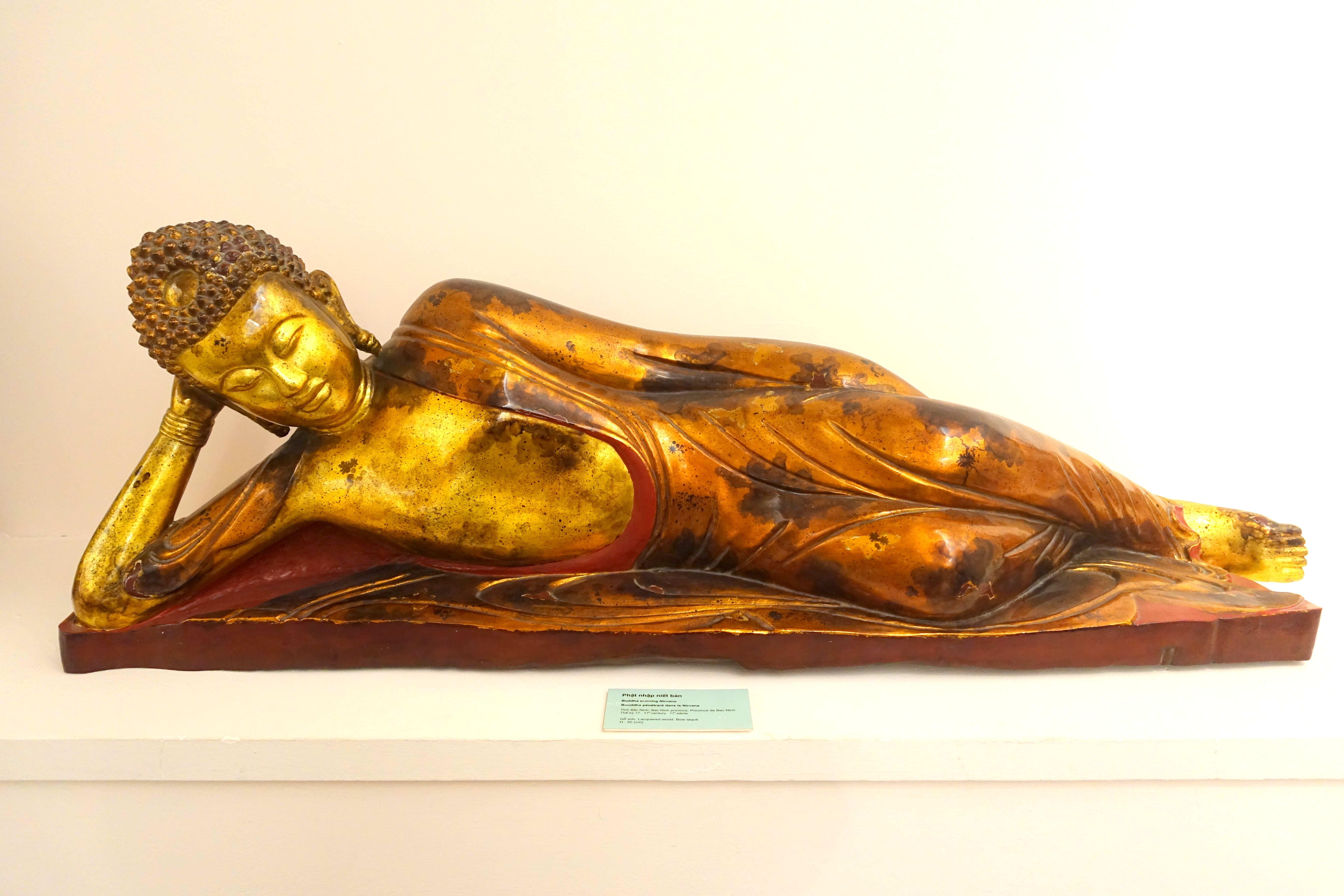
涅槃仏　バクニン省　莫朝？（17世紀）

## 南伝仏教美術
南伝仏教は、インドから、スリランカ・ミャンマー（ビルマ）・タイ・ラオス・カンボジアなどに伝わった。12世紀以前にインドシナ半島へ南伝した仏教は大乗仏教、とりわけ密教であった。また、12世紀までの東南アジアにおける仏教は、ヒンドゥー教や在地の信仰に対して絶対的優位に立つことはなく、それゆえ仏教美術は常に他の宗教美術と融合したものであった。13世紀に至り、東南アジア全体へと上座部仏教の普及が本格化すると、密教や菩薩信仰に基づく美術に代わって釈迦像を中心とした芸術が作られるようになった。21世紀初頭においては、これらの地域のほとんどが上座部仏教圏となっている。この地域に共通して見られる仏教美術としては、貝葉経とその経櫃がある。
上座部仏教は、釈迦入滅から約100年後、教義の違いから大乗仏教が分離することにより、生まれた。大乗仏教との違いとして、
1. パーリ語による三蔵とその注釈書による大蔵経を備える。
2. 釈迦像のみを拝し、菩薩などを認めない。
3. 出家者と在家の立場が明確に異なる。前者は世俗の労働をせず、後者は前者を布施で支える。

等が挙げられる。そのうち、仏教美術として形に現れるのは、主に2.である。
11世紀以降、イスラームが海域東南アジアに広がり、21世紀初頭における マレーシア・インドネシア・南フィリピンに至るまで、ほとんどの島嶼に浸透したが 、大陸域においては、上座部仏教が定着している。

### スリランカ

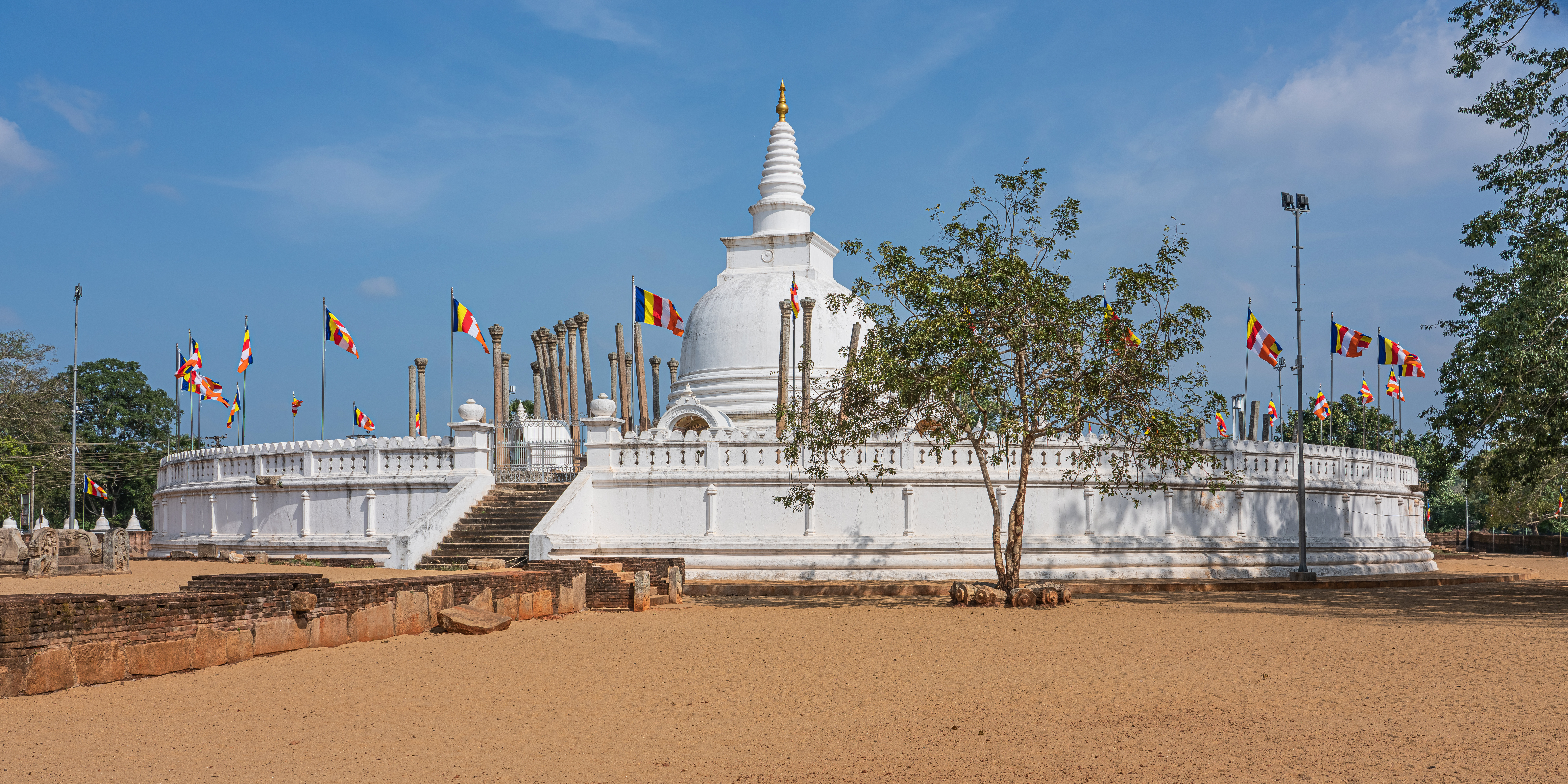
マハーヴィハーラのトゥーパーマーラ塔　紀元前3世紀創建　アヌラーダプラ

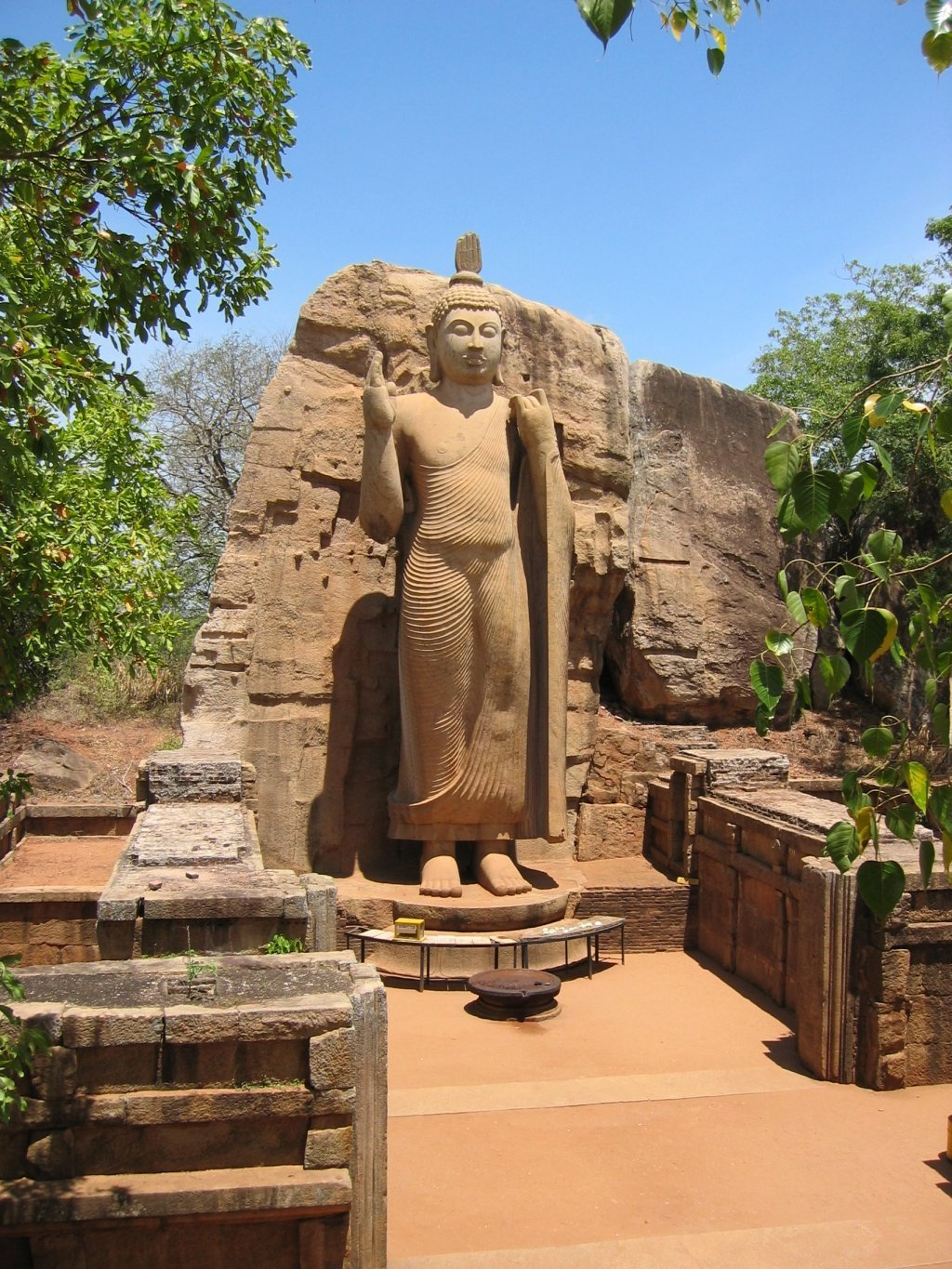
アウカナ仏　8-9世紀　約12メートル高　花崗岩　アウカナ

紀元前3世紀、アショーカ王が王子マヒンダらをスリランカに派遣し、仏教を伝えたと史書『ディーパヴァンサ』と叙事詩『マハーヴァンサ』に記されるが、考古学的な検証によれば紀元前6世紀には遡るとされるおいては更に遡るとされる。デーワー・ナンピヤティッサ王は首都アヌラーダプラに僧院マハーヴィハーラを建立し、以降この僧院が上座部仏教の中心地となる。僧院内には、舎利を納めるストゥーパ、サンガの為の諸施設が建てられ、マヒンダの妹サンガミッターに齎されたとされる菩提樹が植えられた。
スリランカでの造像開始は、3-4世紀とされる。大部分が釈迦（如来）像である。9世紀ころから磨崖仏が作られるようになる。

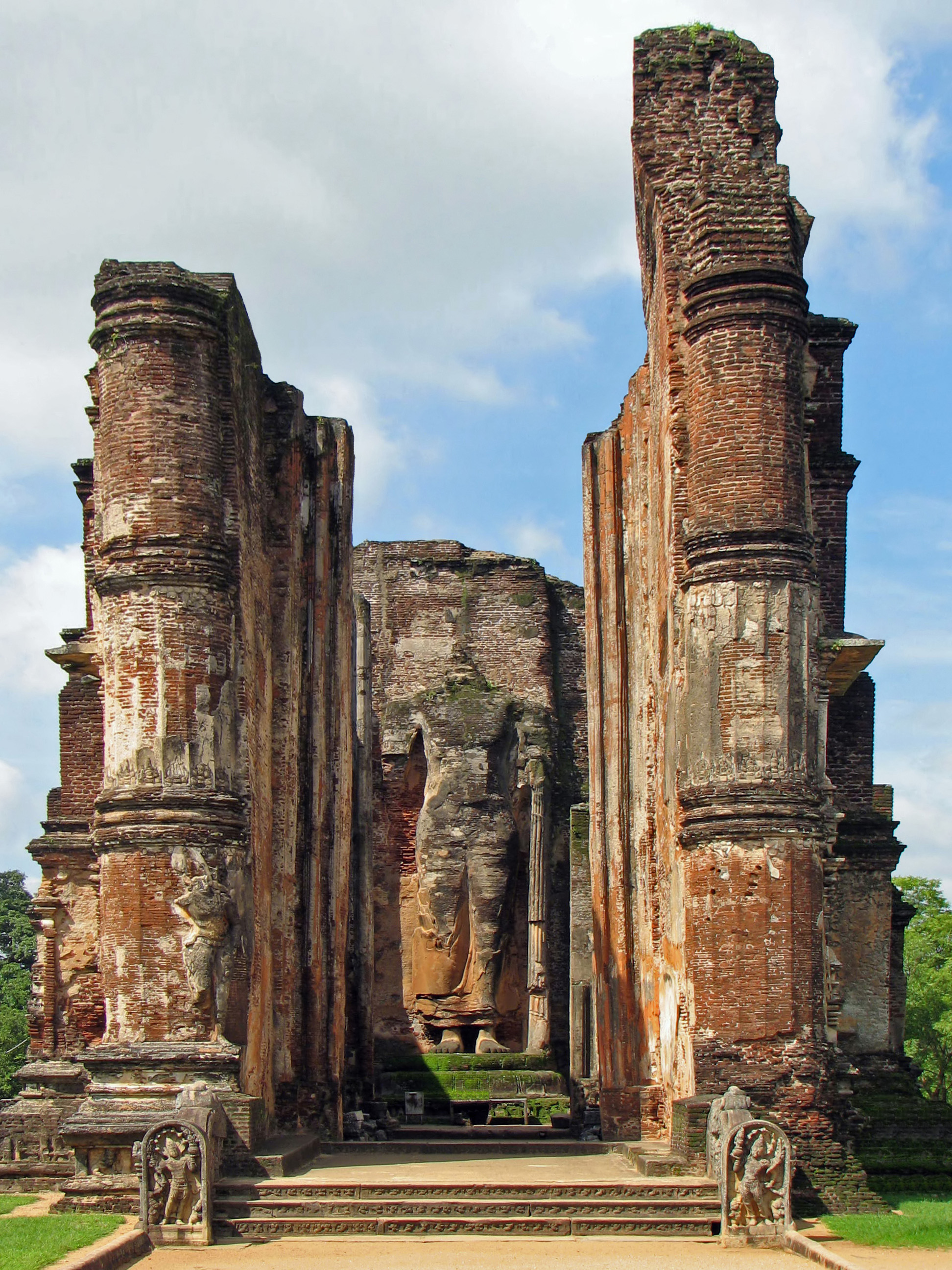
ランカーティラカ堂　12世紀　レンガ・漆喰　ポロンナールワ、アーラーハナ・パリヴェーナ寺

11世紀はじめ、南インドのヒンドゥー教勢力、チョーラ朝が侵攻し、アヌラーダプラ王国を滅ぼし、一時仏教は衰退する。しかし、同世紀半ば、ウィジャヤバーフ1世がスリランカからヒンドゥー勢力を駆逐し、ポロンナルワを衰亡したアヌラーダプラにかわって都と定め、新たにポロンナルワ王国を建てた。ウィジャヤバーフ1世はまた、ビルマから上座部指導者を招聘して仏教復興が図った。ランカーティラカ堂は約12.5メートルの仏立像を祀るレンガ造りの堂宇で、当初はドームがあったとされる。レンガの上に漆喰を厚く塗り、尊像を彫り出した。

13世紀、ポロンナルワ王国はヒンドゥー系のジャフナ王国の攻撃を受けて滅亡する。その後も、数百年単位で続いた戦乱の結果、遷都が繰り返された。16世紀には、インド洋まで進出してきたポルトガルも抗争に加わったことで、スリランカはいよいよ混迷を極めたが、ポルトガル勢力相手に苦戦を強いられたヴィマラダルマスリヤ1世によってダラダー・マーリガーワ寺院が整備されたのもこの時代であった。

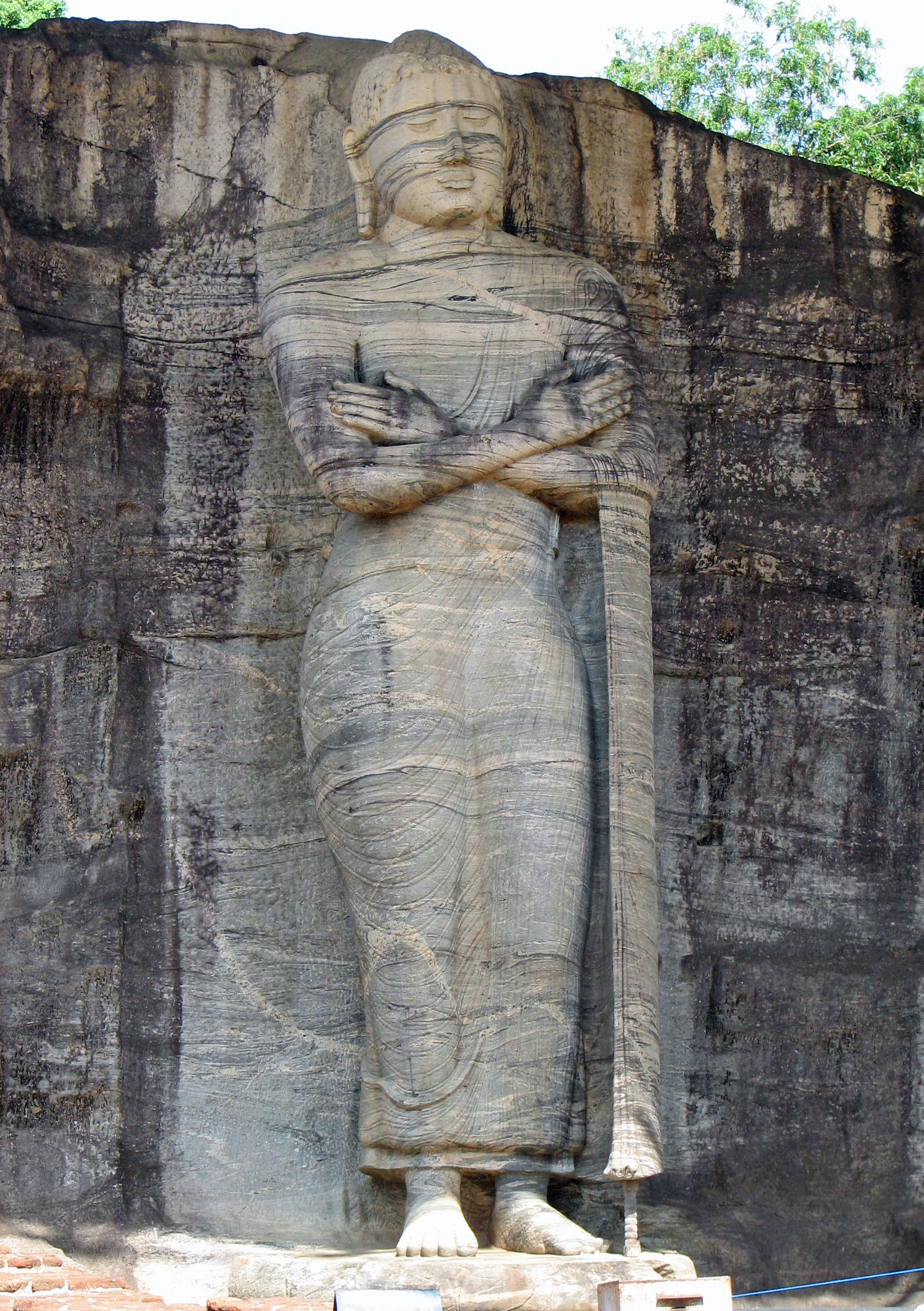
伝アーナンダ像　花崗岩　12世紀　像高7m　ガル・ヴィハーラ　スリランカの仏立像は（上掲のアウカナ仏のように）概して正面性・シンメトリーが強調されているものが多いが、この像は例外的にコントラポストをとっており、ポーズや半眼の相貌などにもほぼ類例が見られない[268]。
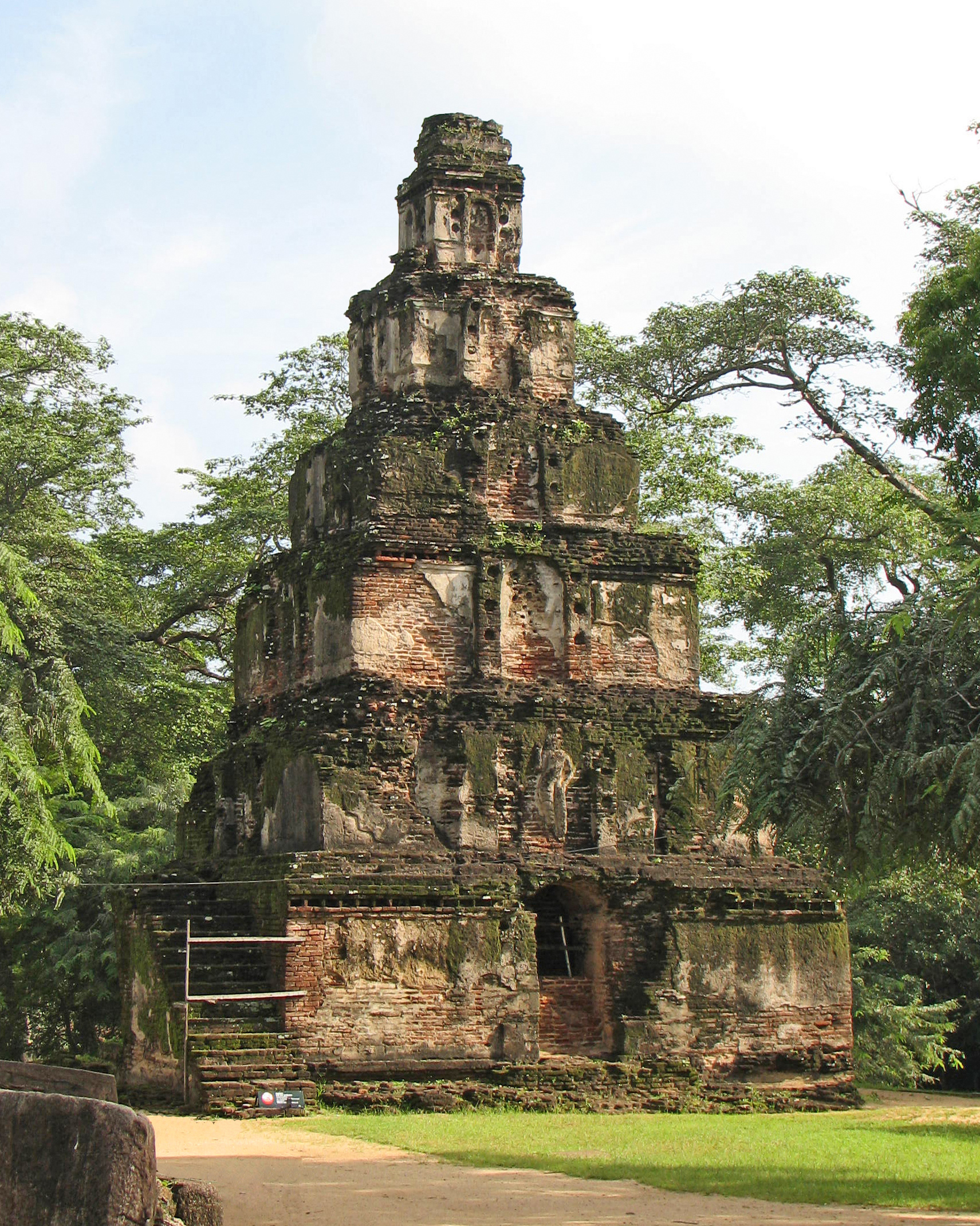
サトゥマハル・プラサダ（英語版）（七重の塔）　12世紀　ポロンナルワ　『マハーワンサ』はパラクラマバフ1世（英語版）が七重の仏塔を建てたと伝えるが、この仏塔だと裏付ける史料は見つかっていない[269]。建築様式がタイ北部のワット・チャーマテーウィーと類似しているため、タイの工人によって建てられたとされる[270]。
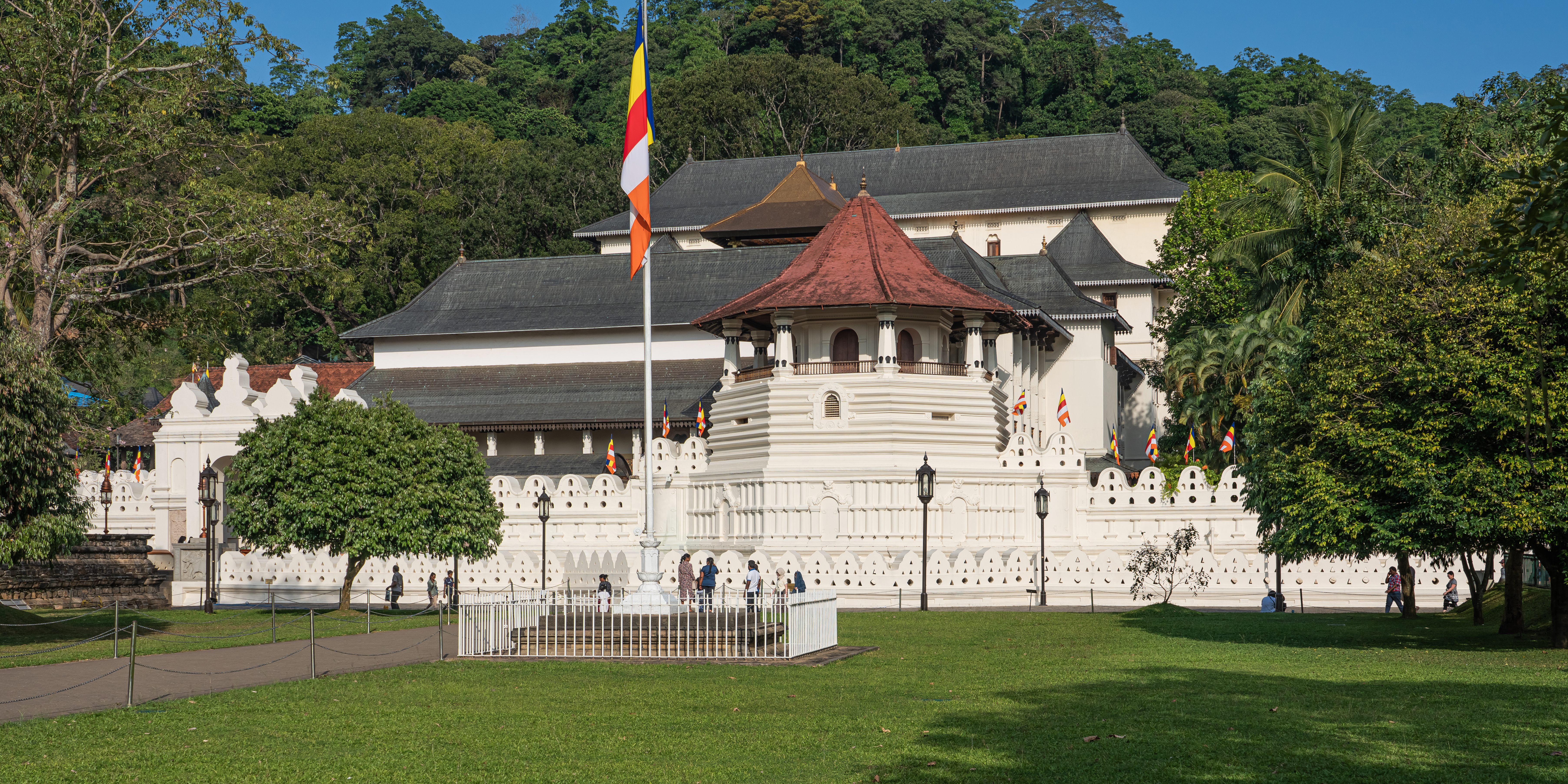
ダラダー・マーリガーワ寺院（佛歯寺）　キャンディ　現在の建物は14世紀創建、16世紀末に隣接するキャンディ王宮とともに整備　キャンディ王国

### ミャンマー

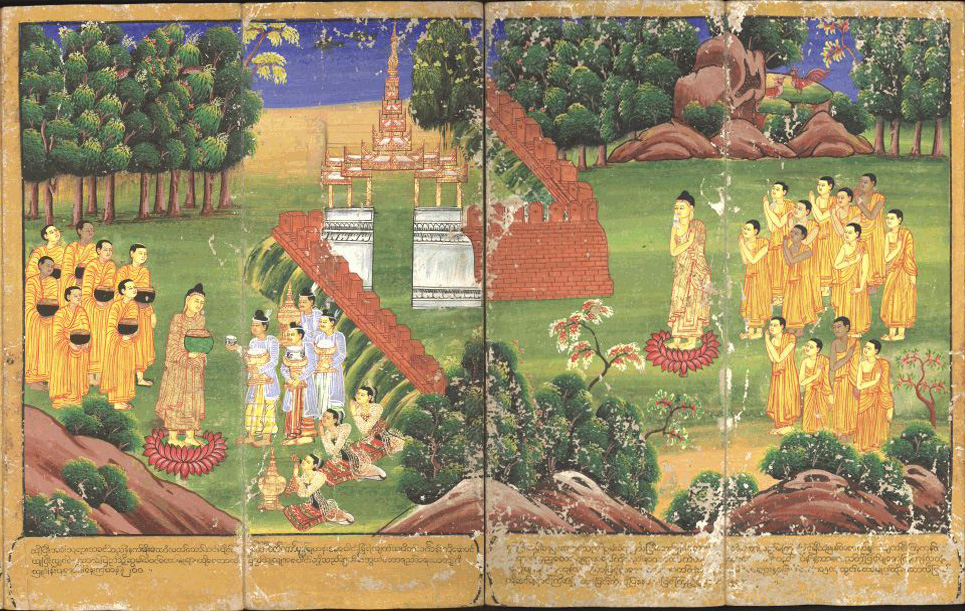
布施を受ける釈迦仏と弟子たち　18世紀　水彩画　パラバイク(parabeik)と呼ばれる、ミャンマーの伝統的な絵本から。

2020年時点でのミャンマー（ビルマ）領域に仏法をもたらしたのは、紀元前3世紀、マウリヤ朝アショーカ王による使者であると、スリランカの史書『ディーパヴァンサ』『マハーヴァンサ』及びミャンマーの仏教史書『サーサナヴァンサ』から読み取れる。
その地は現在のモン族の拠点であったタトンとみなされる。
ピュー族のシュリ・クシェトラ遺跡から、カダンバ文字で刻された『分別論』・『大般涅槃経』の一部が発掘され、5・6世紀には仏教が受容されていたと分かる。
現存する最古の建築物として、7世紀のピューによるボーボージーパゴダがあげられる

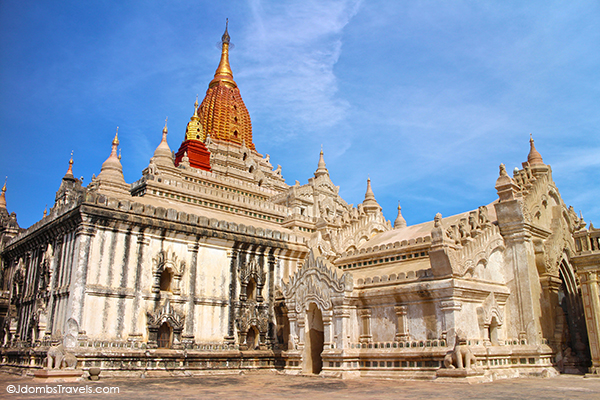
アーナンダ・パト― 1091年/1105年 創建　煉瓦造り　バガン　パガン期建築の白眉であり、パト―の代表例でもある。

11世紀に入ると、上ビルマへと南下したビルマ族がパガン朝を興し、タトゥン王国を滅ぼす。ビルマ族は先んじて征服していたピュー族から仏教を初めとした文化を受容していたと推察され、また征服したモン族の文化も受け入れることで、建国初期に建立されたバガンのシュエズィーゴン・パゴダに見られるような、諸民族の建築様式を融合させたスタイルが確立されることとなった。パガン王朝は「建寺王朝」の異称を持つほどに仏教寺院の建立に対して熱心であった。また、実際の寺院の建築に携わったのはパガン朝に征服された側であったモン族の職人たちであった。都がおかれたバガンでは、13世紀に至るまで盛んに寺院の建設が繰り広げられ、そのうちのおよそ2000宇ほどが現在でも残っている。寺塔建築 は主に高塔形式のものが築かれたが、それらも仏塔形式と寺堂形式にふたつに大別される。仏塔形式はビルマ語でゼ―ディ（zedi、ゼディとも）、内部空間を置かず、パガン朝初期にはスリランカ風の円錐形相輪を、後期には細長いティ（傘蓋などの飾り）が頂上に取り付けられた。一方の、ビルマ語でパトー（phato）と呼ばれる寺堂形式は12世紀から登場し、建物内部に仏を祀る祠堂を備える。これらの寺塔はいずれの場合でももっぱら煉瓦を用いて作られたが、仏教建築全体で見れば木造の多層塔や僧院も少なくなかった。仏像美術においてはインドのビハール・パーラ朝の影響が薄い法衣や衣文線の表現にみられる。その一方で、密教系尊像はほとんど作られず、上座部仏教の釈迦仏、過去四仏、またこの時代の仏像の制作方法は多岐にわたり、金、青銅、木材、石、レンガと漆喰など様々な素材が用いられた。仏教絵画においては、インドよりもむしろチベット絵画の流れを汲むものが多く見られるが、主題の多くは仏伝図や本生譚であり、こちらも大乗仏教・密教由来のものは限られている。また、当時制作された壁画の現存例が少ないことで、パガン朝期の仏教絵画の体系的な把握を難しくしている。1287年、モンゴルのビルマ侵攻によってバガンは元軍の略奪を受けたが、その後もパゴダと仏像の補修・新造は続けられた。

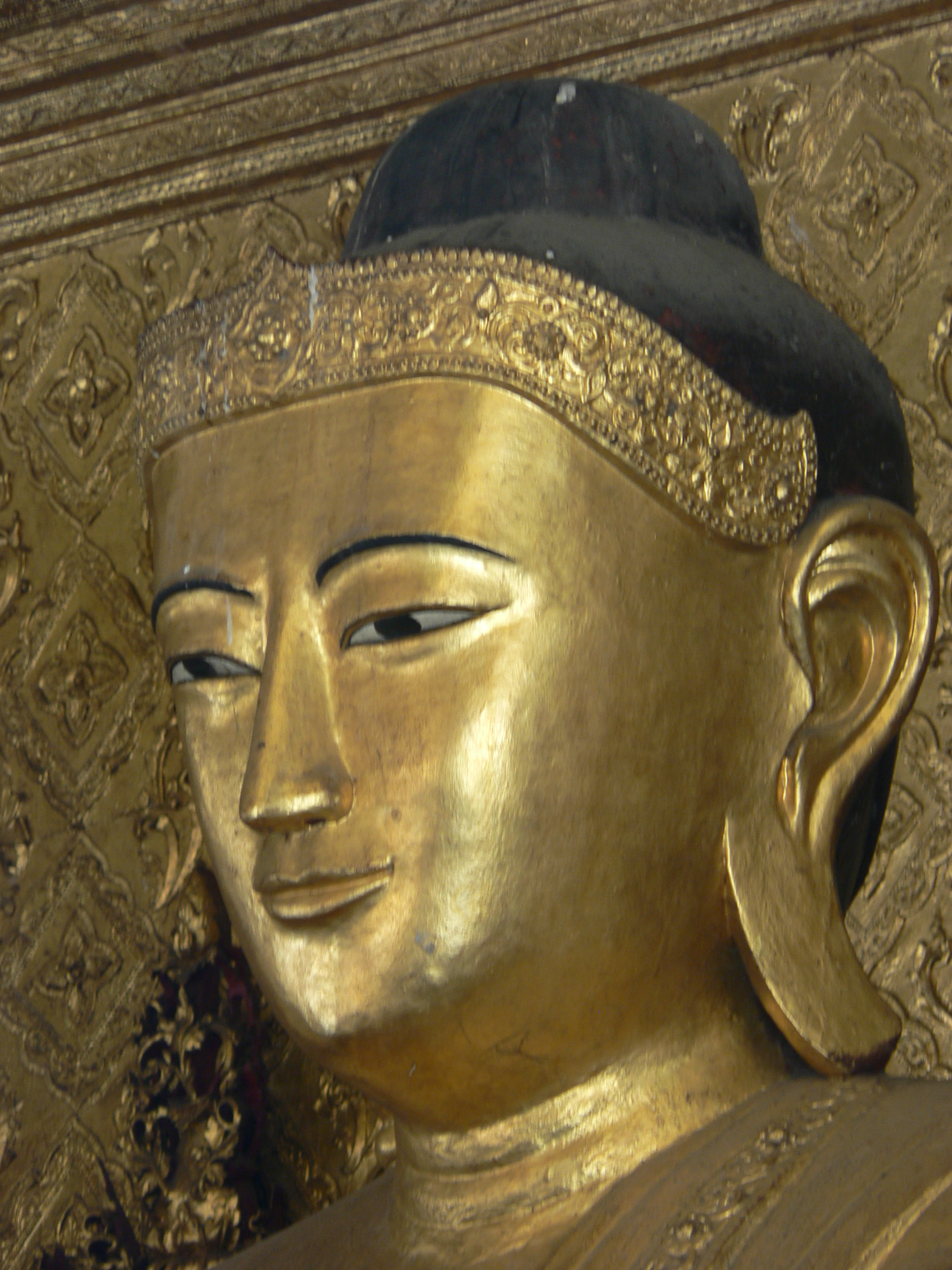
ヤンゴン、シュエダゴン・パゴダ内部に安置されたマンダレー仏

14世紀から16世紀まで栄えたアヴァ王国のもとで、アヴァ（インワ）様式の仏像が成った。大きな立ち耳と耳朶、長く上向きに弧を引いた眉、禅定を表す半目、口角の上がった唇と天を指すような単髻をもち、通常は触地印で表現されることが特徴である。
18世紀まで続いたコンバウン朝では、今日まで制作が行われているマンダレー様式ができた。様式はインワ様式をもって範としたものではあるものの、よりいっそう自然な表現が追求されている。マンダレー様式はインワ様式より自然で肉づきのよい相貌をもち、吊り目でより厚い唇、そして丸みがかった単髻で表される。また、触地印以外の坐像や立像、臥像も作られた。マンダレー仏の法衣は、流麗な表現で表されることも特徴。

また、ミャンマー東部の丘陵地帯に住むシャン族はシャン様式を生み出した。シャン仏は細面で痩身、大きく角張った鼻、タイの仏像に似た肉髻と螺髪、そして小さく薄い口を持つ。

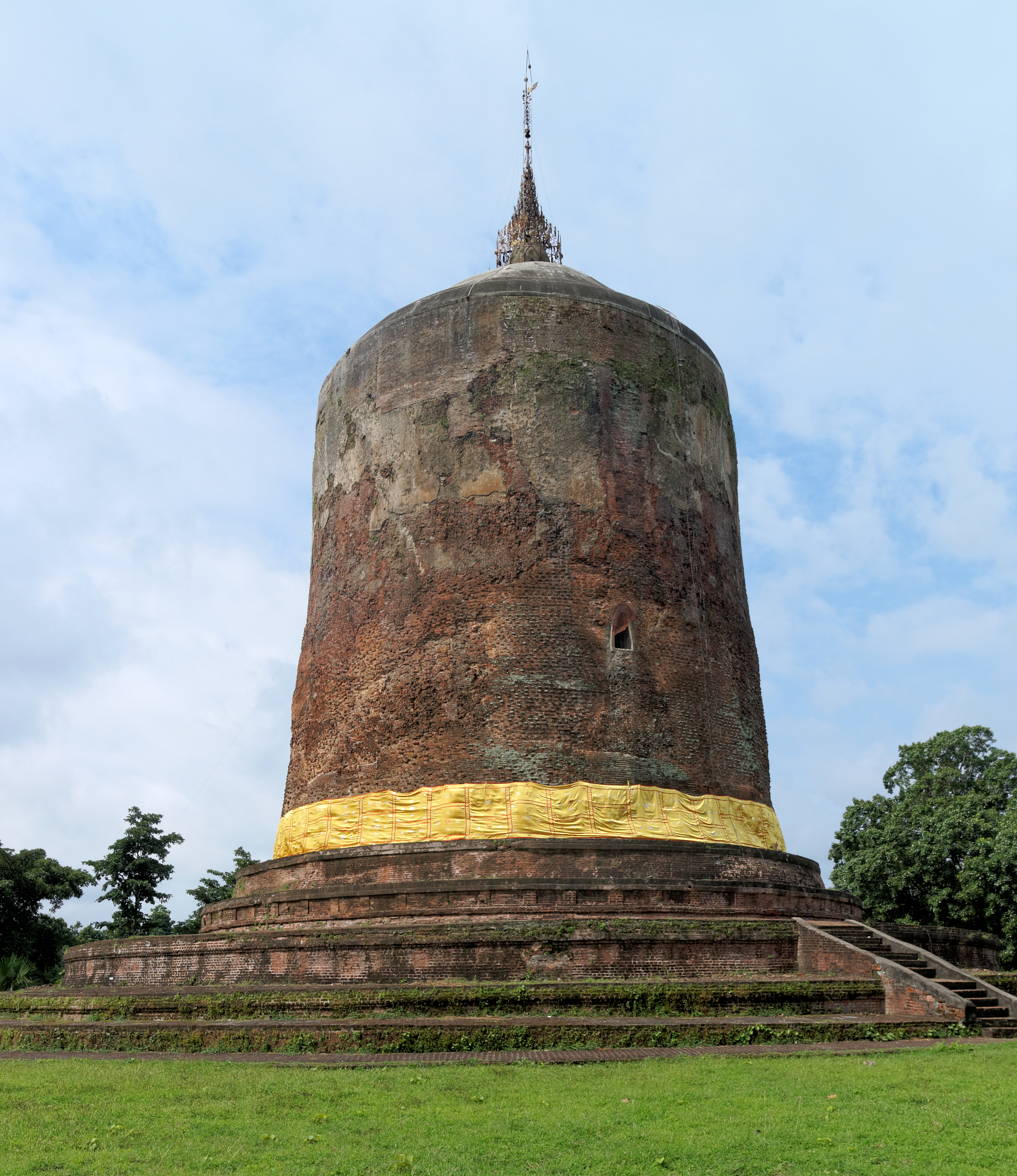
ボーボージーパゴダ　タイェーキッタヤー（シュリ・クシェトラ王国（英語版））　5世紀　ピュー族によって建てられた。
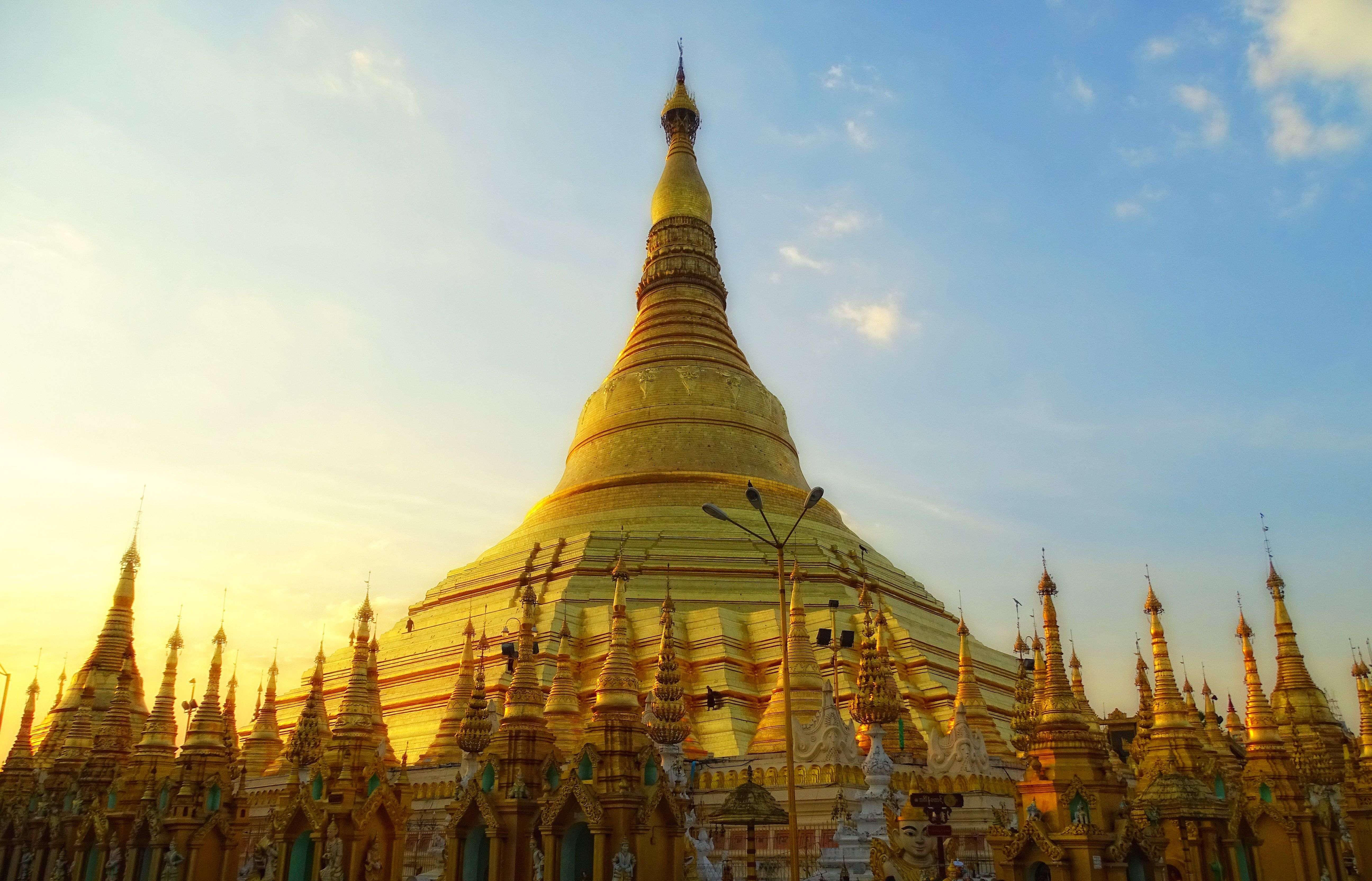
シュエダゴン・パゴダ　15世紀頃創建、1775年にシンビューシン王（英語版）による大規模な改修　ヤンゴン　代表的なゼディ。塔の外周を歩く僧侶から、塔そのものの巨大さが窺える。
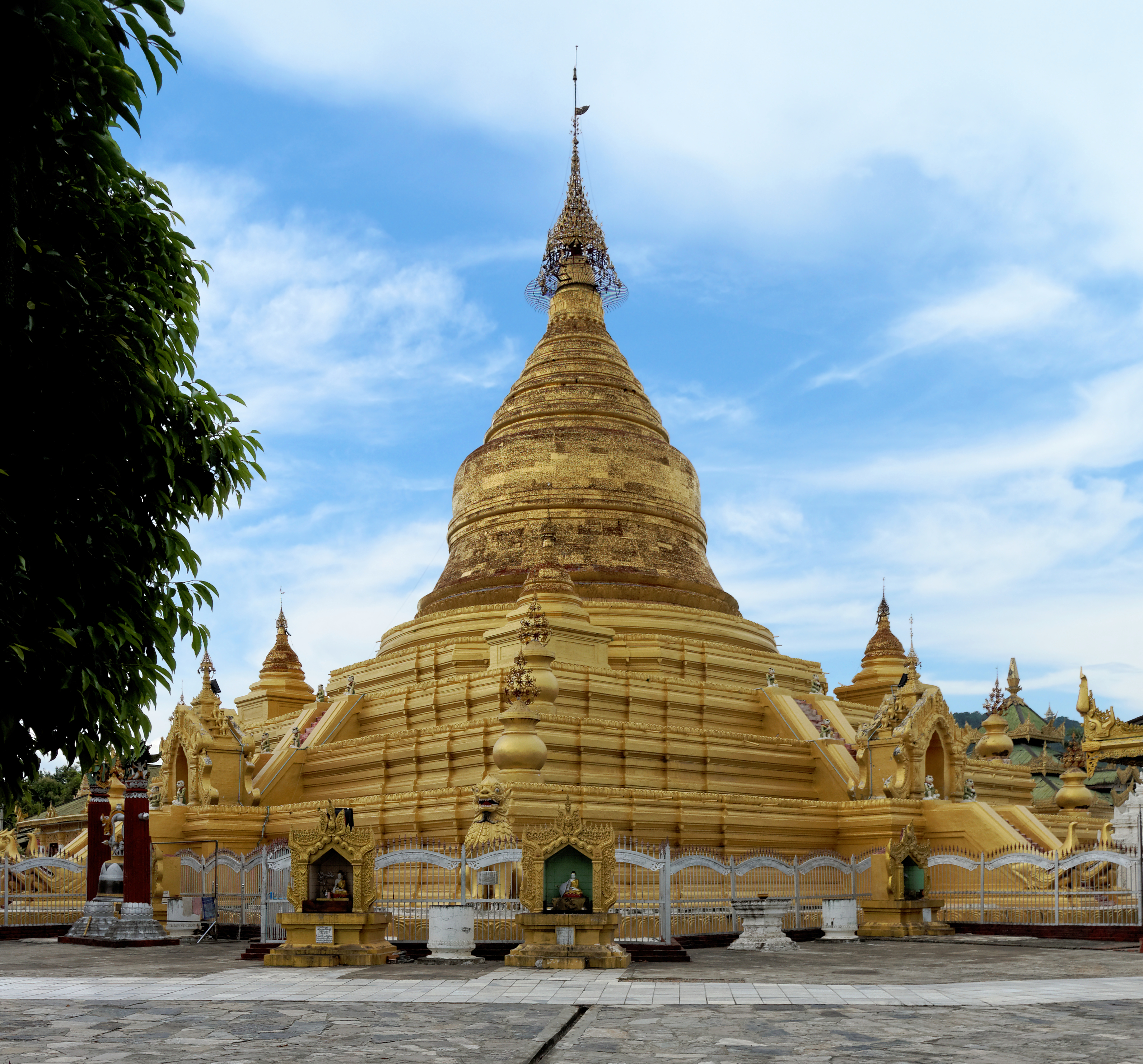
サンダムニ・パゴタ（英語版）　1874年創建　コンバウン朝末期
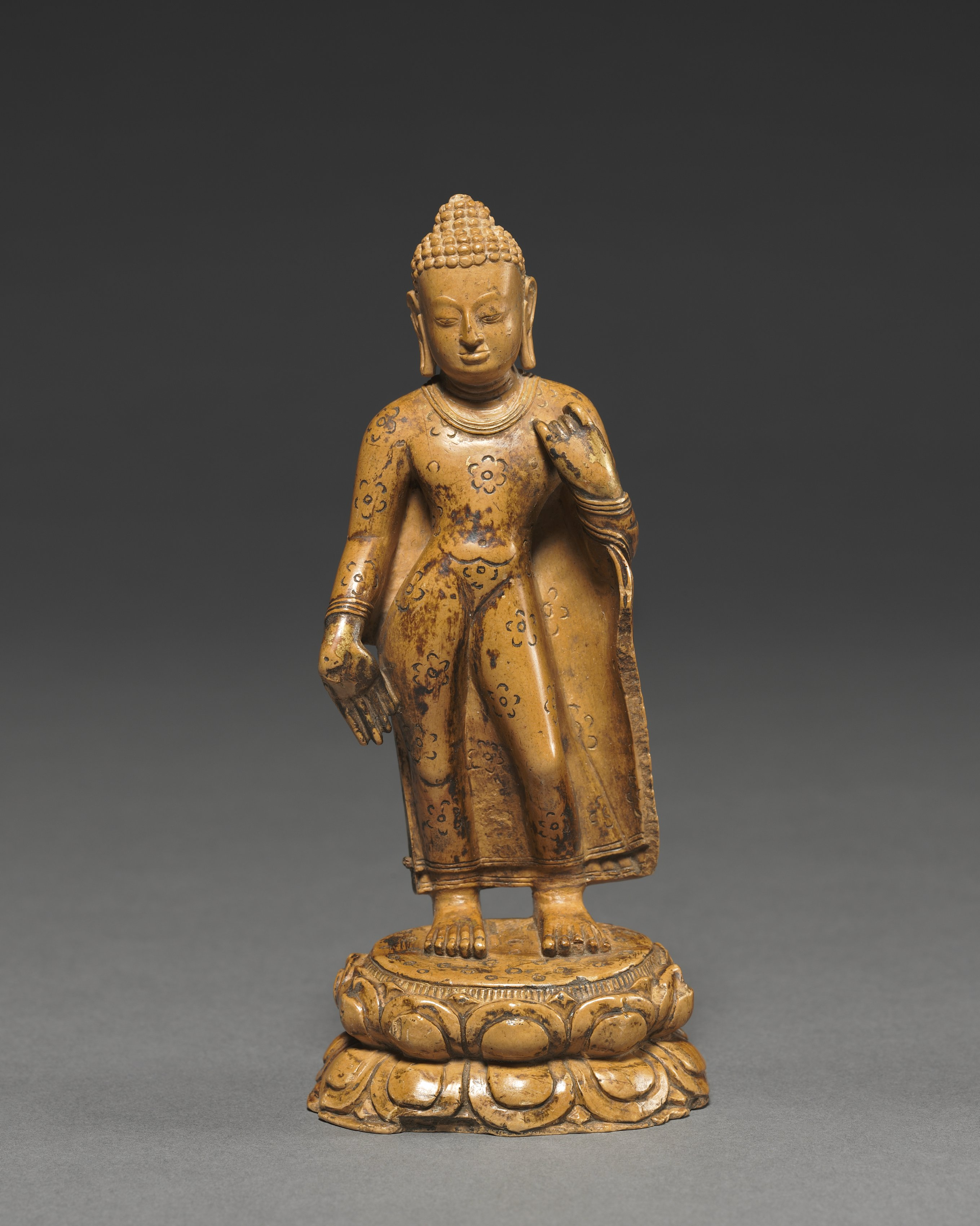
仏陀立像　9世紀　クリーブランド美術館蔵
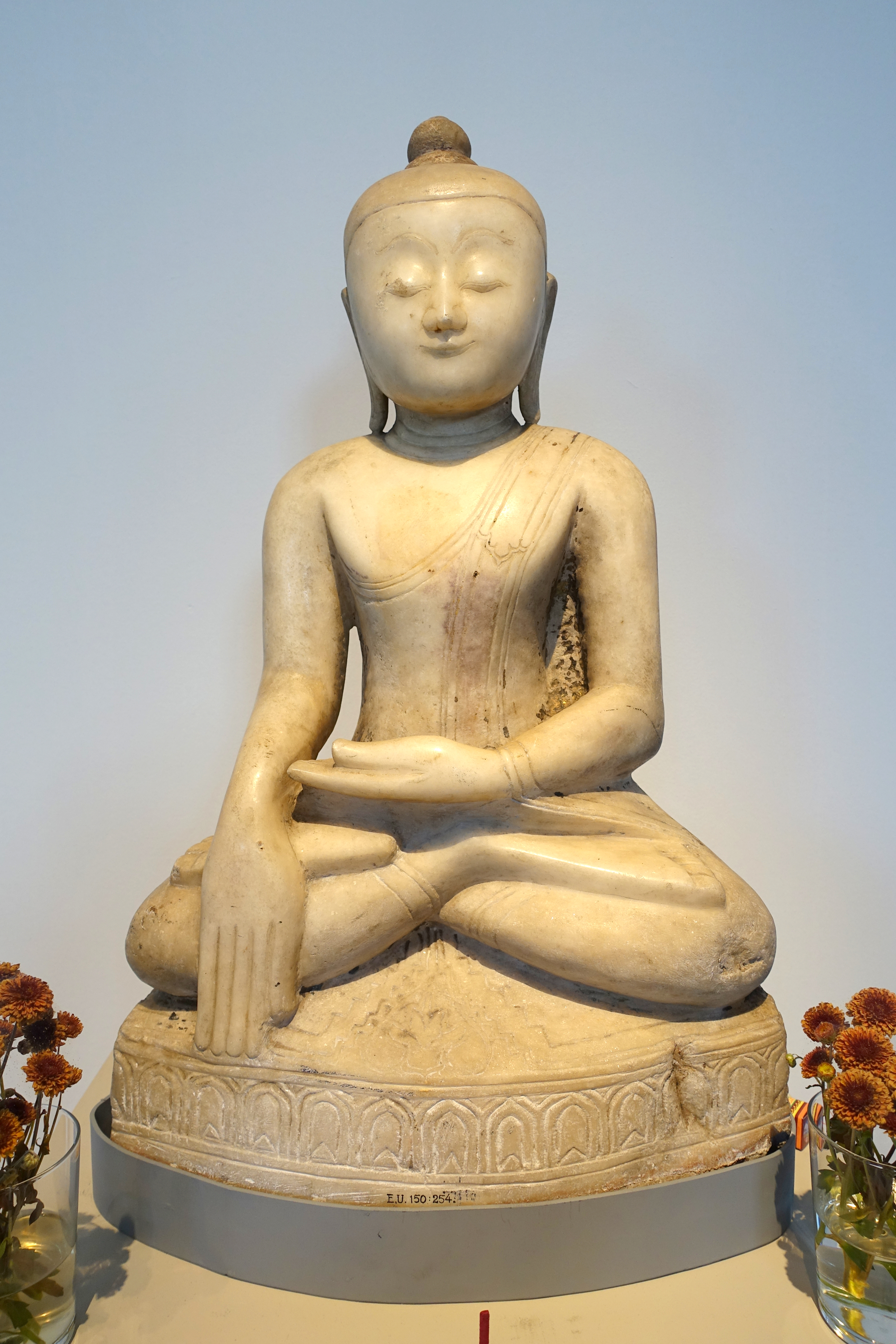
降魔釈迦像　アヴァ王国　17世紀　ストックホルム、東洋博物館（英語版）蔵
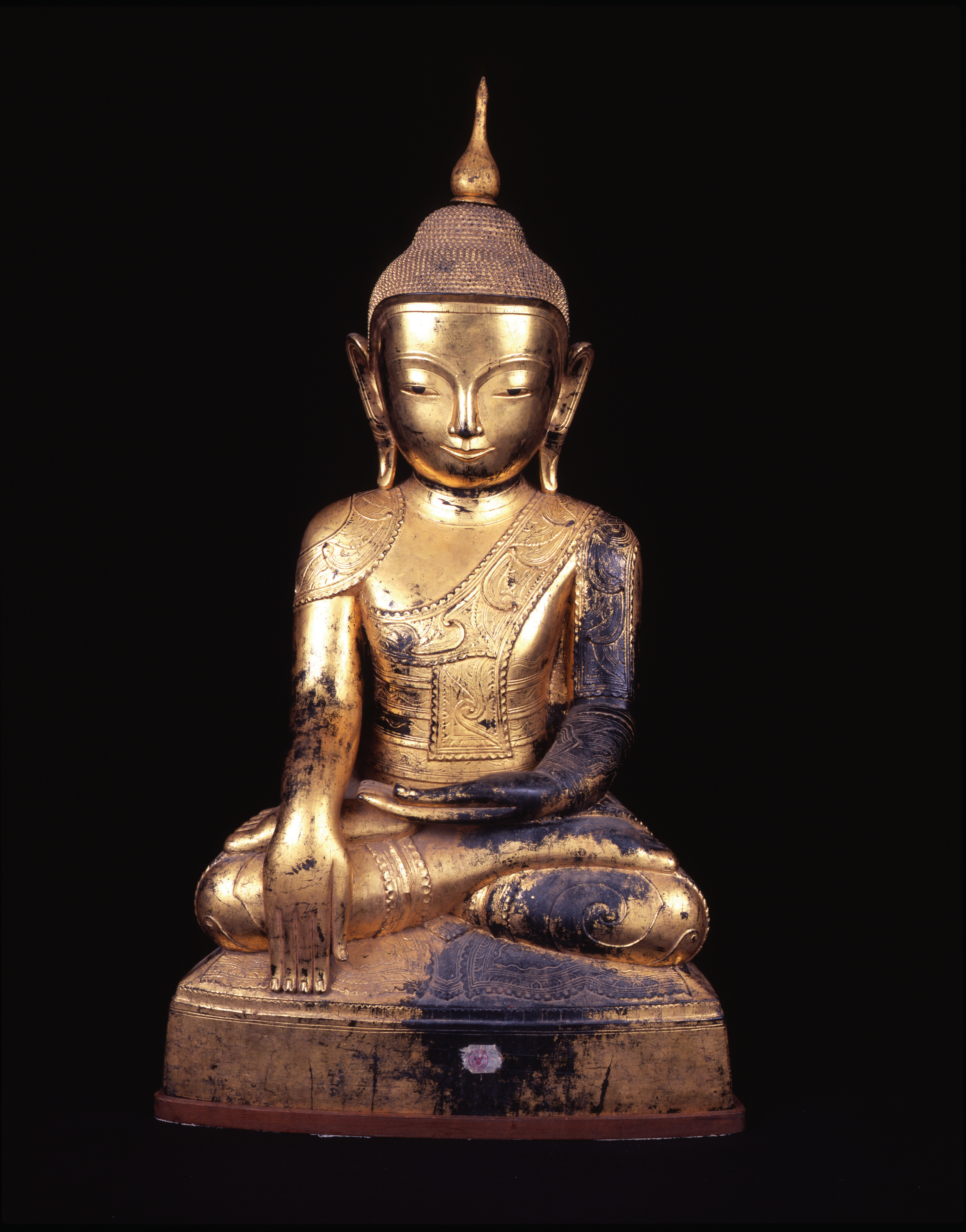
降魔釈迦像　サガイン伝来　17世紀　ファウラー美術館蔵

### カンボジア

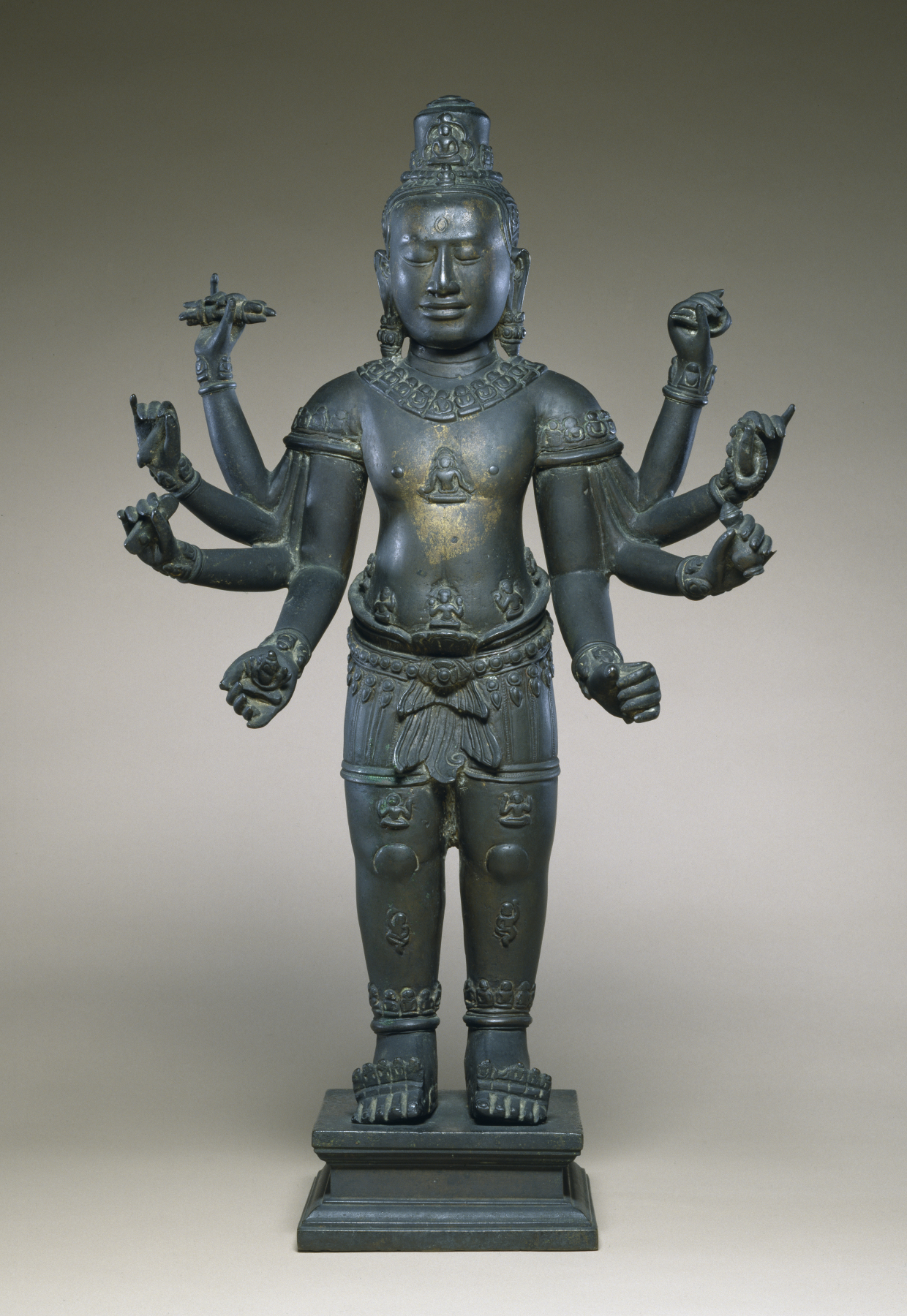
那羅延天像（レプリカ）　ウォルターズ美術館蔵　元となった仏像は、1191年にジャヤヴァルマン7世の命令によって父、ダーラニンドラヴァルマン2世を称えるために23体制作され、国中に送られた像の内の１つ。

現代のカンボジアの領土は、クメール人が建てた古代王国、扶南国の中心的な領土でもある。扶南国は、1世紀末から7世紀にかけて勢力圏を東南アジア全体に拡大させ、西は現在のビルマから南はマレーシアに至るまでを支配した。カンボジアは、政治的には影響力を及ぼす立場であったものの、文化的にはインドからの強い影響を受けた。特に、オケオ遺跡の出土品のなかにクシャーナ朝ガンダーラで作られた青銅製の仏頭 や北魏風の青銅製仏立像が見られるように、5世紀以降には仏教とヒンドゥー教を受容していた。また、6世紀から7世紀に制作されたと考えられるワット・ロムロク(Wat Romlok)出土の仏像はグプタ朝や南インドの影響が著しく、装束においては根本説一切有部の戒律が根付いていたことが窺える。扶南国最後の王、ルドラヴァルマンの頃には仏教はいよいよ盛んになった。考古学的な研究によれば、この時代、アンコール・ボレイとプノン・ダで木製や青銅製、石造の仏像が作られたことが判明している。
ユーラシアの東西貿易が崩壊し、交易で成り立っていた扶南国が衰えると、6世紀に興った真臘国がこれに代わってクメールの支配者となる。ヒンドゥー教を重んじた真臘は、仏教に対して弾圧が行っていたわけではないようだが、義浄による『南海寄帰内法伝』によれば、7世紀の末には仏教が一時衰えていたようで、それゆえか仏教美術の作例は少ない。しかしながら、6世紀から7世紀は大乗仏教がインドから流入した時代でもあった。この時代に真臘によって遺された碑文では、菩薩や天部の像が建てられた旨について触れている。さらに、彫刻美術そのものは真臘が分裂状態にあった時代でも健在であった。後の仏教美術の礎となる、プレ・アンコール様式と呼ばれる様式が、同時代にカンボジアへと侵入したインドネシアのシュリーヴィジャヤ王国の芸術をも取り込みながら成立した。
その後、9世紀初頭から13世紀にかけて、大乗仏教とヒンドゥー教を奉じたクメール帝国がインドシナ半島のほぼ全域を支配し、同地の仏教美術の発展に大きな影響を遺した。クメールの下で、現在のカンボジアとその隣国タイ、ラオスに、900以上の寺院が建てられた。クメール王室の仏教美術に対する支援は、同王朝初の仏教徒の国王として即位した12世紀の国王、ジャヤーヴァルマン7世によって最盛期を迎えた。12世紀後半、ジャヤーヴァルマン7世が、東のチャンパ王国によるアンコール陥落によって生じた宗教的・精神的危機感と、かれらにに対する勝利を動機として、アンコール・トムのドヴァラ（門）や、プラサート・タワー・バイヨンにロケシュヴァラ（聖観音）の「クメールの微笑み」と呼ばれる微笑みをあしらった、アンコール・トムの城壁都市が建設された。 アンコール遺跡は当時、これらの開発の中心として機能し、仏教寺院群と約100万人の都市民の生活を支える都市機構を有していた。 カンボジアの仏教彫刻の多くはアンコールに遺されている。しかし、15世紀のアユタヤ朝による侵略を鏑矢とするカンボジアの暗黒時代と、20世紀のカンボジア内戦中と戦後に行われた組織的な略奪、そして天災によって、カンボジア国内の多くの遺跡・遺構に爪痕が残った。
19世紀中頃までは、カンボジア全域がタイ王国の影響下に組み込まれていたことで、宮廷文化と仏教文化の双方においてタイ化が進行していた。20世紀初頭、ノロドム王の治世末期に建設されたプノンペンの王宮寺院、ヴォアット・プレアハ・カエウ・モロコットは、その名称から、バンコクの王宮であるワット・プラケーオに倣ったものであった。
カンボジア内戦をはじめとする近年の戦火はまた、カンボジア国内における歴史的なワットの壁画美術の大半をも破壊した。しかしながら、幸い、1960年代に美術史家のガイ・ナフィリヤンとジャクリーン・ナフィリヤンによってこれら19世紀の壁画美術の記録が遺されていた。現在においても歴史的壁画を有する寺院としては、プノンペンのシルバーパゴダ、シェムリアップのワット・ボー、コンポンチャム州のワット・カンポン・トラック・ルーがある。1990年代から壁画の制作が再び行われるようになったが、一般的に、戦災を逃れた壁画の方がより洗練され、細部まで描かれている。

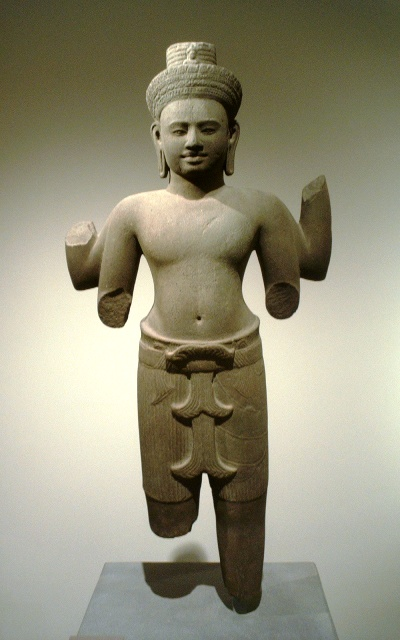
観世音菩薩、あるいは聖観音像　12世紀　パリ、ギメ美術館蔵

クメール美術は、柔和で薄い顔立ちと細い線をもちながら、神々しいまでの表情で強烈な精神性を表現していることに特徴づけられている。

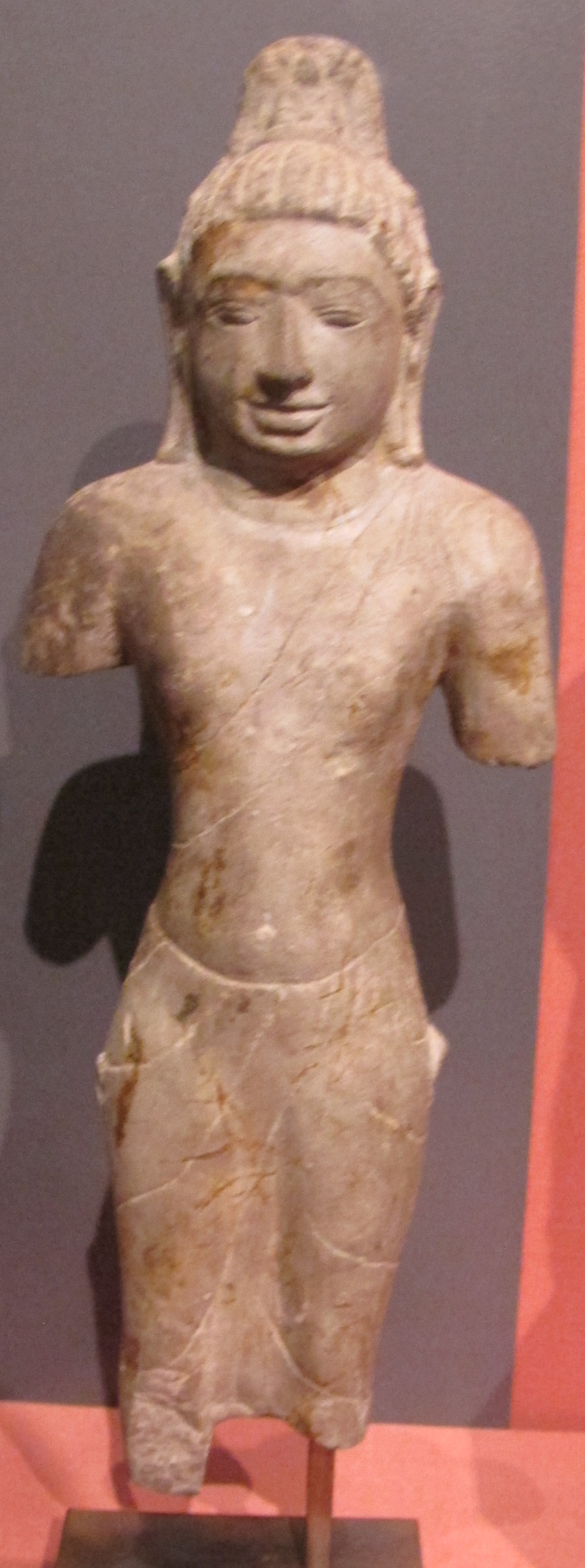
聖観音像　アンコール・ボレイ出土　7世紀頃から8世紀頃 ヴィクトリア&アルバート博物館蔵
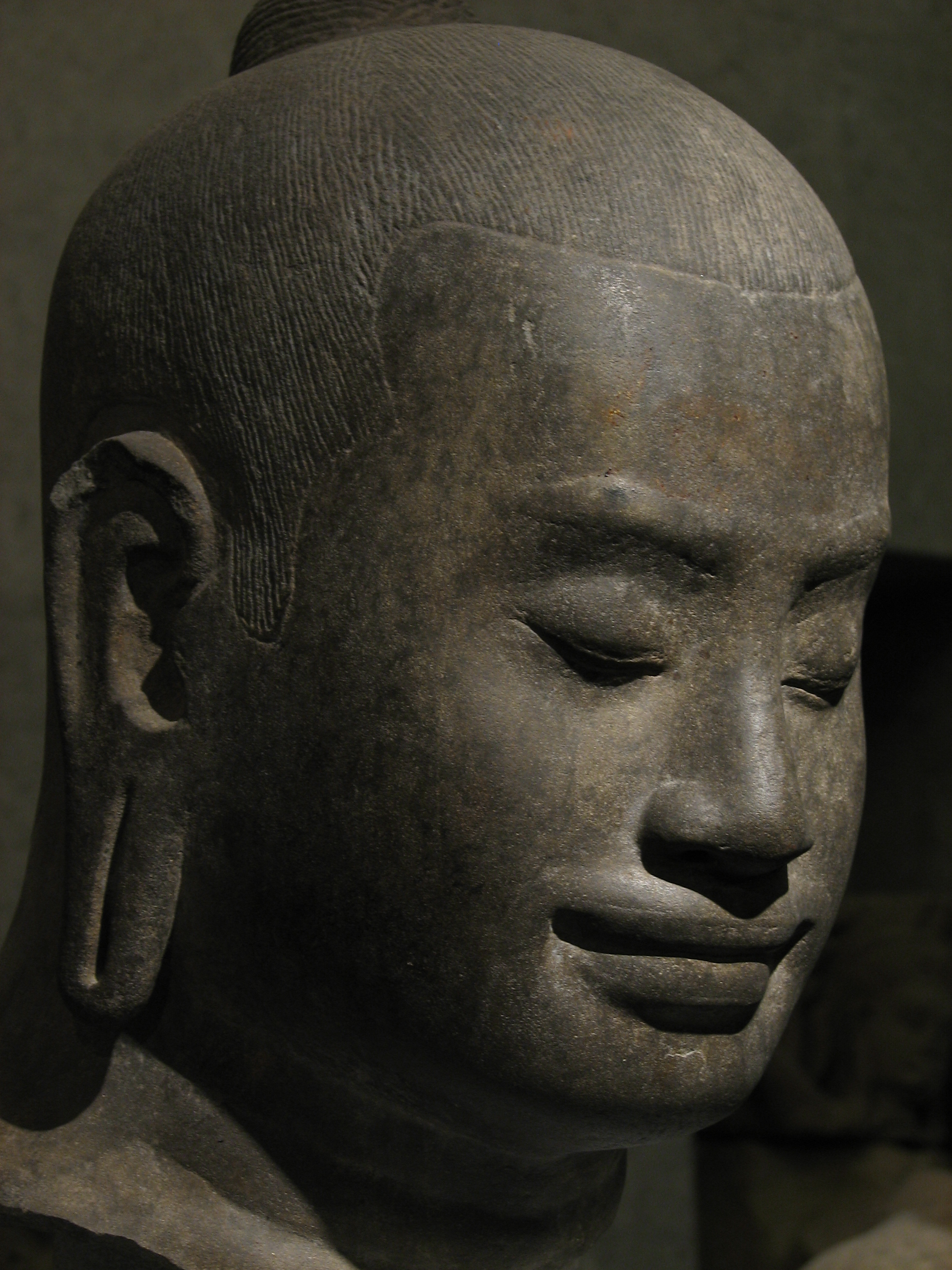
ジャヤーヴァルマン7世頭部像　バイヨン期様式　12世紀　アンコール遺跡群、タ・プローム出土？　ギメ東洋美術館蔵　アンコール時代には、国王自身が信奉する宗教の最高神（仏教においては仏教尊格）の化身であり、死後は帰一するというデーヴァ・ラージャ（神王信仰）が行われた[304]。
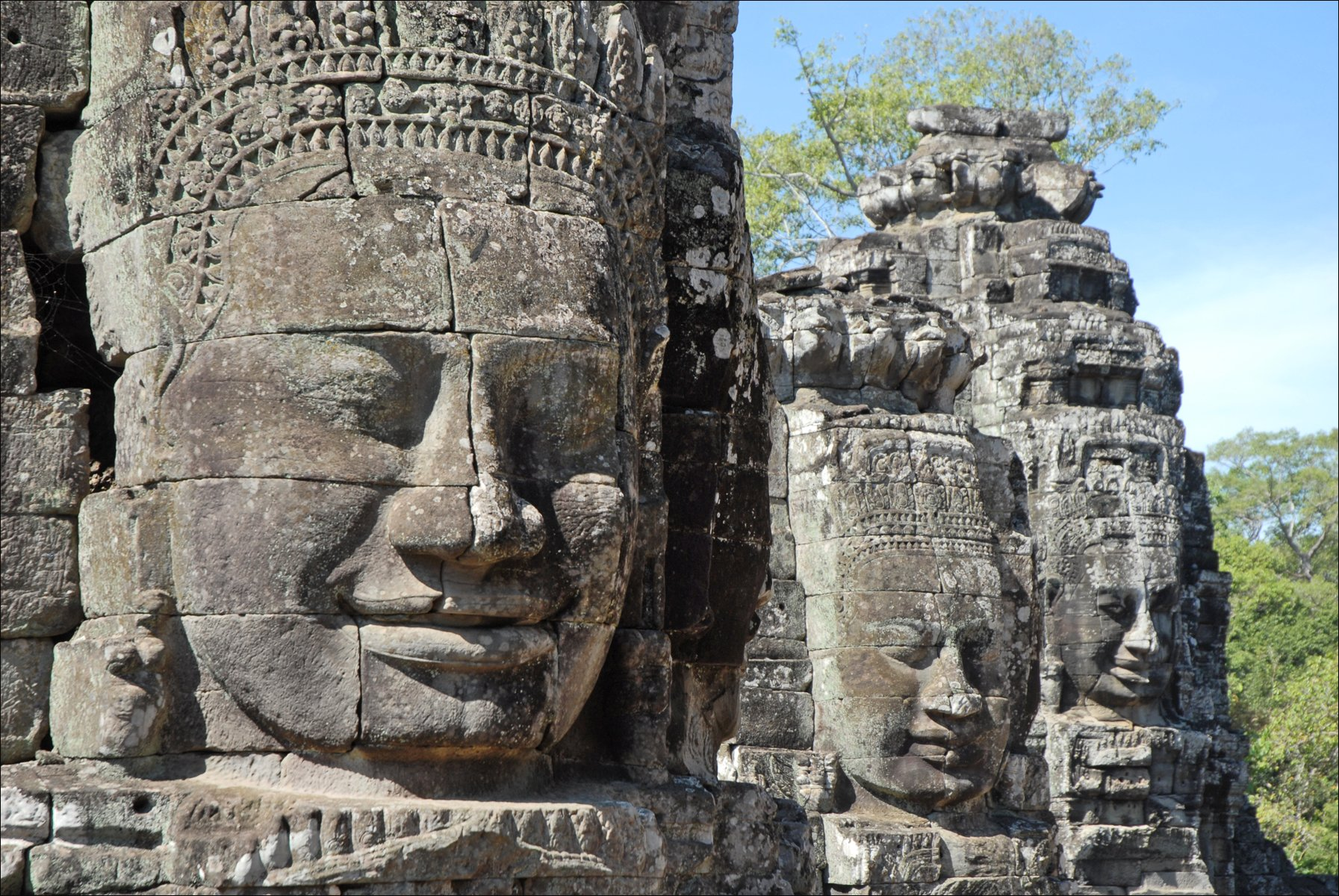
バイヨン寺院の四面塔、アンコール・トム付近　13世紀初期完成[297]　現在173存在する尊顔は、多数の職人たちによる分業で造営が進められた[305]。従来は、建立後にヒンドゥー教寺院として作り変えられたと考えられていたが、今世紀の研究では、「超宗教」的な護国的複合寺院として計画されたとするものもある[306]。
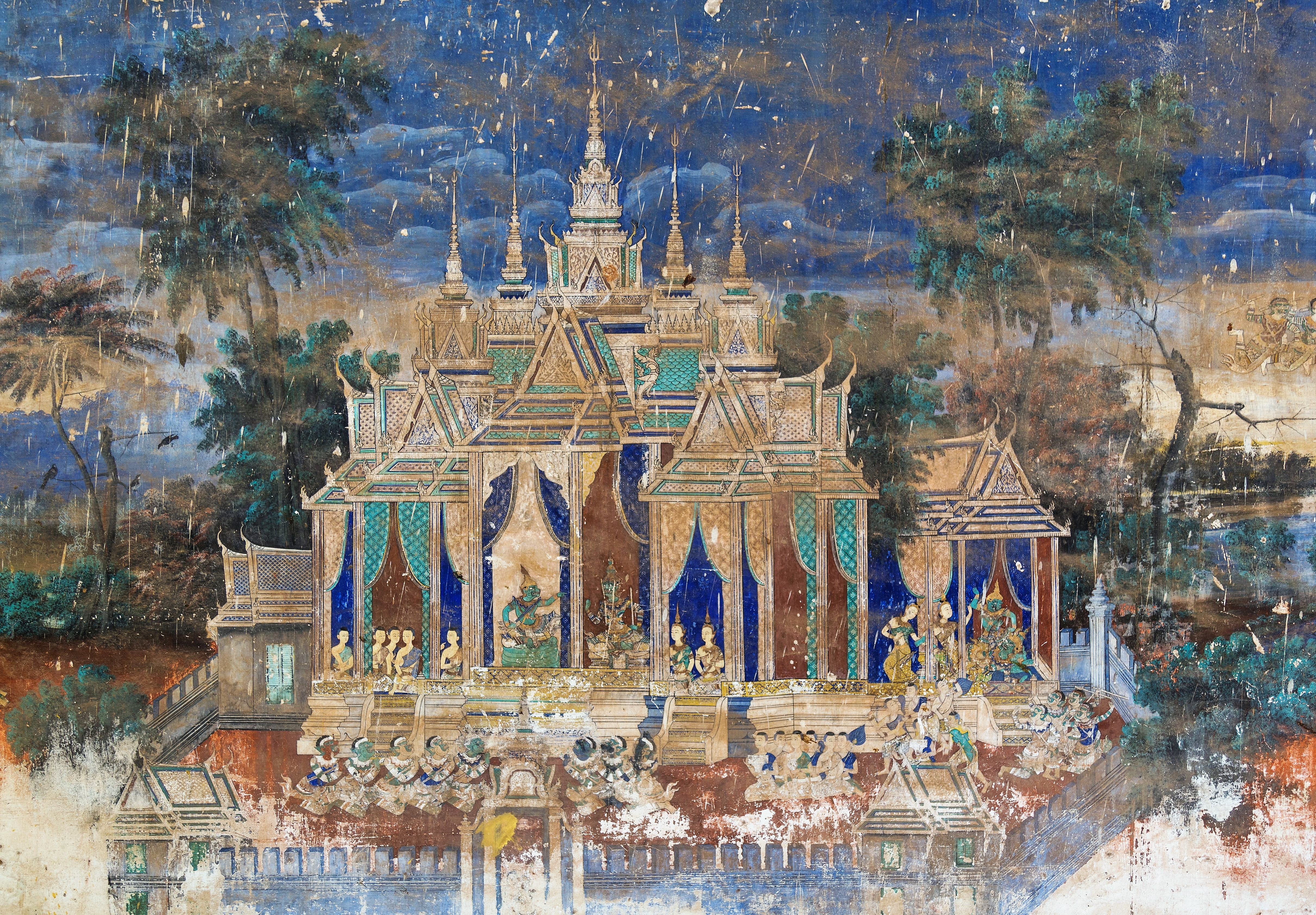
シルバーパゴダ内、リームケー（英語版）（本生譚）を描いた壁画　1900年代初頭[307]　カンボジア王国（フランス領インドシナ）

### タイ
13世紀以降のタイ民族系王国期と、それ以前の「プレ・タイ期」に分けて述べる。

#### プレ・タイ人系期
現在のタイにあたる地域に仏教がもたらされたのはおよそ5世紀である。インド及びスリランカで制作された仏像が発掘されている。
6世紀後半以降、モン人による、チャオプラヤー川中・下流域のドヴァーラヴァティー王国では、グプタ朝及びそれ以降のインド美術、それにスリランカ・アヌラーダプラ期の影響を受けた釈迦像が作られた。仏教関連の碑文は殆どがパーリ語であり、上座部仏教が信奉されていたと分かるが、義浄の『南海寄帰内法伝』には、「南海は全体として小乗であるが、ほかの地域は大乗と小乗が混在している。菩薩を礼拝し、大乗経を読むのであれば大乗であり、それをしないのであれば小乗と呼ぶだけのことである。」と、明確な線引きが出来ない状況を記す。
11世紀頃、ヒンドゥー教を奉じるアンコール王朝の伸張によって、チャオプラヤー川流域は、クメール人の、またマレー半島はシュリーヴィジャヤの支配下におかれた。この時期の仏像様式として、ナーガ上の仏坐像があげられる。龍王と同一視されるナーガ7頭が光背に放射状に並び、結跏趺坐の下にもとぐろを巻いたナーガがブッダを支えている。ブッダが瞑想する間、ナーガが頭上を覆って風雨から護ったという仏伝に基づく。ナーガ上の仏坐像は南インドから東南アジアまで広範囲にみられるが、クメール美術の影響が及んだ地域では特に人気のテーマであった。

#### タイ人系王朝
13世紀は、「タイ族の沸騰の時代」であった。チャオプラヤー川流域に進出したタイ人によって、初の民族国家スコータイ朝が打ち立てられたほか、タイ人固有の文字やタイ仏教文化の基礎が形作られた。スコータイ朝の立国当初は上座部・大乗仏教・ヒンドゥー教が併存していたが、3代王ラームカムヘーンが上座部僧に帰依することによって、同派の国内での優占を決定づけ、上座部仏教がタイに浸透することなった。スコータイの仏教美術は、クメールやハリプンチャイ、パガン、そしてスリランカから影響を受けて発達した。
この時代に生まれた仏像の型として、釈迦遊行像があげられる。左ひじを上げ、掌を見せる施無畏印を示し、左足に重心を乗せ、右足を前に踏み出そうとする姿をとる。この様式は、亡くなった摩耶夫人へ説法するため、釈迦が梵天・帝釈天とともに忉利天からサンカーシャ（巴：サンカッサとも）へと降りてくる仏伝を表したとされる。建築においては、ワット・マハータートがあげられる。中心にストゥーパ、その前に仏堂を置き、スリランカの影響がうかがえる。
同時期のタイ北部では、スコータイ王朝やアユタヤ王朝に加え、ラーンナー王国が興った。ラーンナー美術は、初期にはハリプンチャイ美術の、後にはパーラ朝美術の流れを汲むパガン美術の影響を受けていた。この王国は19世紀末まで存続し、チェンセーンのワット・チェディ・ルアントット・パサック、チェンライのワット・プラケーオ、チェンマイにワット・チェディ・ルアンといった優れた仏教遺跡を遺したほか、チェンセン様式と呼ばれる美術を確立させた。
14世紀半ばに興ったアユタヤ朝は、15世紀半ばにはアンコール朝とスコータイ朝を退ける。スコータイ同様、上座部を最重要視したが、アンコール朝下でのバラモン司祭を重用した。仏像においては、スコータイ様式とクメール様式を踏襲した。17世紀初頭から18世紀中頃は既存の仏像の修復が主となり、この時期に制作された仏像は稀である。また、このような事情から、アユタヤ様式の造形美術は途絶してしまう。

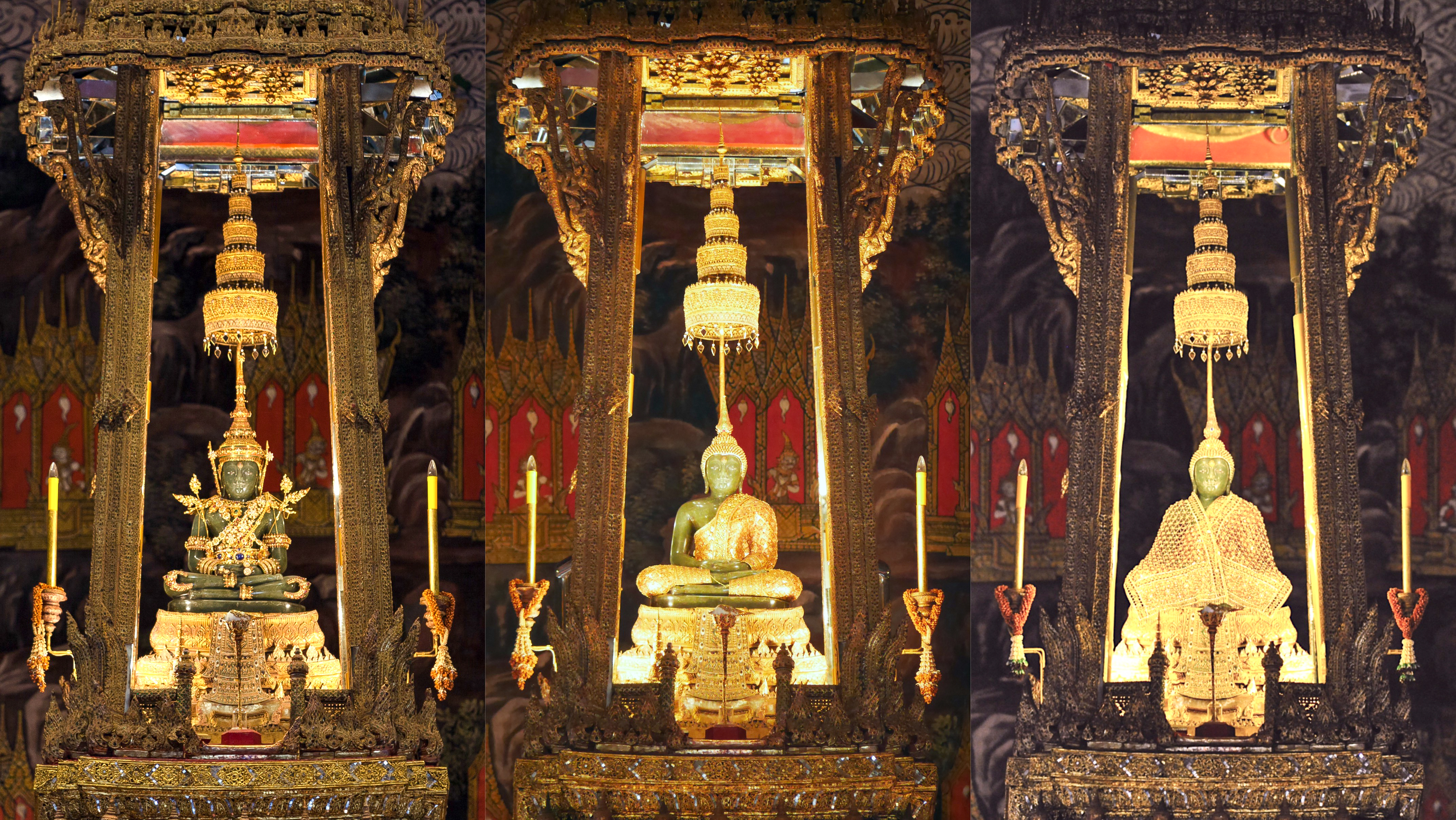
エメラルド仏（プラ・ケオ）　15世紀　ラーンナー伝来？　バンコク、ワット・プラケーオこの仏像は季節ごとに異なった装飾が施される。左から夏季、安居、冬季の装い。

1782年、バンコクが新たな首都として拓かれた。2021年時点での王朝でもあるラタナコーシン朝である。18世紀末に即位した初代国王ラーマ1世はアユタヤーの都の再興を目指し、ワット・プラケーオや涅槃仏ワットポー等、造寺造仏に励んだ。後を継いだラーマ2世は、詩人・彫刻家でもあり、仏教美術の御作が現代にも伝わっている。

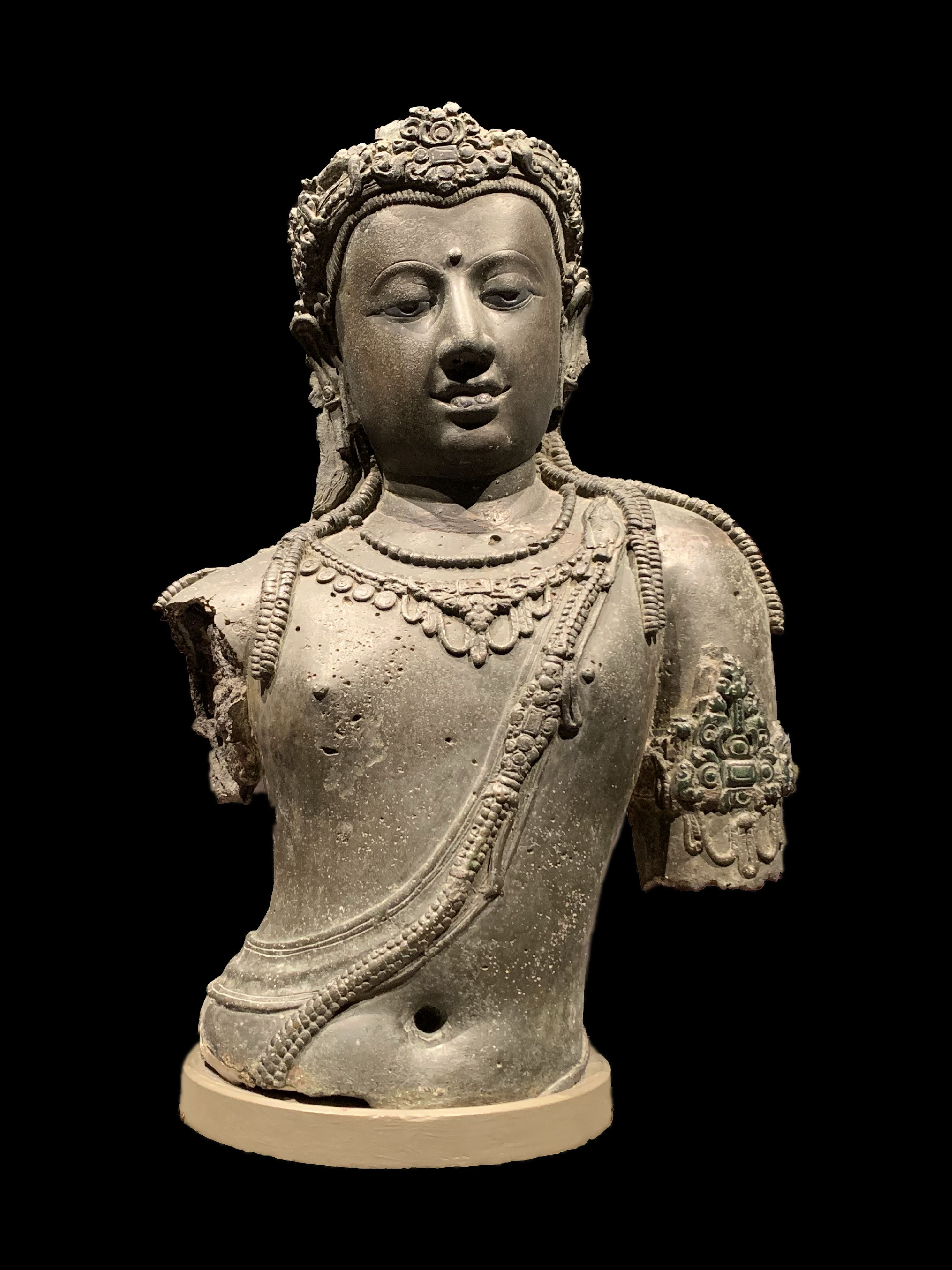
観音菩薩（パドマパーニ）像　9世紀　シュリーヴィジャヤ王国（中部ジャワ）美術　銅像銀象嵌　高63.0cm　タイ族南下以前に創建された大乗仏教の寺院、ワット・プラボーロマタートチャイヤー伝来。タイ、チャイヤ出土
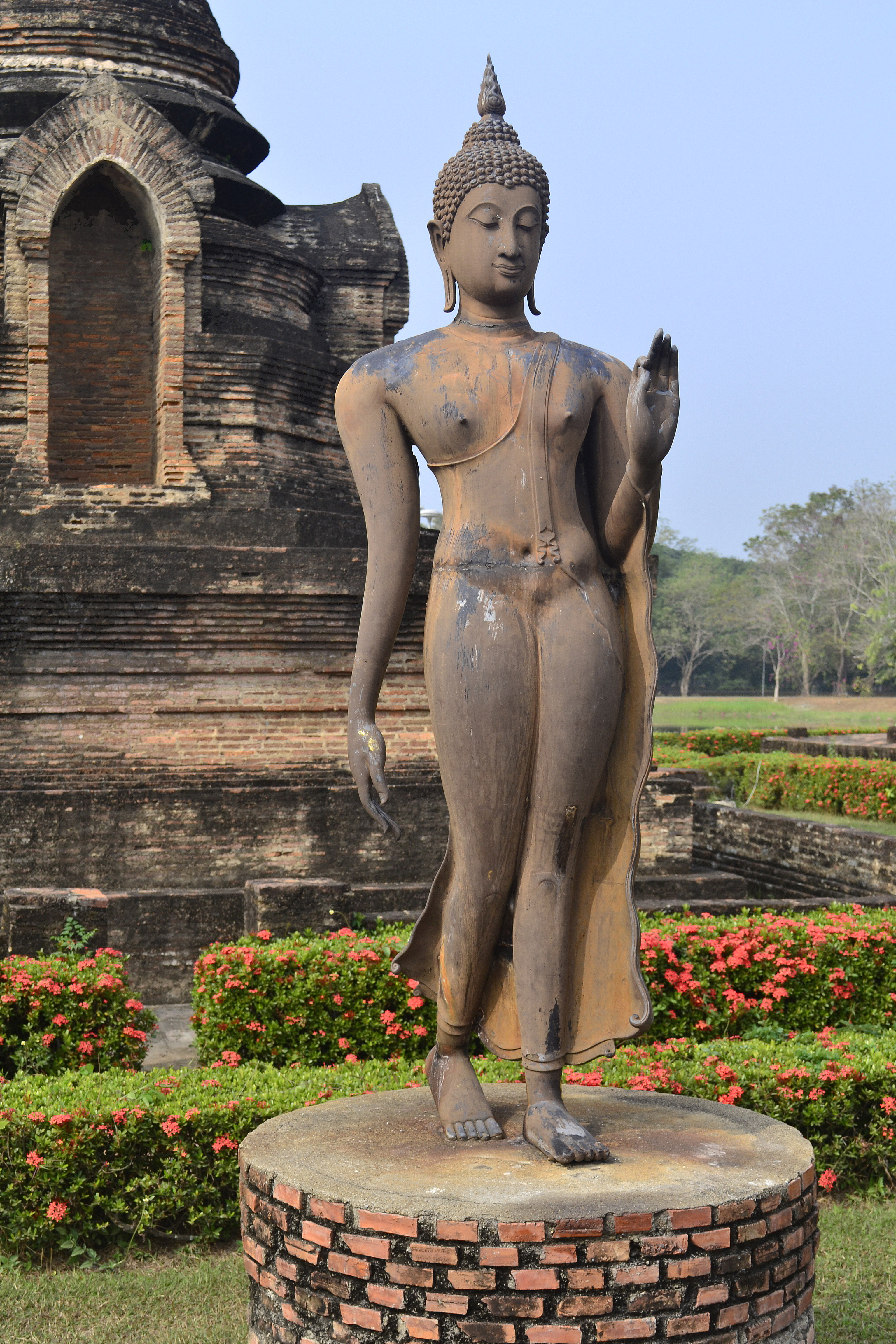
釈迦遊行像　14世紀　ワット・サシー　ウォーキング・ブッダ（英:Walking Buddha - Leela attitude）とも。典拠となった『摩訶摩耶経』は、宋代の中国や平安時代の日本でも仏教美術の題材となった。
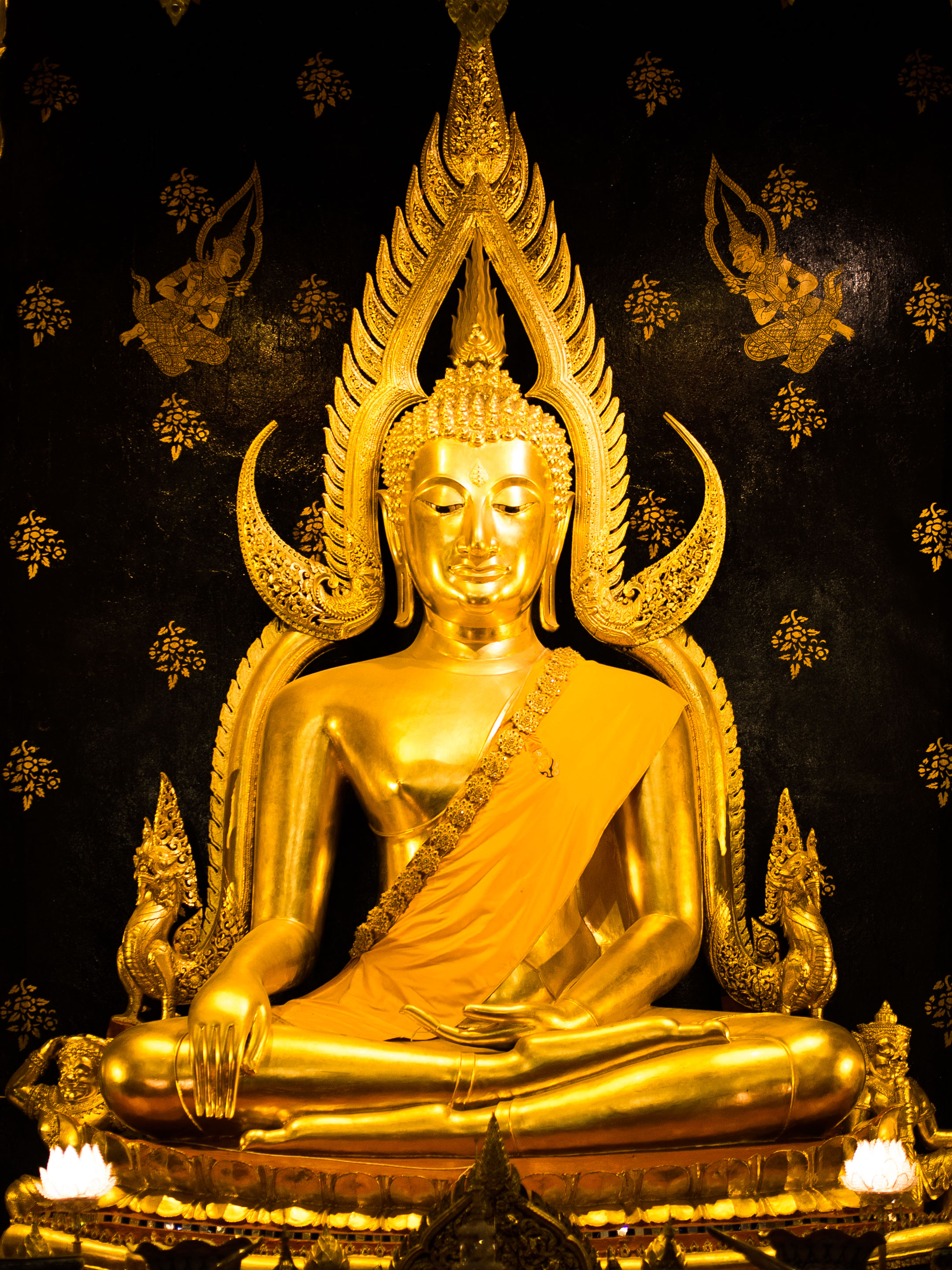
プラプッタチンナラート（「勝利の王」）　15世紀前半　スコータイ仏　ピッサロヌーク、ワット・プラシーラッタナーマハータート蔵　マハータンマラーチャー4世の時代に鋳造[337]。
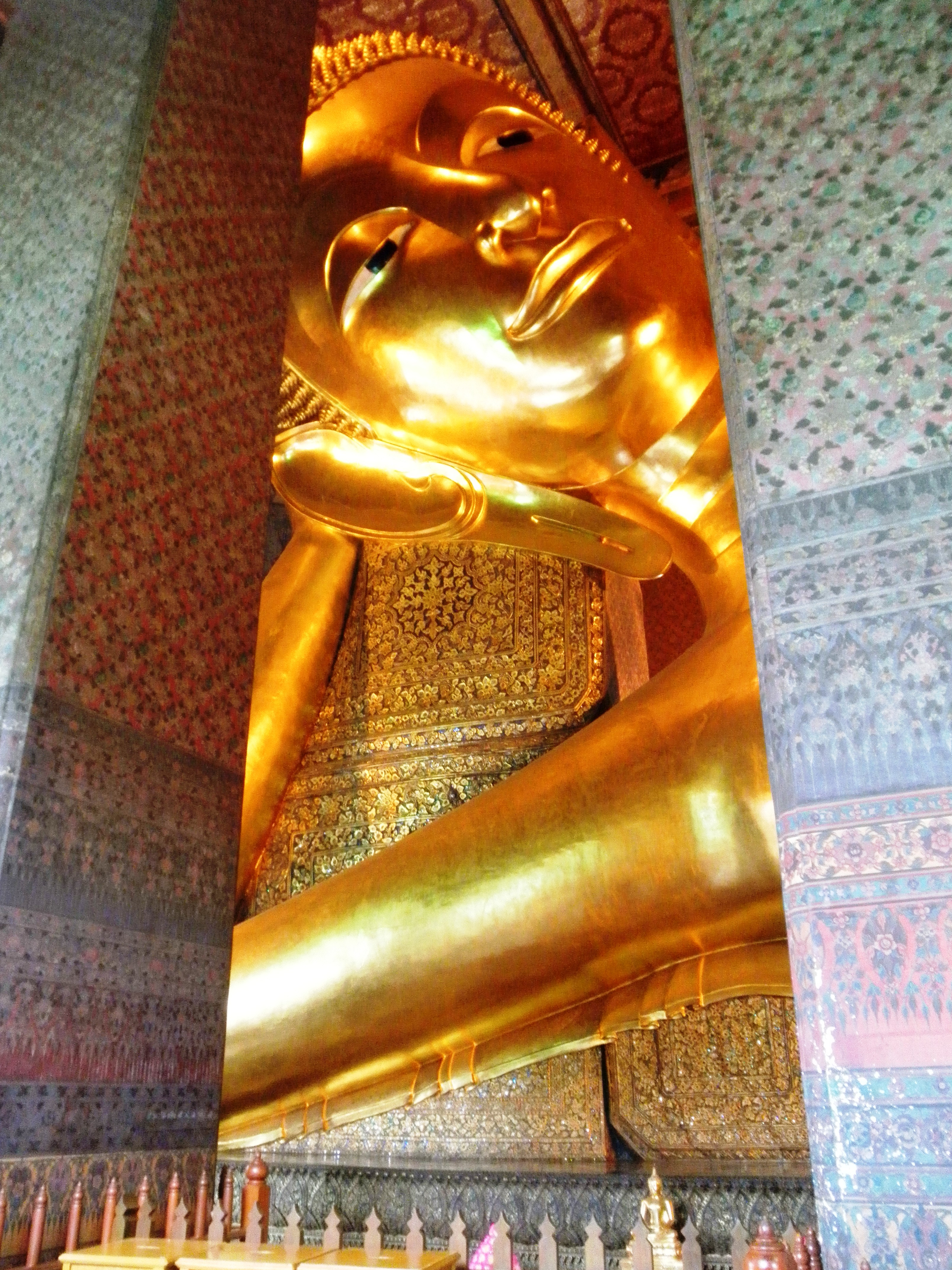
ワット・ポーの涅槃仏
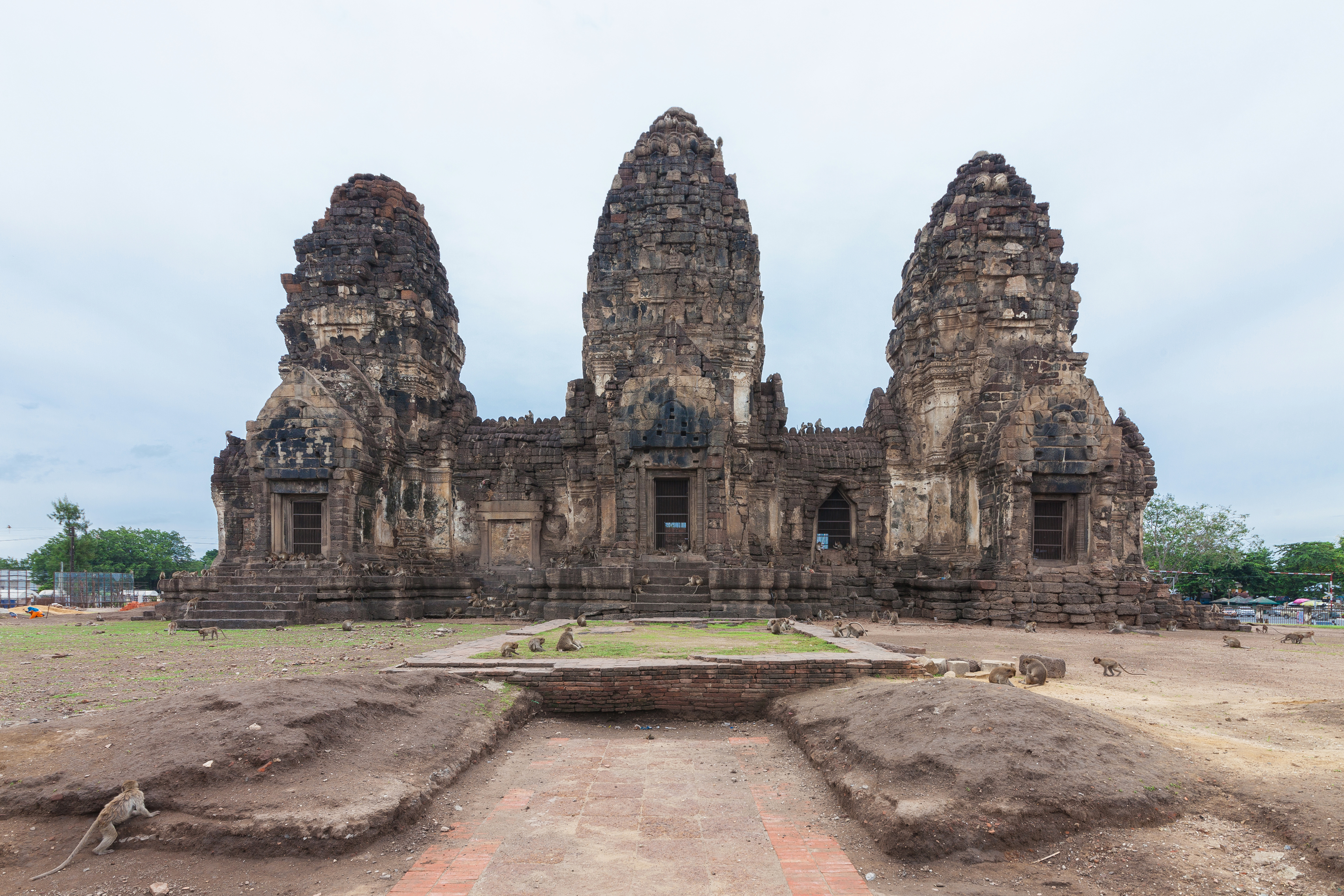
プラーン・サム・ヨート
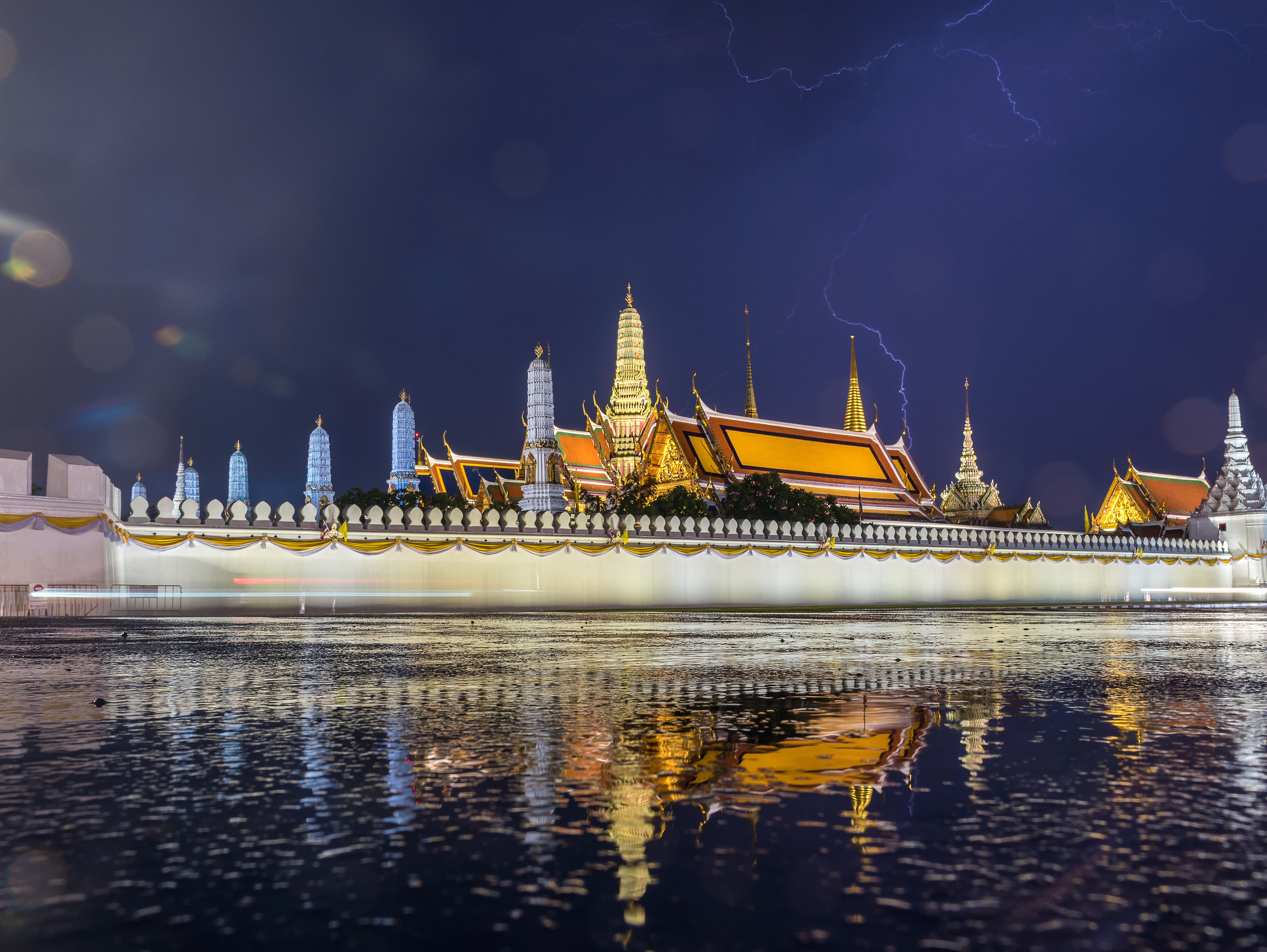
ワット・プラケーオ外観

### インドネシア
中国大陸の僧が、仏法を学ぶため、釈迦の出生地を目指すものが現れた。その過程において、この地の記録が残された。5世紀初頭、インドからの帰路にてジャワも
しくはスマトラを訪れた法顕は、「外道婆羅門が興盛し、仏法は言うに足らず」と記した。ヒンドゥー教ほど隆盛してはいないが、仏教も伝わっていたことが分かる。7世紀末、義浄（#プレ・タイ人系期）は、シュリーヴィジャヤにて計7年間を過ごし、仏教研究が進んでいると述べ、インドに行く前に当地で学ぶことを勧めている。当地にて辿れる最古の文字史料は、スマトラ島で発見された684年のタラン＝トゥオゥ碑文で、大乗仏教及び密教用語が見られる。

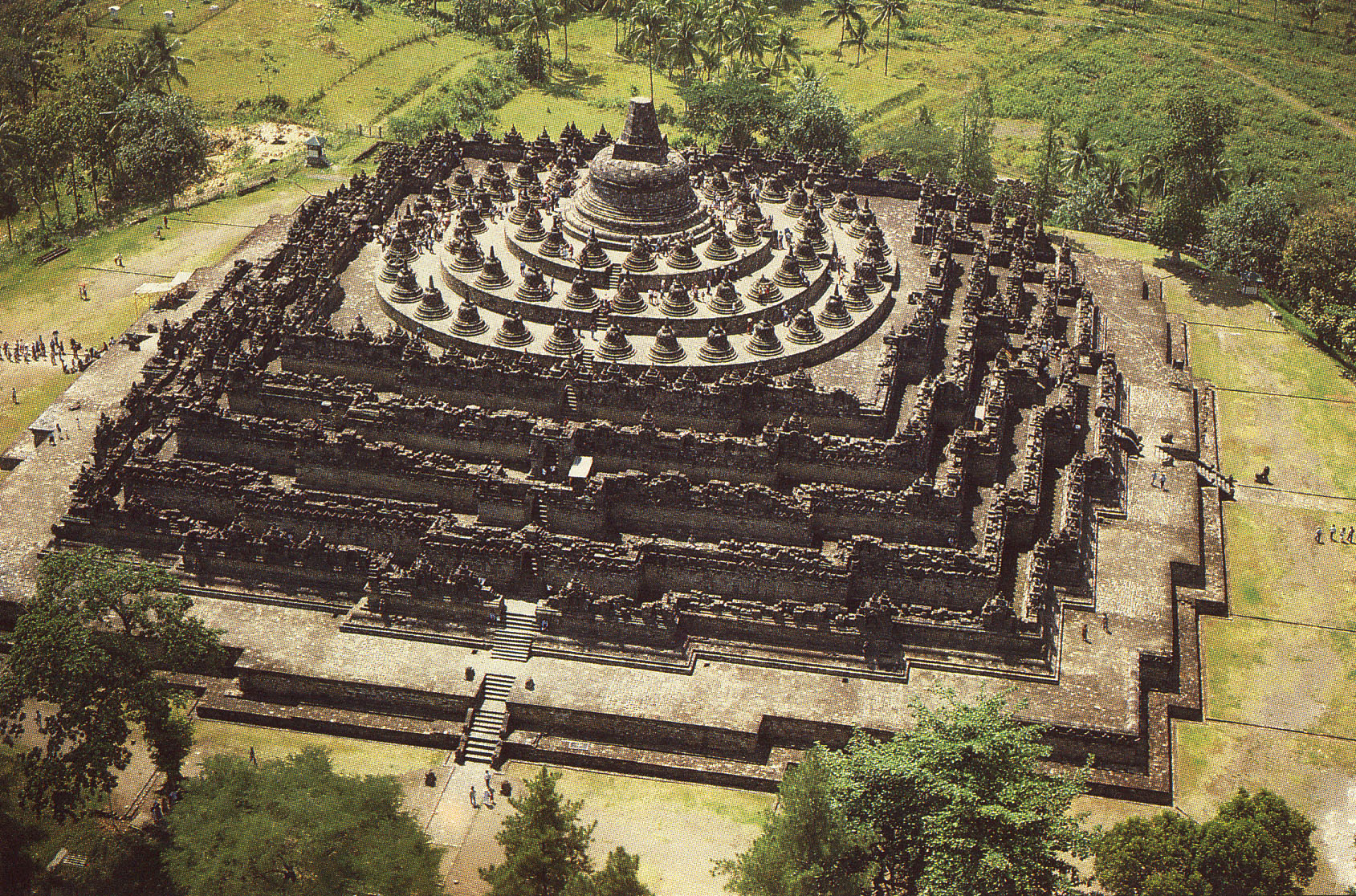
ボロブドゥール俯瞰図。
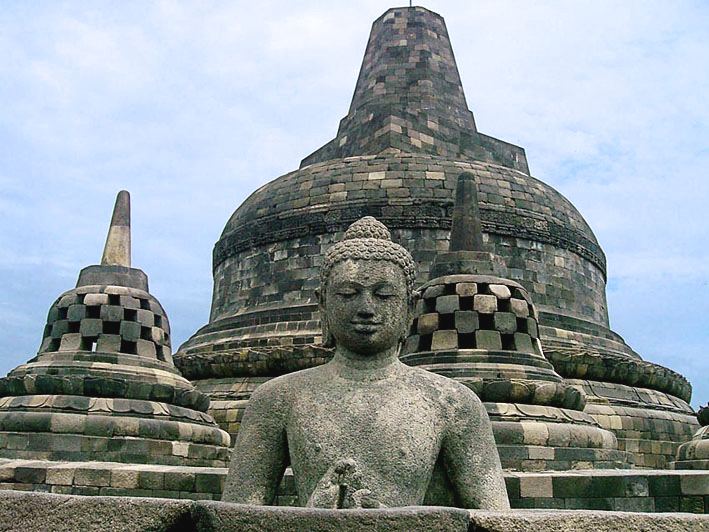
ボロブドゥール、大小ストゥーパと仏座像。
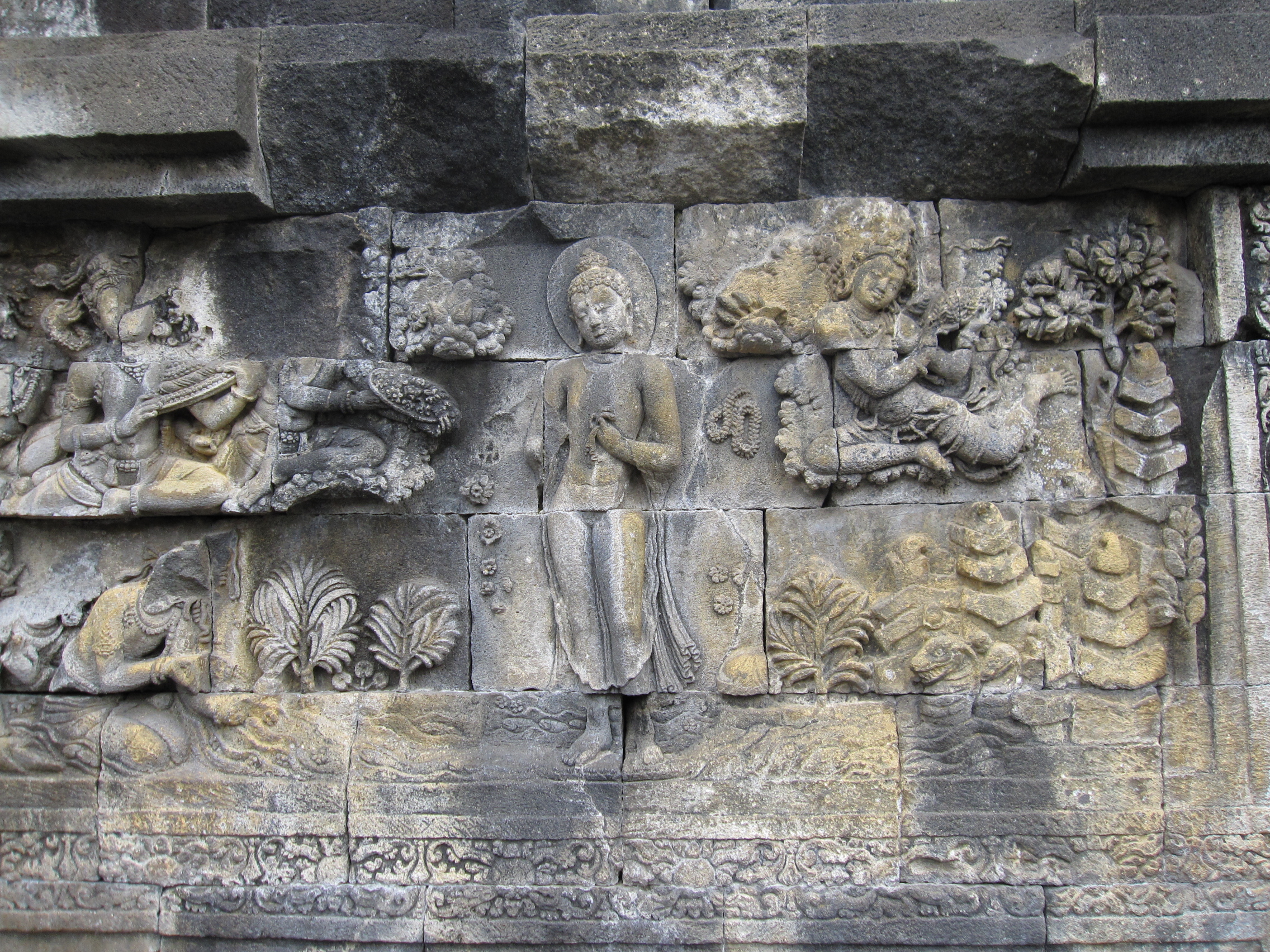
ボロブドゥール第1回廊浮彫より、苦行を続けても解脱が得られず、沐浴をする釈迦[342]。

シャイレーンドラ朝支配下の中部ジャワ島で、8世紀後半から9世紀前半にかけてボロブドゥールが建立された。基部が約120メートル四方、基壇と方形5層に小ストゥーパと円形3層を重ねた階段状安山岩積みのこの建造物は、その上に大ストゥーパを戴いている。ストゥーパ内には計504躯の仏座像が祀られる。方形層の回廊には計1460面の仏伝・ジャータカなどに基づく浮彫が右回りに掲示される。五智如来で曼荼羅を表した、シャイレーンドラ家の墳墓と見なされている。

## 現代仏教美術

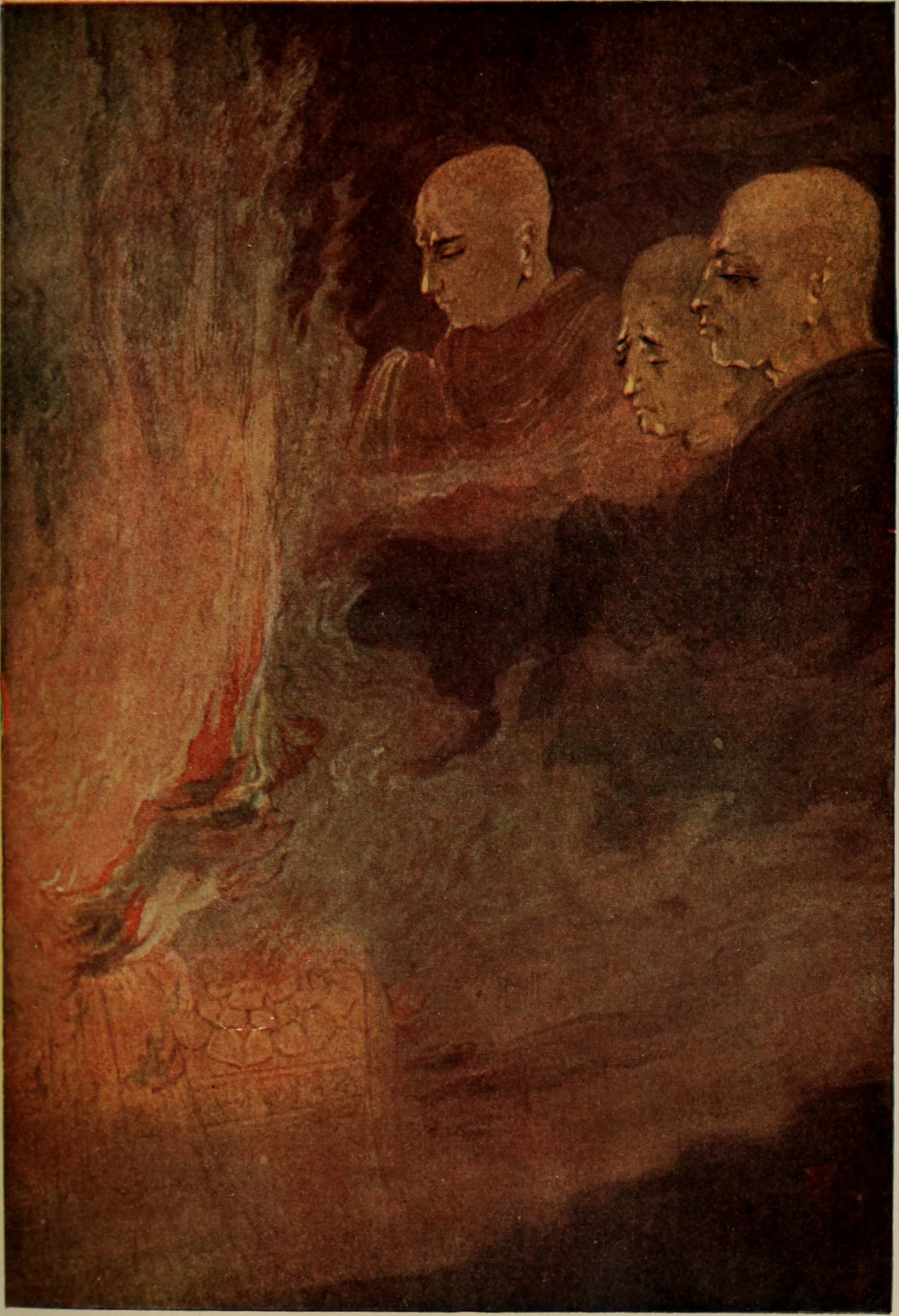
『仏陀と仏教の福音』（アーナンダ・クーマラスワミ著、1916年）の挿絵

20世紀以降、アジアにおける仏教美術は西洋美術との接触・結びつきの中で新しい展開を迎えた。そのなかには、旧来の様式から離れて発展したものもあれば、伝統に軸足をおいたまま発展したものもある。
大乗仏教が主流な地域における現代仏教美術としては、大韓民国の王智源による仏像彫刻、ネパール出身でチベット・ニャラム県にルーツを持つツェリン・シェルパによる絵画作品 が挙げられる。仏教建築の分野で、台湾南部、高雄市の佛光山佛陀記念館が挙げられるだろう。この文化施設・宗教施設を兼ねる記念館は21世紀に入ってから建設され、仏塔やストゥーパ、大仏が建立されている。
また、上座部仏教が主流な地域でも、伝統美術の側からの近代的なアプローチは行われている。神秘家で彫刻家のバンルーリナット・スーリナットは20世紀中盤にカンボジアとタイで活躍し、サラケオク公園やブッダ・パークといった、大規模なコンクリート仏教彫刻群を造営した。さらに、1997年に開山したタイのワット・ロンクンは、タイの伝統的な仏教建築と超現実主義が図られている。タイではさらに、いわゆる「地獄寺」としてカテゴライズされる、立体像を用いて屋外に設置されている空間が同国の農村部においてよく見られる。タイ全土およそ70ヶ所に点在する地獄寺は、在家信者の教化を目的に制作されており、『三界経』や『プラ・マーライ』で説かれた地獄をもとにしている。これらは1970年代以降に大々的に作られるようになったが、1973年の血の日曜日事件などの動乱によって政治的意識をもった「開発僧」と呼ばれる僧侶らが、その主な担い手となった。
一方、アメリカ大陸やヨーロッパといった、近代に入ってから仏教が広まった地域では、少なくない現代アーティストが仏教をアートの主題として取り扱っている。注目すべき例としては、ビル・ヴィオラによるビデオ・インスタレーション、ジョン・コンネルが手掛けた彫刻作品、 アラン・グラハムによるインスタレーション作品、"Time is Memory"などがある。
イギリスの仏教団体ネットワークは、アートに携わる仏教実践者を識別することに意欲的である。この組織は、2005年に全国的な仏教芸術祭、「花の蓮」（"A Lotus in Flower"）を企画 したほか、 2009年には2日間に渡る芸術会議「ブッダマインド、クリエイティブマインド」の開催を支援した。「ブッダマインド、クリエイティブ」の閉会後に仏教芸術家の協会が結成され、組織としての努力が実を結ぶこととなった。

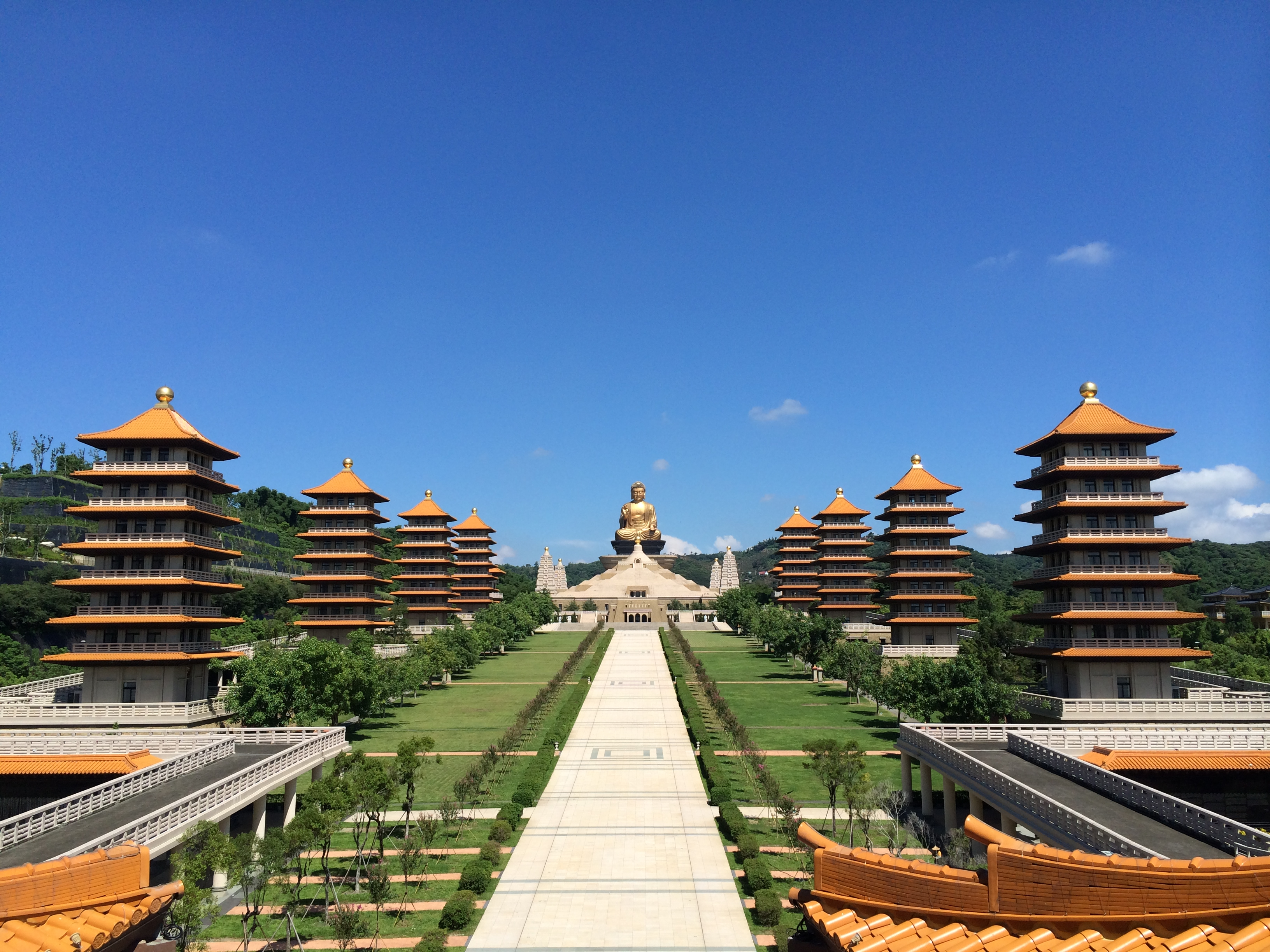
佛光山佛陀記念館　パゴダと大仏
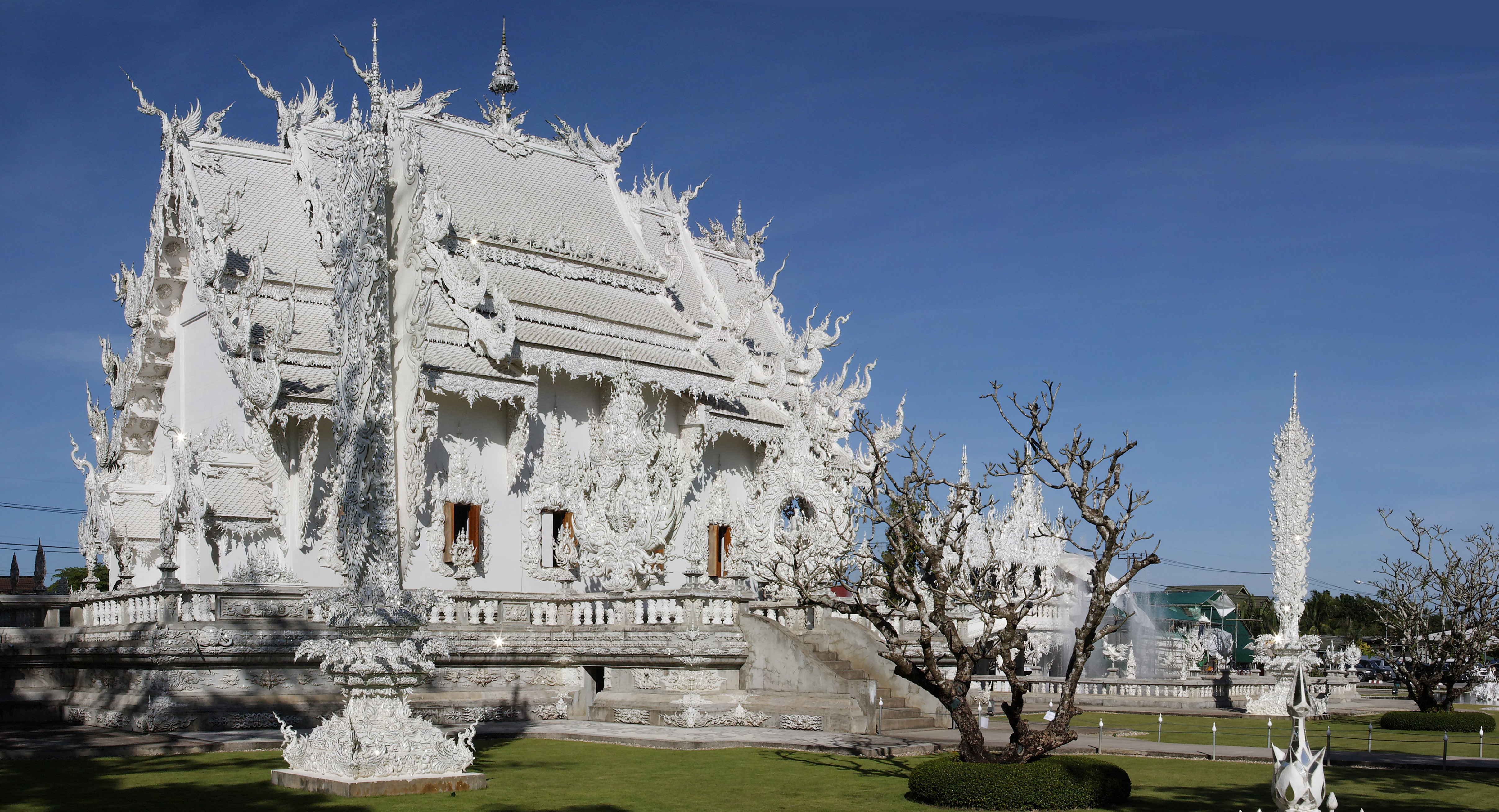
ワット・ロンクン
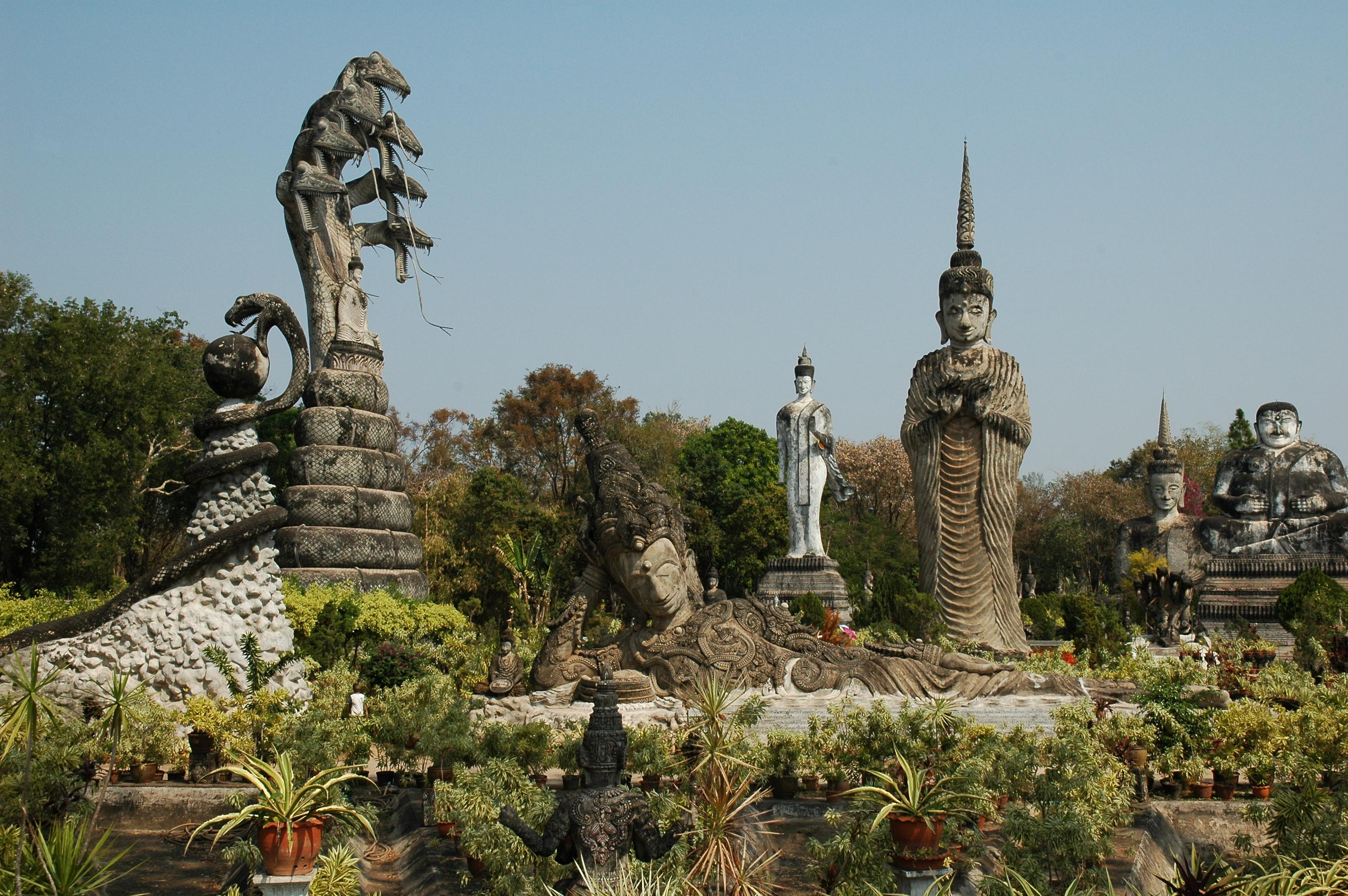
タイ、サラケオク公園の仏像群
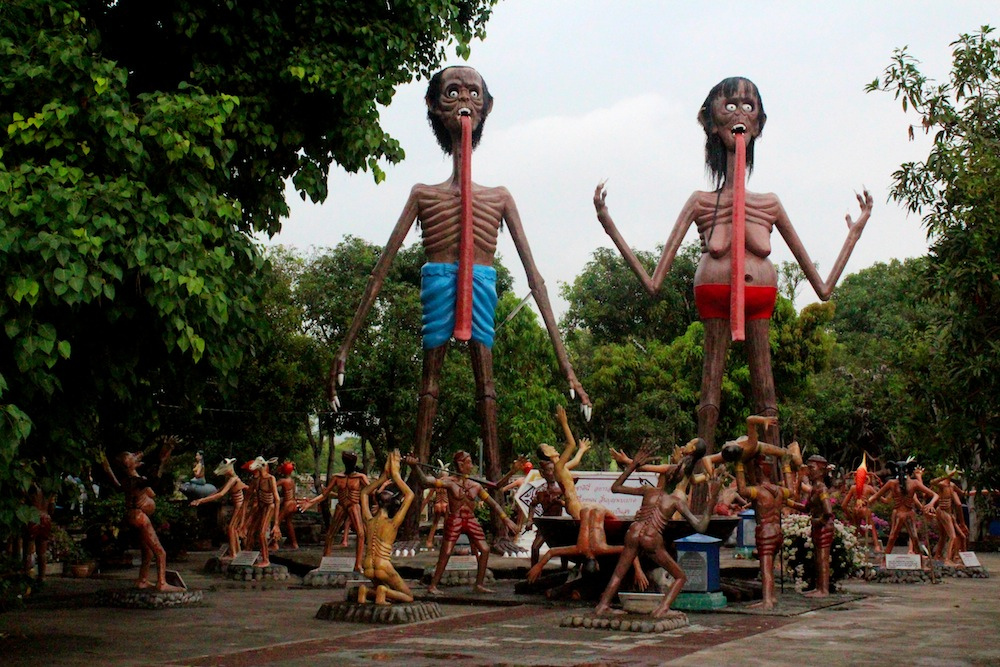
タイ、チョンブリー県、ワット・セーンスック（英語版）の地獄寺[358]　プレタ（餓鬼）と亡者、獄卒の像
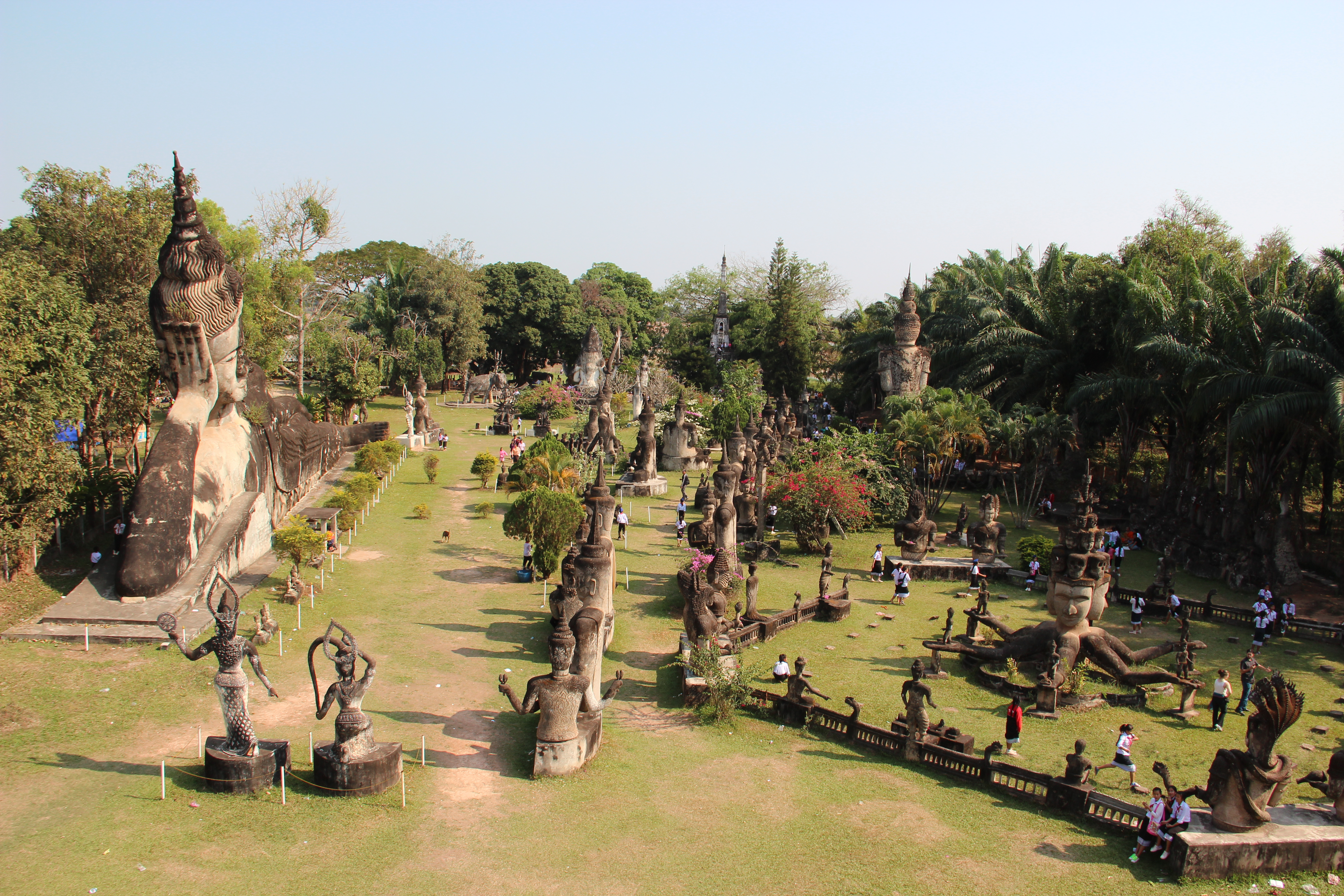
ラオス、ブッダ・パークの仏像群